# Lucas Cranach l'Ancien
Lucas Maler, dit Lucas Cranach l’Ancien, né le 4 octobre 1472 à Kronach (principauté de Bamberg) et mort le 16 octobre 1553 à Weimar (duché de Saxe), est un peintre et graveur de la Renaissance allemande.
Son patronyme dérive de celui de sa ville natale. Il est le père de Lucas Cranach le Jeune (1515-1586).

## Biographie
Ses origines et ses années de formation sont quasiment inconnues. Son nom provient de celui de sa ville natale. Son père, Hans Maler (1448-1491 ou 1492), aurait été peintre.

### Les années viennoises
Entre 1501 et 1504, il voyage dans la vallée du Danube jusqu’à Vienne, où il fréquente alors les milieux humanistes. Il peint durant cette période des tableaux d’inspiration religieuse (Saint-Jérôme - 1502, Crucifixion - 1503, Repos pendant la fuite en Égypte - 1504) ainsi qu’un portrait, le Portrait de Dr Cuspinian et sa femme — un humaniste viennois — en 1504.
À cette époque, son style, proche de celui d’Albrecht Dürer, ou d’Albrecht Altdorfer, se caractérise par la prédominance des paysages agités, aux couleurs fastes, emplis d’une quantité de détails et de symboles, d’un lyrisme exacerbé, paysages quasi surréalistes où la tension psychologique est palpable, espaces vitaux dans lesquels s’insèrent avec harmonie des personnages élaborés et à l’expression énigmatique. Les trois artistes ont d'ailleurs l'occasion de travailler ensemble, lors de la réalisation du Livre de prières de Maximilien en 1515 pour l'empereur Maximilien.

### À la cour de l'électeur de Saxe

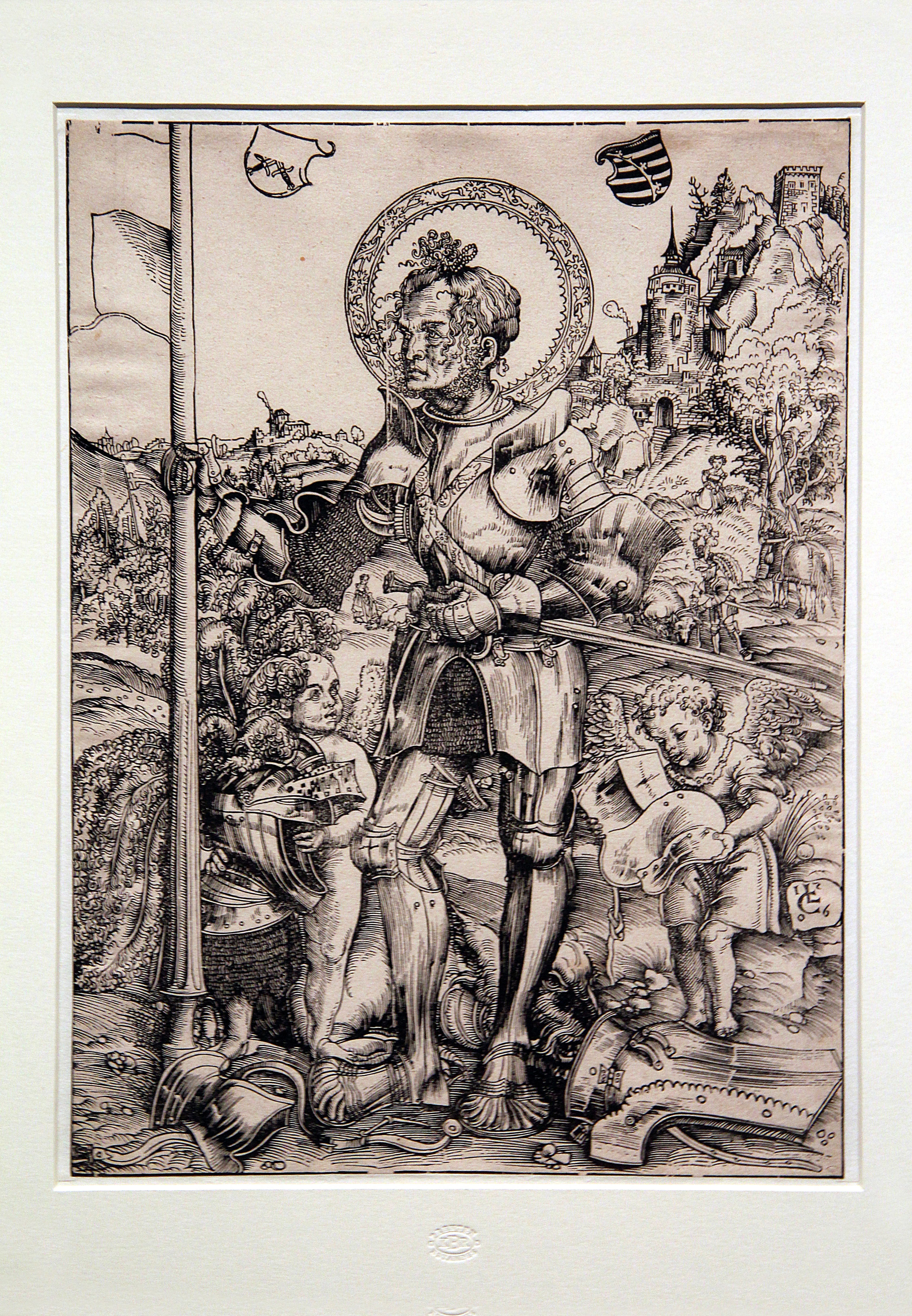
Saint Georges s'appuyant sur sa lance (1506). Bibliothèque royale de Belgique.

Lucas Cranach s’établit à Wittemberg en 1505 et devient peintre de cour auprès de l’électeur de Saxe Frédéric le Sage. Il est anobli en 1509 et reçoit du prince-électeur des armoiries représentant un dragon ailé portant un rubis, qui sera sa signature et celle de son atelier sur de très nombreux tableaux. Son activité change. Ses protecteurs, comme le cardinal Albert IV de Brandebourg attendent de lui non seulement des retables et des portraits, mais aussi des œuvres décoratives pour leurs fêtes et les intérieurs de leurs nombreuses demeures. Pour faire face aux nombreuses demandes, Cranach met sur pied un atelier où ses deux fils travaillent. En 1509, il met au point la technique de la gravure sur bois en couleurs.
Un exemple très intéressant de l'organisation du travail entre Lucas Cranach et son atelier est la série de treize portraits, conservés par le musée des beaux-arts de Reims. Dix sont attribués à Lucas Cranach et trois à son fils. Ce sont des études, dessinées à vif par le maître, d'une technique rapide à la détrempe, qui permet des indications de couleurs, sur un support léger et facilement transportable (papier vergé et collé sur carton). Ces esquisses de têtes grandeur nature, révèlent un artiste proche de ses modèles, un habile dessinateur. À partir de ces « prototypes » l'artiste ou l'apprenti de l'atelier réalisait des portraits individuels ou collectifs, peints à l'huile. Il pouvait alors à sa guise, coiffer, habiller le personnage en fonction des modes, de son âge et le placer dans le décor de son choix. Les personnages représentés sont pour la plupart identifiés et appartiennent aux familles princières et ducales de Saxe et de Poméranie. Certains portraits, émail ou médaillon, ont pu être localisés. L'hypothèse d'une collection inaugurée par Philippe II de Poméranie au cours du XVIe siècle reste à confirmer.
À partir de cette date, Cranach tourne le dos à la spontanéité de sa période viennoise et son art s’oriente alors vers un style s’approchant du maniérisme : les formes s’allongent, deviennent plus souples, les personnages prennent de l’importance par rapport au paysage devenu simple décor, leurs différentes poses sont élaborées et codifiées, et l’habillage raffiné. 
Le besoin qu'avait Cranach d'adopter une méthode rationnelle pour produire des œuvres de grande qualité, en associant tout son atelier, apparait clairement avec la commande en 1533, d'une soixantaine de paires de petits portraits des deux frères, tous deux alors décédés, Frédéric le Sage et Jean le Constant
Certains historiens de l'art voient dans ce changement le début de la décadence qui va s'accentuant après 1525. D'autres jugent la production des années 1505 à 1525 d'égale valeur, quoique très différente de celle des années viennoises. Cette simplification voulue des formes, des compositions et des couleurs permet à l'atelier de copier à la demande, avec de simples variantes, les créations du maitre. Il crée ainsi une figure féminine idéale et stylisée sur des canons anti-classiques. Cette figure gracile, représentée le plus souvent avec des déformations onduleuses (La Nymphe à la source, 1518 ; Lucrèce, 1532), a été interprétée comme une persistance du gothique ou une participation au maniérisme international. Le pouvoir de séduction de l'artiste réside dans l'utilisation du pouvoir suggestif de la ligne sinueuse et du contraste des couleurs disposées en larges surfaces.

### Les liens avec la Réforme

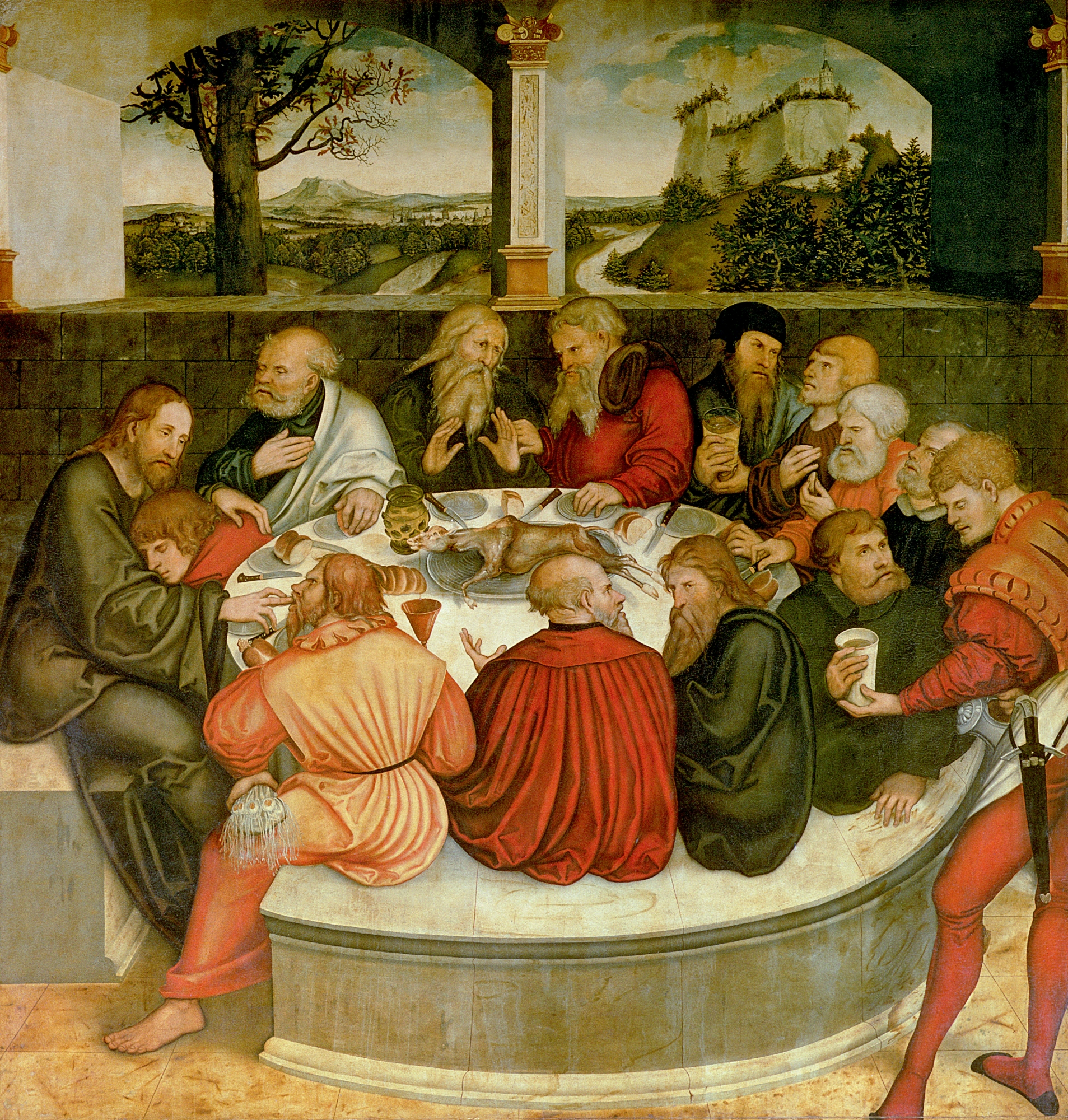
Le Dernier Repas
(Luther parmi les apôtres), retable de
Wittemberg, 1530.

À Wittemberg, durant la même période, Lucas Cranach l'Ancien se lie avec Martin Luther dont il devient l'ami intime. Auteur de nombreux portraits du Réformateur, il est aussi le parrain d'un de ses enfants, Luther étant le parrain de ses enfants.
Proche de Luther et acquis à ses idées, Cranach participe dès lors à la création de l’iconographie protestante, représentant des thèmes chers à la Réforme, tirés de l’Ancien Testament et du Nouveau Testament, introduisant quelquefois des citations de la Bible. En 1522, il publie  21 bois gravés L'Apocalypse qui illustre la nouvelle traduction de Luther. Il peint également de nombreux portraits et scènes religieuses qui lui assurent la célébrité dans toute l’Europe, et à partir de 1525, intensifie son activité avec l’aide de ses fils, Hans et Lucas, et probablement d’un atelier important.
En 1520, il obtient le privilège d'apothicaire et exploite une imprimerie. Il est élu à trois reprises bourgmestre de Wittemberg. En 1523, il offre l'asile au roi Christian du Danemark en exil. Il conserve sa charge de peintre de la cour sous les électeurs Jean-Constant et Jean-Frédéric, cour pour laquelle il peint d’innombrables nus bibliques et mythologiques à l’érotisme allusif. Il accompagne Jean-Frédéric de Saxe à la Diète de Nuremberg. Il rencontre à cette occasion Albrecht Dürer, qui peint son portrait.
Jean-Frédéric porte sa cour à Weimar en 1547 et Lucas Cranach l'y suit.
Son protecteur Jean-Frédéric ayant été capturé après la bataille de Mühlberg par Charles Quint, Cranach l'accompagne en captivité entre 1550 et 1552, mais ses fonctions à la Cour de Saxe sont suspendues. Il rencontre Titien dont il fait le portrait. Son fils Lucas reprend la direction de l'atelier. Après la libération de Jean-Frédéric, Cranach suit la cour à Weimar, nouvelle résidence électorale pour y mourir l’année suivante. Cranach publie les gravures des portraits de Charles Quint et Jean-Frédéric.

### Attribution
Il a produit de nombreuses œuvres dont l'attribution est parfois difficile, les signatures différentes et l'activité de son atelier étant importante (près de 600 œuvres). Du fait de l'organisation du travail avec des prototypes, certaines années, après 1525, on retrouve ainsi quatre tableaux sur le même thème avec des variantes relativement discrètes, les visages, les attitudes et même les couleurs restant très similaires.
Après sa mort, son fils Lucas Cranach (dit le Jeune) continue l’activité de son père et de son atelier.

### Série desVénus

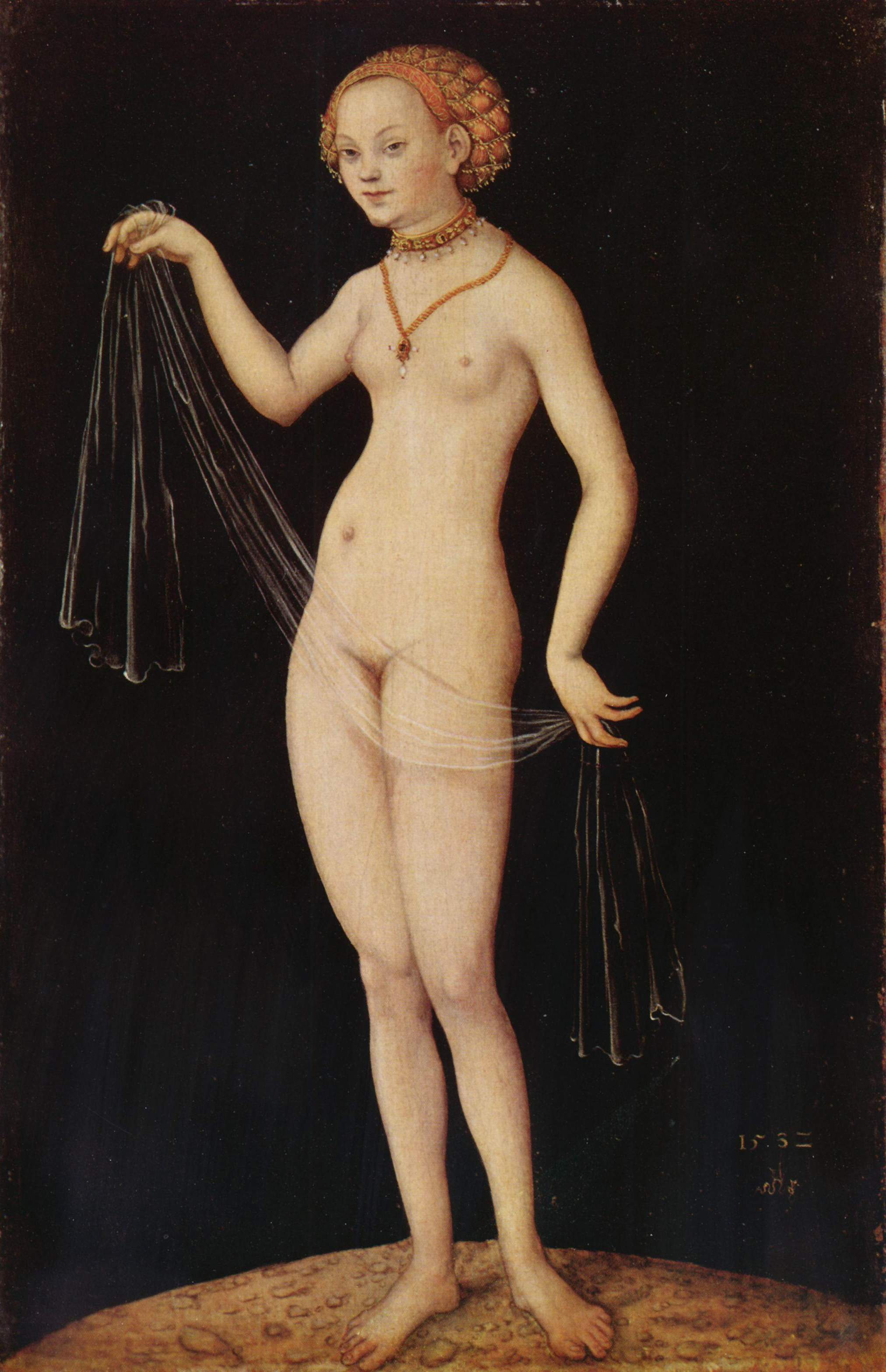
Vénus (1532), musée Städel, Francfort-sur-le-Main.

Dans la série des Vénus autour de 1530, Cranach reprend un sujet très classique de la Renaissance pour en faire une œuvre d'un érotisme ambigu.
Représentée nue comme le veut la tradition, la Vénus est une jeune fille oblongue aux formes prépubères. Mais loin d'être pudique, elle porte un collier à la manière des courtisanes, elle montre son sexe d'un doigt et regarde le spectateur d'un œil aguicheur.
Le paysage stylisé de la Vénus debout dans un paysage renvoie à l'Allemagne de son époque.

### Doute sur l'authenticité d'une œuvre
Le 3 mars 2016, est saisie, à l'hôtel de Caumont à Aix-en-Provence où elle était exposée depuis le 7 novembre 2015, une Vénus au voile, une huile sur bois de 38,7 × 24,5 cm attribuée à Lucas Cranach l'Ancien, portant le monogramme au serpent ailé de la signature du peintre, datée de 1531, présentant de fortes similitudes avec les Vénus de 1530, appartenant à la collection de princes de Liechtenstein et acquise par Hans-Adam II en 2013 pour 7 millions d'euros. Le conservateur du musée reste persuadé de son authenticité.

## Chronologie des œuvres

### Peintures

#### Années viennoises
- 1489 : Les Amants mal assortis, 1489, Huile sur panneau, Fondation Bemberg, Toulouse.
- 1500 : Jeune homme imberbe, épicéa, 46 × 33 cm, Maison de Hesse, Kronberg. Anciennement attribué à Dürer
- 1500-1506 :
  - Portrait d'une jeune mariée ou d'une jeune femme, peinture sur tilleul, 42 × 33 cm, Germanisches Nationalmuseum, Nuremberg
  - Femme à l'œillet, huile sur bois, Musée d'Art et d'Archeologie, Moulins[14]
- 1501 : La Crucifixion, panneau de tilleul, 58 × 45 cm, Kunsthistorisches Museum, Vienne[15]
- 1501-1503 : Portrait d'homme à la casquette noire, huile sur papier, 19 × 25 cm, Morgan Library and Museum
- 1502 : Saint Jérôme pénitent, huile sur tilleul, 55 × 41 cm, Kunsthistorisches Museum, Vienne
- 1502-1503 :
  - Johannes Cuspinian et Anna Putsch, première femme de Johannes Cuspinian, huile sur panneaux, 60 × 45 cm, musée Oskar Reinhart « Am Stadtgarten », Winterthur[16]
  - Saint Valentin et le donateur, huile sur panneau, 91 × 49 cm, Académie des beaux-arts de Vienne
- 1503 : Lamentation sous la Croix, peinture sur sapin, 138 × 99 cm, Alte Pinakothek, Munich[17]
- 1504 :
  - Repos pendant la fuite en Égypte, huile sur bois, 70,7 × 53 cm, musées nationaux de Berlin, Gemäldegalerie, Berlin
  - Le Martyre de sainte Catherine, peinture sur tilleul, 112 × 95 cm, collection de l'Église réformée de Budapest

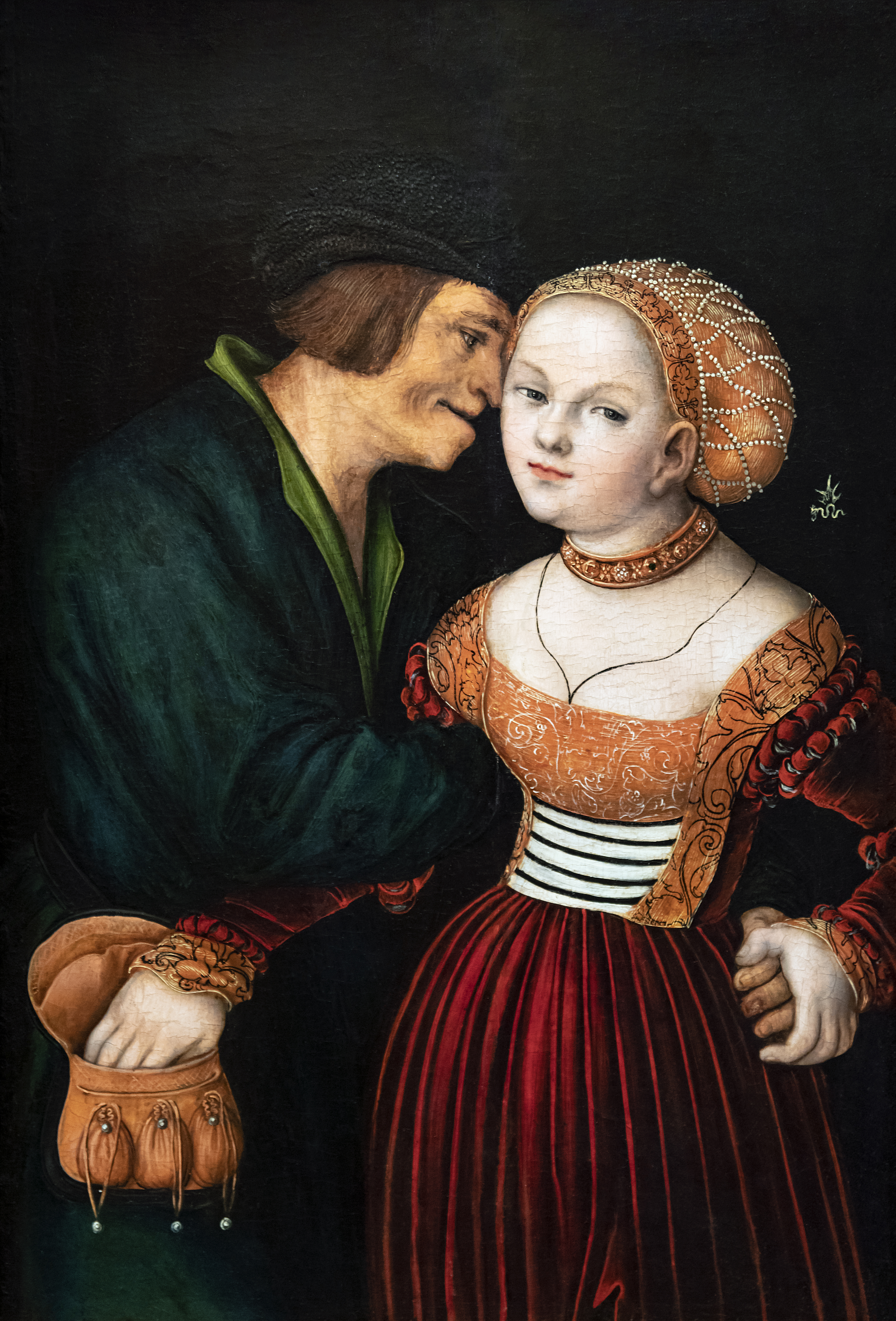
Les Amants mal assortis 1489 Fondation Bemberg, Toulouse.
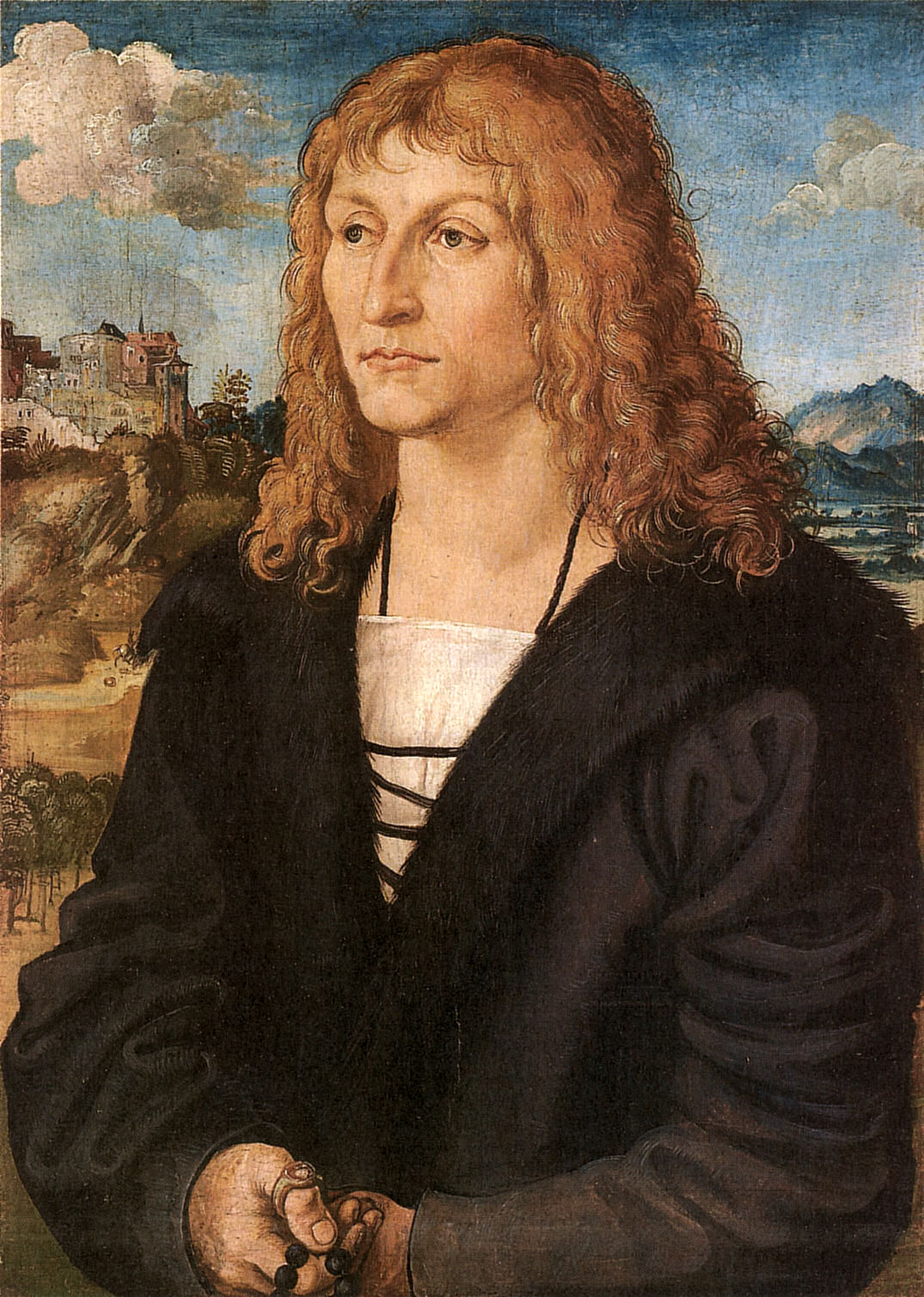
J. Homme imberbe 1500, Kronberg
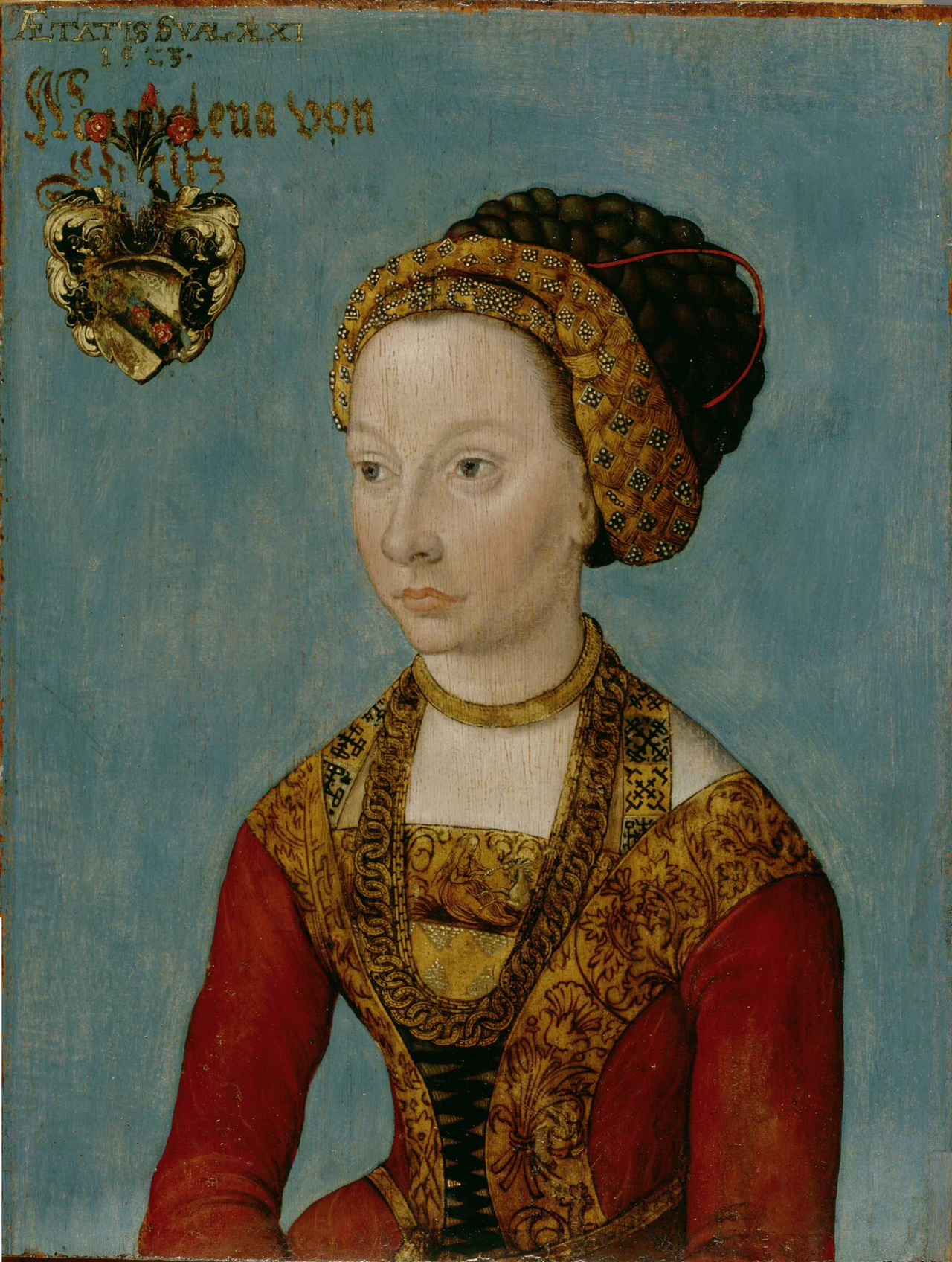
Jeune femme 1500, Nuremberg
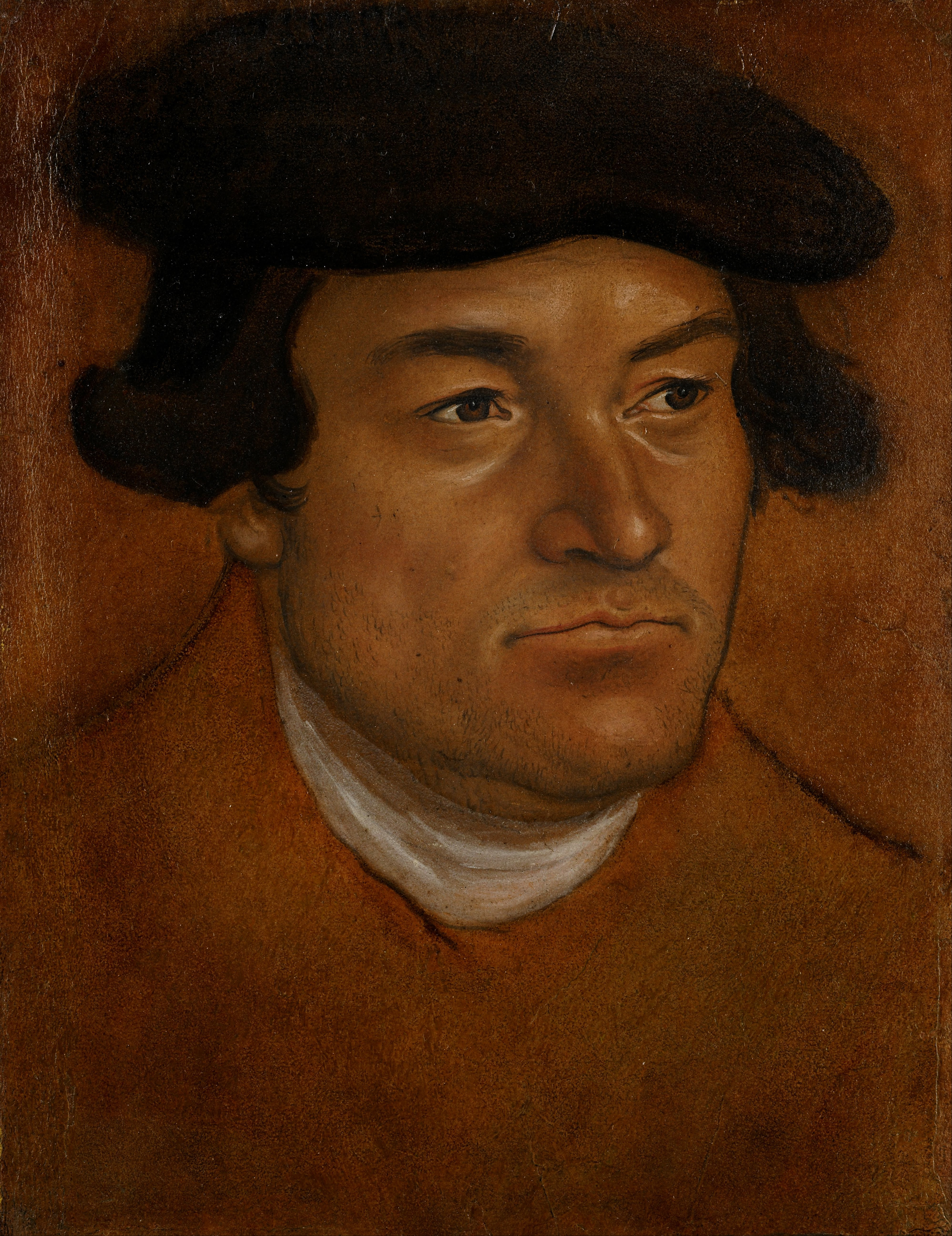
Homme à la casquette 1501, MorganLibrary
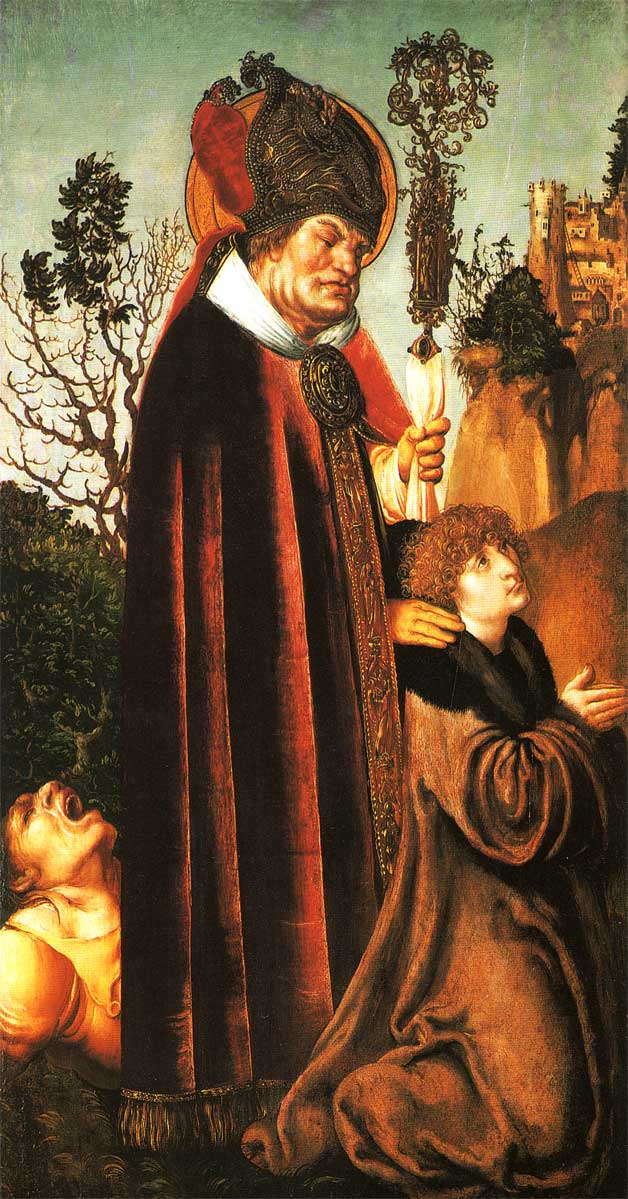
Saint Valentin 1502, Académie de Vienne
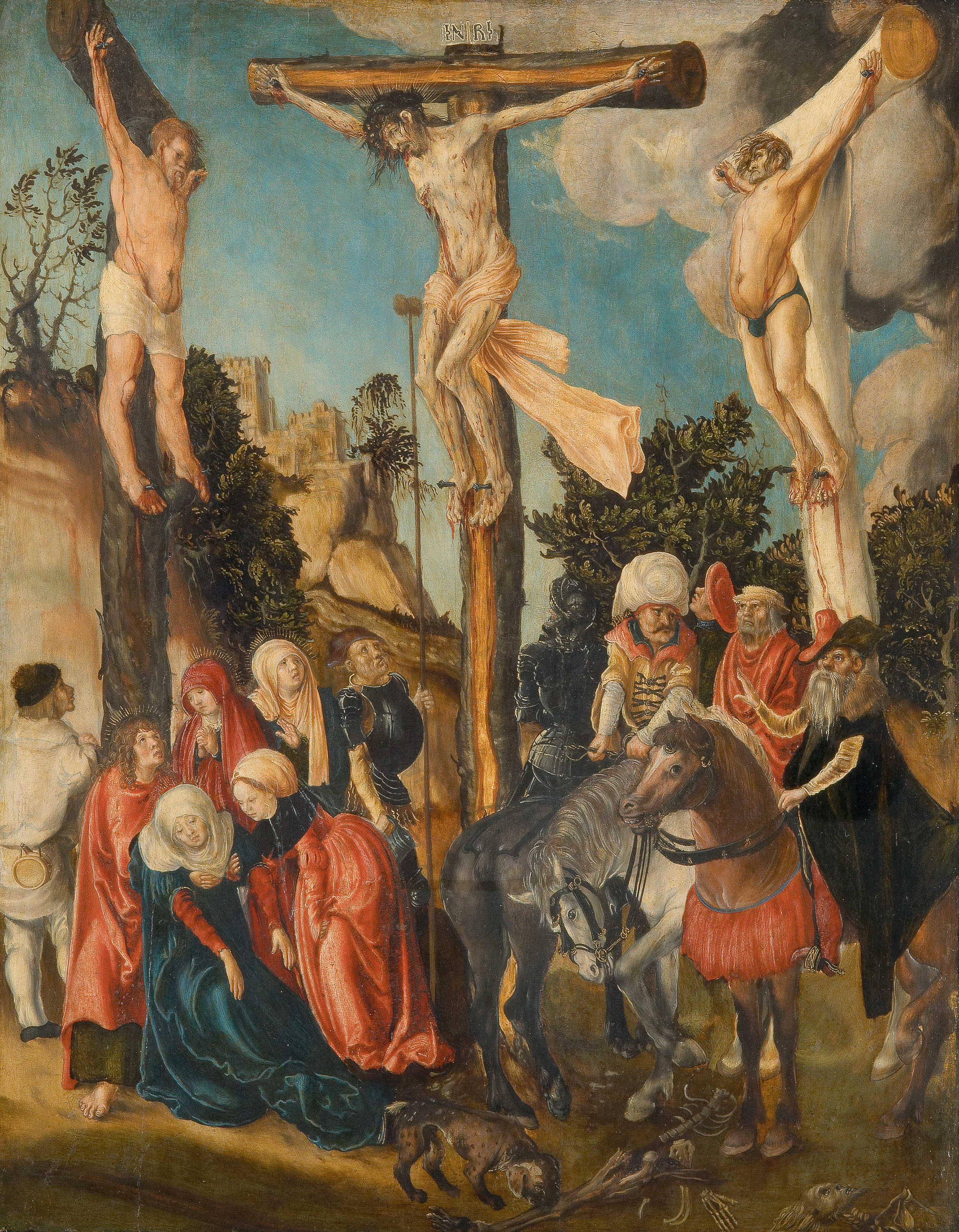
Crucifixion 1501, Vienne
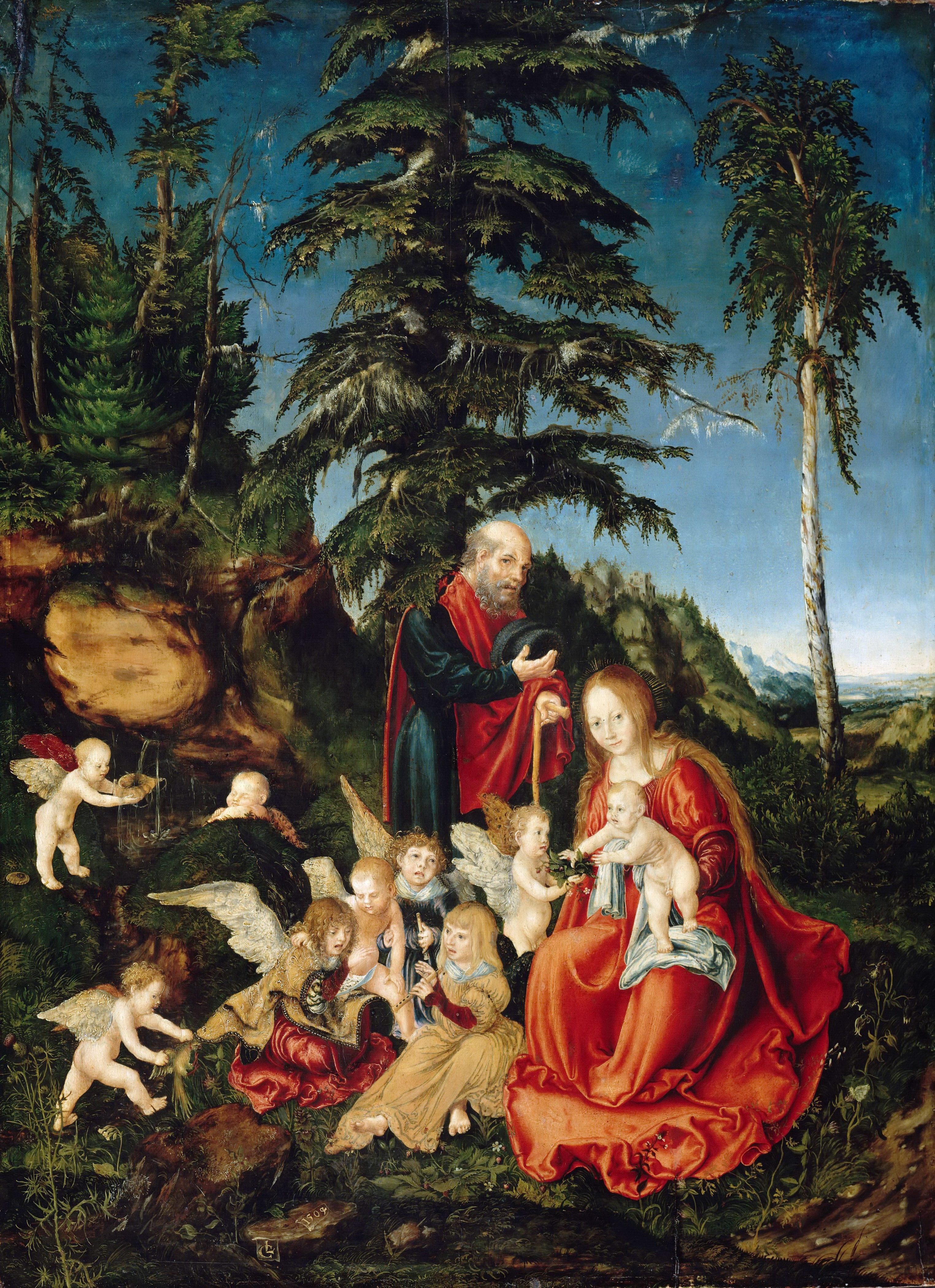
Repos pendant la fuite en Égypte 1504, Berlin
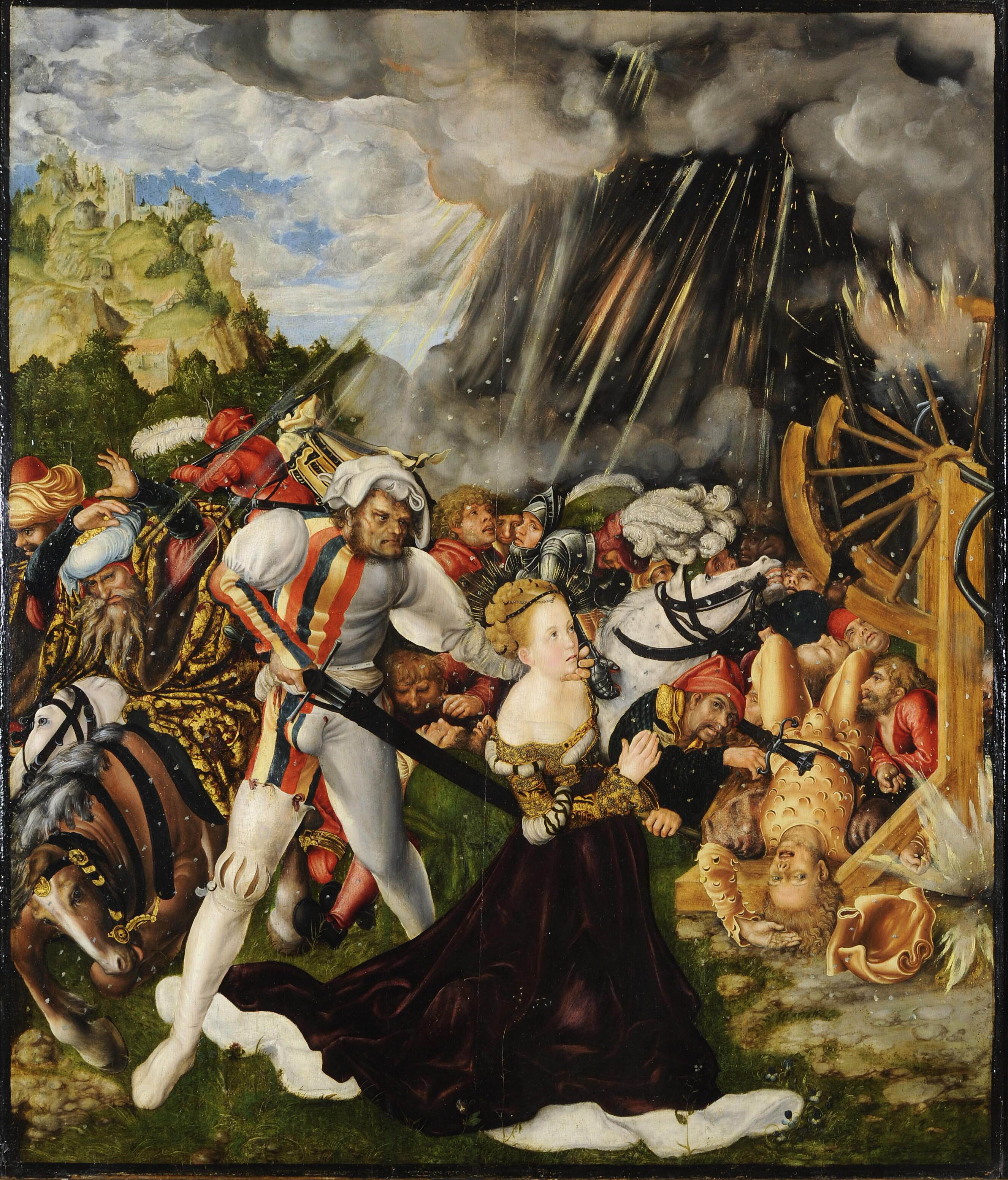
Martyre de Sainte Catherine 1504, Église réformée de Budapest

#### À Wittemberg 1505-1530
- 1506, Retable de sainte Catherine, peinture sur tilleul[18]
  - Panneau principal : Martyre de sainte Catherine 127 × 140 cm, Gemäldegalerie Alte Meister, Dresde
  - Intérieur du panneau gauche : Les Saintes Dorothée, Agnès et Cunegonde, 121 × 64 cm, Gemäldegalerie Alte Meister, Dresde
  - Verso du panneau gauche : Les Saintes Genevieve et Apollonia, huile sur tilleul, 120 × 63 cm, National Gallery, Londres

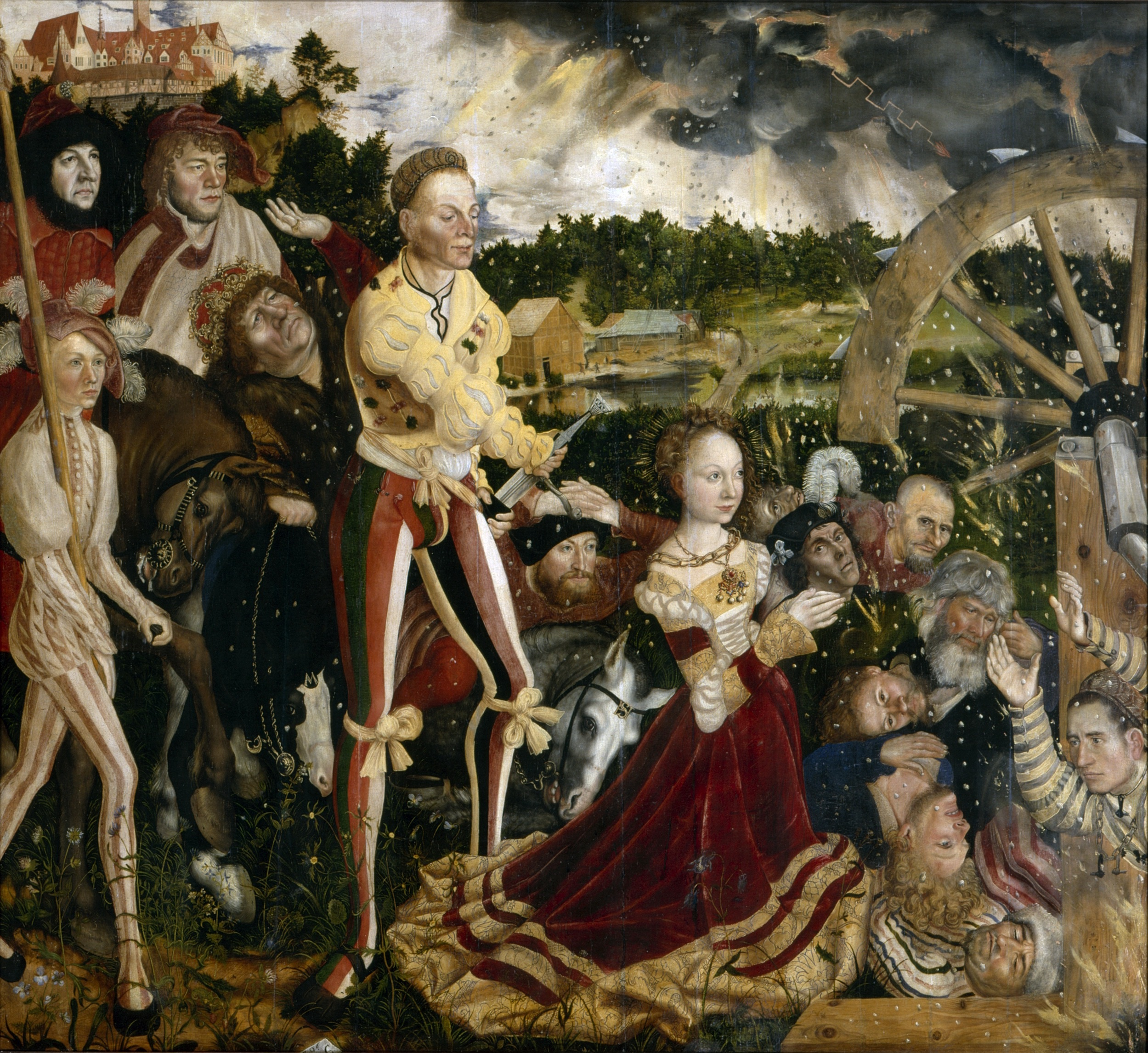
Martyre de Ste Catherine
panneau central Dresde

  - Intérieur du panneau droit : Les Saintes Barbe, Ursule et Marguerite, 124 × 66 cm, Gemäldegalerie Alte Meister, Dresde
  - Verso du panneau droit : Les Saintes Christine et Odile, huile sur tilleul, 123 × 67 cm, National Gallery, Londres

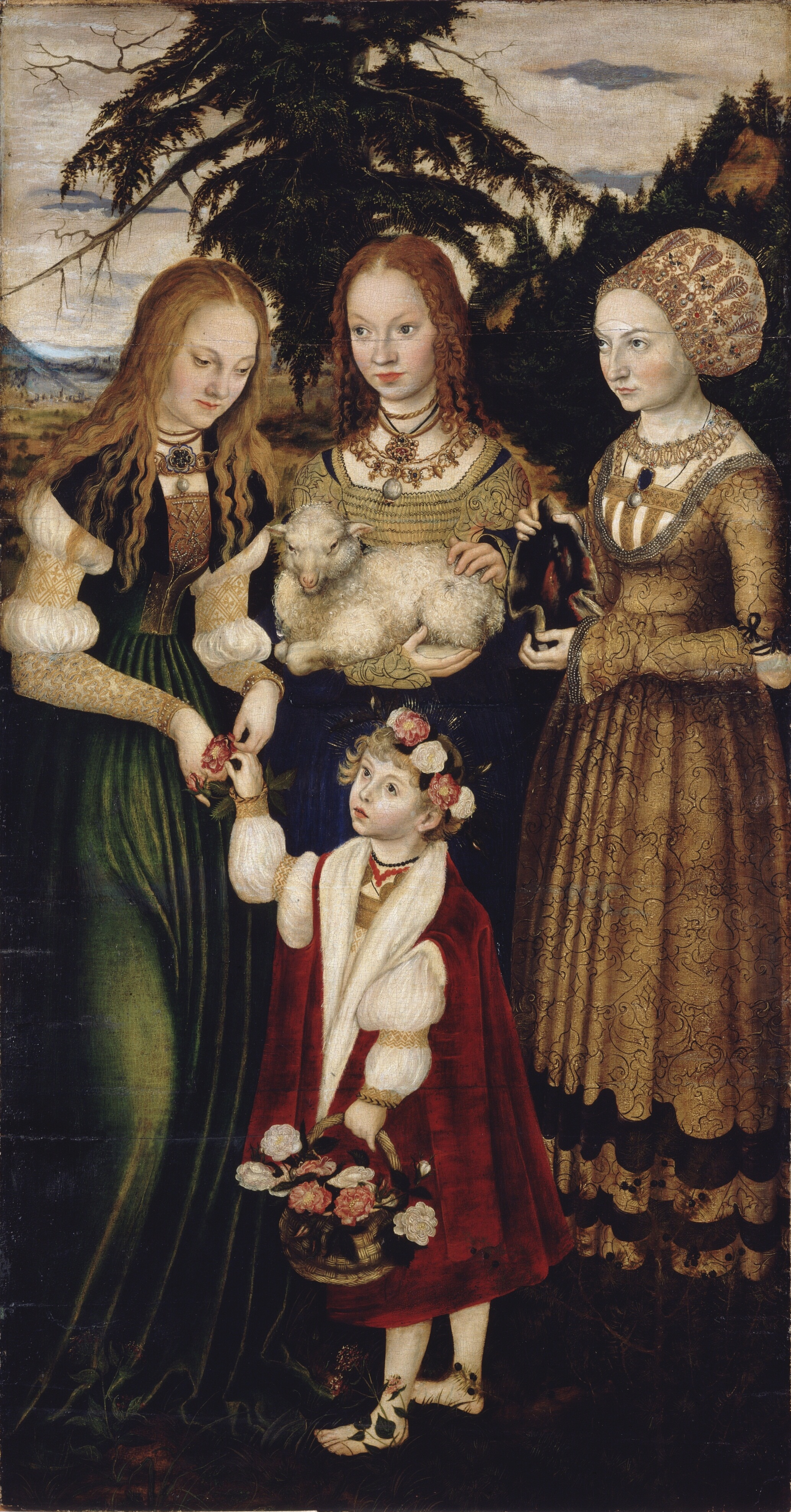
Saintes Dorothée, Agnès et Cunégonde Dresde
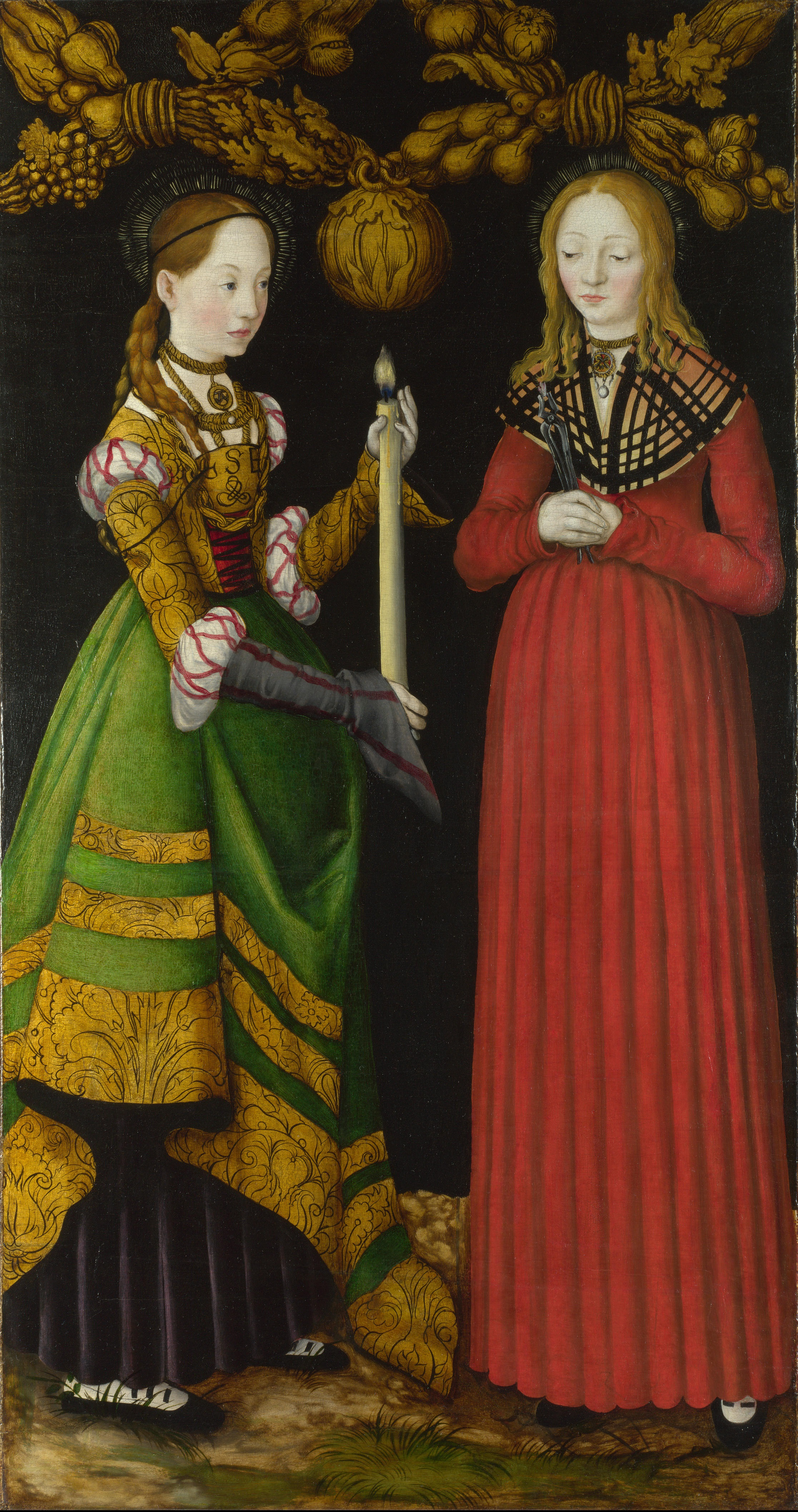
Saintes Geneviève et Apollonia Londres
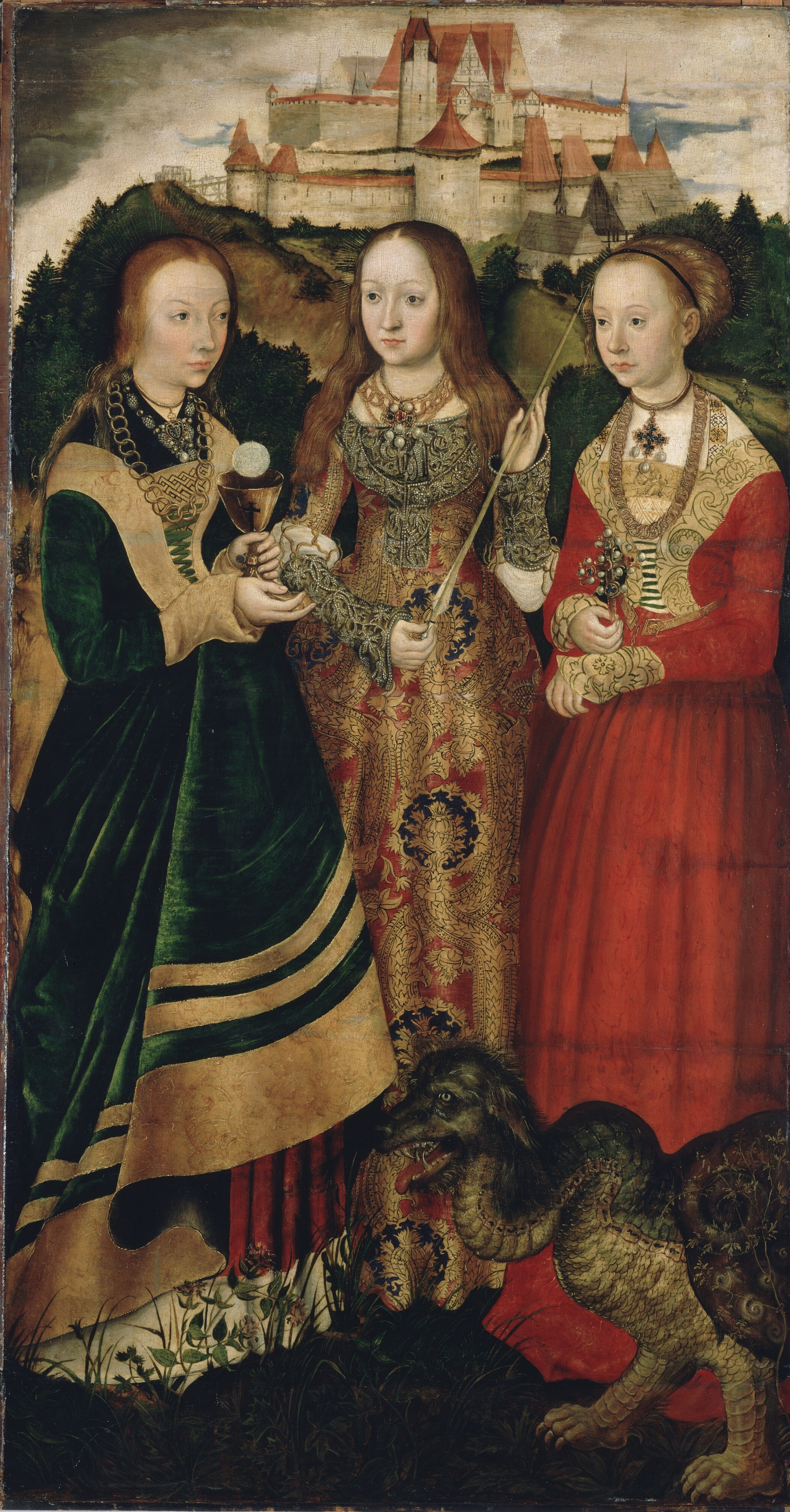
Saintes Barbe, Ursule et Marguerite Dresde
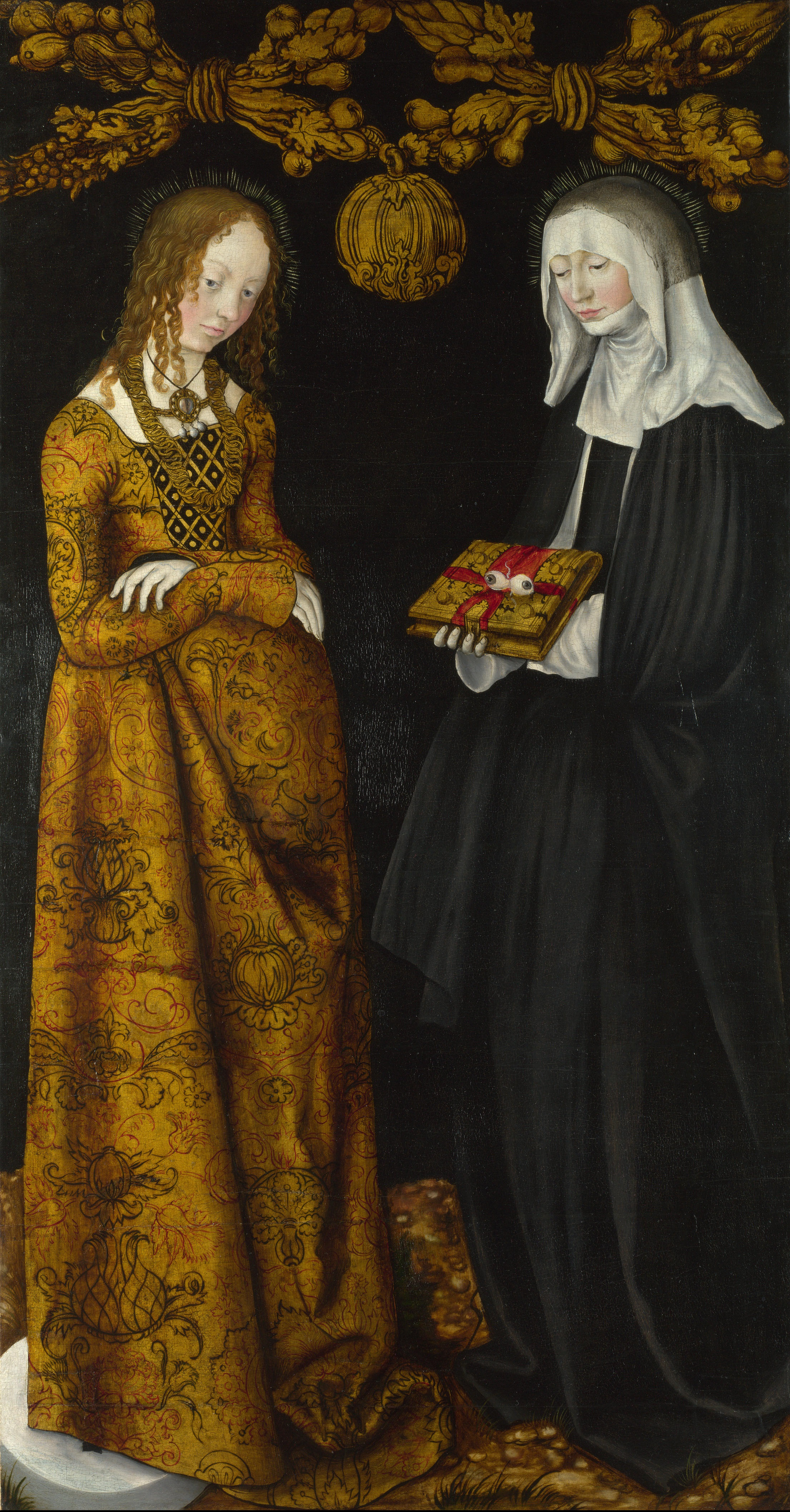
Saintes Christine et Odile Londres.

- 1506-1520 : Crucifixion, huile sur panneau, 670 × 465 cm, Statens Museum for Kunst, Copenhague[19]
- 1507-1508 : Portrait de Frédéric III le Sage, Electeur de Saxe, sur tilleul, 111 × 88 cm, Germanisches Nationalmuseum, Nuremberg

- 1508 :

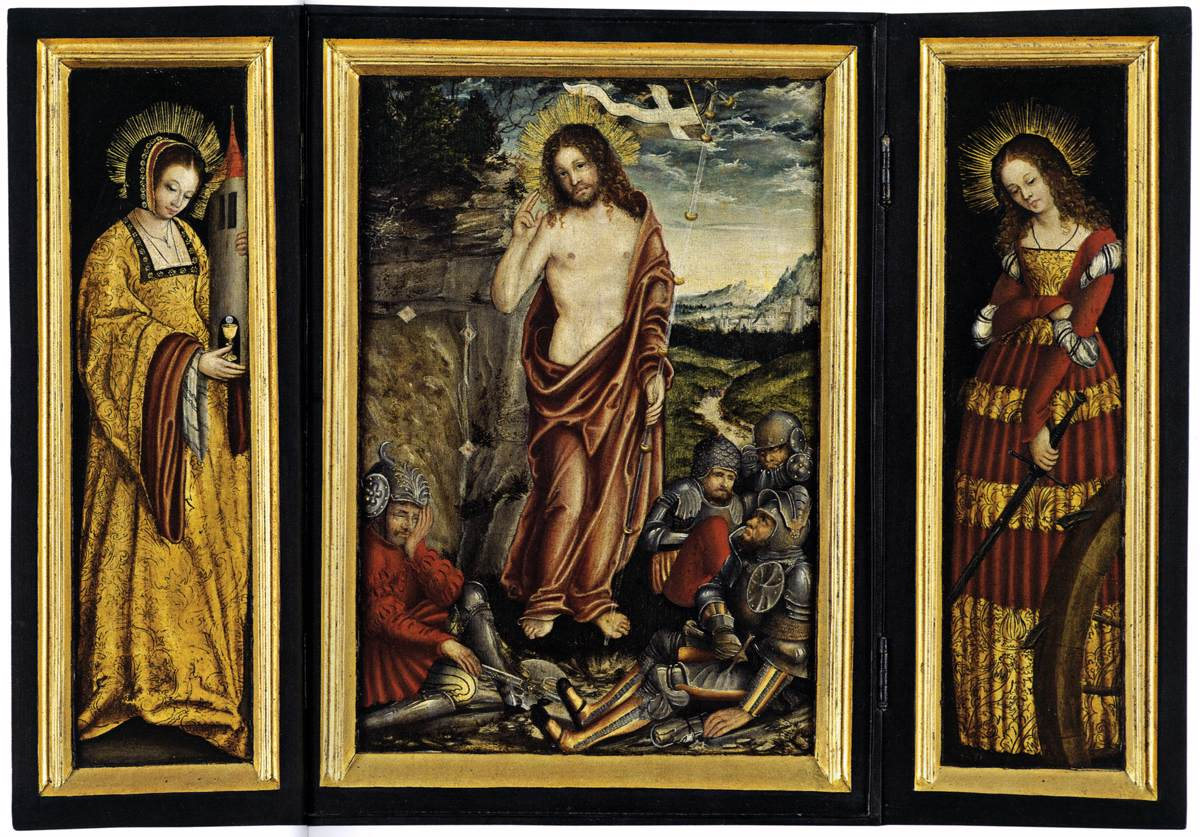
Retable de Guillaume II d'Hesse, 1508, Cassel

  - Retable domestique du comte Guillaume II d'Hesse, panneau, 38 × 25 cm, Gemäldegalerie Alte Meister (Cassel)
  - Le Massacre des Innocents, huile et tempera sur bois, 122 × 85 cm, musée national de Varsovie (MNW)[20]
- 1508-1509 :
  - Le Martyre de sainte Catherine, collection Raday, à Budapest
  - Triptyque de la Résurrection, huile sur panneaux, 38 × 26 cm (central) et 38 × 10 cm (latéraux), Gemäldegalerie Alte Meister (Cassel)[21]
  - Vénus et l'Amour, huile sur bois transposée sur toile, 213 × 102 cm, musée de l'Ermitage, Saint-Pétersbourg[22]
- 1508-1510 :
  - Adam et Ève, peinture paire, huile et tempera sur tilleul, 139 × 54 cm, musée des Beaux-Arts et d'Archéologie de Besançon
  - Portrait de femme, peinture sur chêne, 43 × 34 cm, Kunstmuseum (Bâle)
- 1508-1512 : Adam et Ève, huile et tempera sur panneau, 59 × 44 cm, musée national de Varsovie (MNW)[23]
- 1508-1518 : Adam et Ève, peinture, Alte Pinakothek, Munich[24]

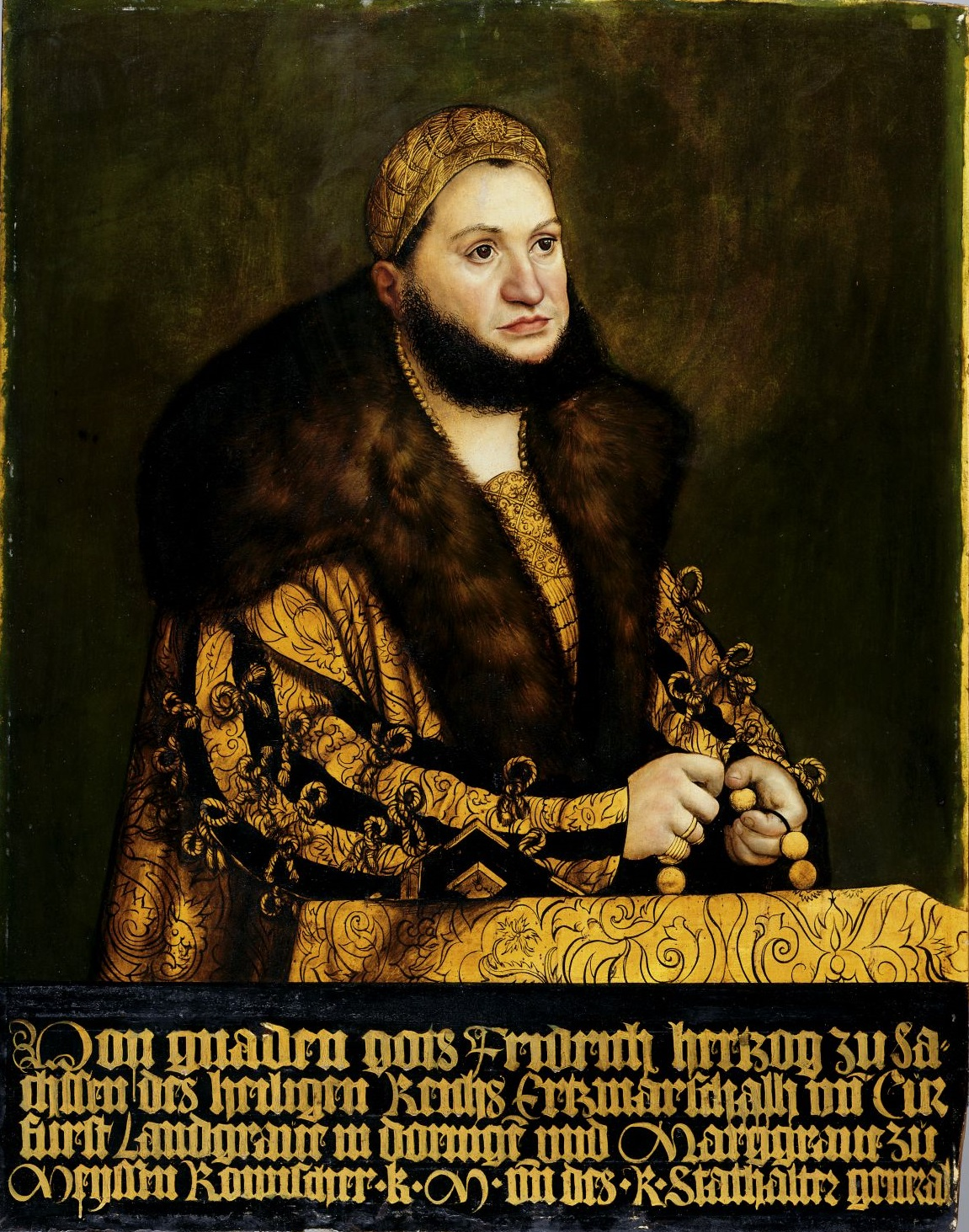
Fréderic III 1507-1508, Nuremberg
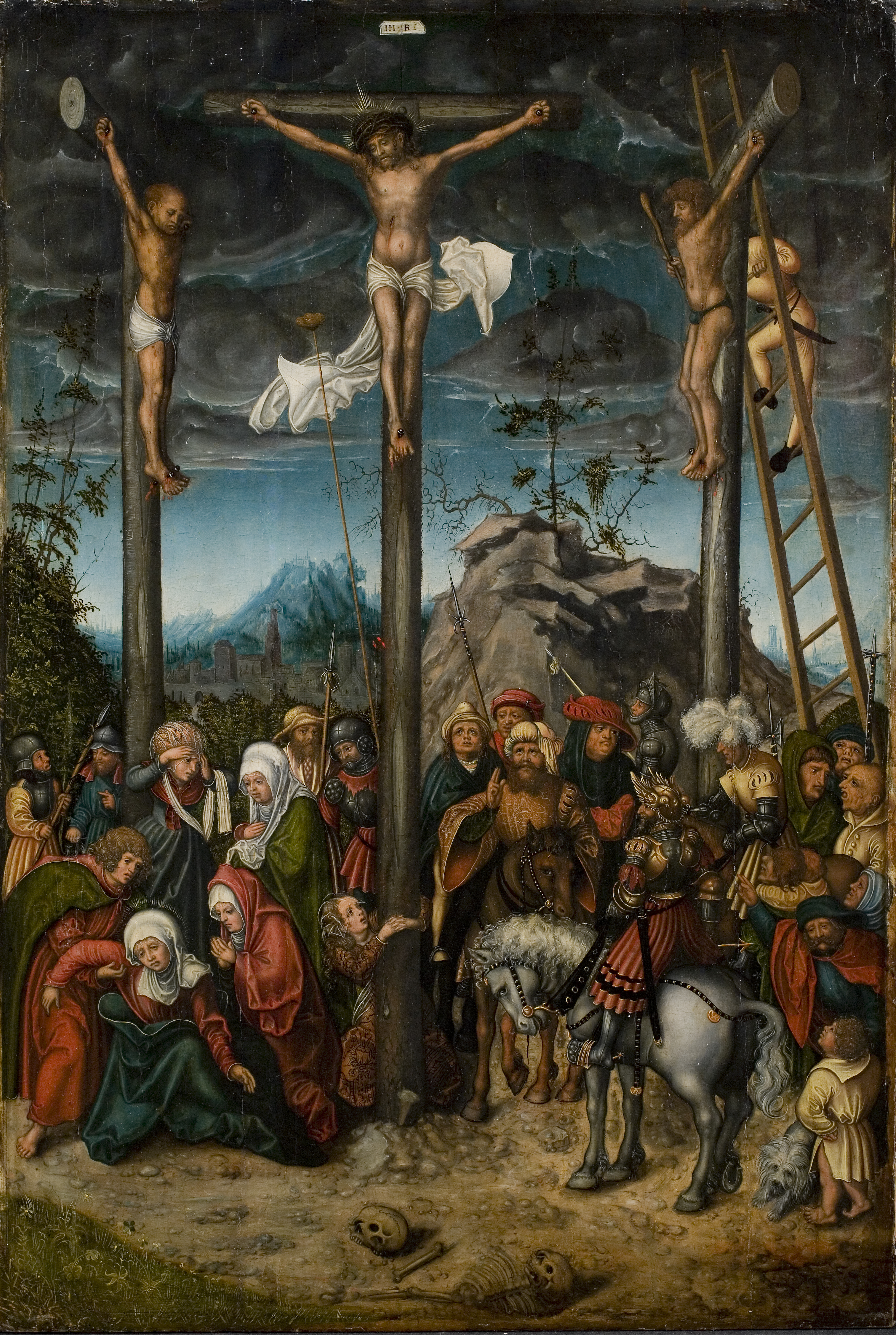
Crucifixion 1508-1520, Copenhague
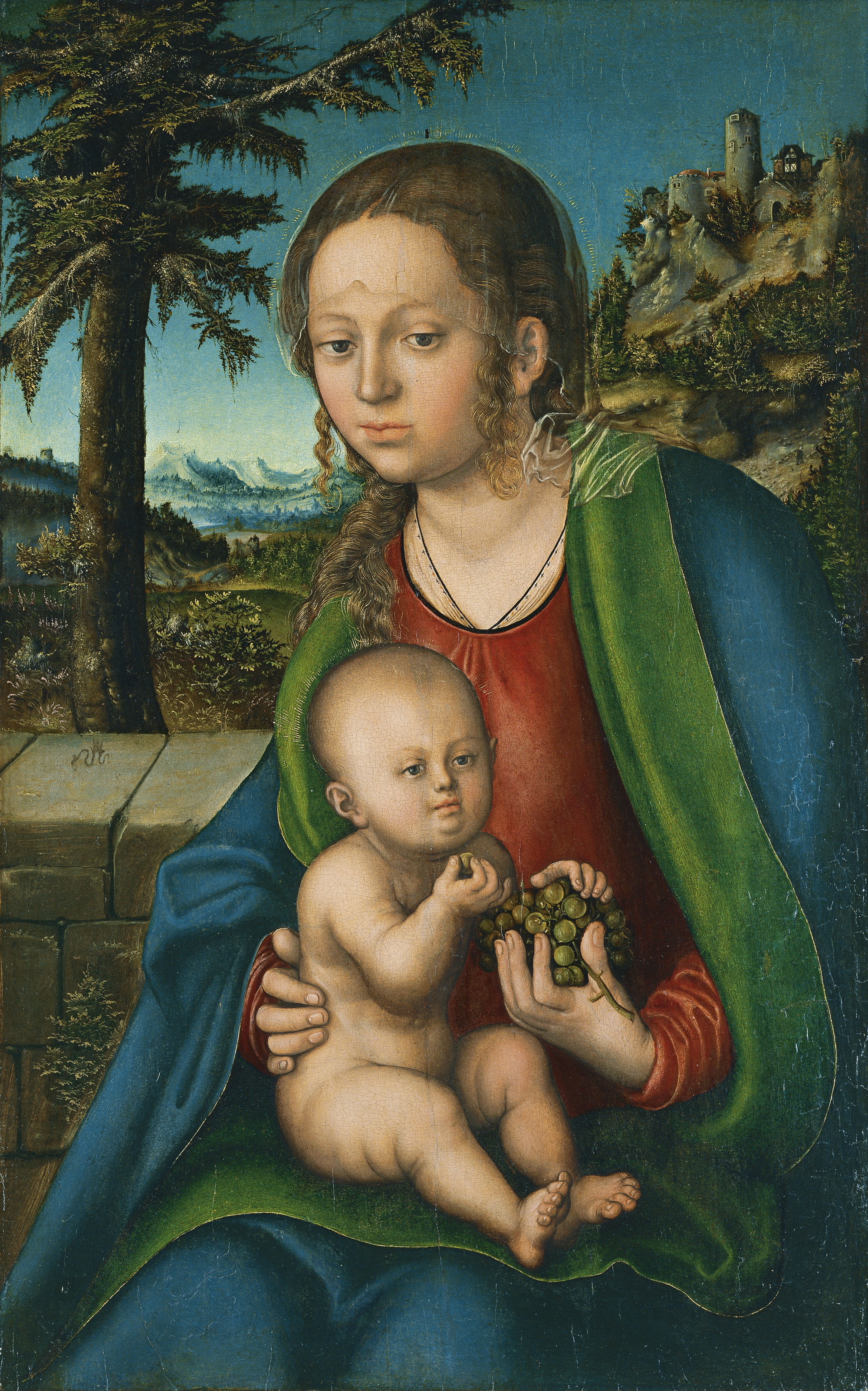
Madone à la grappe 1509, Thyssen-Bornemisza
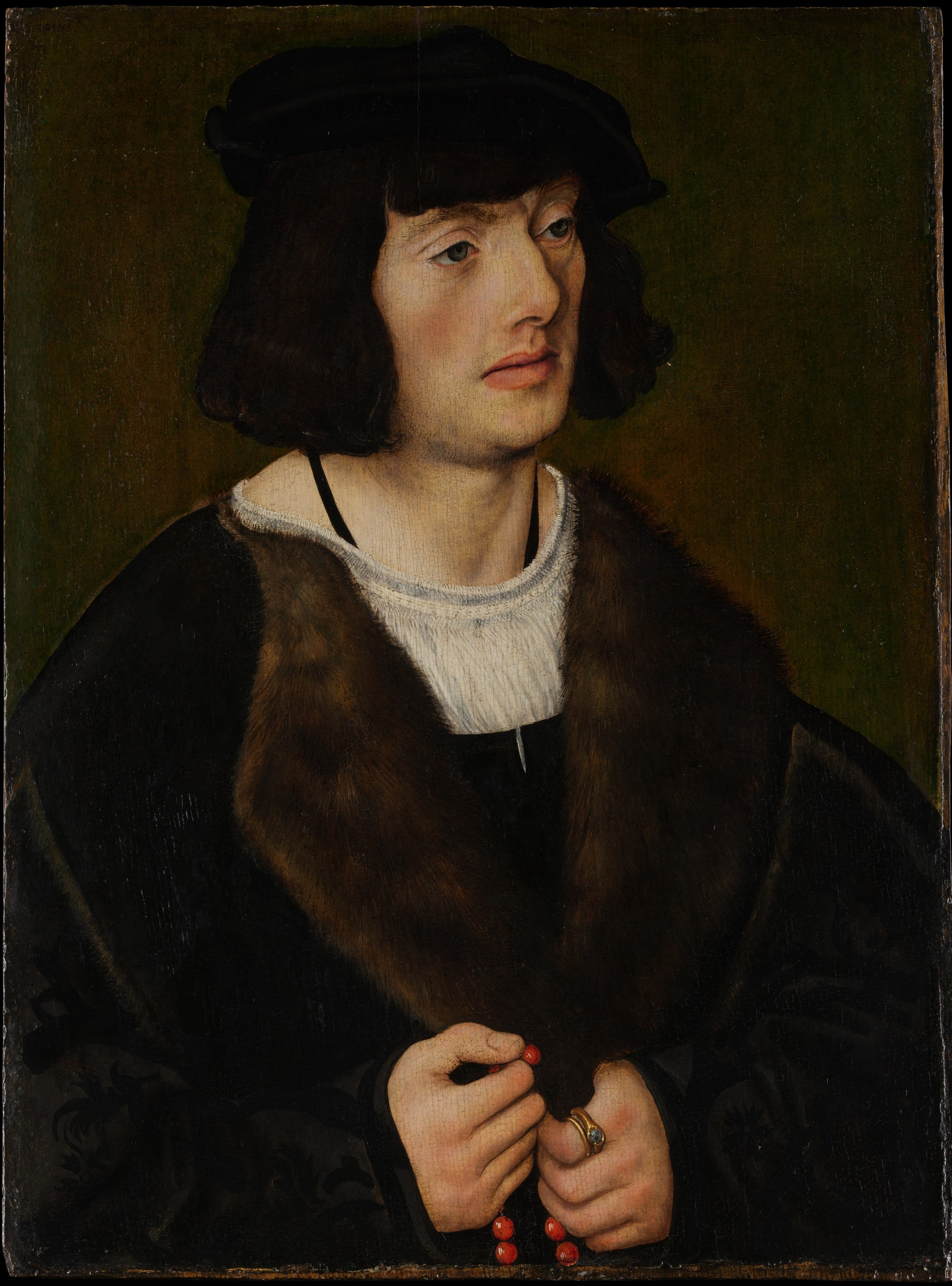
Homme au rosaire 1509, New York
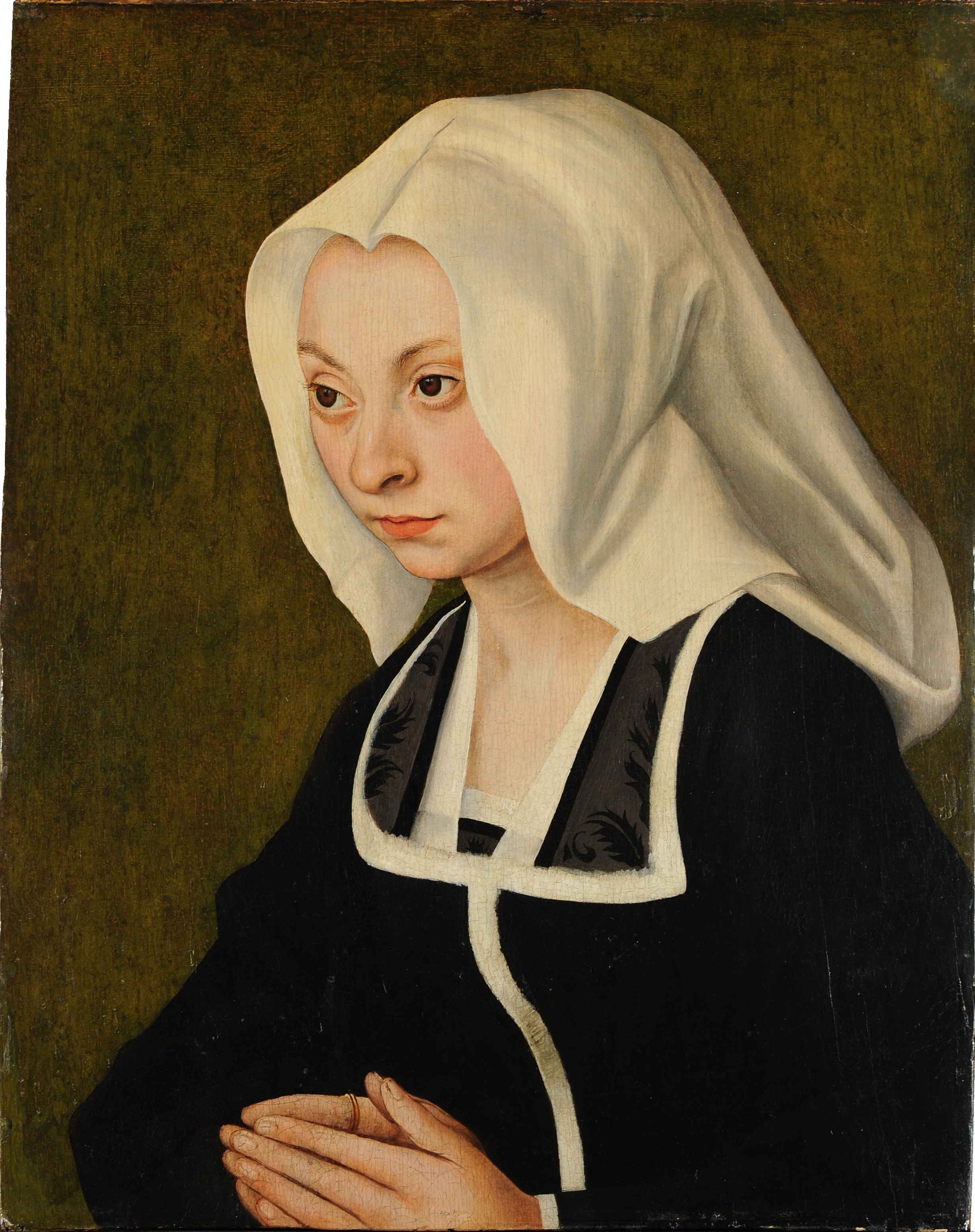
Portrait de femme 1508, Bâle
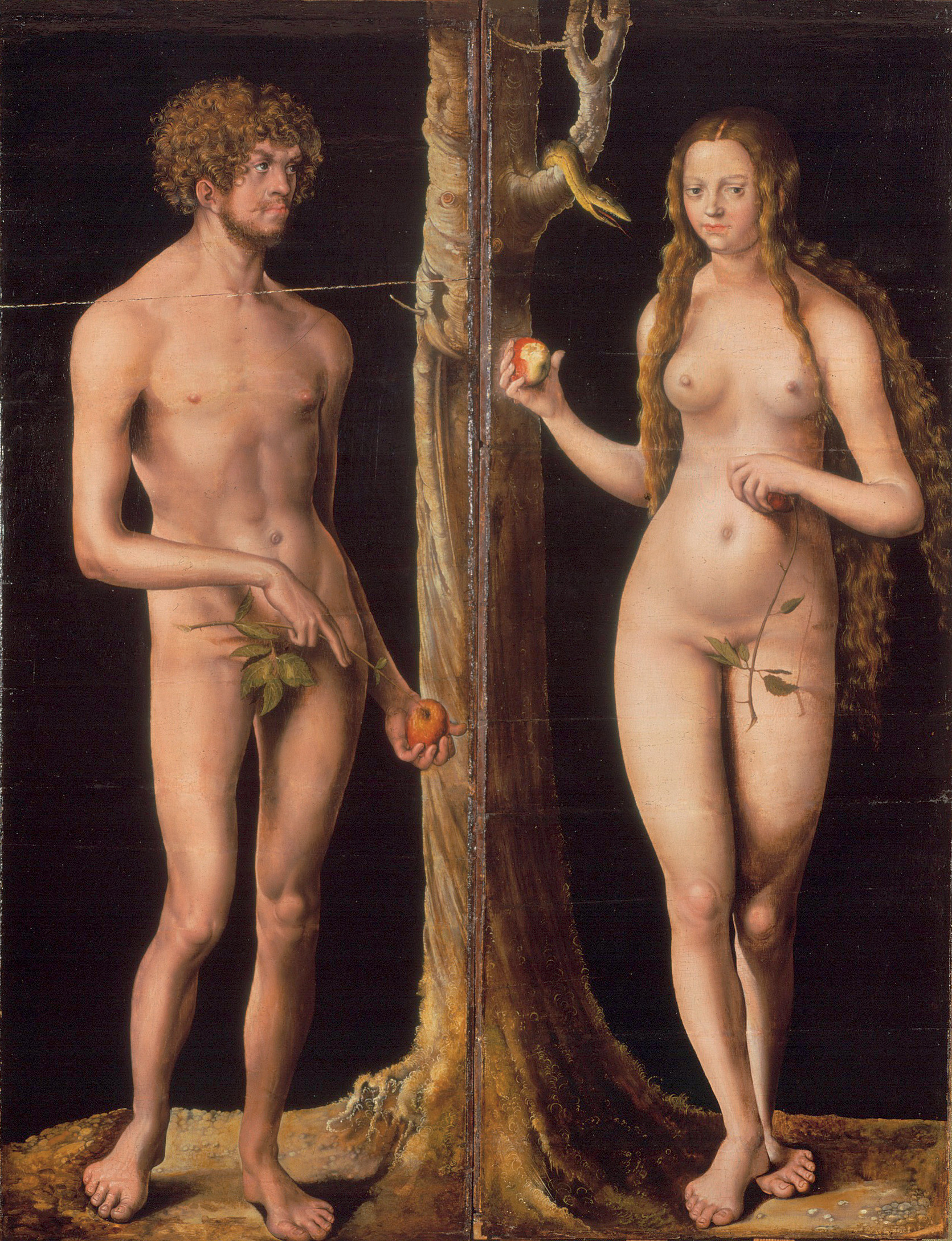
Adam et Ève 1508-1510, Besançon
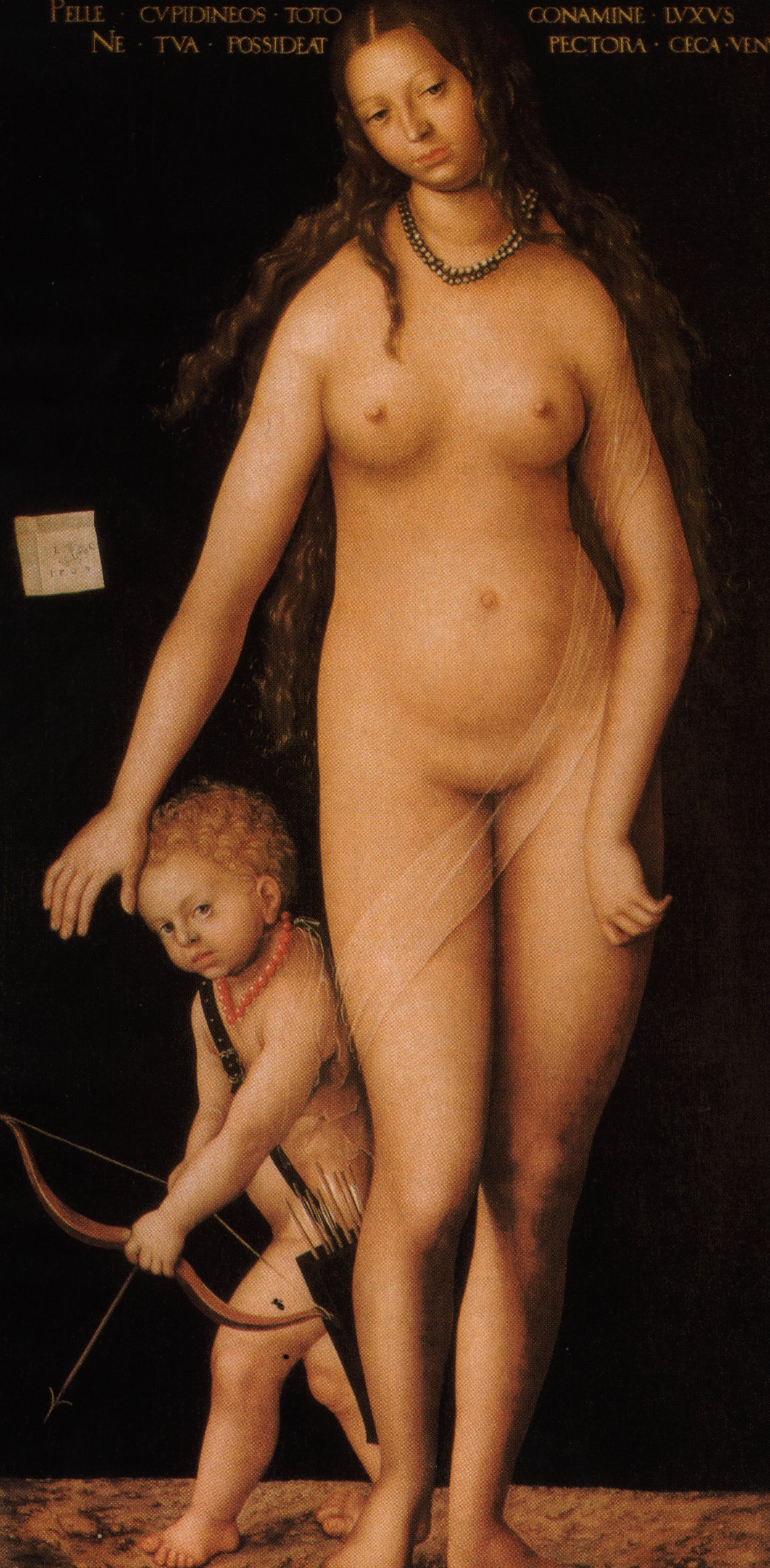
La plainte de Cupidon à Venus[pas clair] 1509, Saint-Pétersbourg

- 1509 :

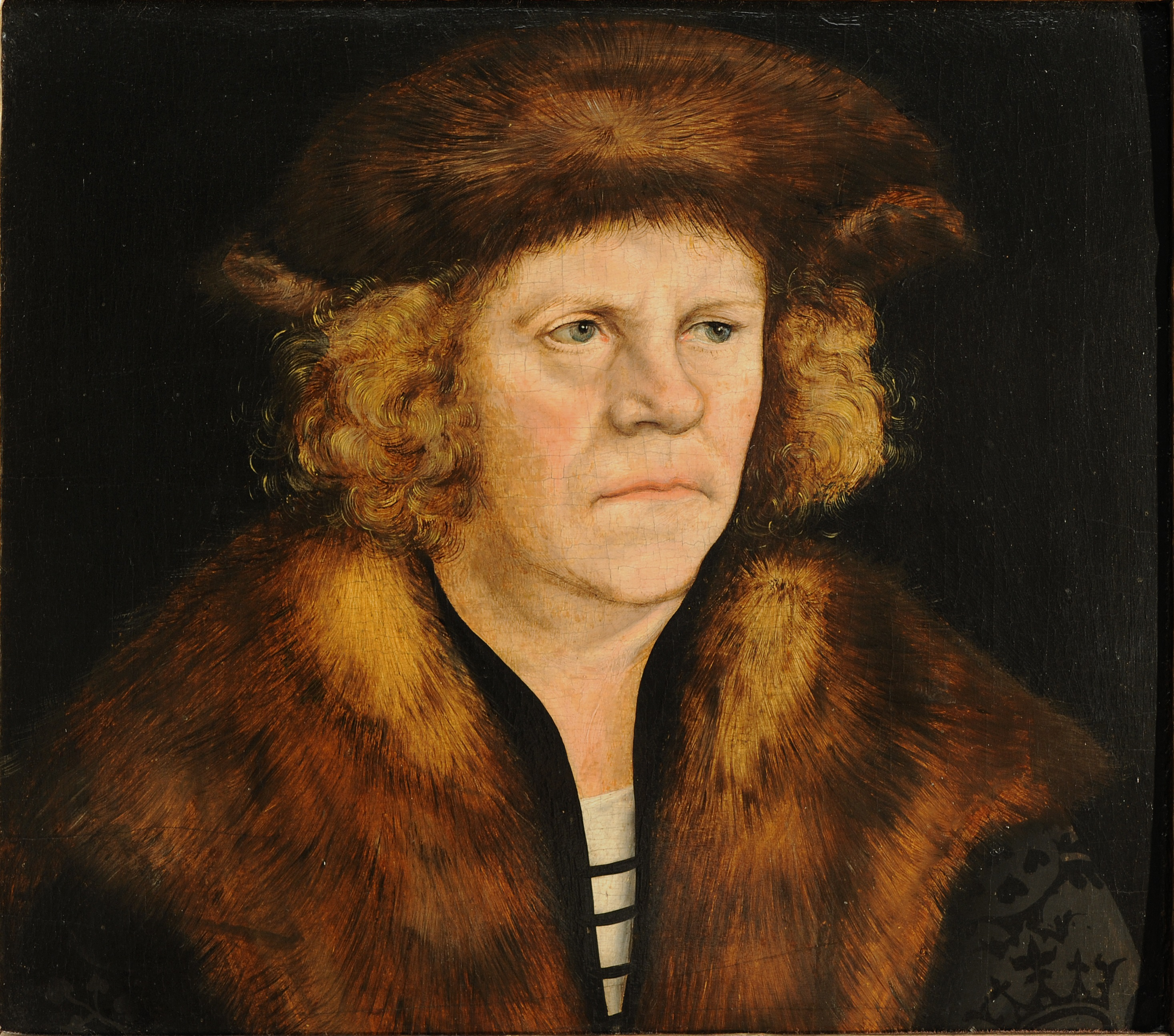
Homme au béret de fourrure
1510, Berlin

  - Portraits de Jean le Constant et de Jean-Frédéric le magnanime, huile sur bois, 41 × 31 cm, National Gallery, Londres[5]
  - Portrait d'homme avec un rosaire, sur chêne, 48 × 35 cm, Metropolitan Museum of Art, New York
  - La Crucifixion, Städel, Francfort-sur-le-Main[25]
  - Retable de la sainte Parenté, technique mixte sur tilleul, 121 × 104 cm, Städel, Francfort sur le Main[26]
    - panneau gauche : Sainte Marie Cléophas et Alphée sous les traits de Frédéric le Sage et ses deux fils;
    - panneau central : Joseph, la Vierge, Anne et Jésus enfant ainsi que les trois maris d'Anne dans le jardin derrière
    - panneau droit : Joachim, Cleophas
- 1509-1510 : Vierge à l'Enfant avec une grappe de raisin, huile sur panneau, 71 × 44 cm, musée Thyssen-Bornemisza, Madrid
- 1510 :
  - Portrait d'homme au béret de fourrure, sur tilleul, 29 × 32 cm, Gemäldegalerie (Berlin)
  - Salomé avec la tête de Jean-Baptiste (Catherine de Saxe en Salomé), huile sur chêne, 61 × 49 cm, Museu Nacional de Arte Antiga, Lisbonne
  - Le Martyre de sainte Barbe, huile sur tilleul, 151 × 135 cm, Metropolitan Museum of Art, New York[27]
  - Vierge sous le sapin, huile sur panneau, 71 × 57 cm, musée de l'Archidiocèse, Wrocław, Pologne
  - Pietà sous la Croix, huile et tempera sur tilleul, 63 × 40 cm, Galerie Morave de Brno
  - Tête du Christ couronné d'épines, huile sur tilleul, 28 × 21 cm, collection particulière

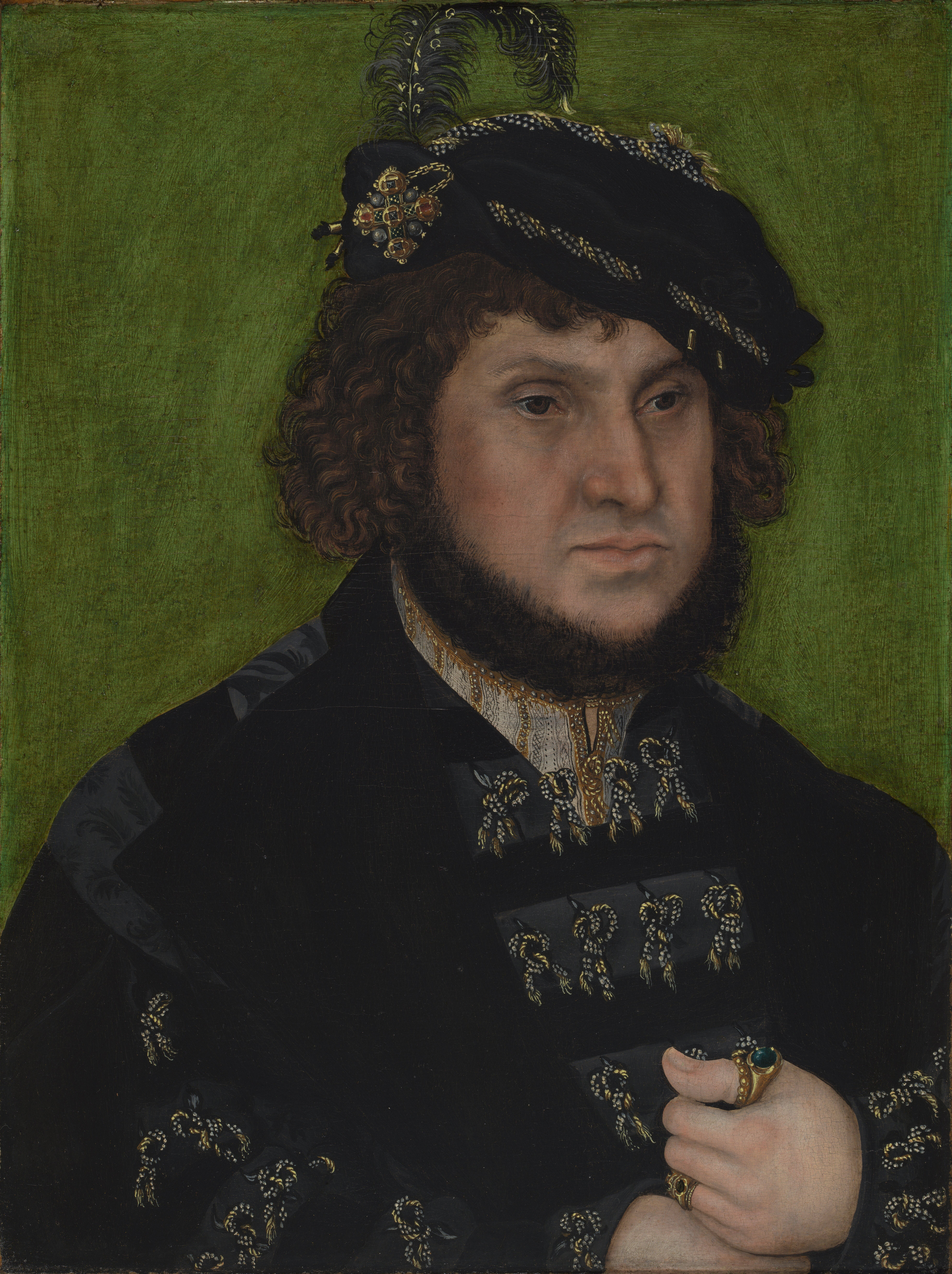
Jean le Constant 1509, Londres
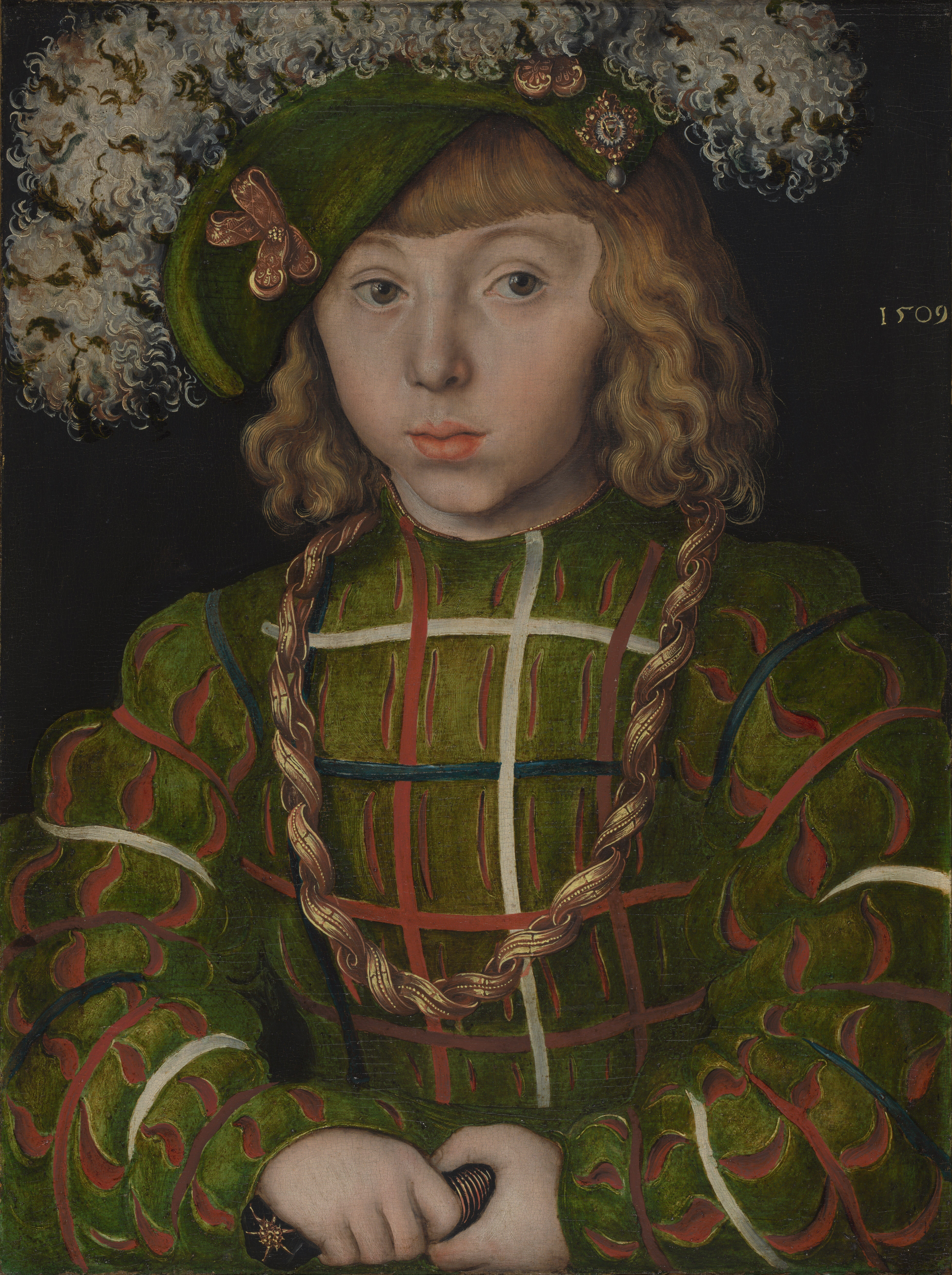
Jean-Fréderic le Magnanime 1509, Londres
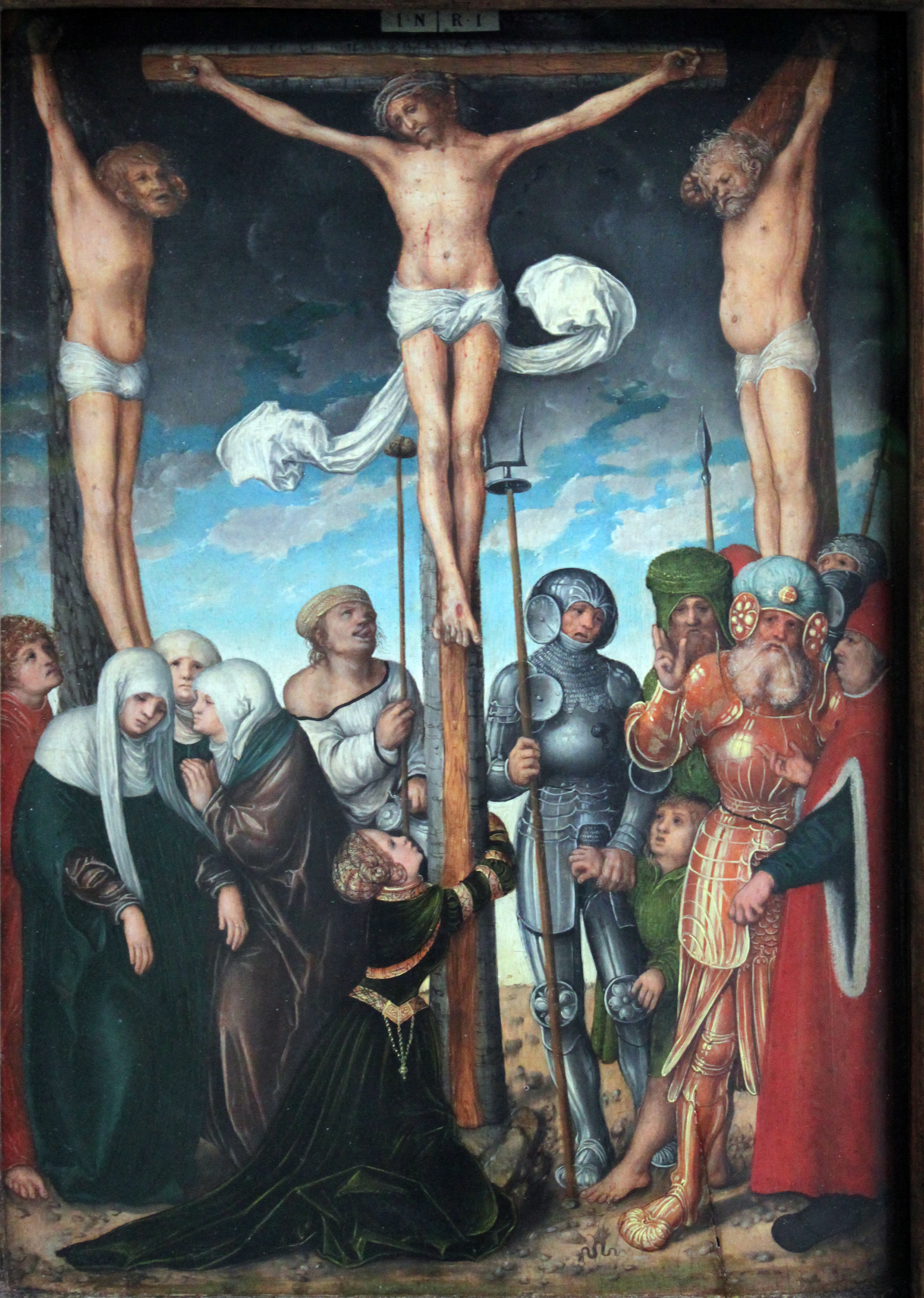
Crucifixion 1509, Francfort
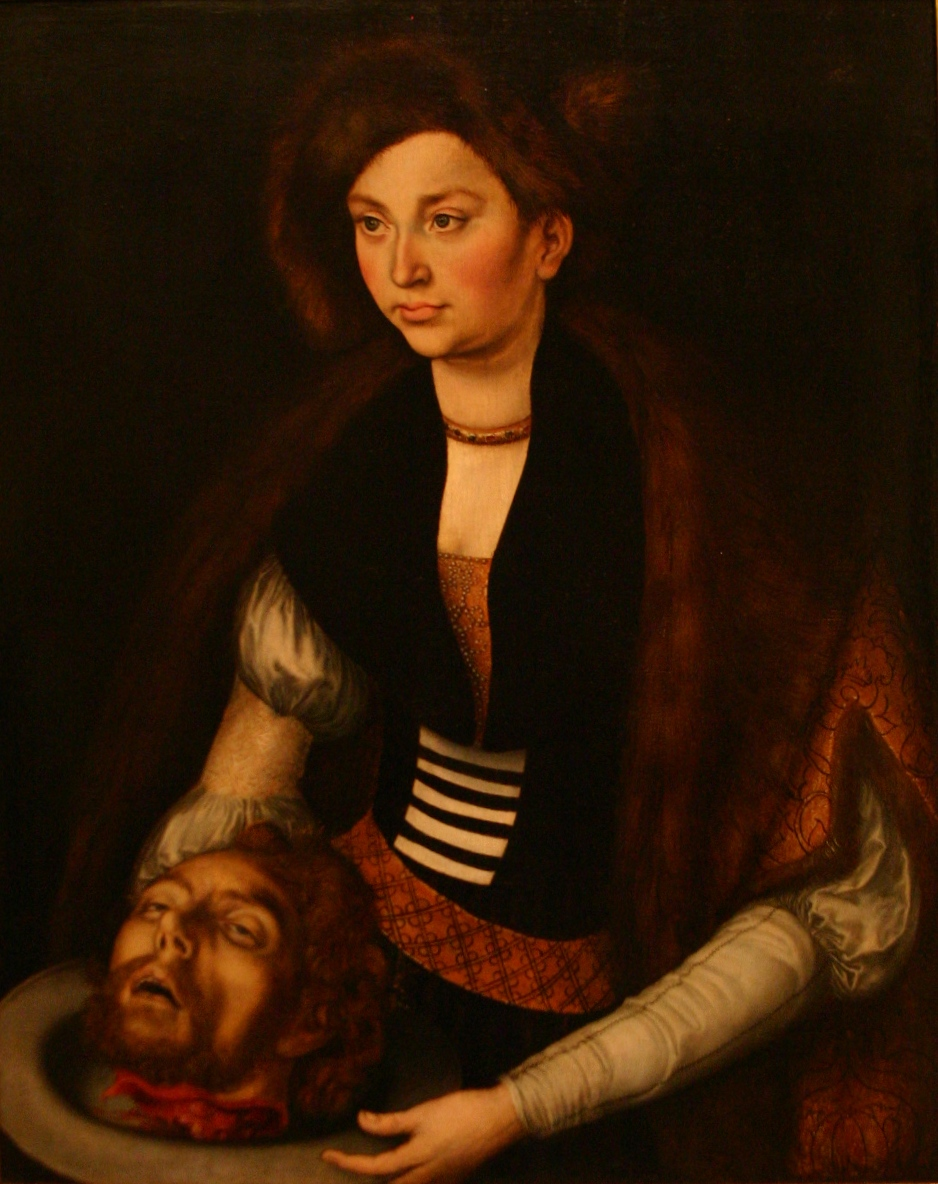
Salomé 1510, Lisbonne
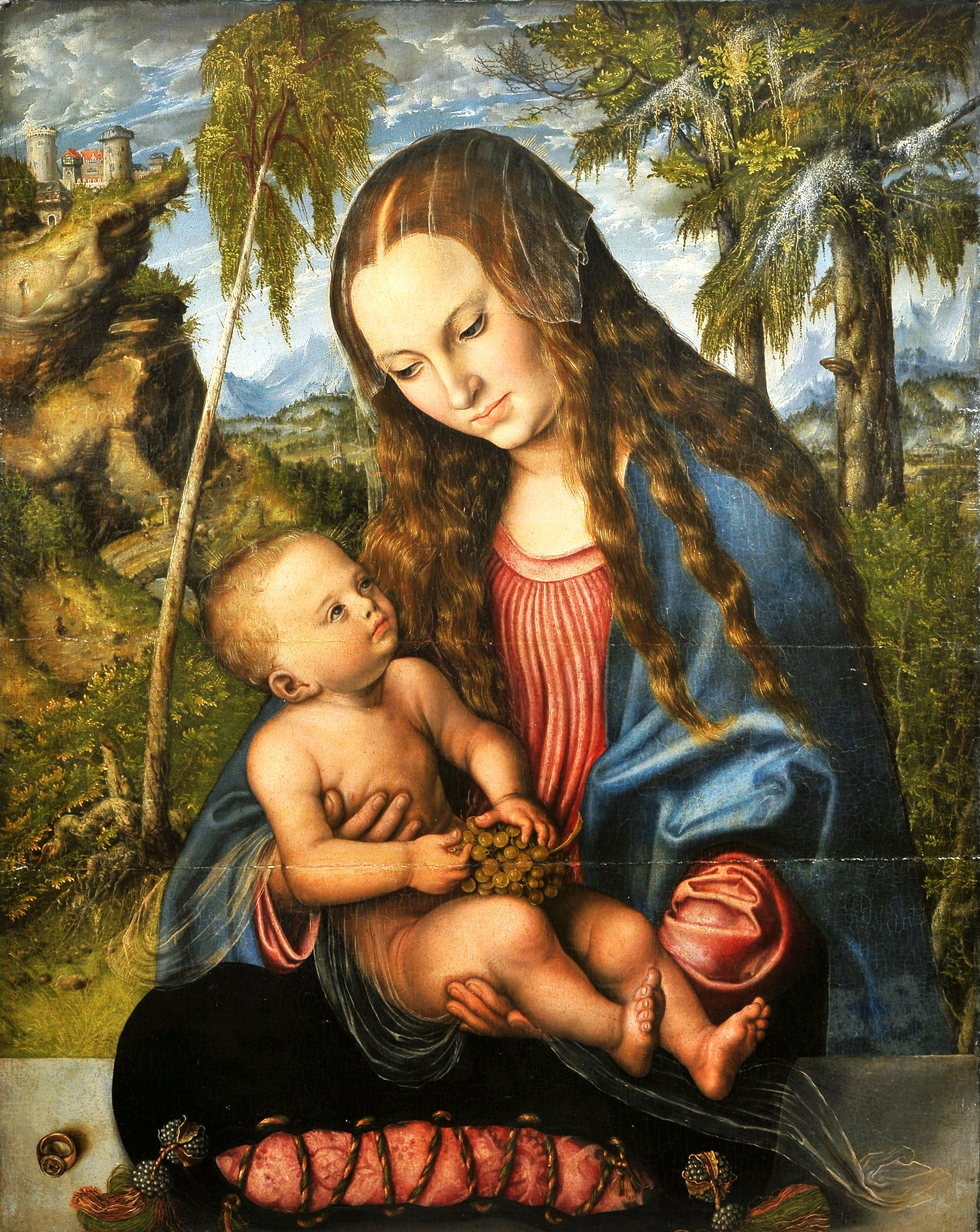
Madone sous le sapin 1510, Wroclaw
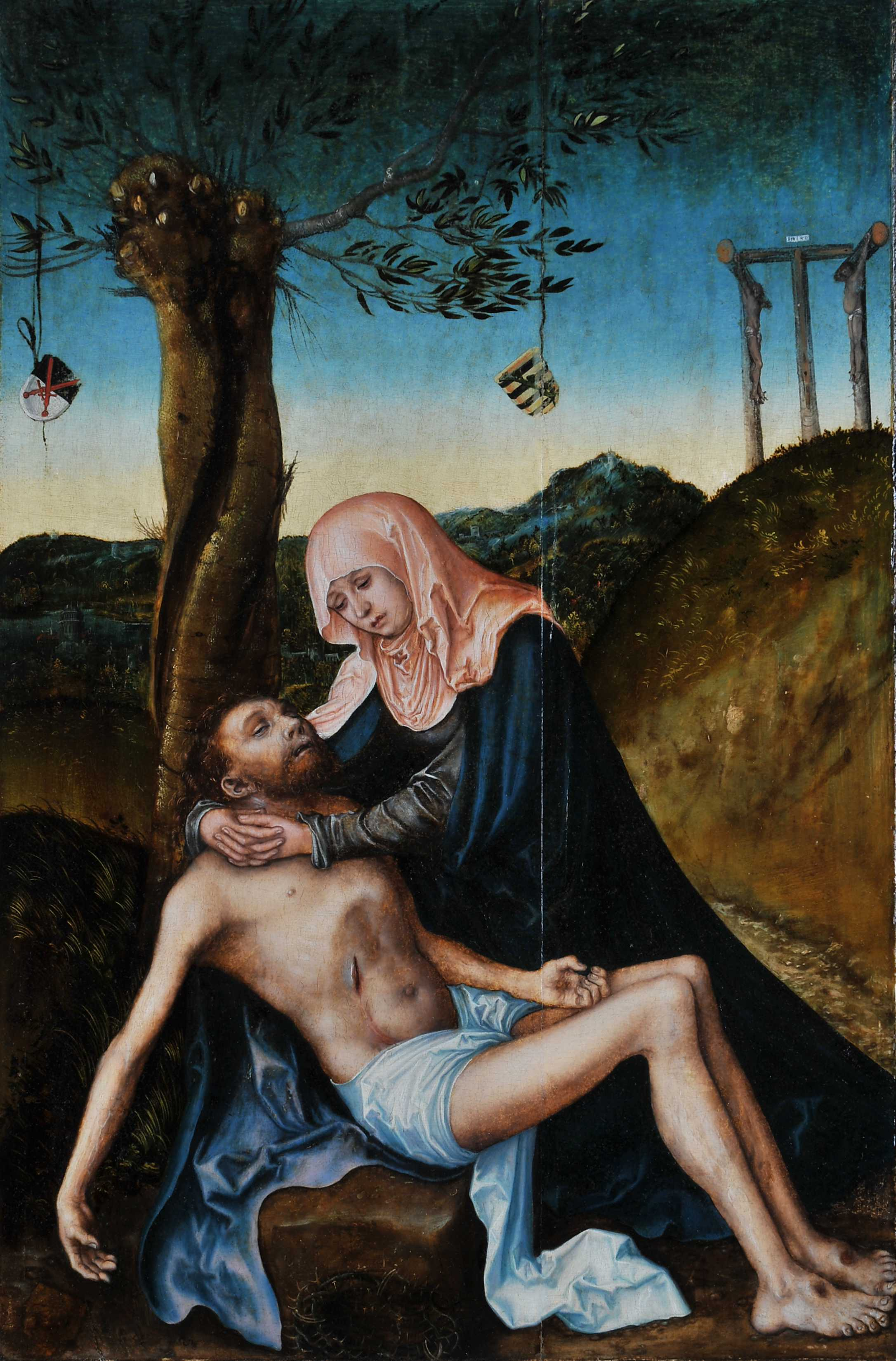
Pietà au pied de la Croix 1510, Brno
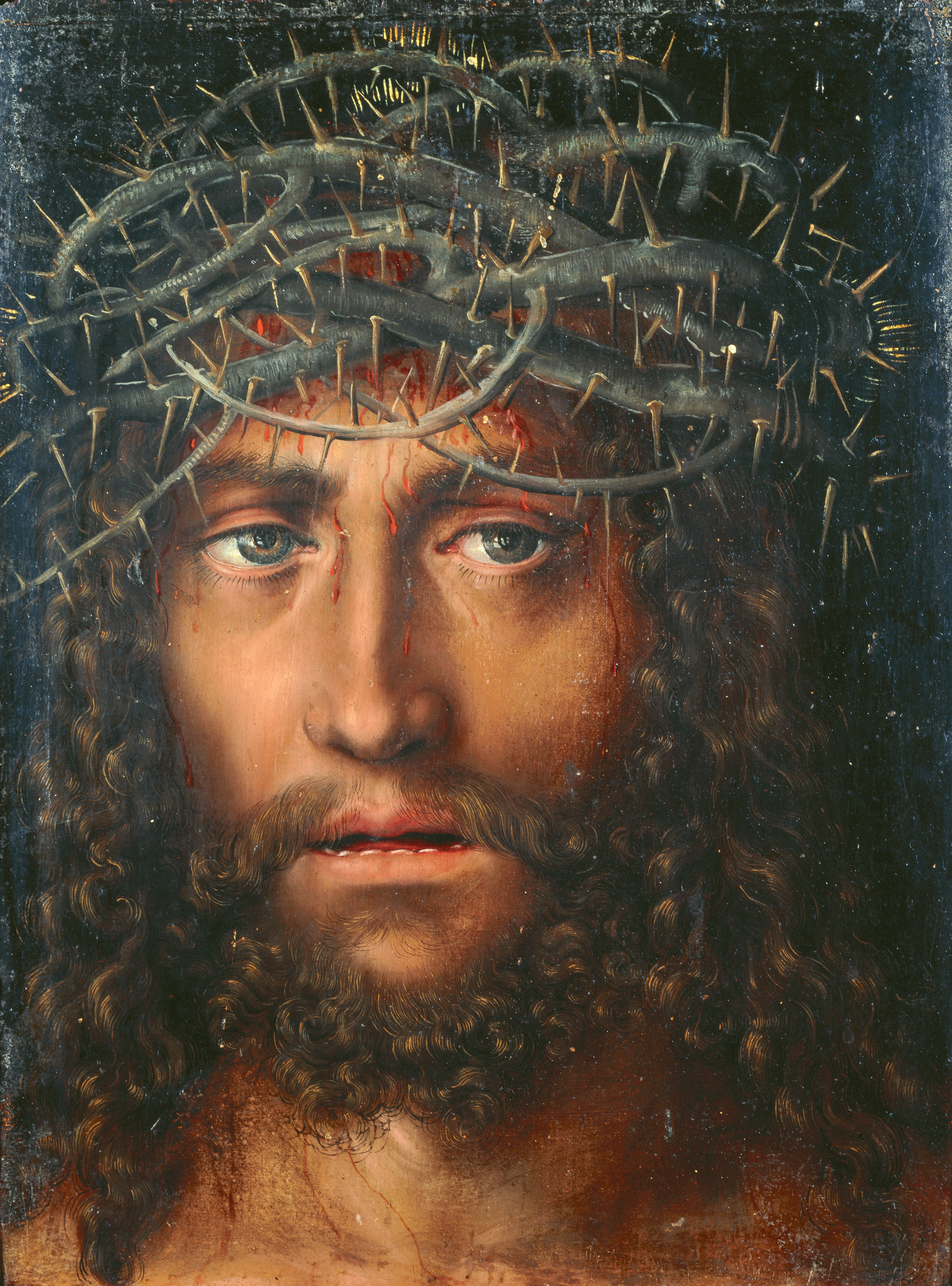
Couronne d'épines 1510, collection particulière

- 1510-1515 : Stigmatisation de saint François, peinture sur tilleul, 170 × 126 cm, Germanisches Nationalmuseum, Nuremberg[28]
- 1510-1520 :
  - panneaux de retable, 137 × 54 cm sur tilleul : Le Christ de douleur, et La Souffrance de Marie
  - Adam et Ève, peinture sur tilleul, diptyque, 137 × 54 cm chaque, musée d'histoire de l'art, Vienne[29]
  - Saint Georges combattant le Dragon, huile sur épicéa, 74 × 49 cm, musée d'histoire de l'art, Vienne[30]

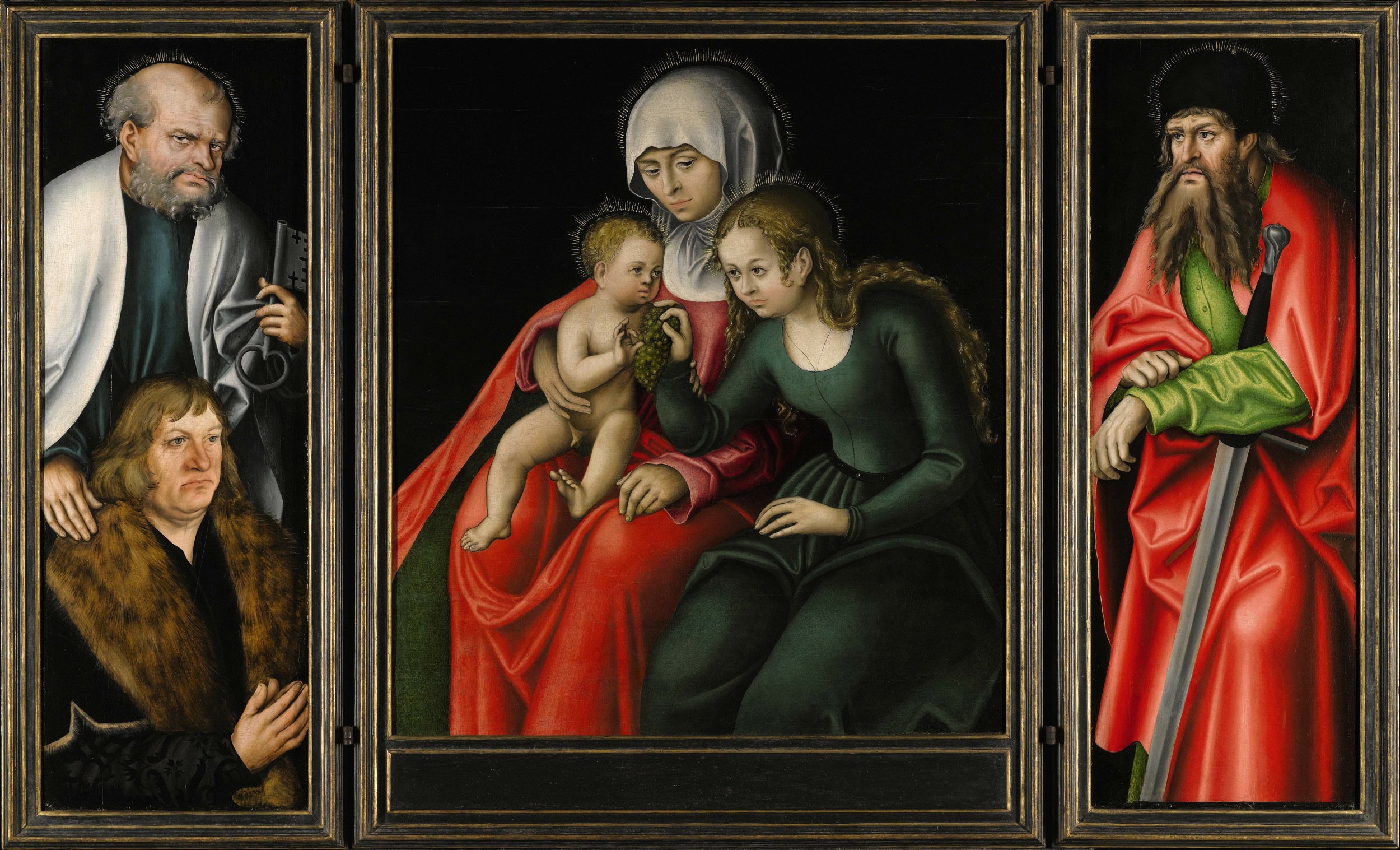
Retable Feilitzsch, 1511, Sotheby's

- 1511 : Retable Feilitzsch, huile sur panneau, Sothebys :
  - panneau central Sainte Anne avec la Vierge et l'Enfant, 88 × 71 cm
  - panneau gauche: Saint Pierre avec le donateur Jobst Feilitzsch, 91 × 32 cm
  - panneau droit : Saint Paul, 91 × 32 cm
- 1512 : Vierge à l'Enfant adorée par saint Jean enfant, huile et tempera sur tilleul, 76 × 59 cm, Vente Sotheby's London, 07 Juli 2010
- 1512-1514 :
  - Le Jugement de Pâris, huile sur panneau, 43 × 32 cm, musée d'art Kimbell, Fort Worth
  - Vierge à l'Enfant avec saint Jean, huile sur panneau, 36 × 27 cm, Statens Museum for Kunst, Copenhague
  - Vierge à l'Enfant avec les saintes Catherine et Barbara, huile sur panneau, transférée sur toile, 96 × 80 cm, Statens Museum for Kunst, Copenhague
- 1512-1520 : Jésus et Saint Jean enfants, huile sur panneau, 29 × 18,9 cm, MNHA Luxembourg, collection privée
- 1513-1515 :
  - Vierge à l'Enfant, huile sur tilleul, 122 × 91 cm, musée de l'université d'Arizona, Tucson[31]
  - Adam et Ève, huile sur panneau, 73 × 62 cm, Mainfränkisches Museum, Wurtzbourg

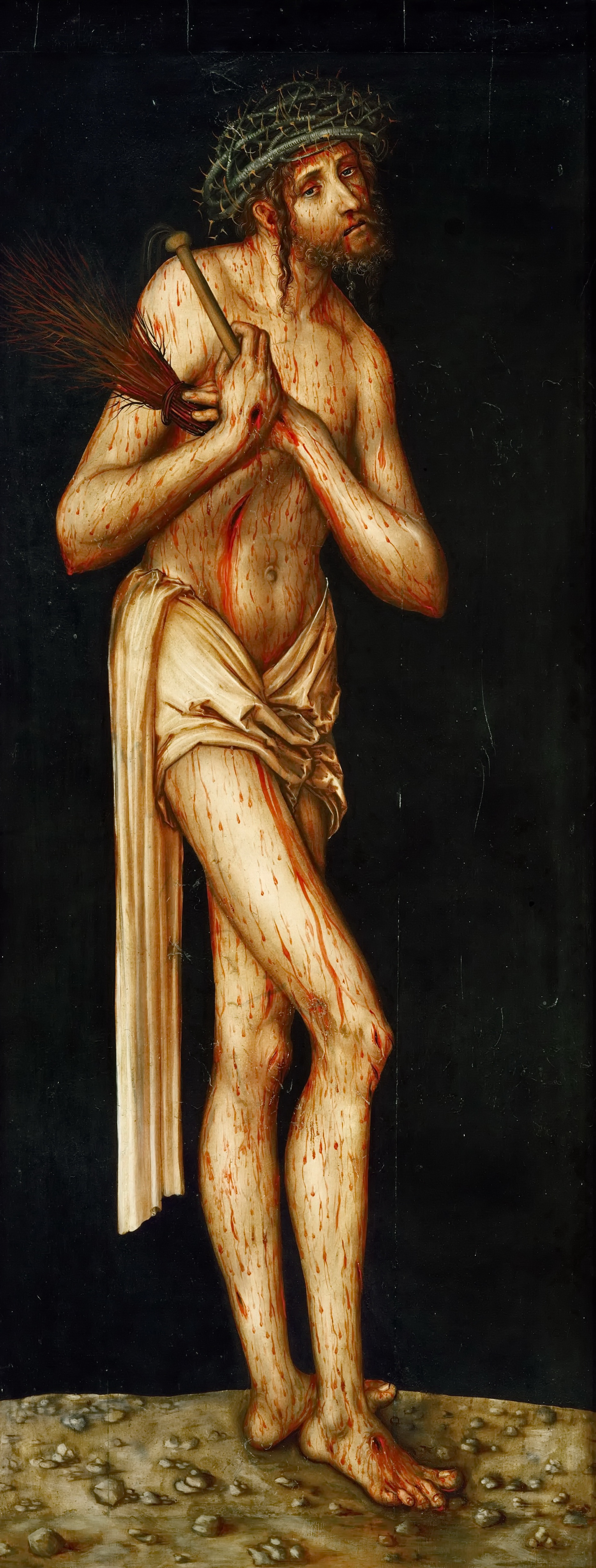
Christ de douleur 1510, Vienne
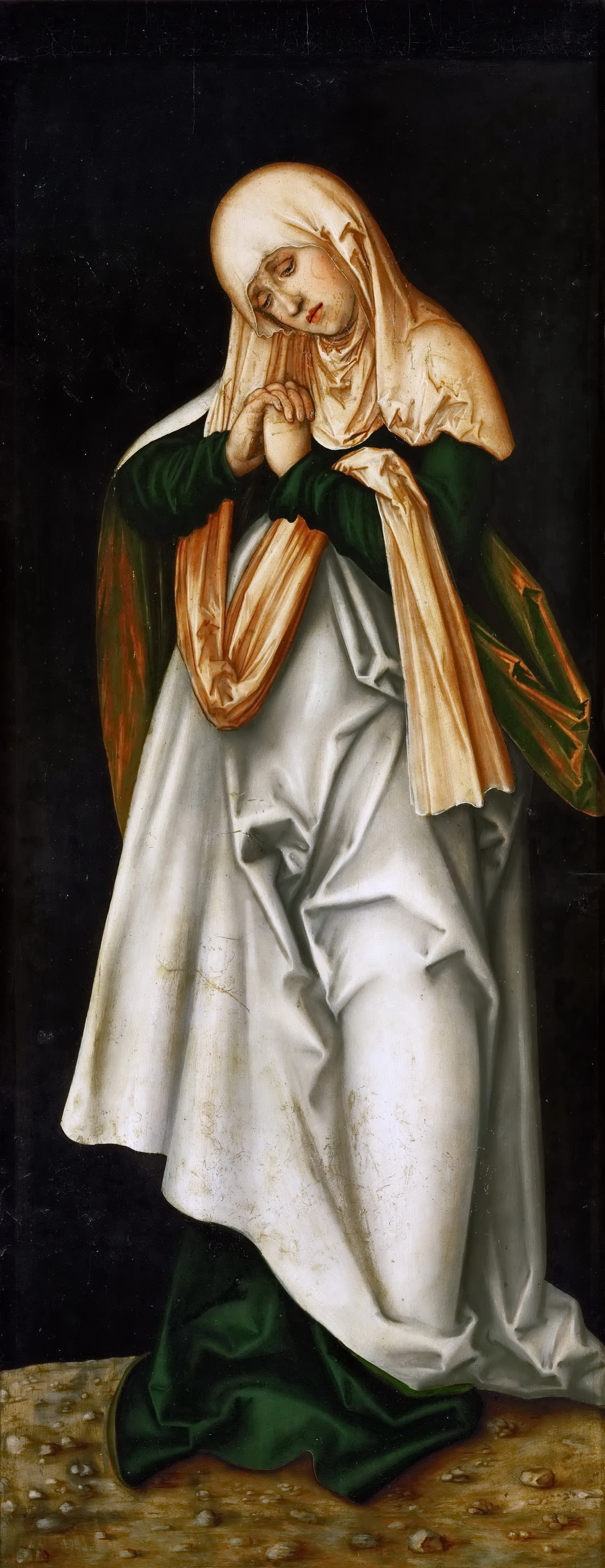
La Souffrance de Marie 1510, Vienne
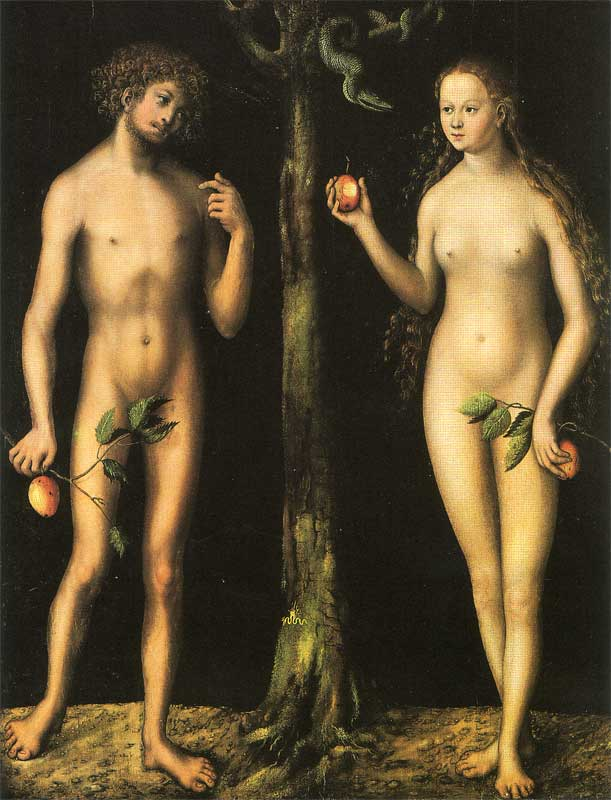
Adam et Eve 1513, Wurtzbourg
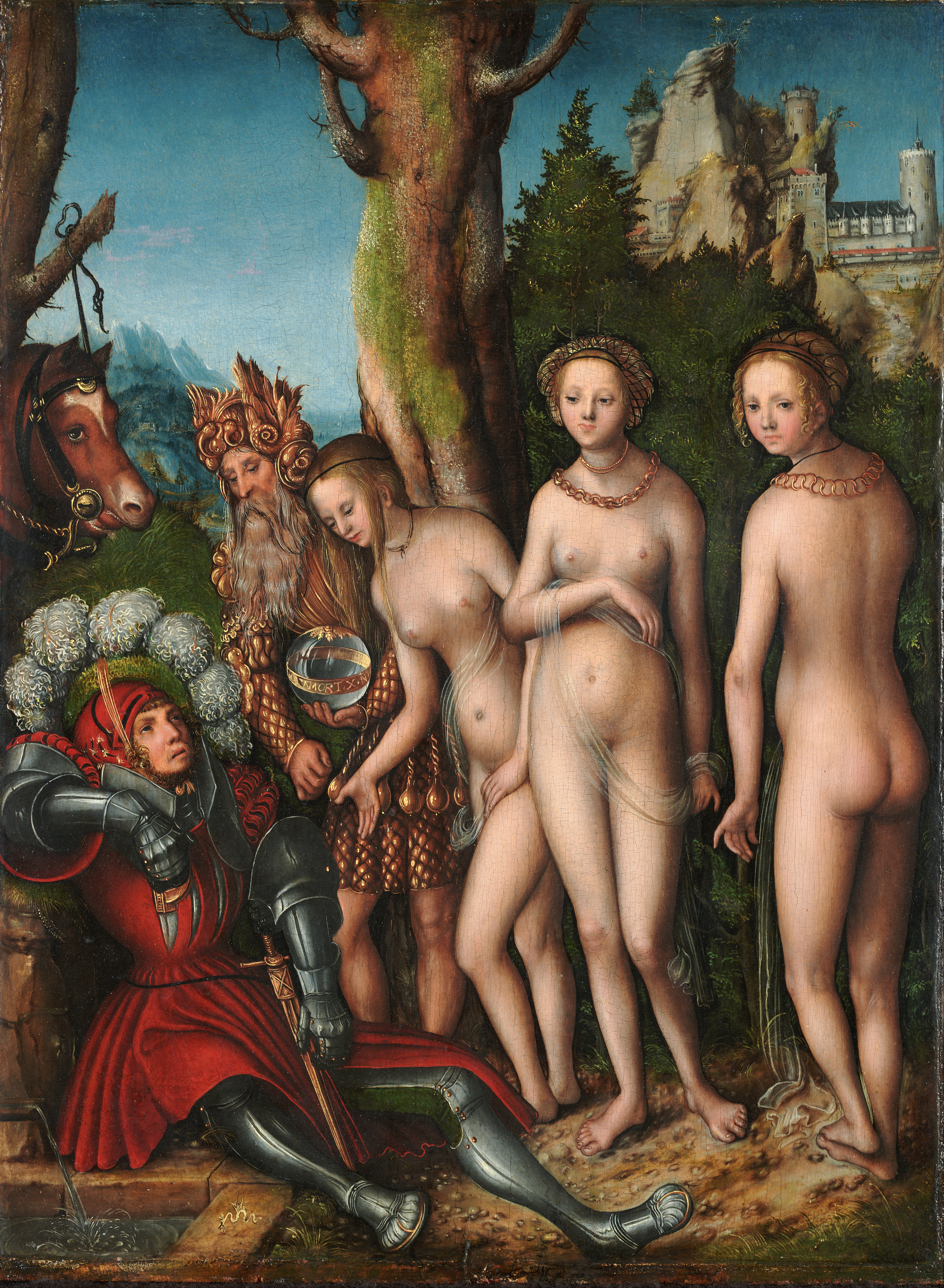
Jugement de Pâris 1512, Fort Worth
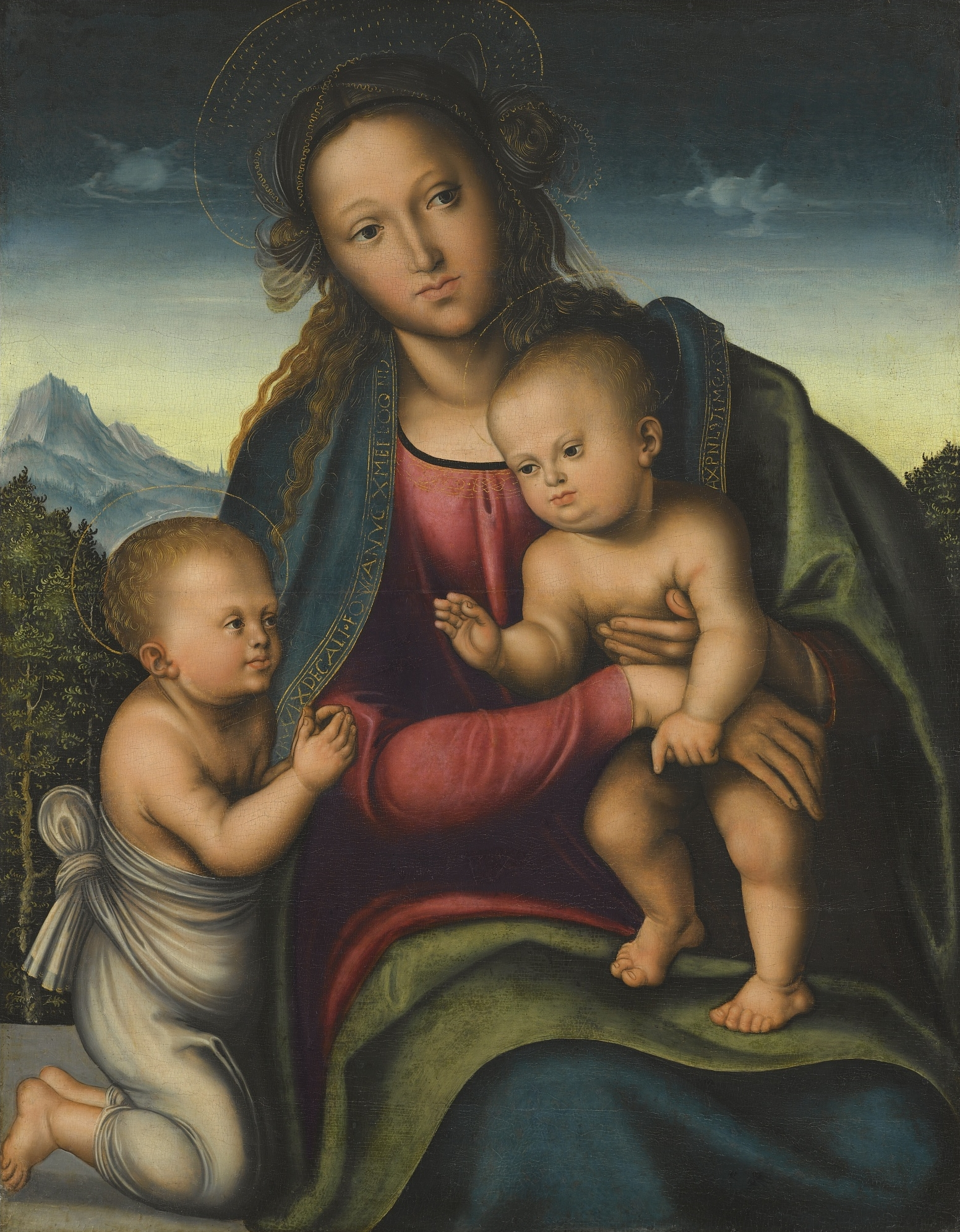
Madone adorée par St Jean 1510, vente Sotheby's 2010
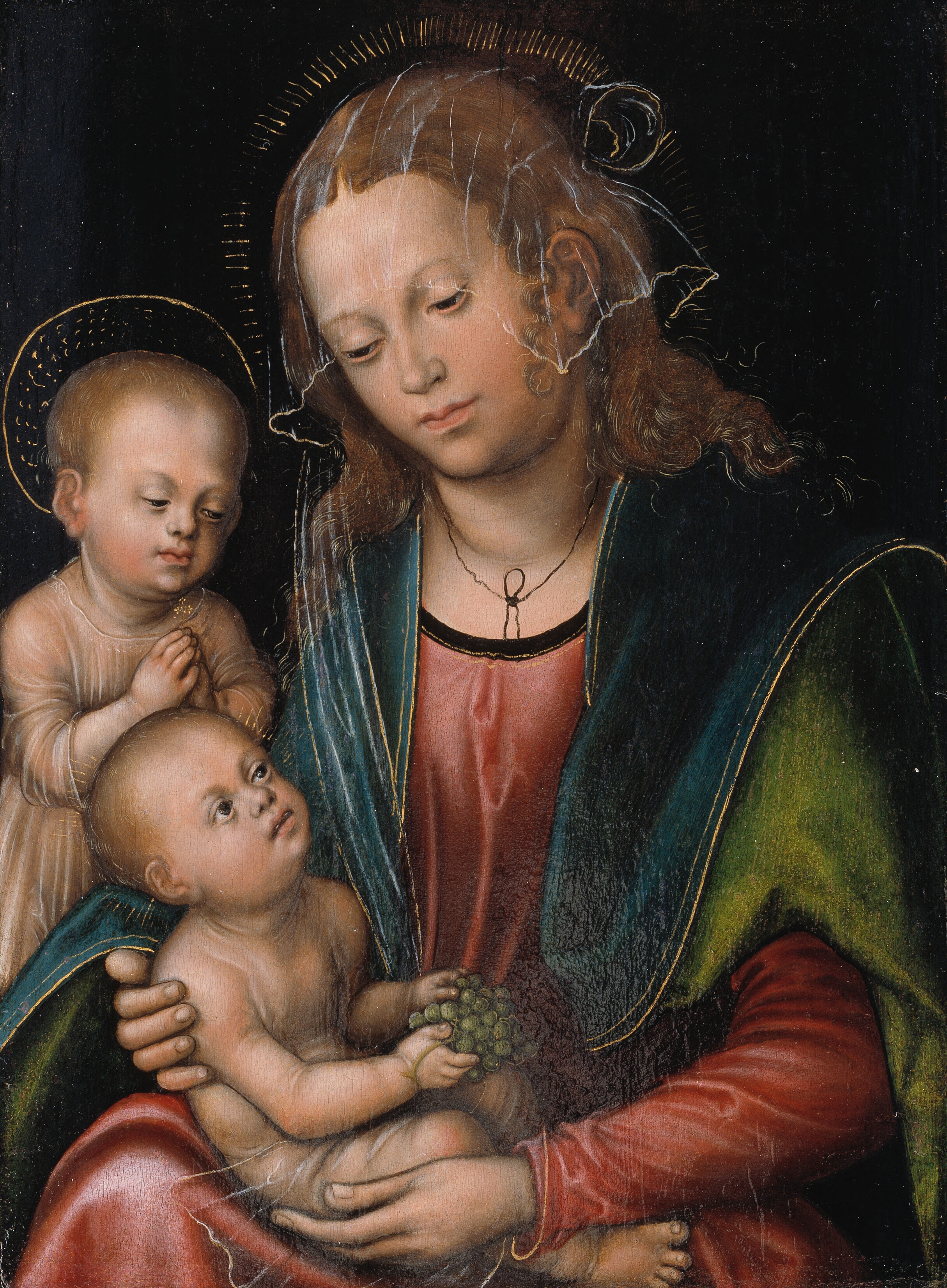
Madone avec St Jean 1512, Copenhague
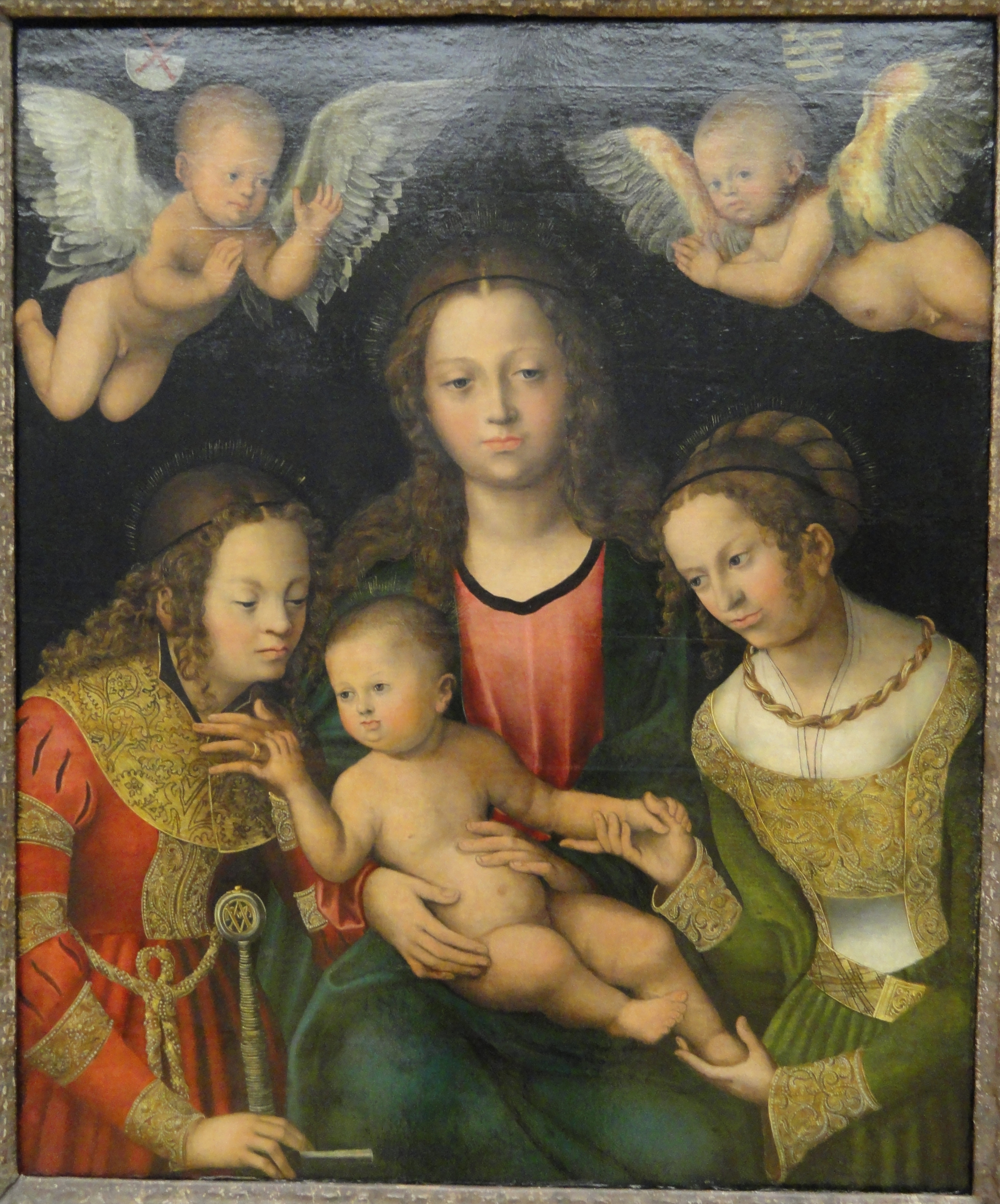
Madone avec saintes 1512, Copenhague
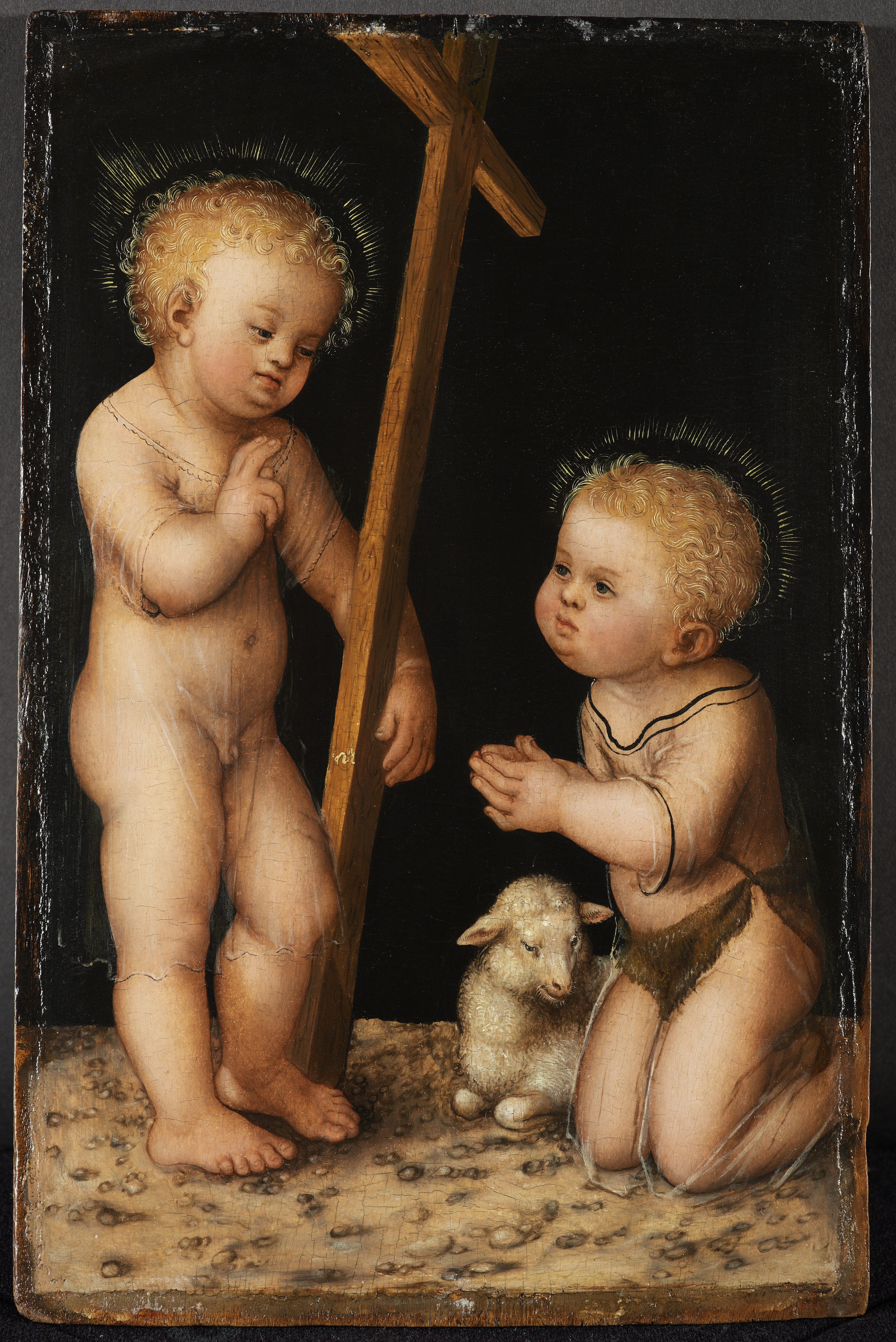
Jesus et Saint Jean enfants

- 1514 :
  - Portrait d'Henri IV de Saxe et de Catherine de Mecklembourg, huile bois transférée sur toile, 184 × 83 cm chaque, Gemäldegalerie Alte Meister, Dresde
  - Vierge à l'Enfant avec le petit saint Jean, huile et tempera sur tilleul, 44 × 71 cm, musée des Offices, Florence
- 1514-1518 : Mariage mystique de sainte Catherine d'Alexandrie, technique mixte sur panneau, 93 × 66 cm, galerie Lempertz, 17 mai 2014
- 1515 environ :
  - Saint Jérôme dans un paysage rocheux, huile sur hêtre, 49 × 35 cm, Gemäldegalerie (Berlin)[32]
  - Saint Jérôme, huile sur tilleul, 24 × 11 cm, musée d'histoire de l'art, Vienne[33]
  - Saint Jérôme, huile sur panneau, 37 × 27 cm, forteresse de Cobourg
  - Saint Léopold, huile sur tilleul, 24 × 11 cm, musée d'histoire de l'art, Vienne[34]
  - Décollation de Jean-Baptiste, huile et tempera sur tilleul, 84 × 58 cm, musée de l'Archidiocèse, Kroměříž, Tchéquie
  - Décapitation de sainte Catherine, peinture sur tilleul, 84 × 58 cm, musée de l'Archidiocèse, Kroměříž, Tchéquie
  - Vierge à l'Enfant avec sainte Catherine, peinture sur panneau, 72 × 56 cm, Portland Art Museum, Portland
  - La Vierge allaitant l’enfant, huile sur tilleul, 82 × 54 cm, musée des beaux-arts de Budapest
  - Saint Christophe, panneau extérieur gauche d'un retable, huile sur tilleul, 85 × 31 cm, Musée national d'art de Catalogne, Barcelone
  - Christ en homme de douleur, tempera sur panneau, 51 × 34 cm, Ludwig Roselius Museum, Brême
  - Christ en homme de douleur, sur panneau, musée diocésain, Brixen, Tyrol du Sud
  - La Lamentation avec les deux larrons crucifiés, huile sur panneau, 38 × 27 cm, musée des beaux-arts de Boston
  - Frédéric le sage en adoration devant la Vierge de l'Apocalypse, huile et tempera sur bois transféré sur toile, 115 × 91 cm, Staatliche Kunsthalle Karlsruhe
  - Trinité, panneau, Kunsthalle de Brême

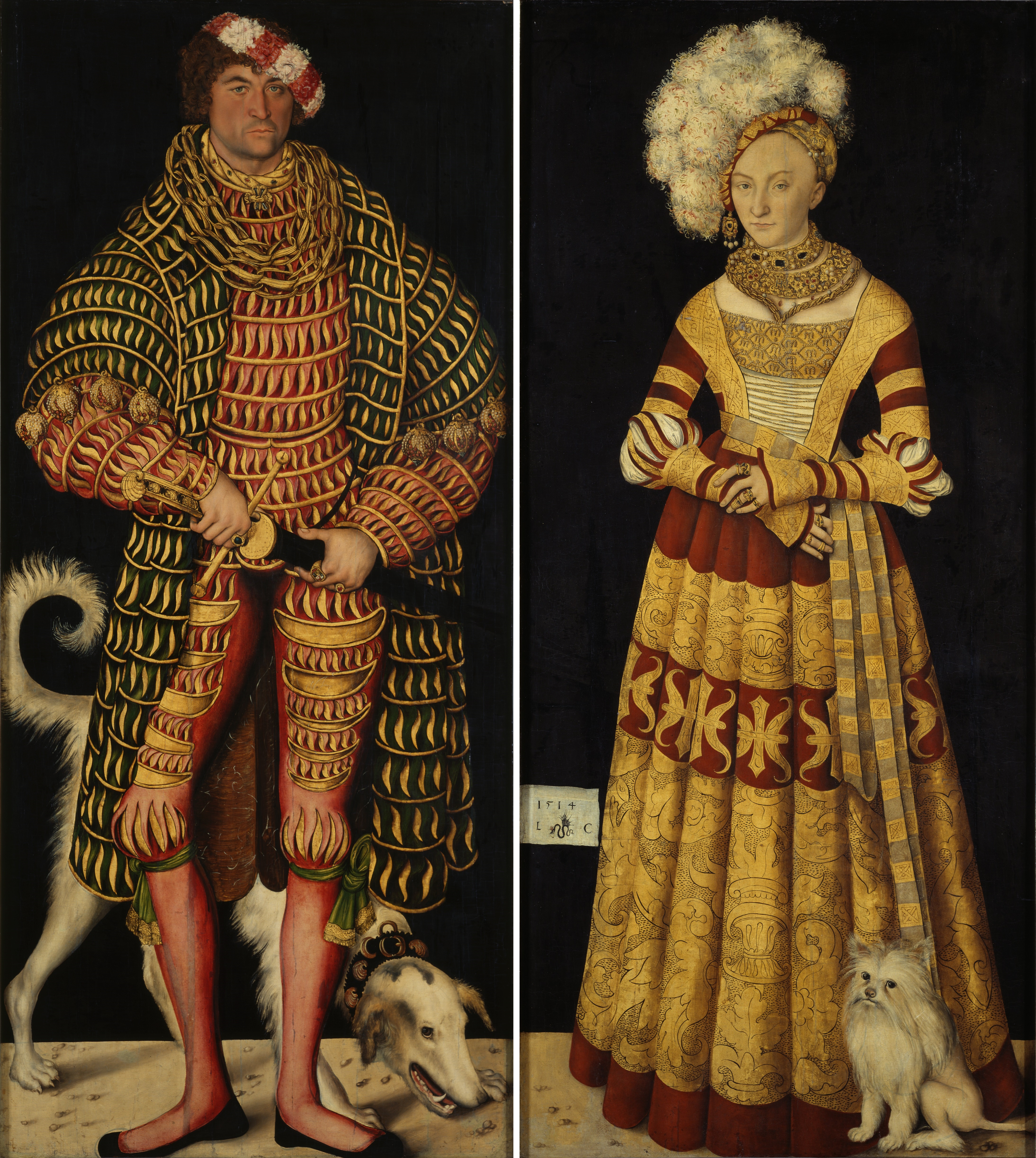
Henri de Saxe et sa femme 1514, Dresde
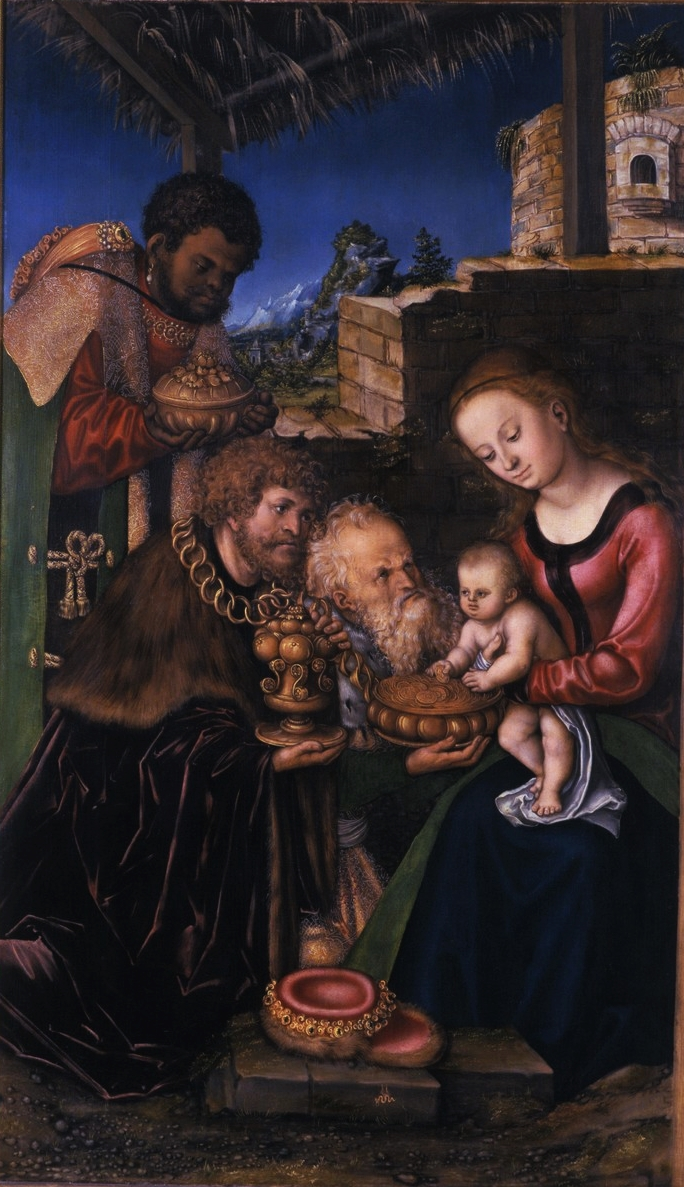
Adoration des Mages 1515, Gotha
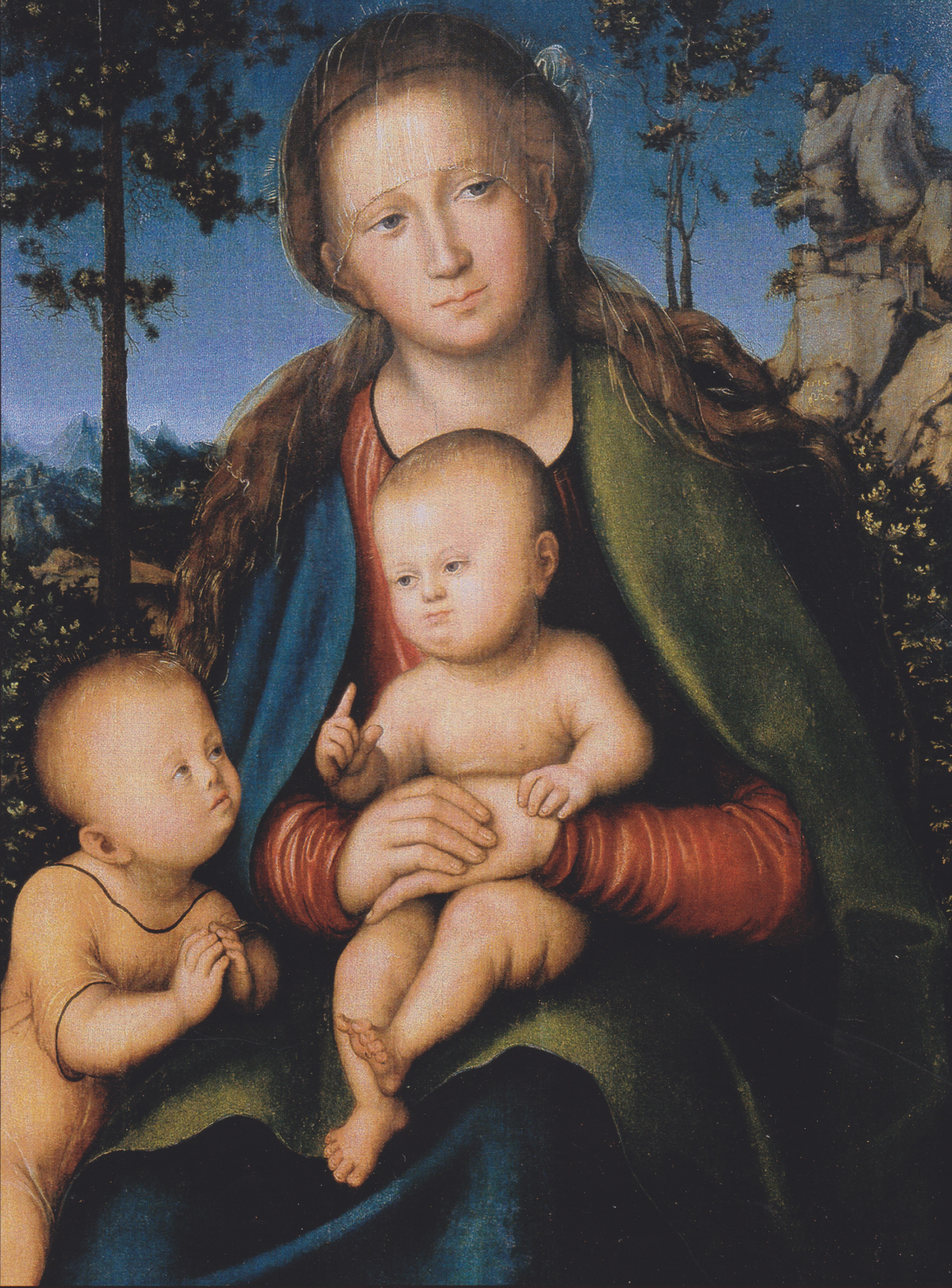
Madone et St Jean 1514, Offices
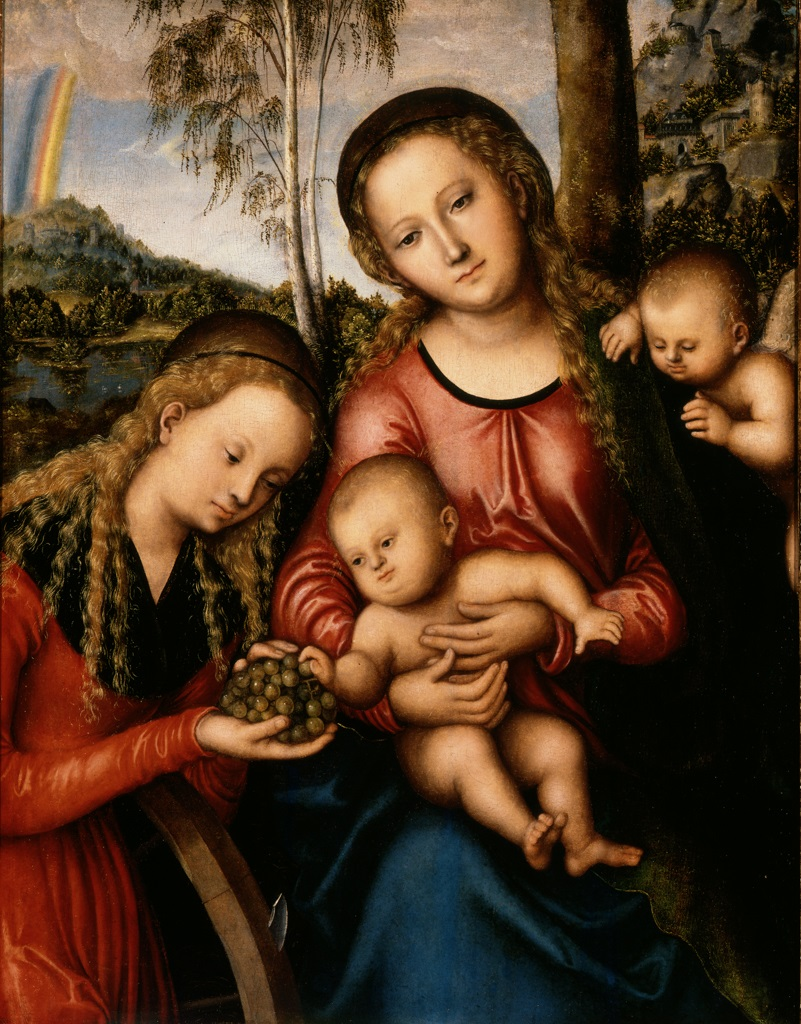
Madone et Ste Catherine 1515, Portland Art Museum, Portland
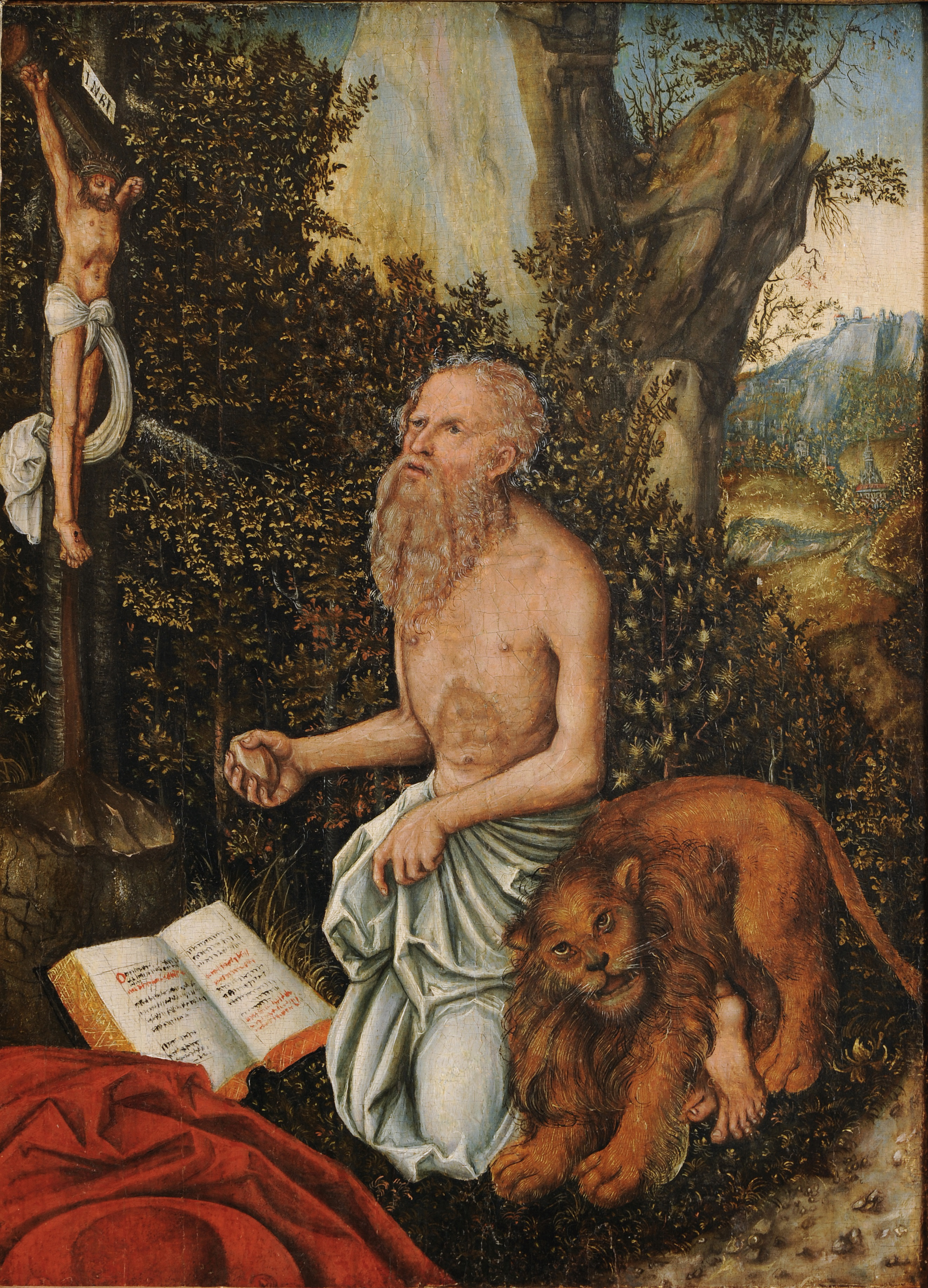
St Jérôme 1515, Coburg
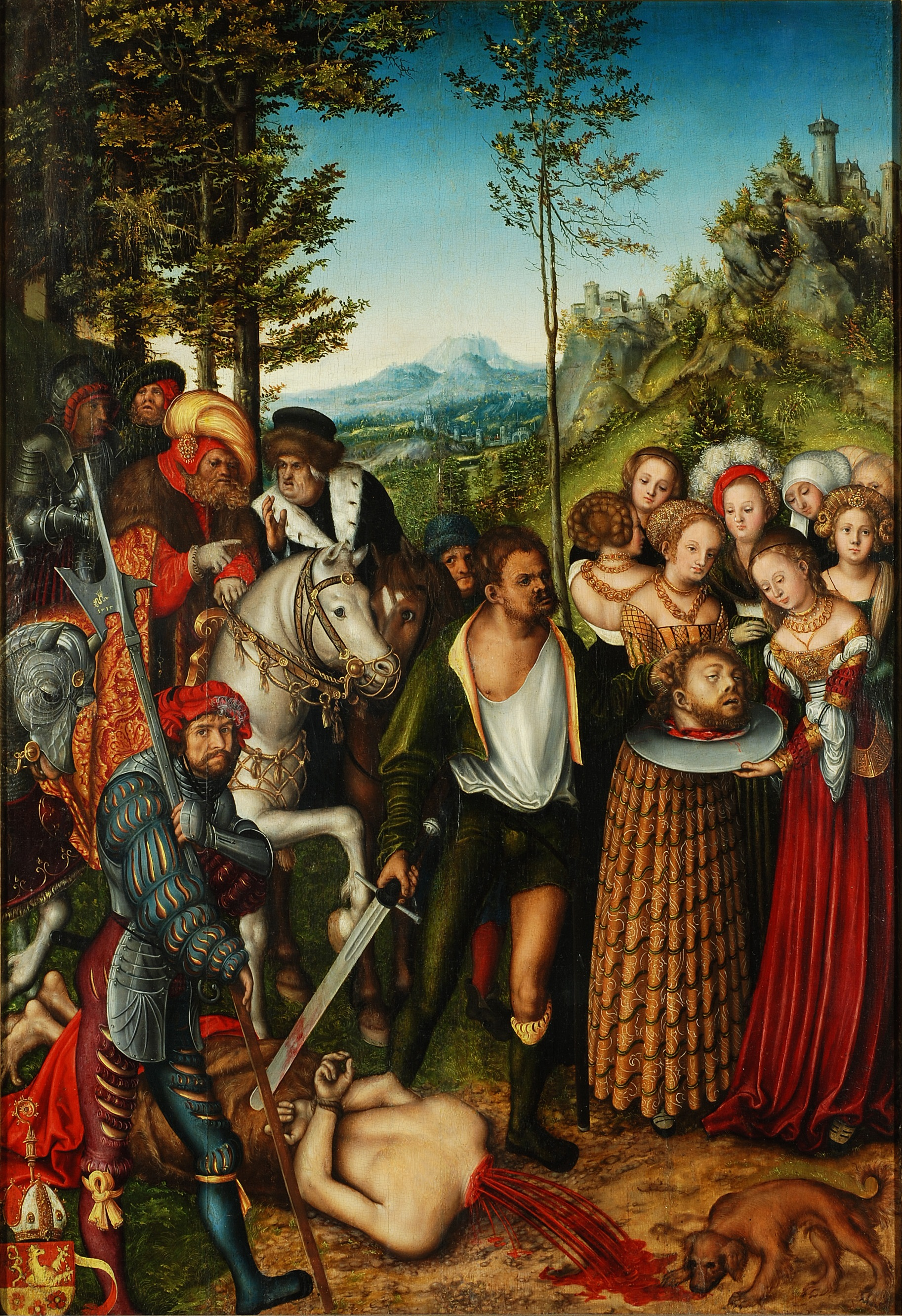
Décapitation de saint Jean 1515, Kroměříž
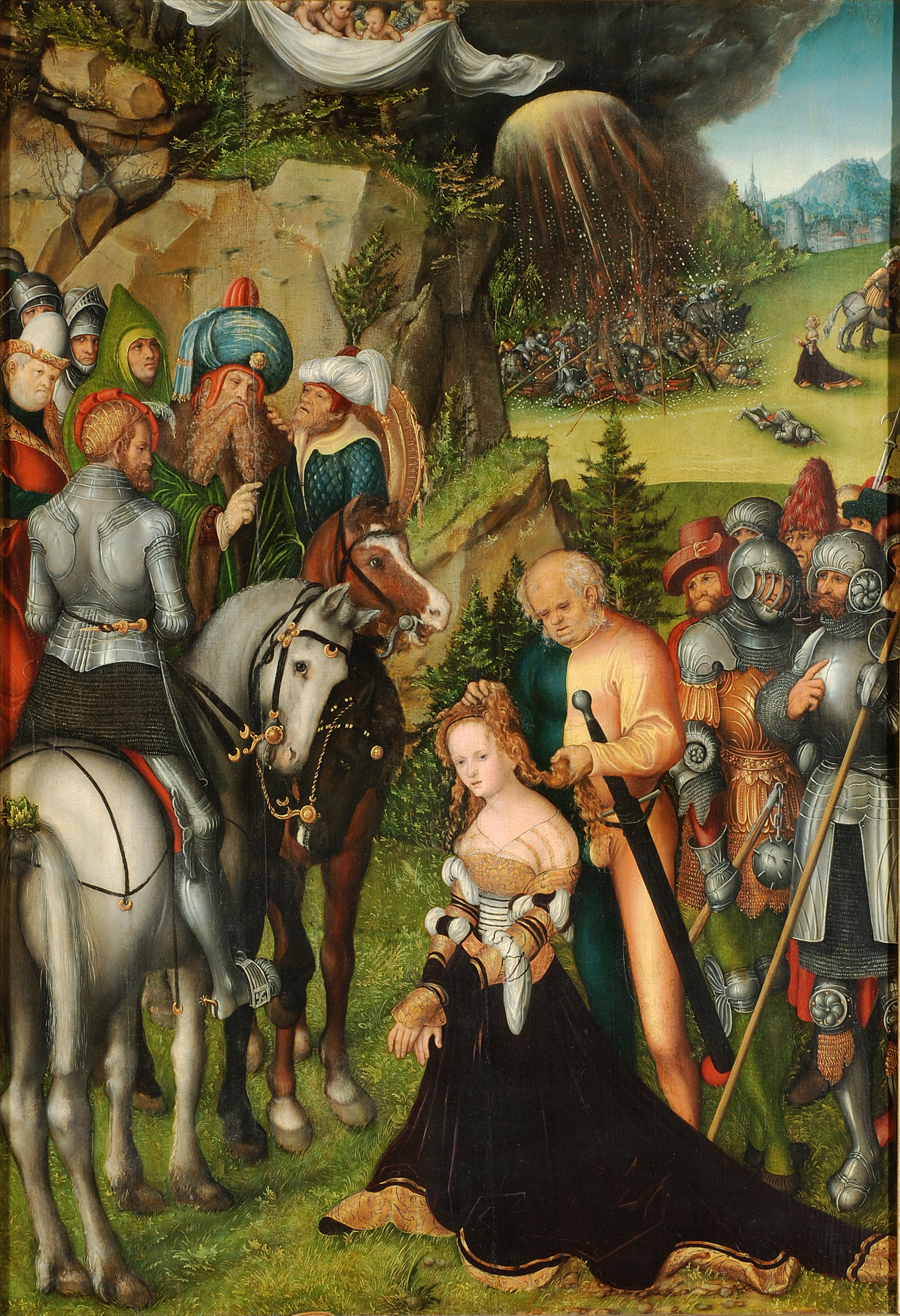
Décapitation de Ste Catherine 1515, Kroměříž

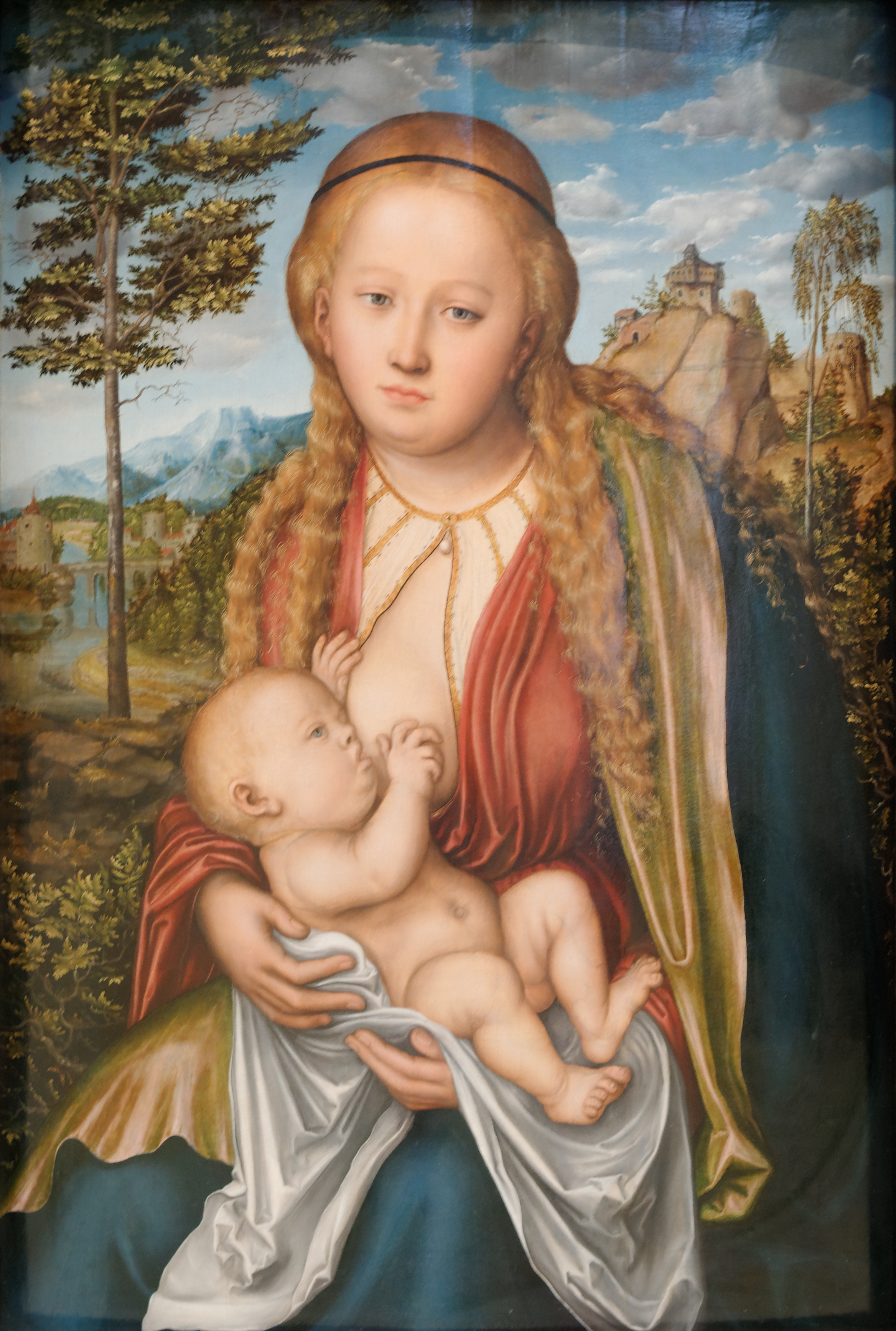
Madone allaitant 1515, Budapest
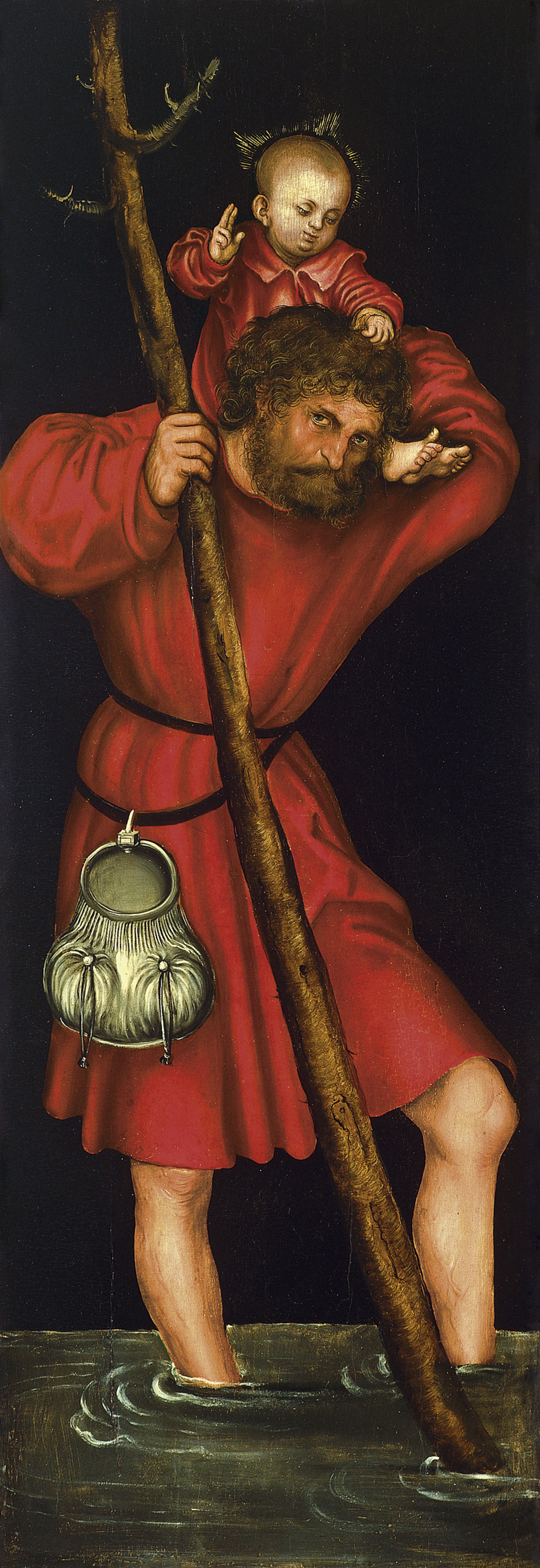
Saint Christophe 1515, Barcelone
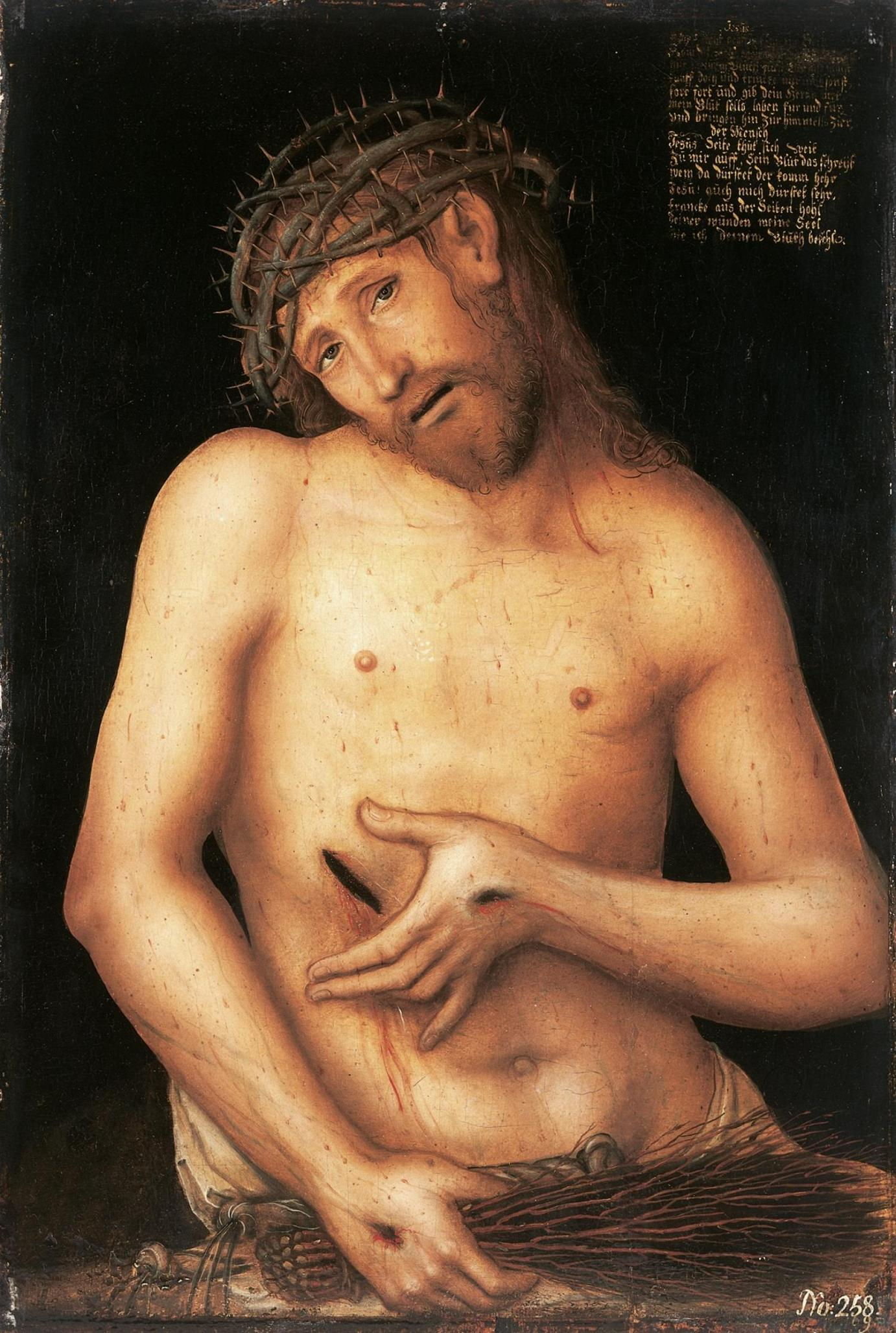
Homme de Douleur 1515, Brême
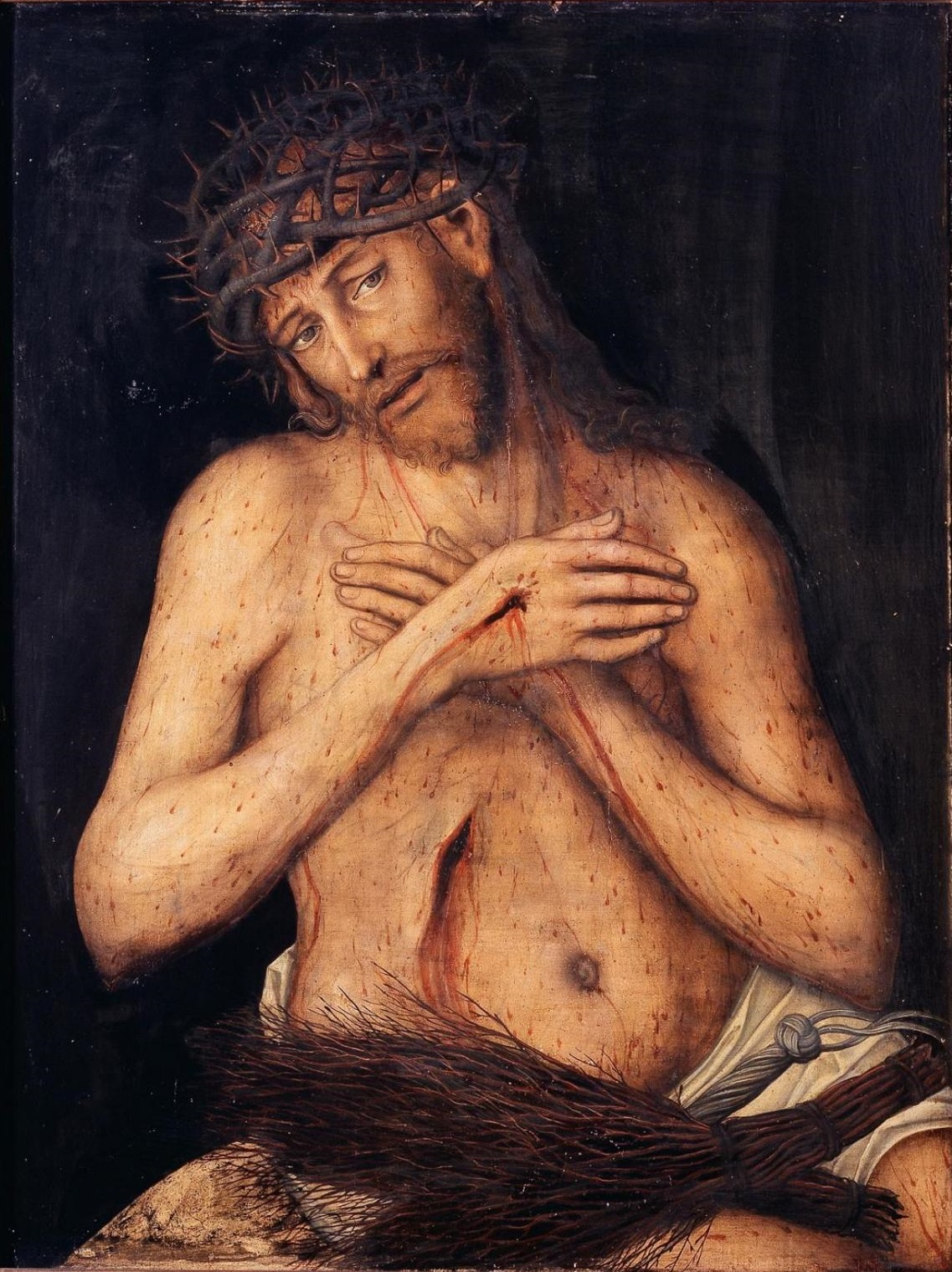
Homme de douleur 1515, Brixen
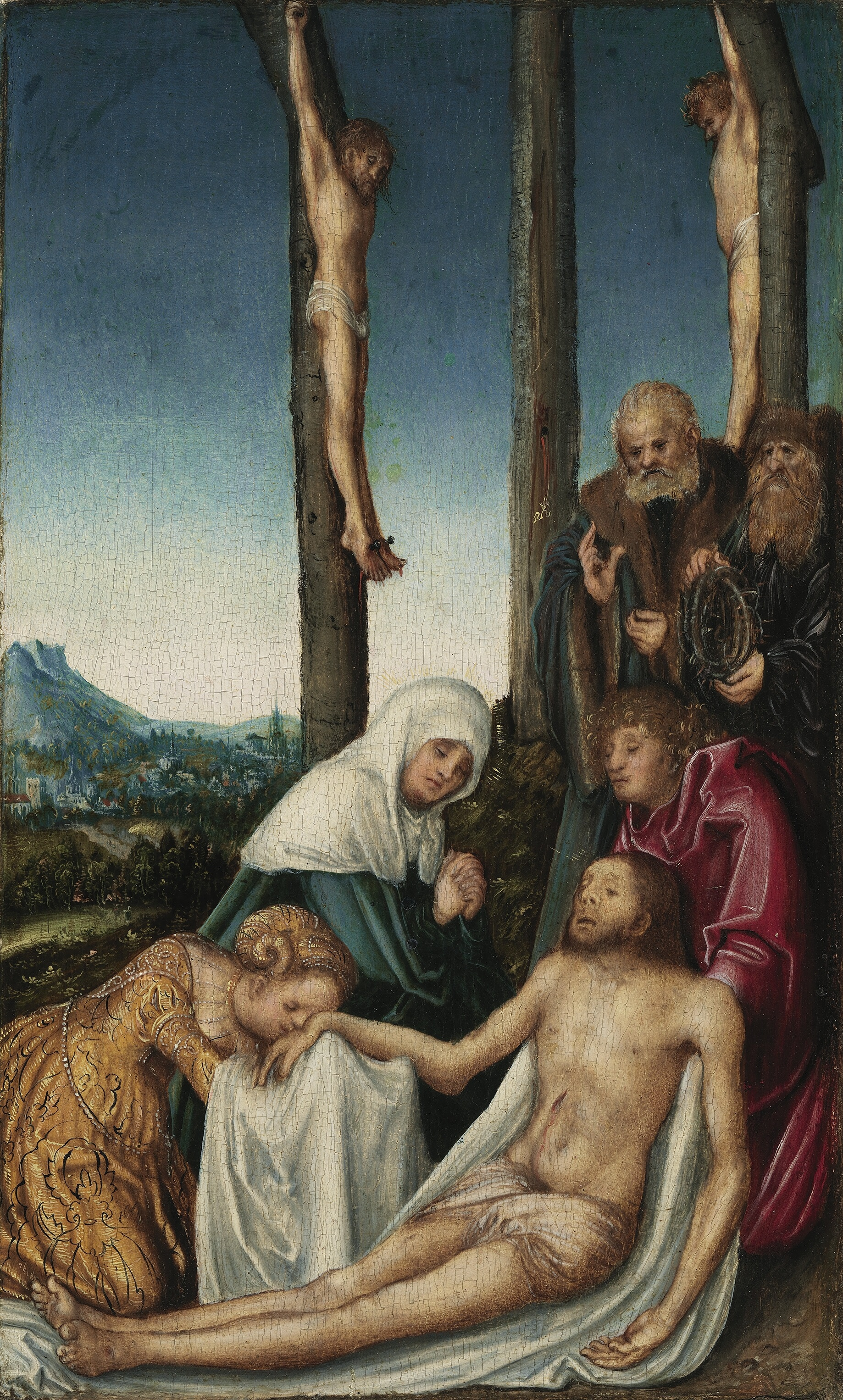
Lamentation 1515, Boston
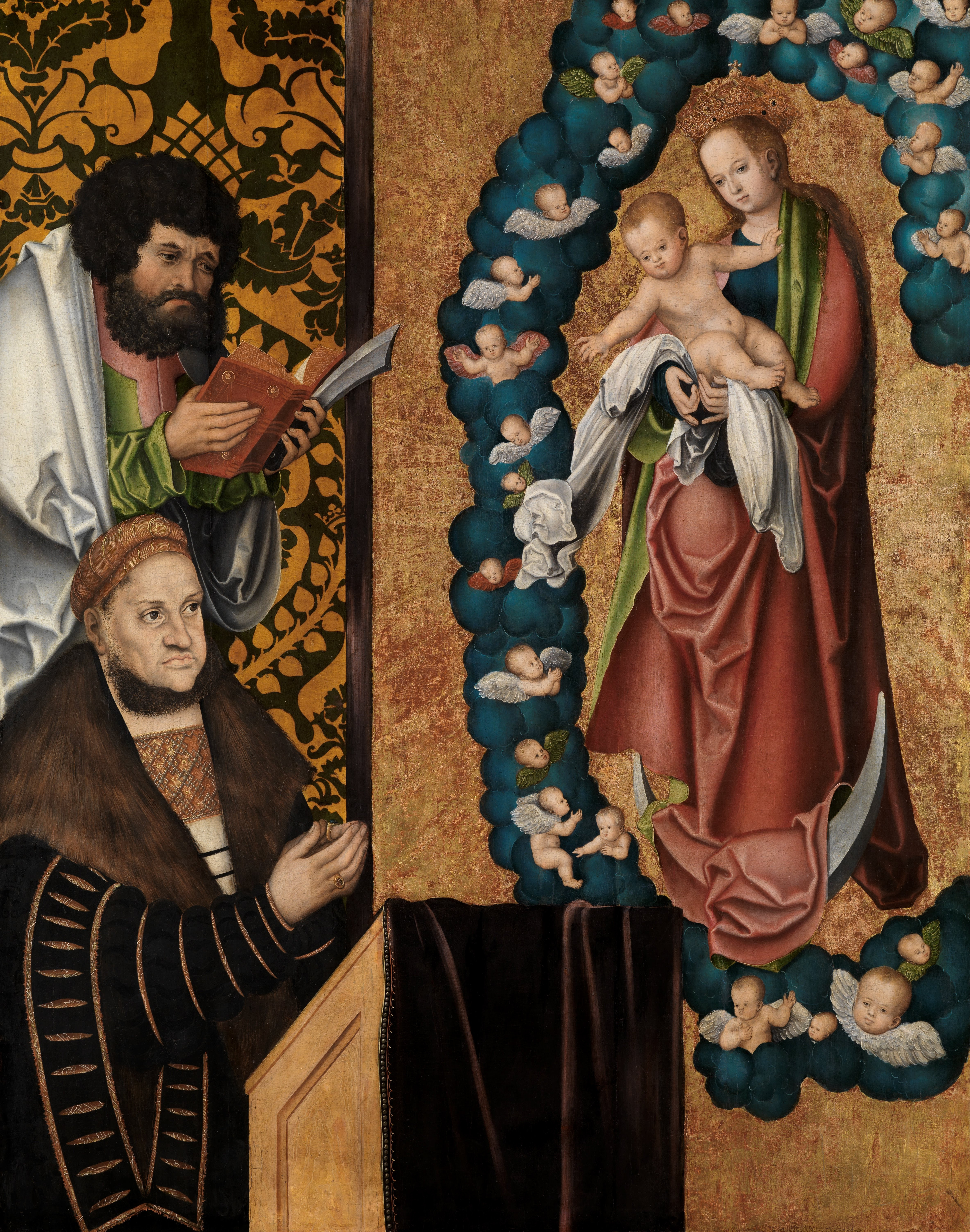
Frédéric le Sage en adoration 1515, Karlsruhe
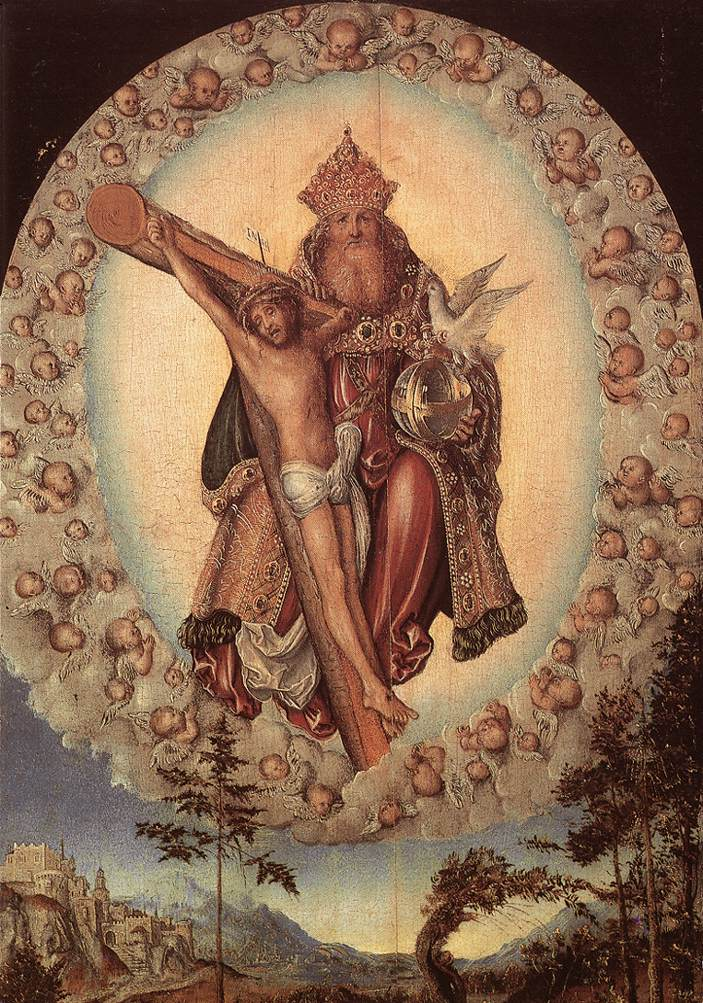
Trinité 1515, Brême

- 1515-1516 : L’Adoration des mages, huile sur sapin, 122 × 73 cm, musée du château de Friedenstein, Gotha[35]
- 1515-1520 :
  - Nativité, huile sur tilleul, 32 × 24 cm, Gemäldegalerie Alte Meister, Dresde
  - Vierge à l'Enfant, huile sur tilleul, 63 × 42 cm, Mauritshuis, La Haye
  - Saint Eustache, sur tilleul, 86 × 33 cm, Liechtenstein Museum[36]

- 1516 :

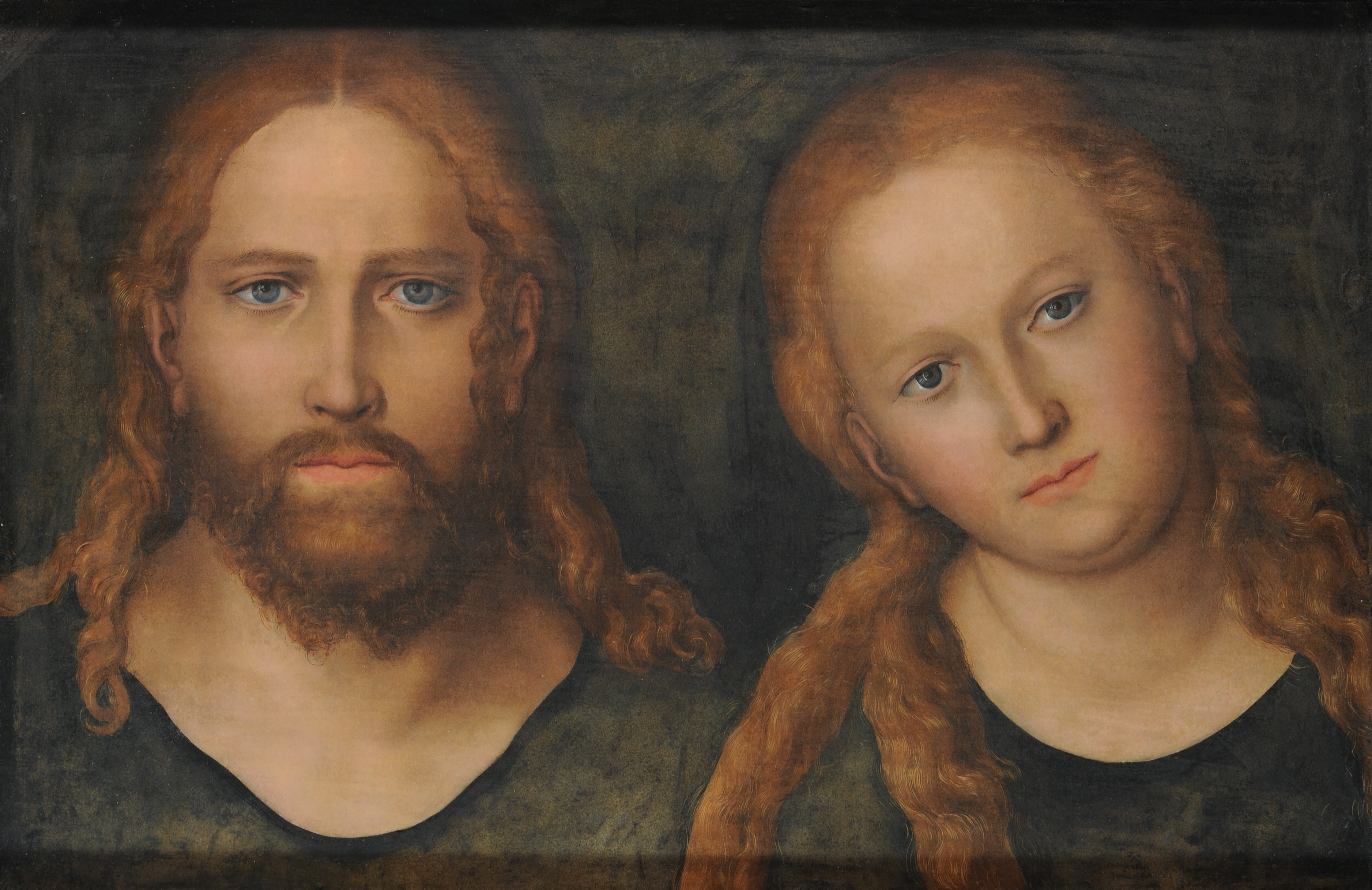
Le Christ et Marie, 1516, Gotha

  - La Vierge à l'Enfant avec sainte Anne, huile sur tilleul, 61 × 40 cm, Alte Pinakothek, Munich
  - La Vierge à l'Enfant avec les saintes Catherine, Dorothée, Marguerite et Barbara, sur tilleul, 119 × 96 cm, Anhaltische Gemäldegalerie, Wörlitz
  - Christ et Marie, huile sur parchemin monté sur chêne, 34 × 53 cm, musée du château de Friedenstein, Gotha
- 1516-1518 :
  - Le Jugement de Pâris, huile sur panneau, 63 × 42 cm, Seattle Art Museum
  - Mariage mystique de sainte Catherine d'Alexandrie avec Dorothée, Marguerite et Barbara, sur tilleul, 67 × 47 cm, Musée des beaux-arts de Budapest[37]
  - L'Annonce à Joaquim, huile sur panneau, 60 × 51 cm, musée des beaux-arts de Budapest

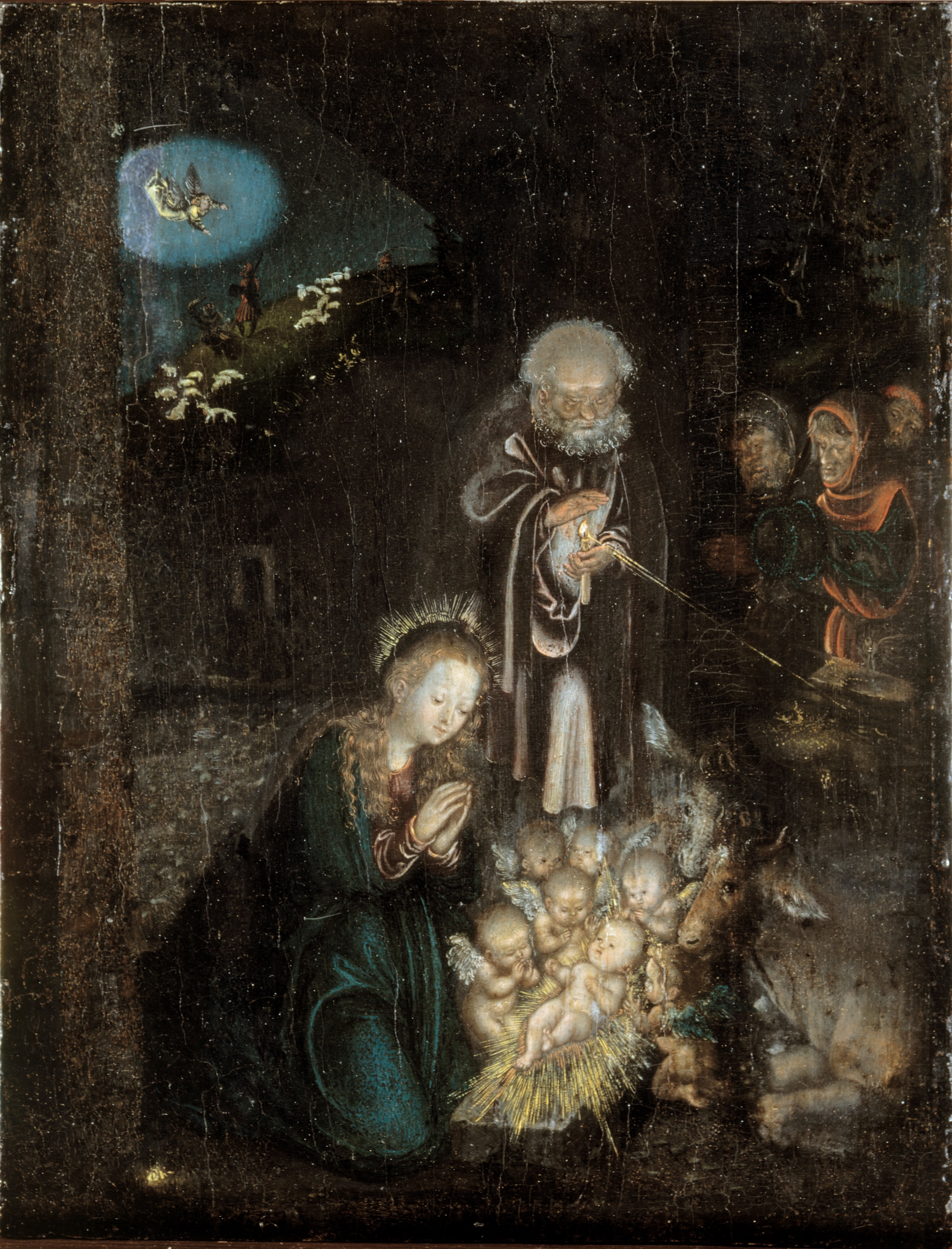
Nativité 1515, Dresde
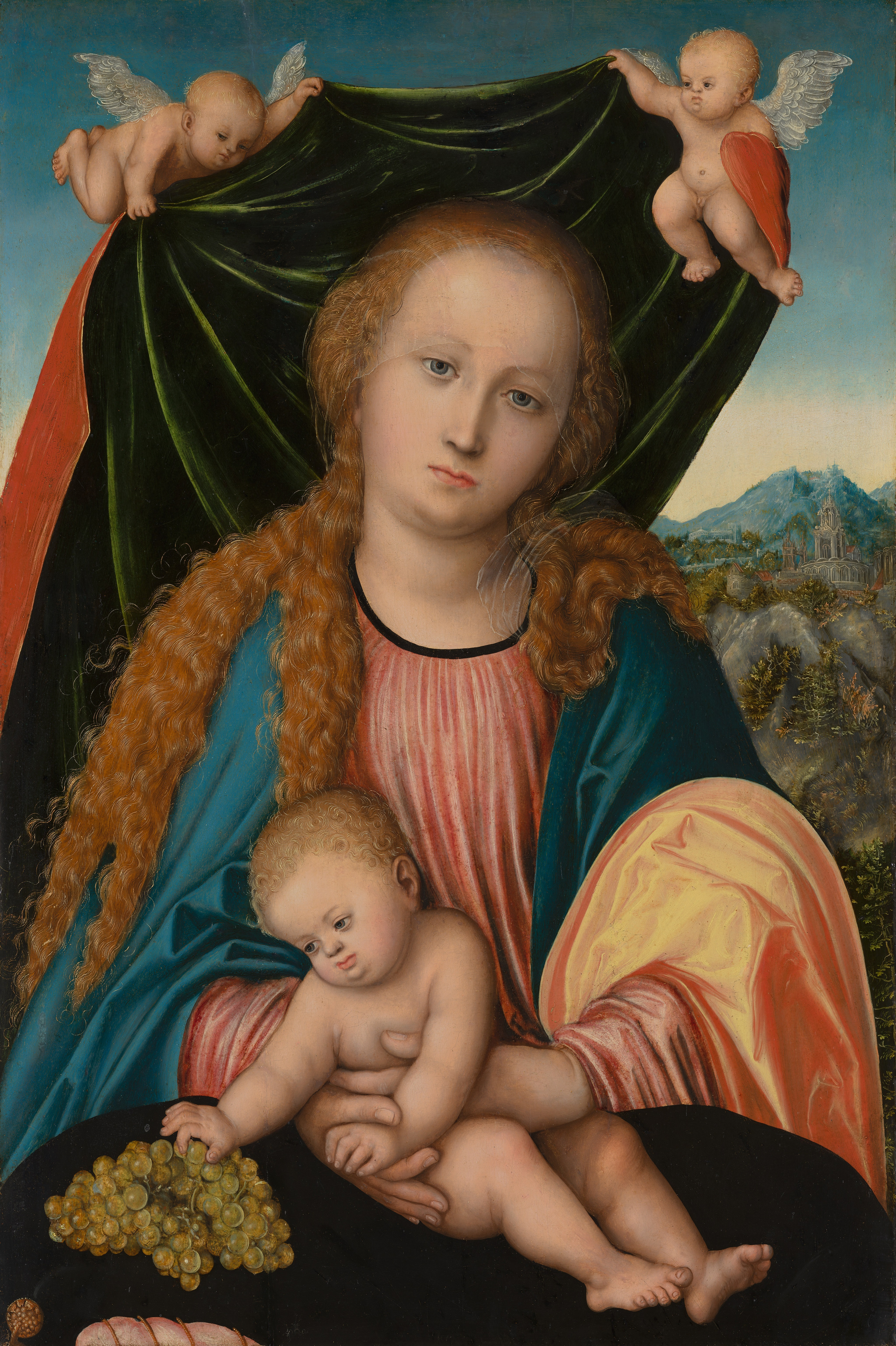
Madone 1515, La Haye
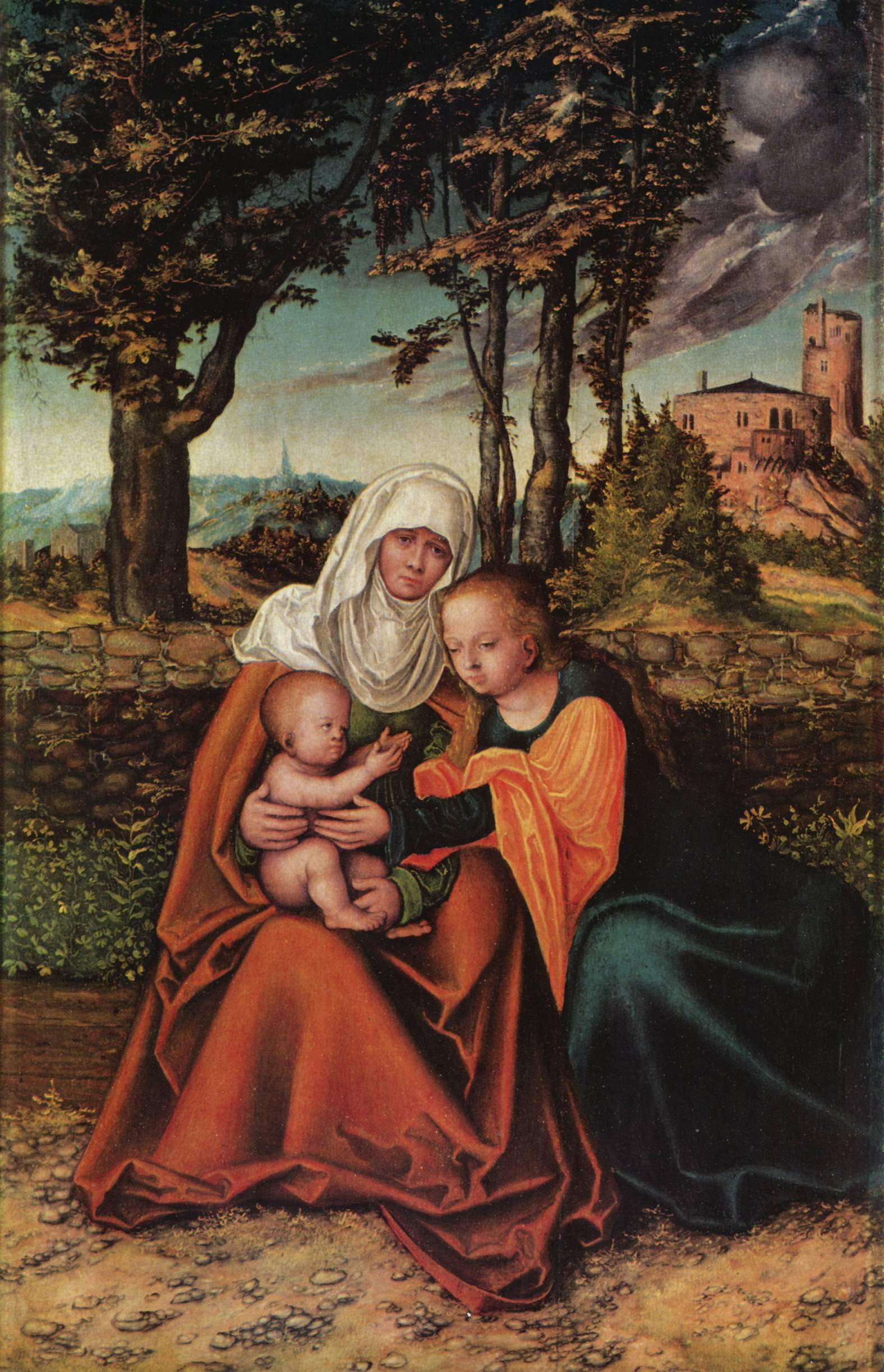
Madone et Ste Anne 1516, Munich
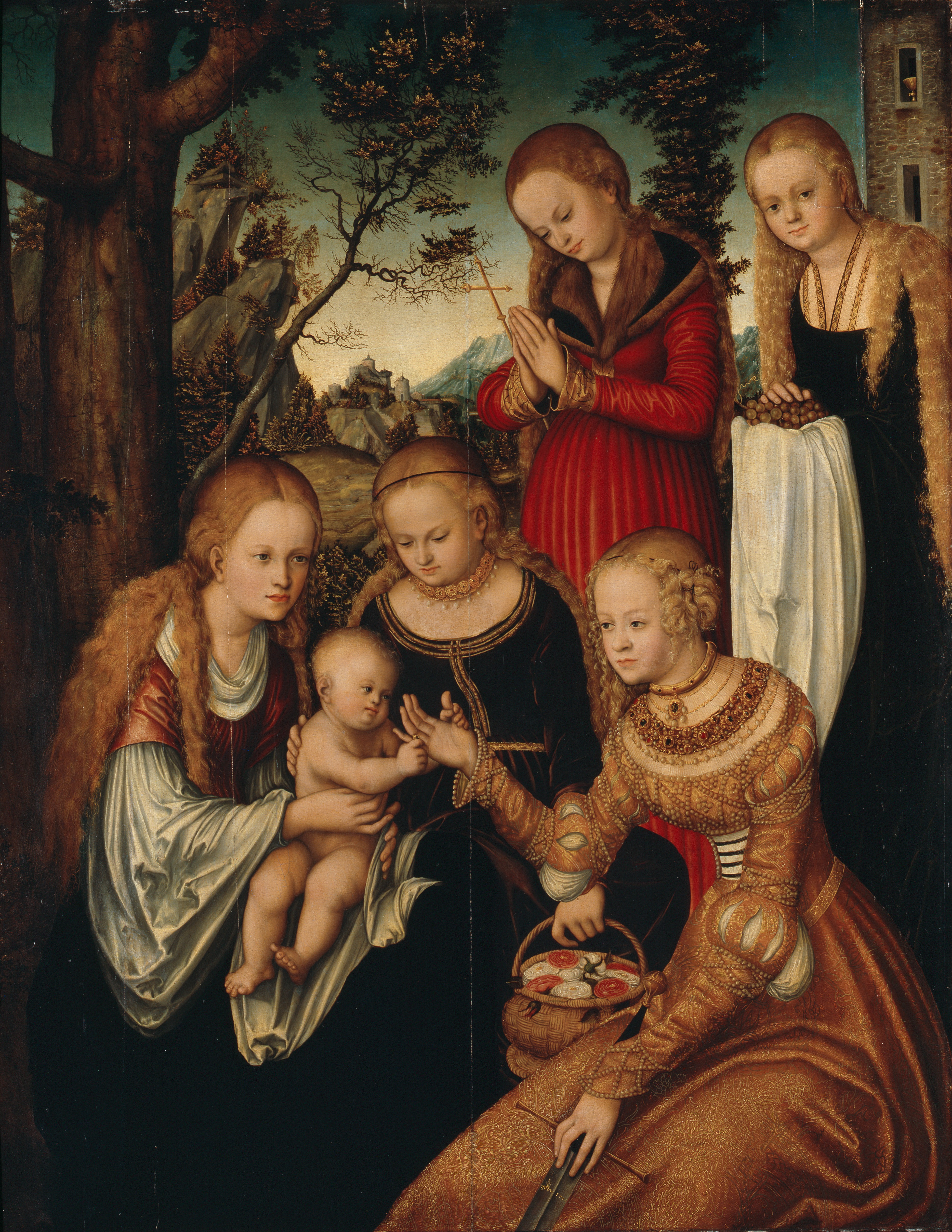
Madone et des saintes 1516, Wörlitz
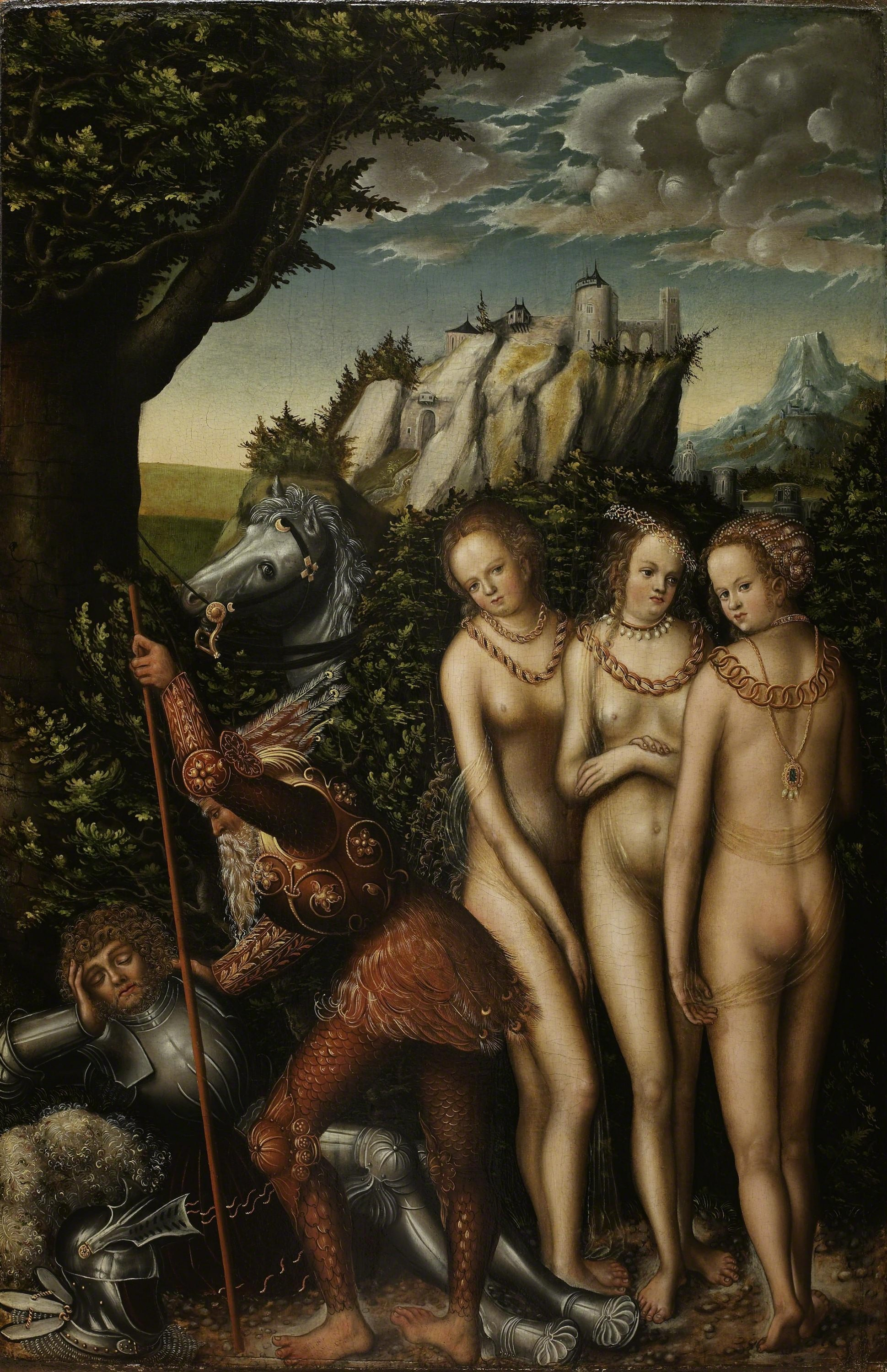
Jugement de Pâris 1516, Seattle
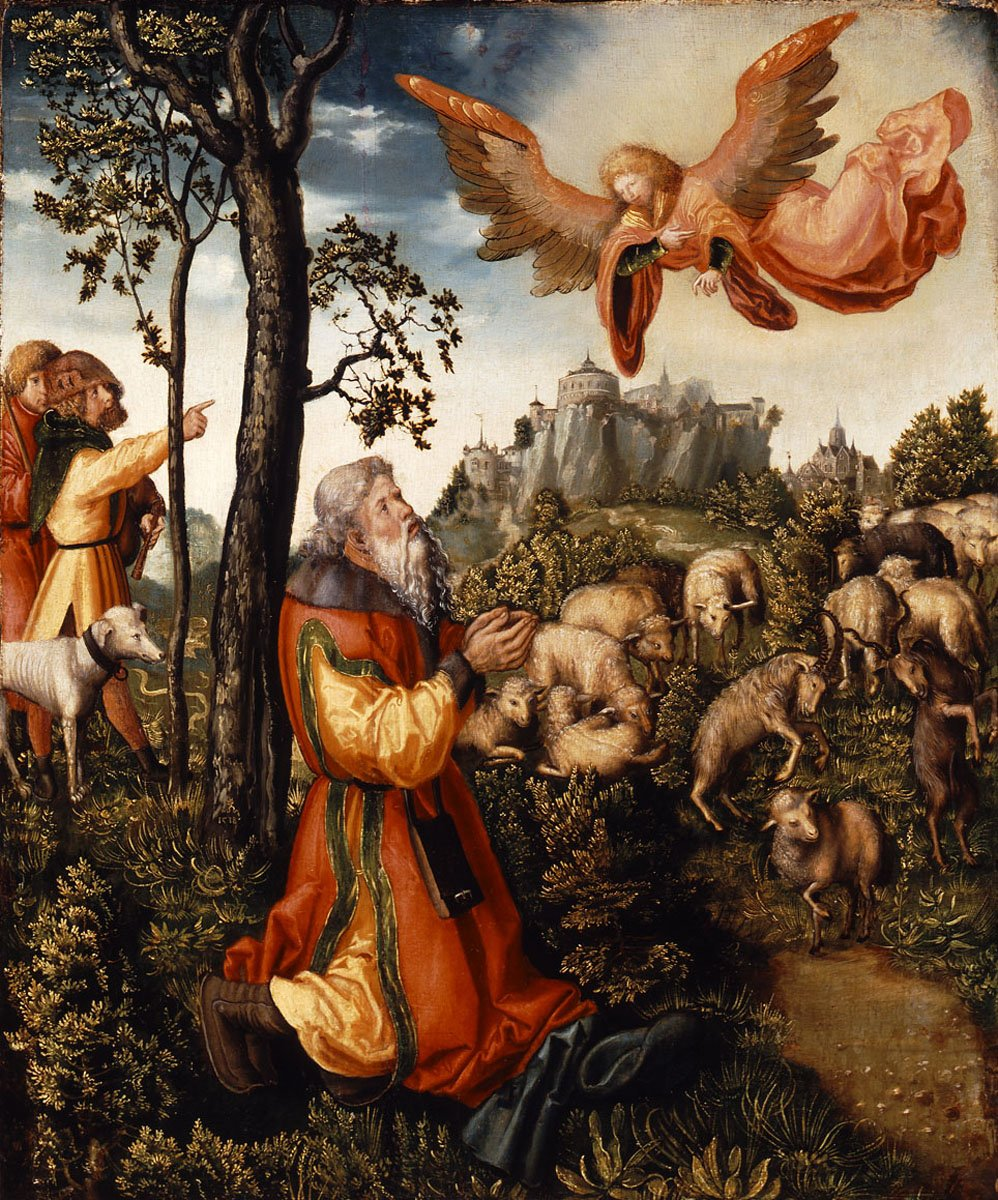
Annonce à Joaquim 1516, Budapest

- 1517 :
  - Le Couple mal assorti, huile sur panneau, 27 × 18 cm, musée national d'art de Catalogne, Barcelone
  - Deux princesses saxonnes, huile sur panneau, 44 × 34 cm chaque, National Gallery of Art, Washington
- 1518 :
  - Adam et Ève, deux tableaux, peinture sur tilleul, 86 × 30 cm, musée Herzog Anton Ulrich, Brunswick
  - L'Agonie dans le Jardin, huile sur panneau, 54 × 32 cm, musée national de l'art occidental, Tokyo[38]
  - La Naissance de Jean-Baptiste, huile sur panneau, 65 × 52 cm, Château de Skokloster, Suède. peut-être de son atelier[39]
  - La Vierge à l'Enfant et sainte Anne, sur tilleul, 42 × 28 cm, Gemäldegalerie (Berlin)[40]
  - Vierge à l'Enfant dite Madone Głogów, huile sur planche de chêne, 30 × 42 cm, Musée des beaux-arts Pouchkine, Moscou
  - Vierge à l'Enfant avec sainte Catherine, huile et tempera sur bois, 63 × 43 cm, Musée diocésain de Sandomierz, Pologne[41]
  - Vierge à l'Enfant dans un paysage, huile sur panneau, 42 × 26 cm, North Carolina Museum of Art, Raleigh[42]
  - Vierge à l'Enfant, huile sur panneau, cathédrale St Jacob, Innsbruck
  - Vierge à l'Enfant dans un paysage luxuriant, tempera et huile sur tilleul, 41 × 31 cm, Staatliche Kunsthalle Karlsruhe[43]
  - Christophe de Lycie, huile sur tilleul, 42 × 8 cm, Detroit Institute of Arts
  - Une Nymphe à la fontaine, huile sur tilleul, 59 × 91 cm, Museum der bildenden Künste, Leipzig

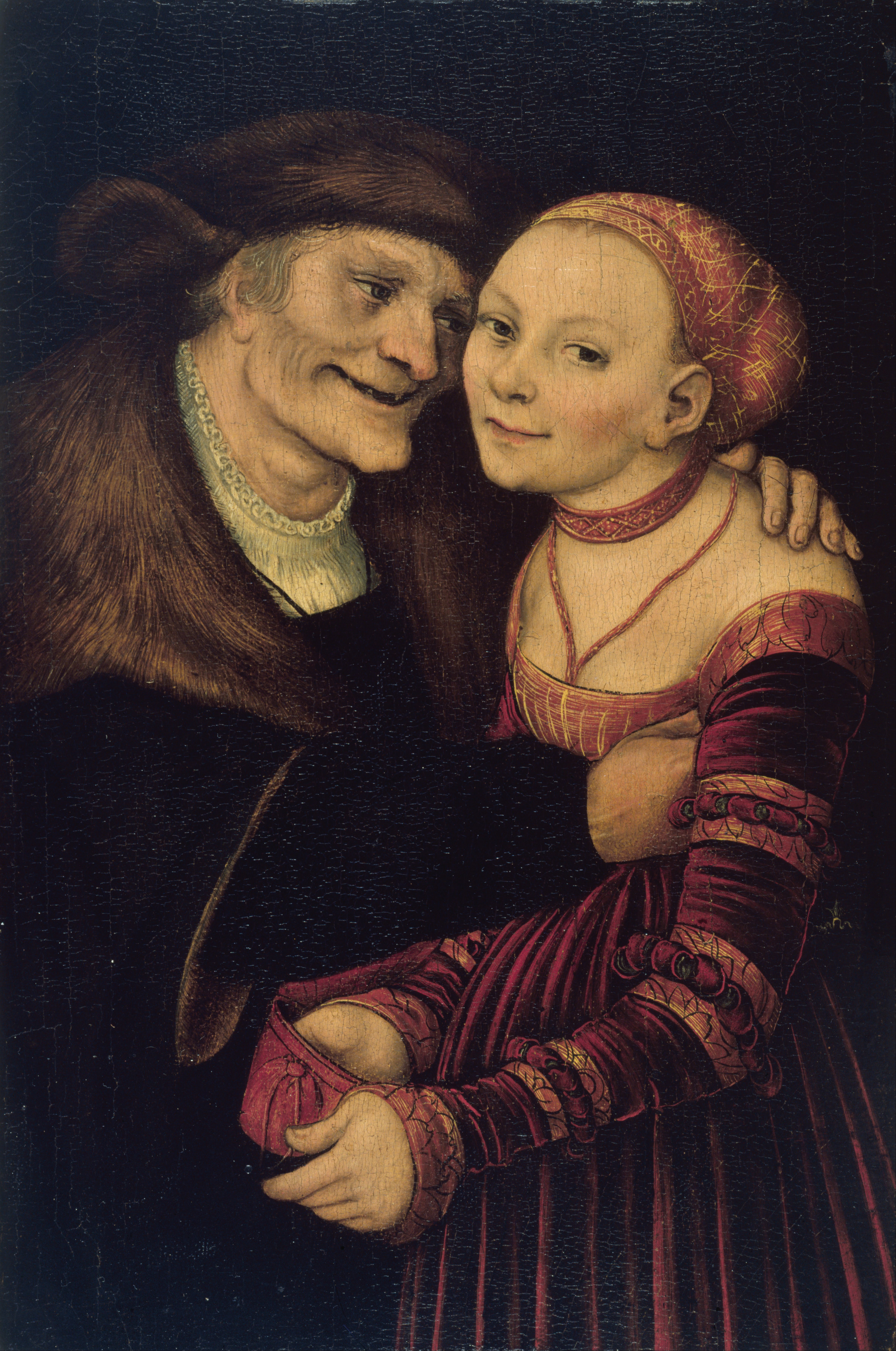
Le Couple mal assorti 1517, Barcelone
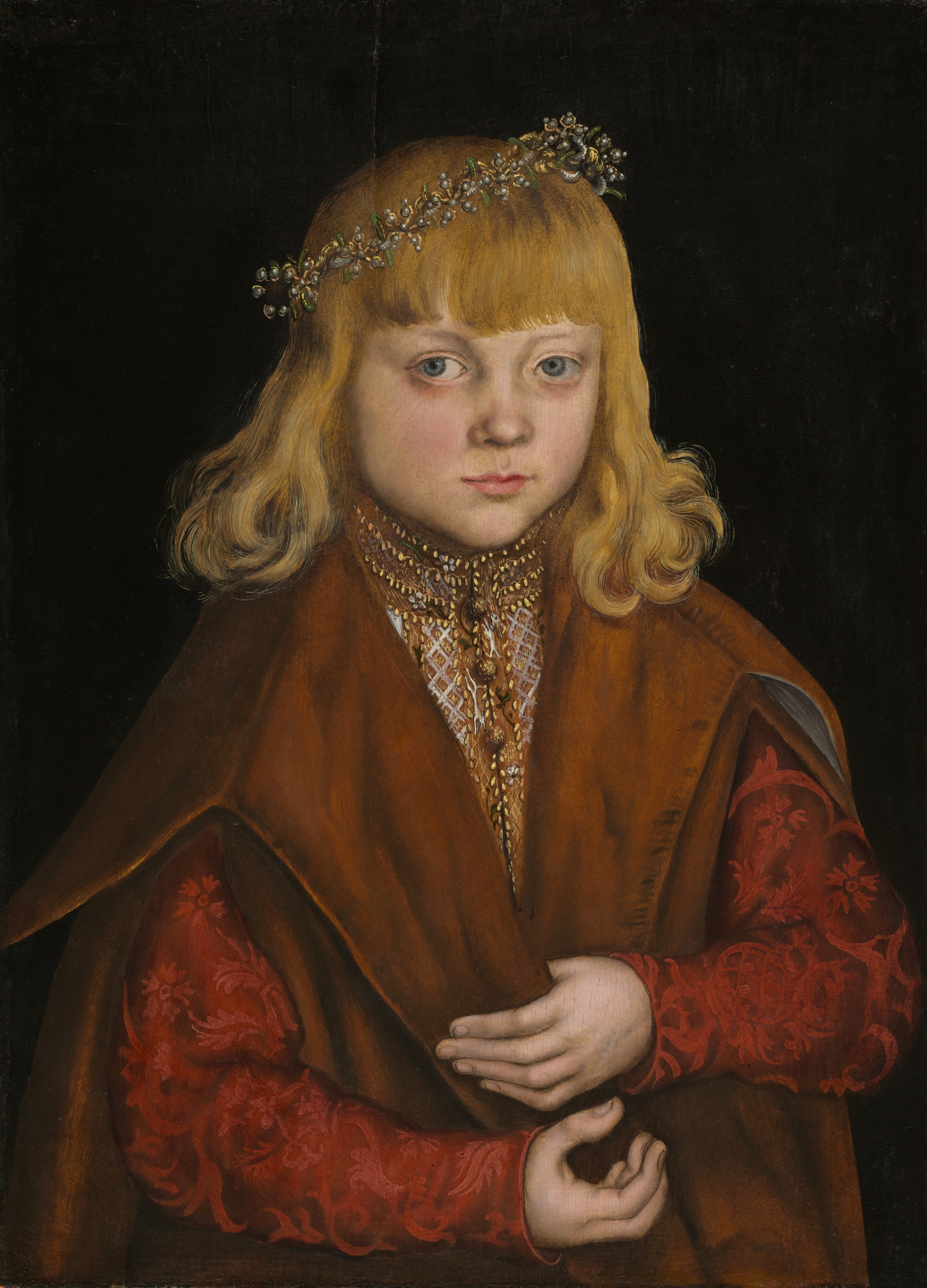
Princesse saxonne (gauche) 1517, Washington
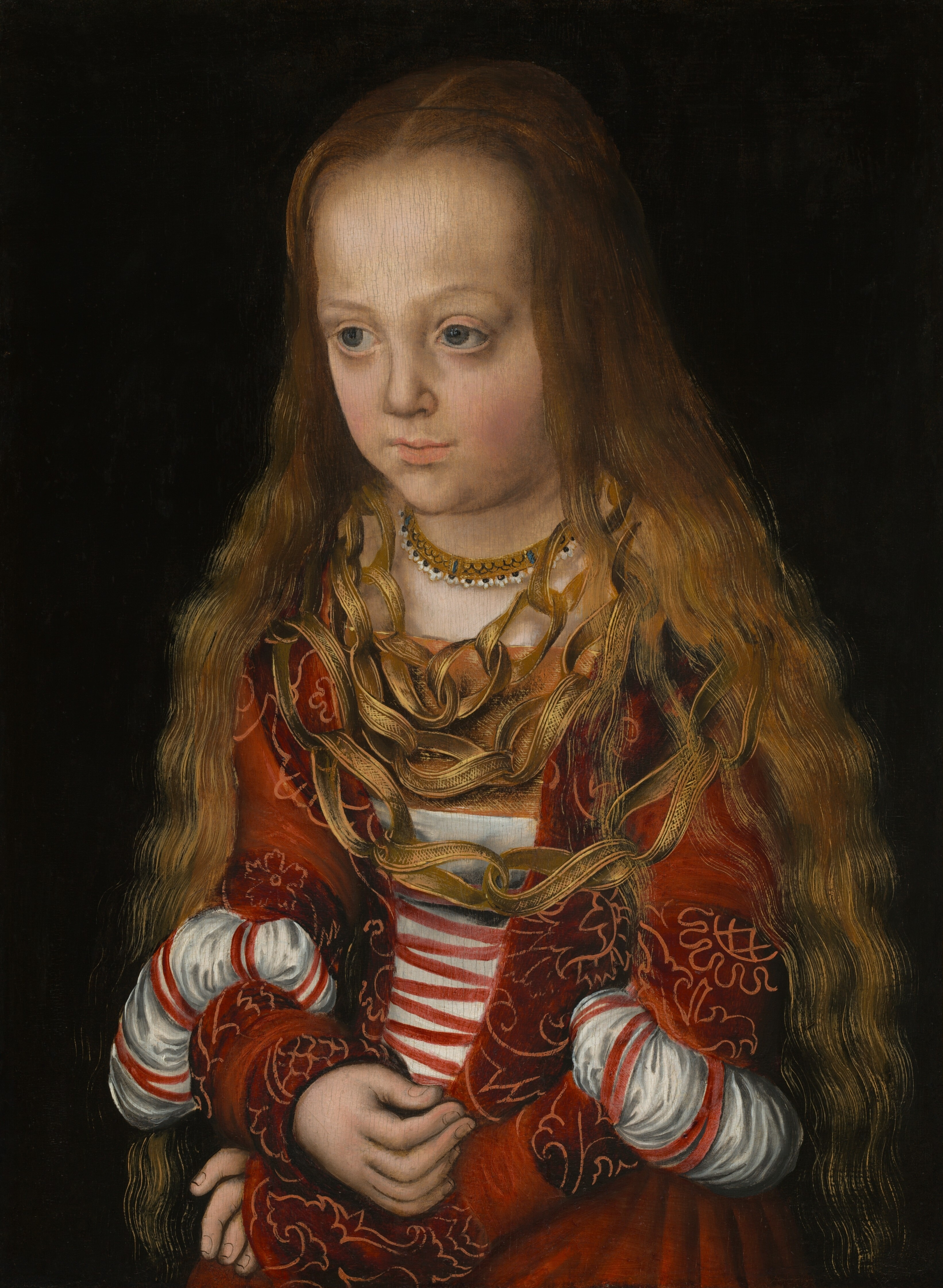
Princesse saxonne (droite) 1517, Washington
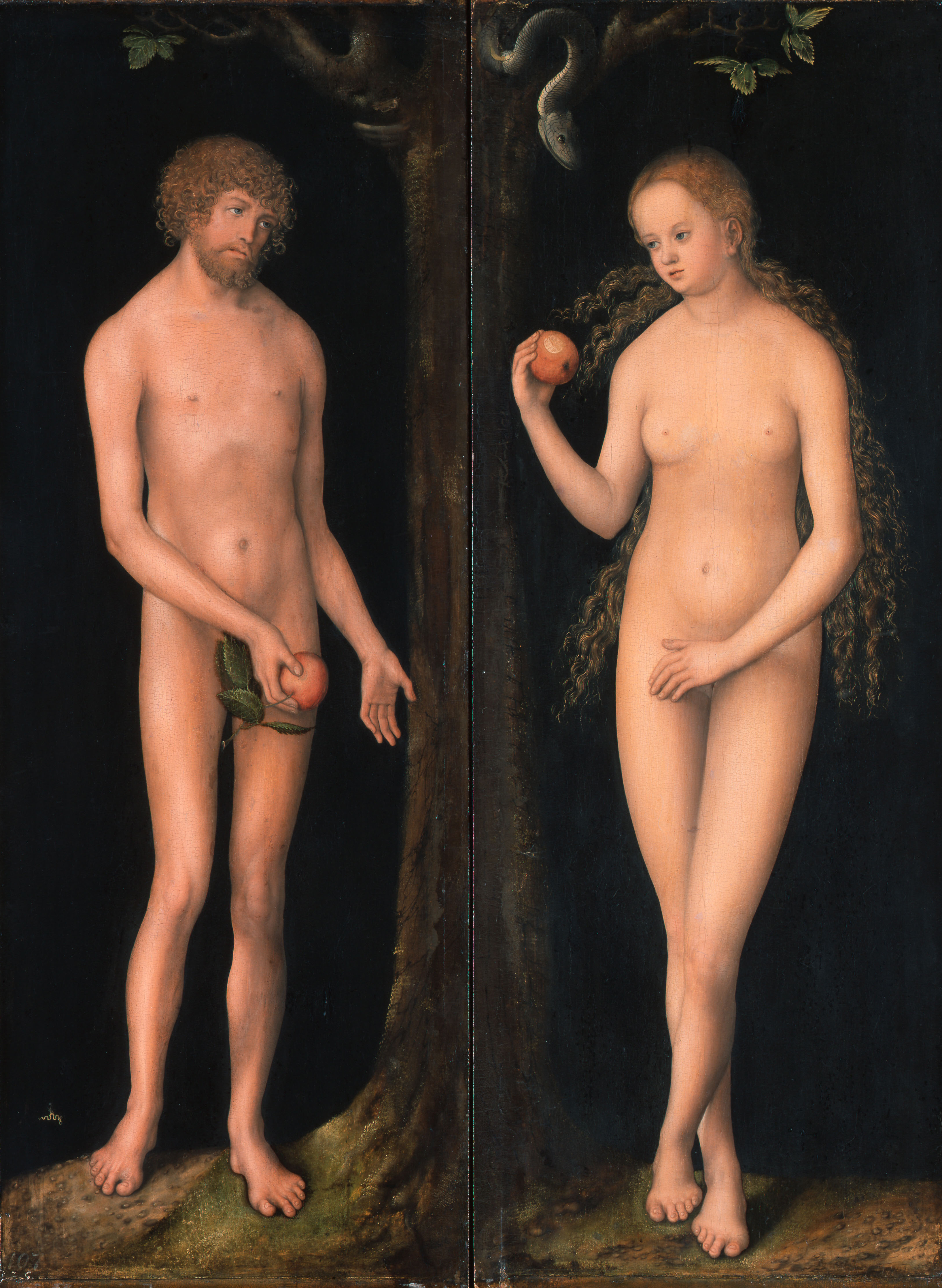
Adam et Eve 1518, Brunswick
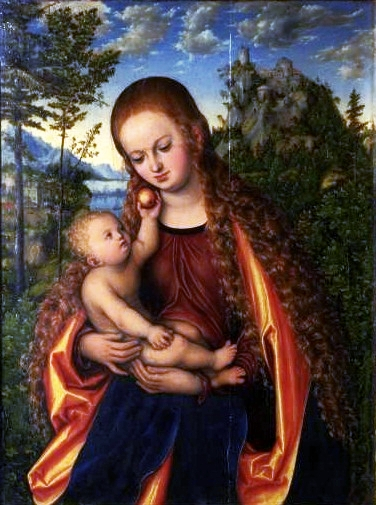
Madone Glodow 1518, Moscou
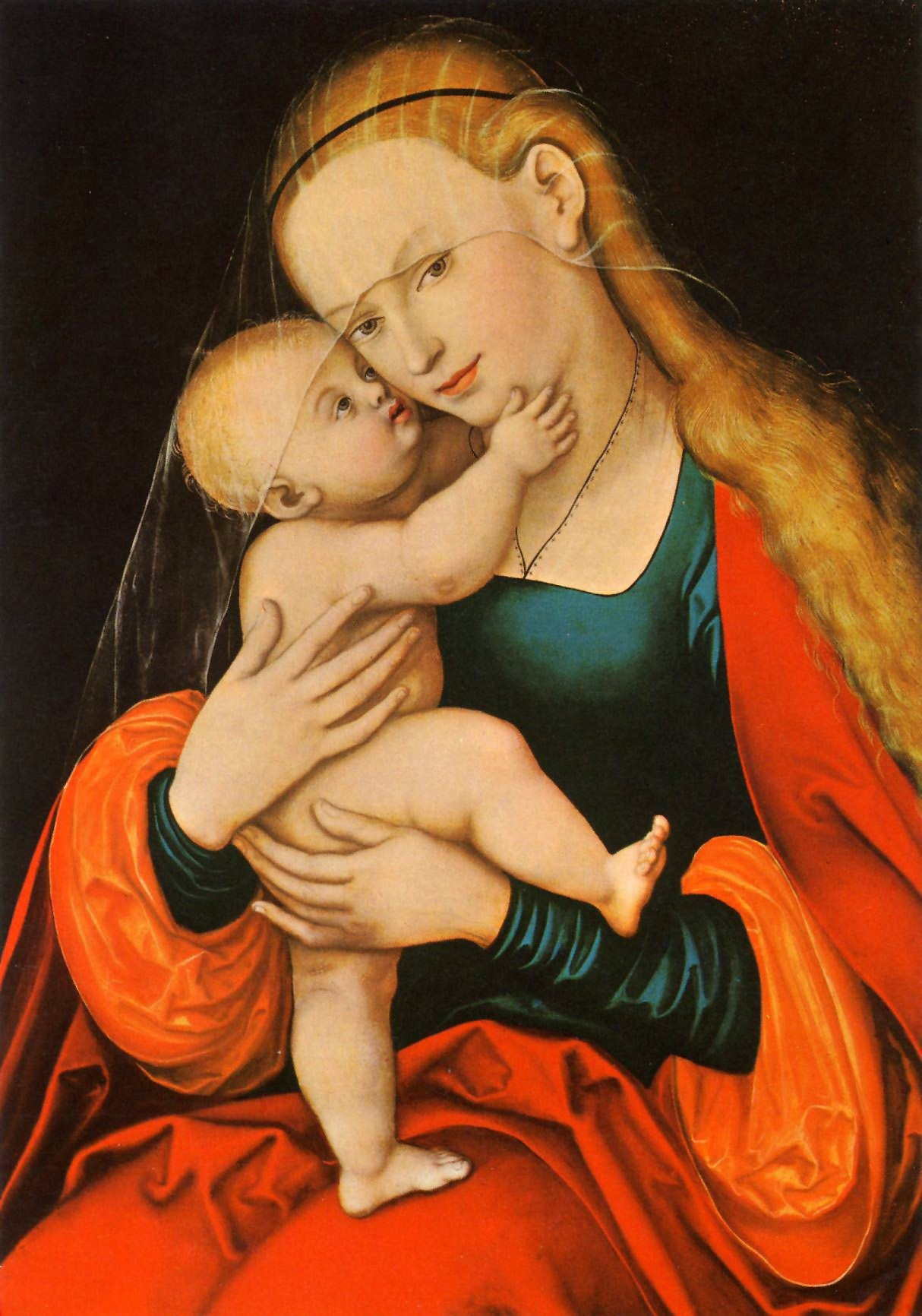
Madone 1518, Innsbruck
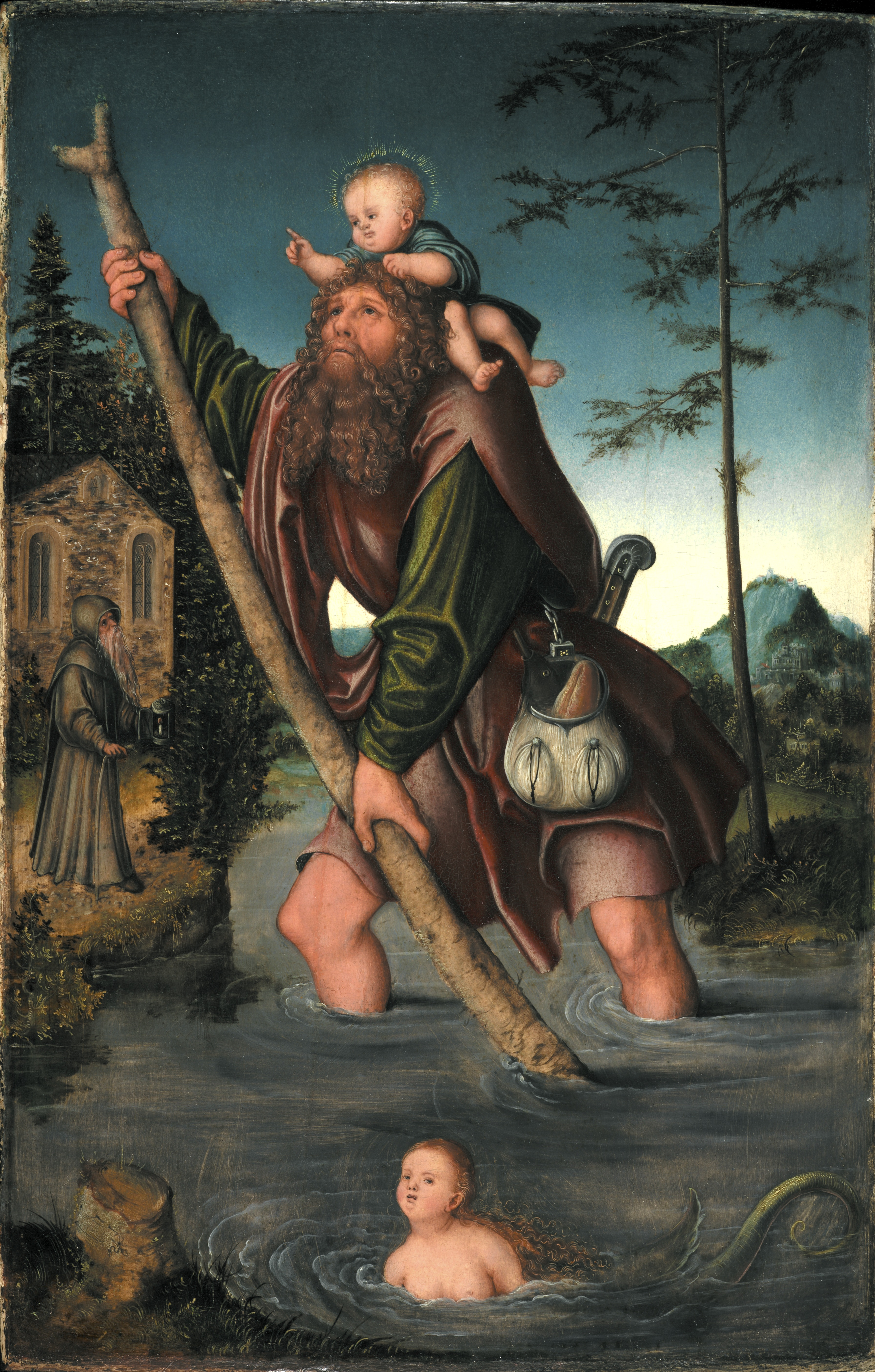
Christophe de Lycie 1518, Détroit

- 1519 : Portrait de Martin Luther, Bruxelles, collection particulière

- 1520 :

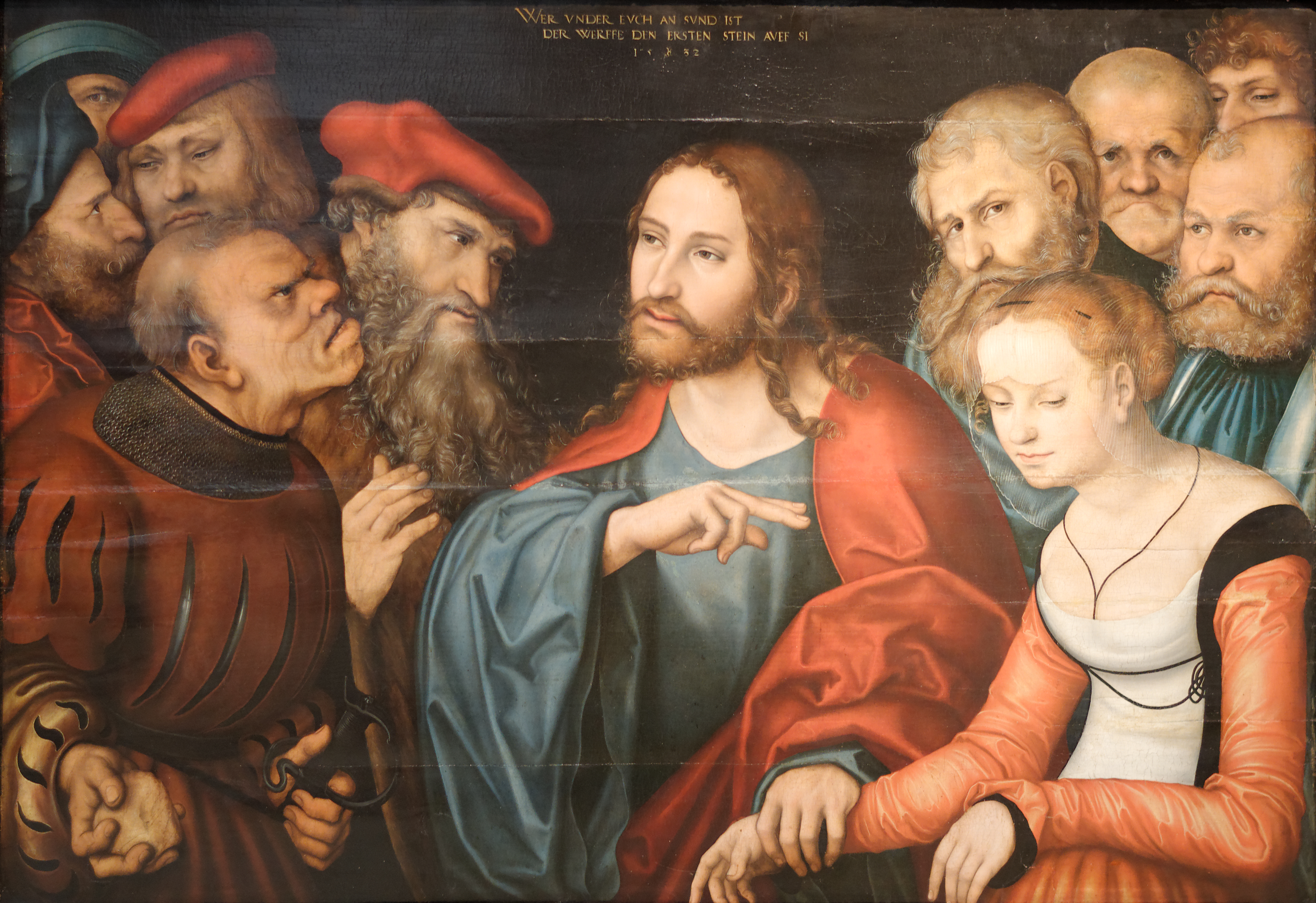
Le Christ et la femme adultère, 1520

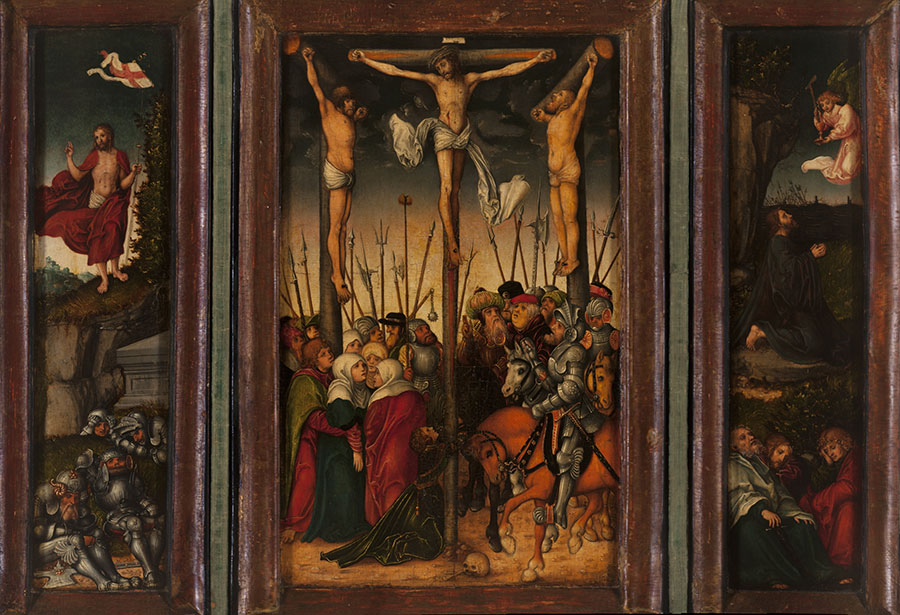
Crucifixion, 1520, Cuba

- - Crucifixion, triptyque, musée national des beaux-arts de Cuba
  - Judith avec la tête d'Holopherne, huile sur panneau, 87 × 83 cm, musée d'Art de Ponce, Porto Rico
- 1520 environ :
  - Le Cardinal Albrecht de Brandebourg en saint Jérôme[44], 57 × 27,6 cm, Gemäldegalerie (Berlin)[45]
  - Le Cardinal Albrecht de Brandebourg devant la Croix, Alte Pinakothek, Munich
  - Adam et Ève, 1520 à 1525, huile sur panneau, 873 × 59 cm, musée Soumaya, Mexico
  - La Chute de l'homme (Adam et Ève), peinture sur tilleul, 73 × 27 cm, musée d'histoire de l'art, Vienne
  - Vierge à l'Enfant, huile sur panneau, 58 × 46 cm, Musée des beaux-arts Pouchkine, Moscou
  - Agonie dans le jardin, huile sur tilleul, 68 × 40 cm, Gemäldegalerie Alte Meister, Dresde[46]
  - Les Adieux du Christ à sa mère, huile sur tilleul, 110 × 83 cm, musée d'histoire de l'art, Vienne
  - La Chute de Paul, huile sur tilleul, 46 × 38 cm, musée d'histoire de l'art, Vienne
  - Le Christ et la femme adultère, huile sur tilleul, 80 × 108 cm, Bayerisches Nationalmuseum, Munich
  - Portrait de Moritz Büchner et Portrait de Anna Buchner, née Lindacker, huile sur panneau, 41 × 27 cm chaque, Minneapolis Institute of Arts

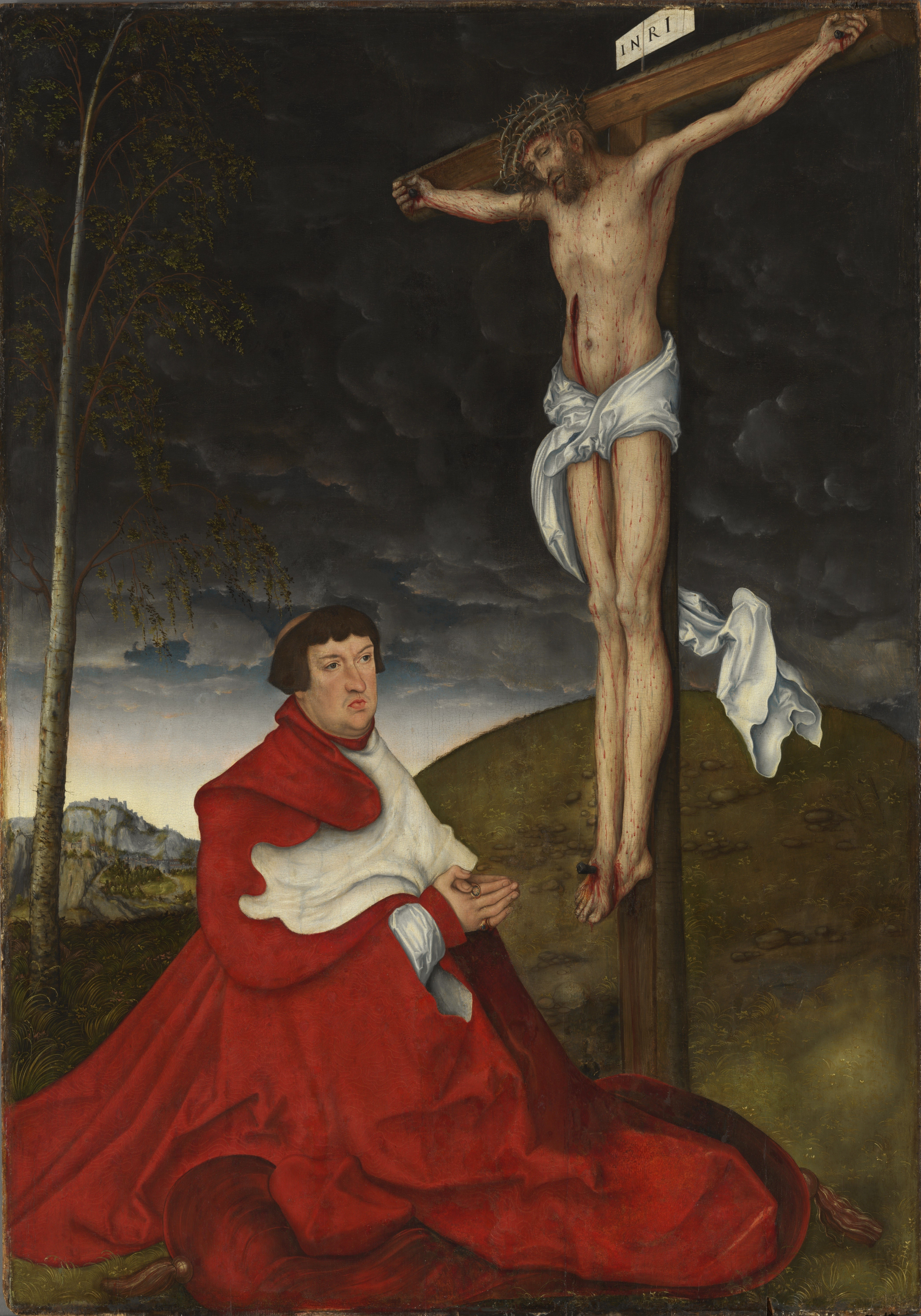
A. de Brandenburg devant la Croix 1520, Munich
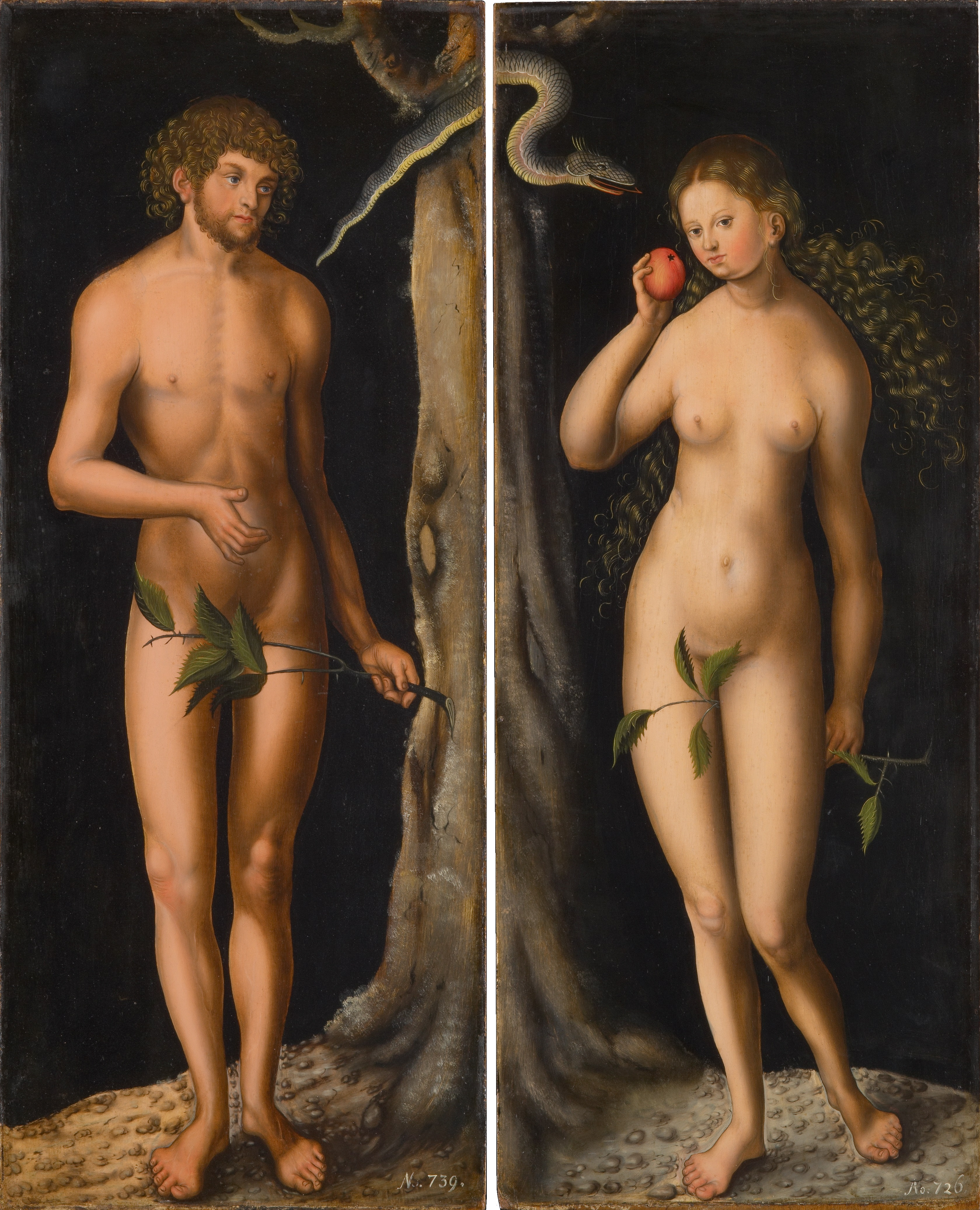
Chute de l'homme 1520, Vienne
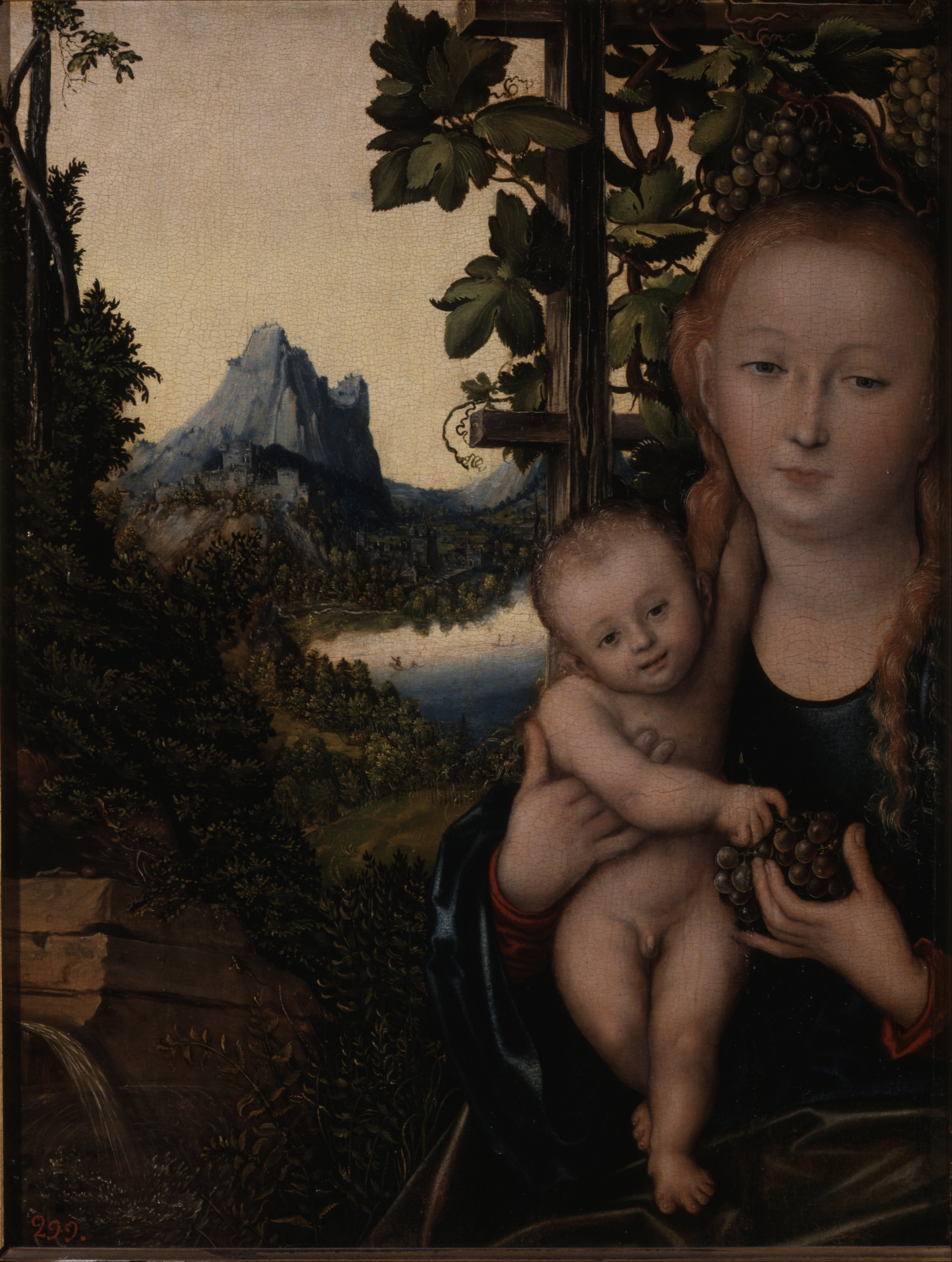
Vierge à L'Enfant 1520, Moscou
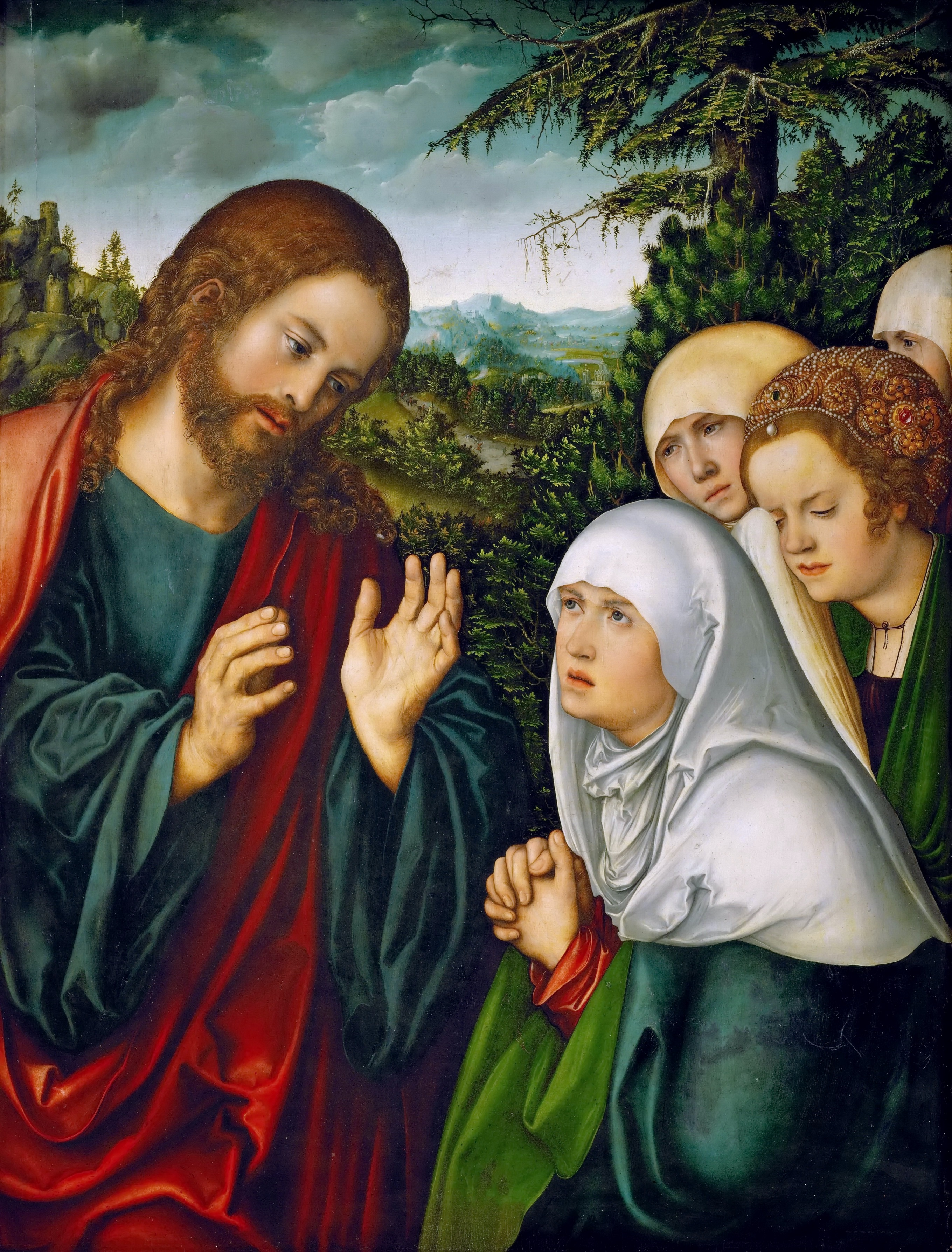
Adieux du Christ 1520, Vienne
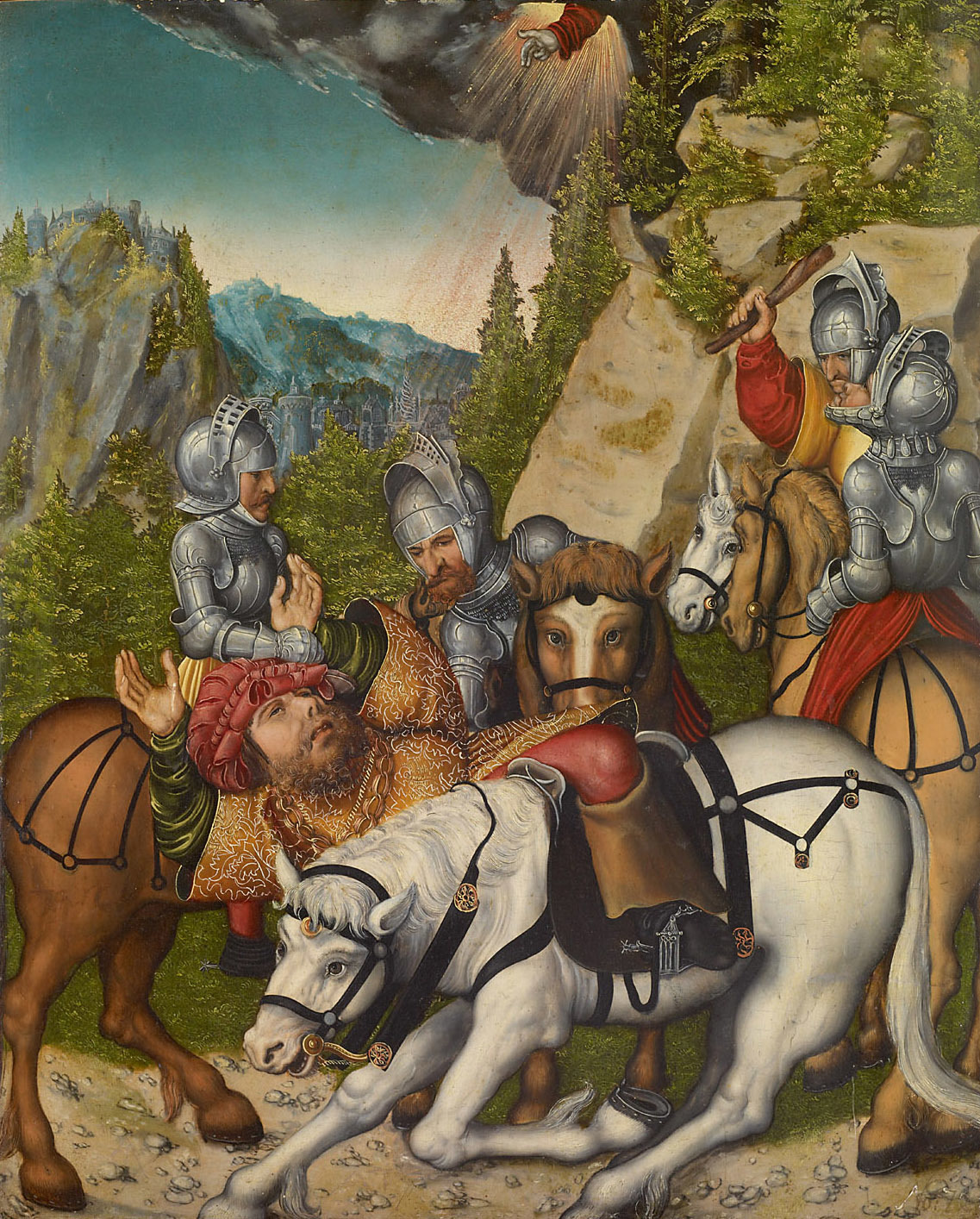
Chute de Paul 1520, Vienne
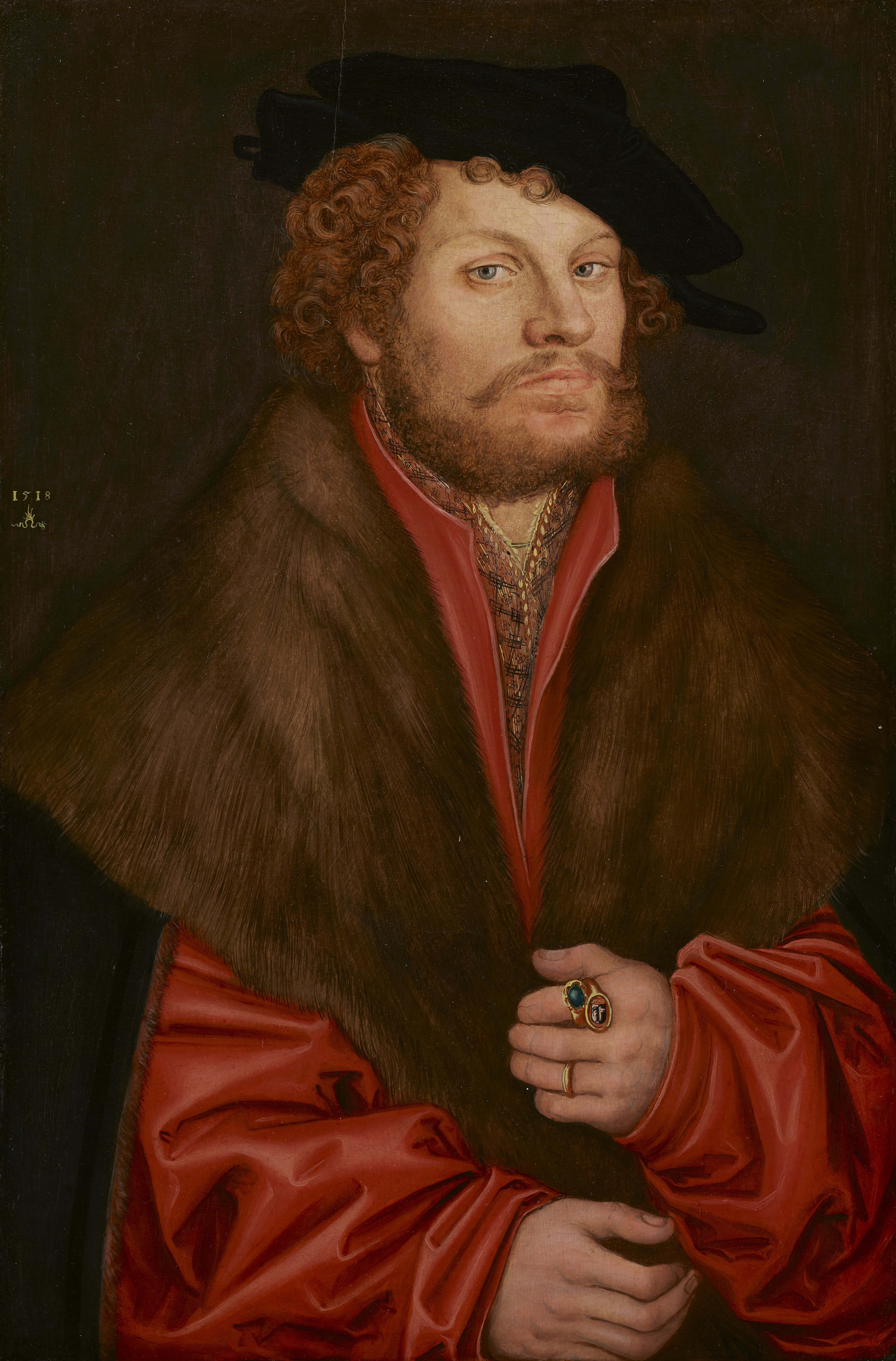
Moritz Büchner 1520, Minneapolis
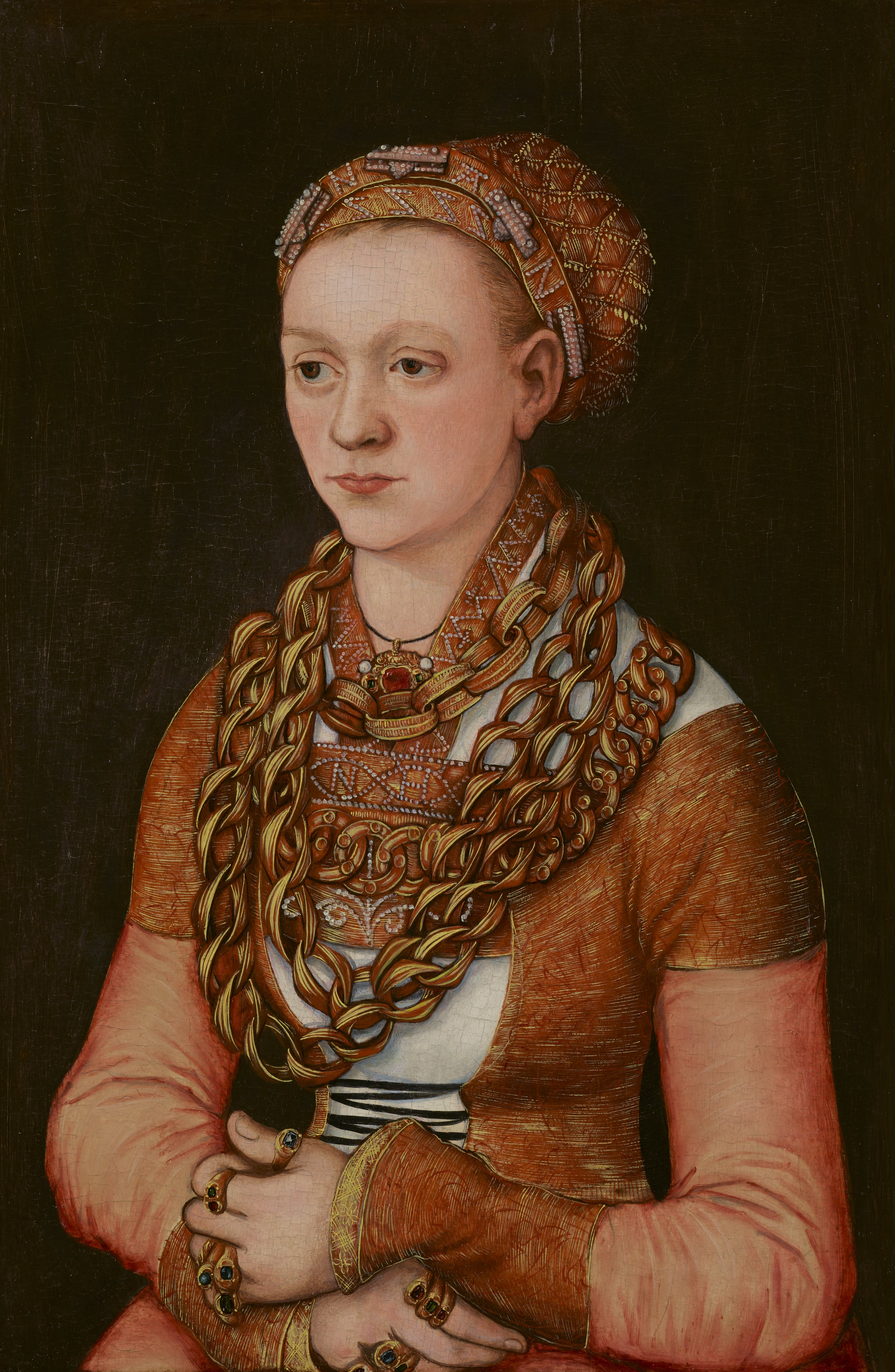
Anna Büchner 1520, Minneapolis

- 1520-1522 :
  - Crucifixion, peinture sur panneau, 62 × 40 cm, musée d'Unterlinden, Colmar
  - Margrave Casimir de Brandebourg (1481-1527), huile sur bois de hêtre, 110 × 83 cm, musée d'histoire de l'art, Vienne
- 1520-1524 : La Vierge et l'Enfant Jésus sous le pommier, bois transposé sur toile, 87 × 59 cm, musée de l'Ermitage, Saint-Pétersbourg
- 1520-1525 : Adam et Ève, huile sur panneau, 86,9 × 58,7 cm, musée Soumaya, Mexico
- 1520-1540 : Nativité, huile sur chêne, 66 × 45 cm, vente Christie's, New York, 28 Janvier 2015[47]
- 1521 : Sainte Christine, bois de chêne, 51 × 74 cm, Galerie nationale à Prague

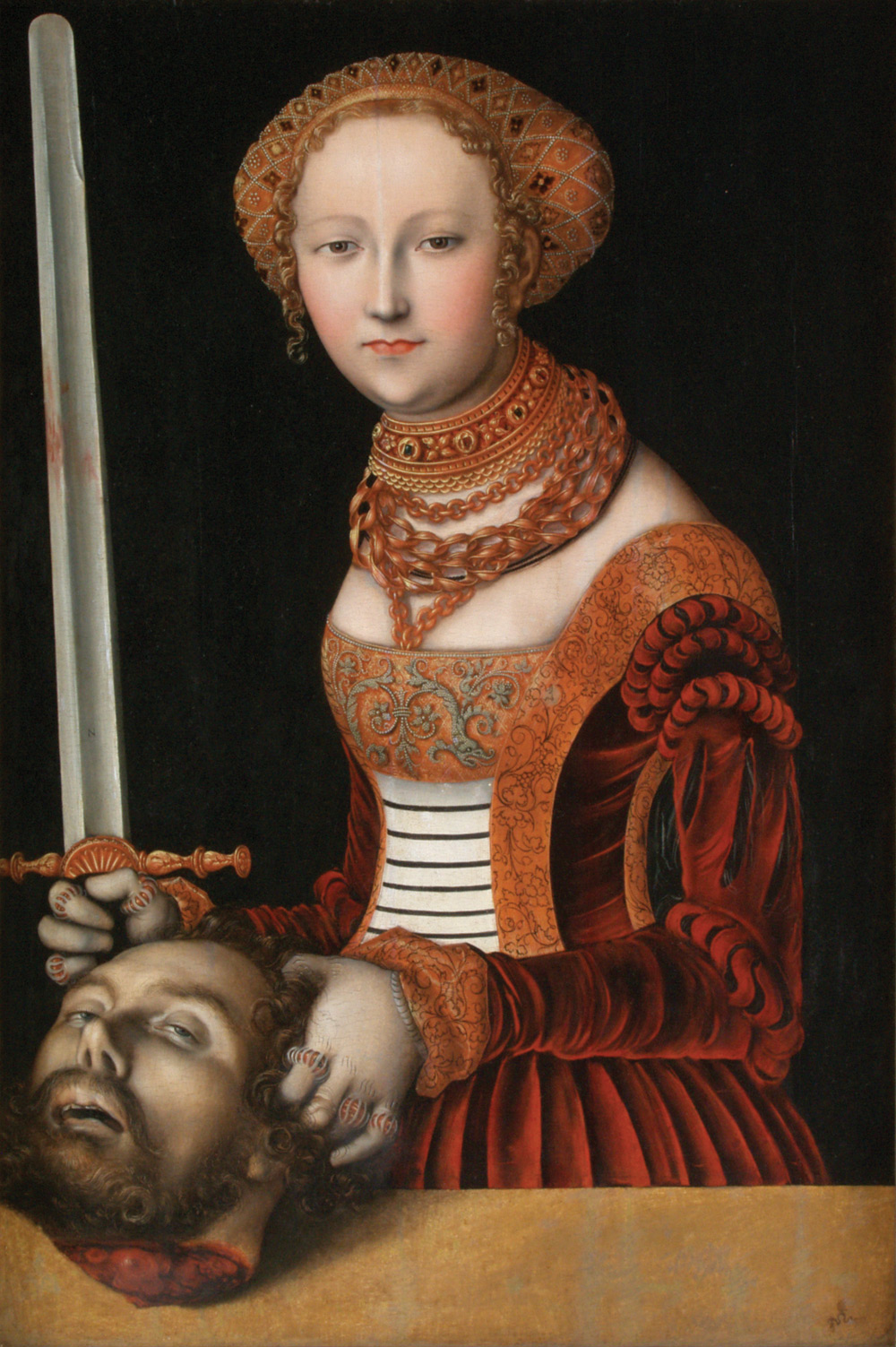
Judith 1520, Porto Rico
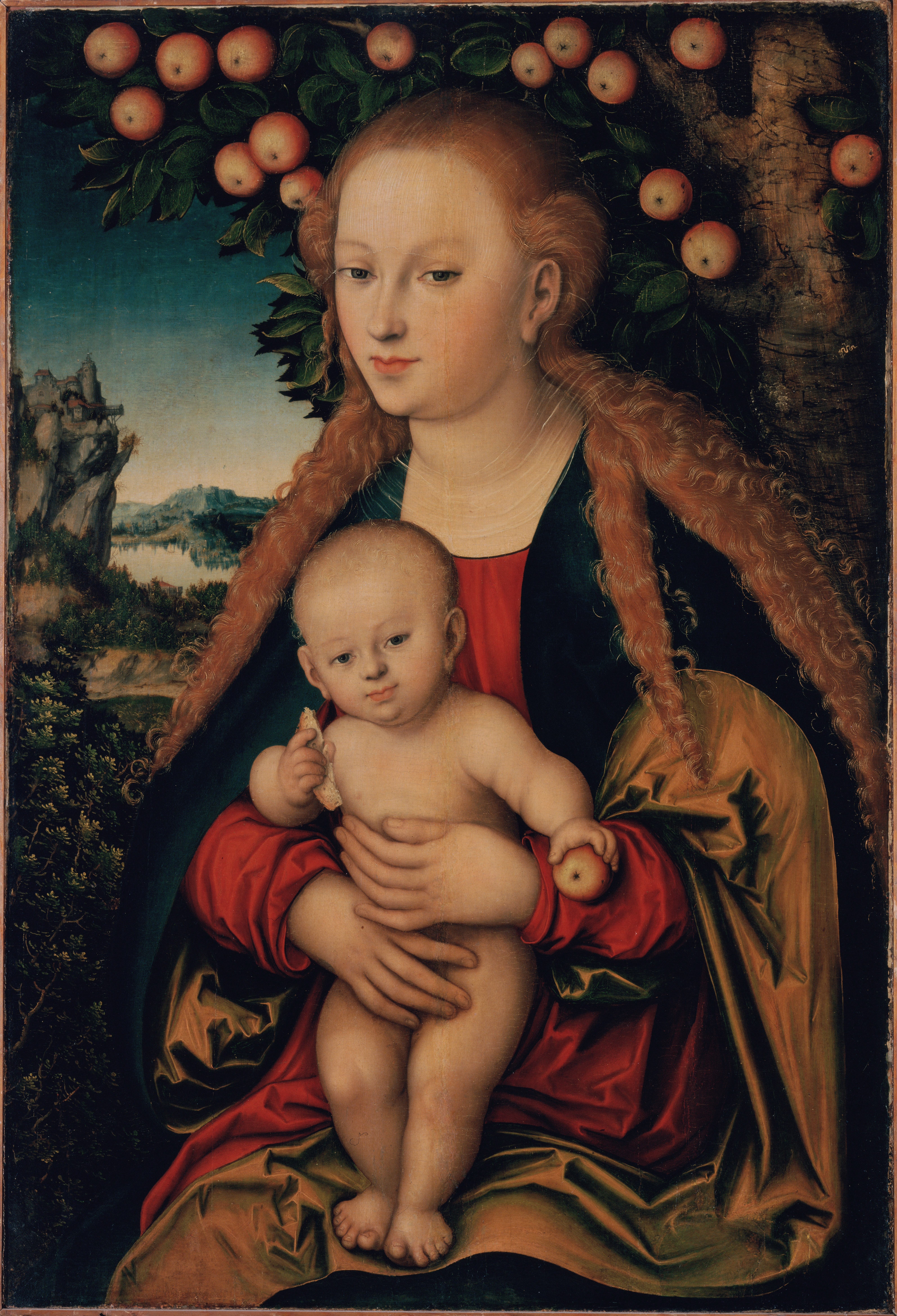
Madone au pommier 1520, St Petersbourg
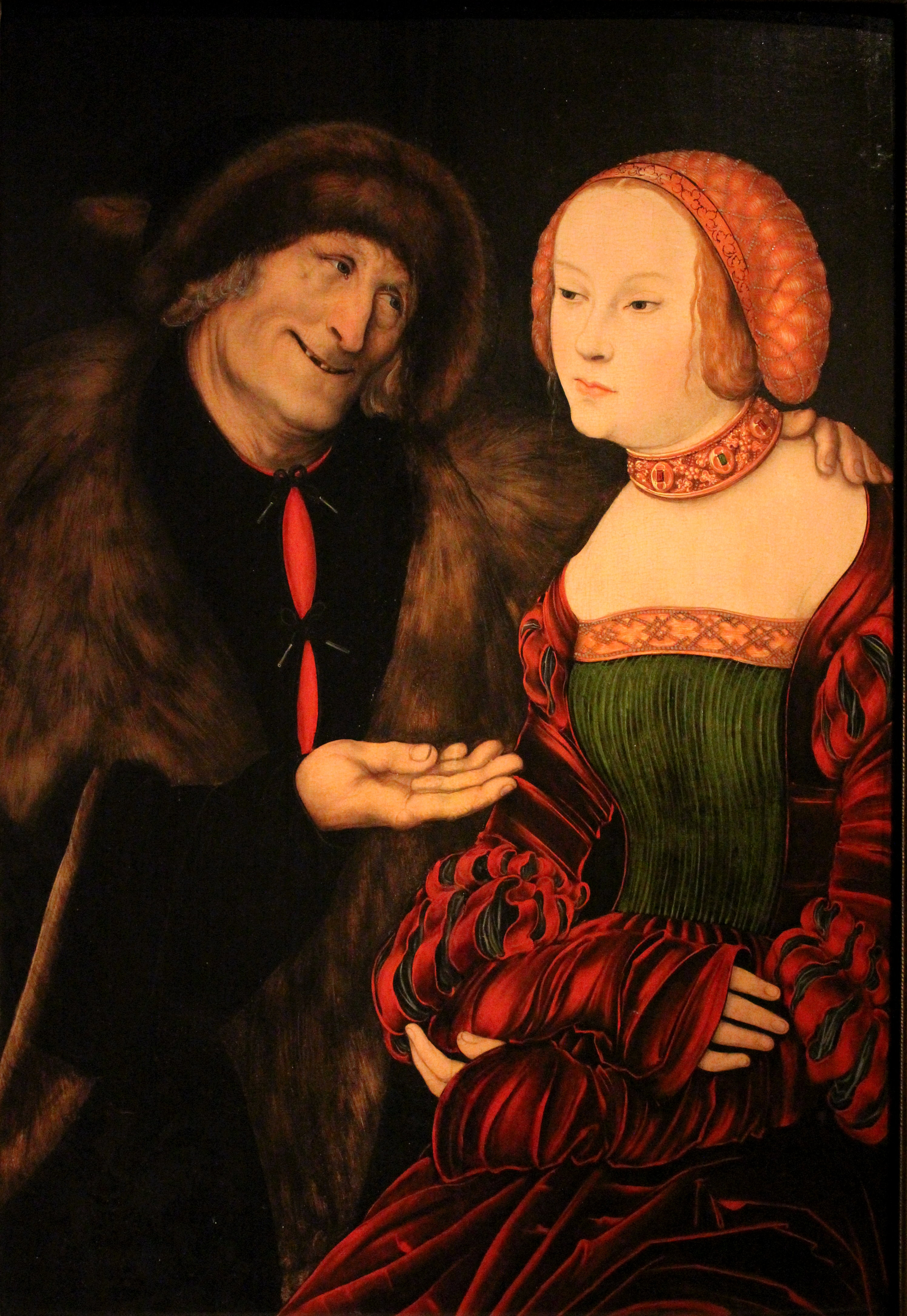
Couple mal assorti 1520-1540, Munich
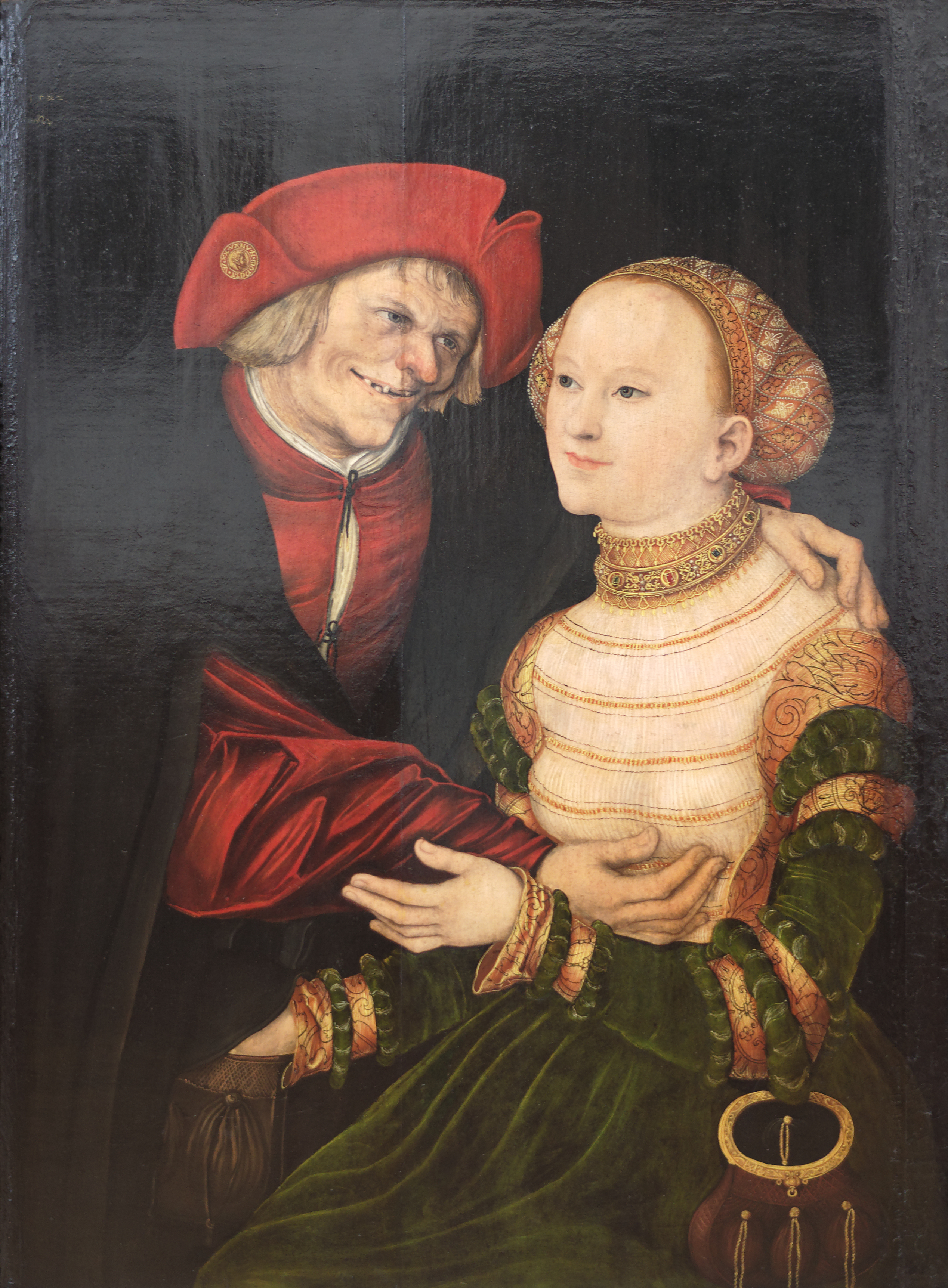
Le couple mal assorti (II). musée d'histoire de l'art
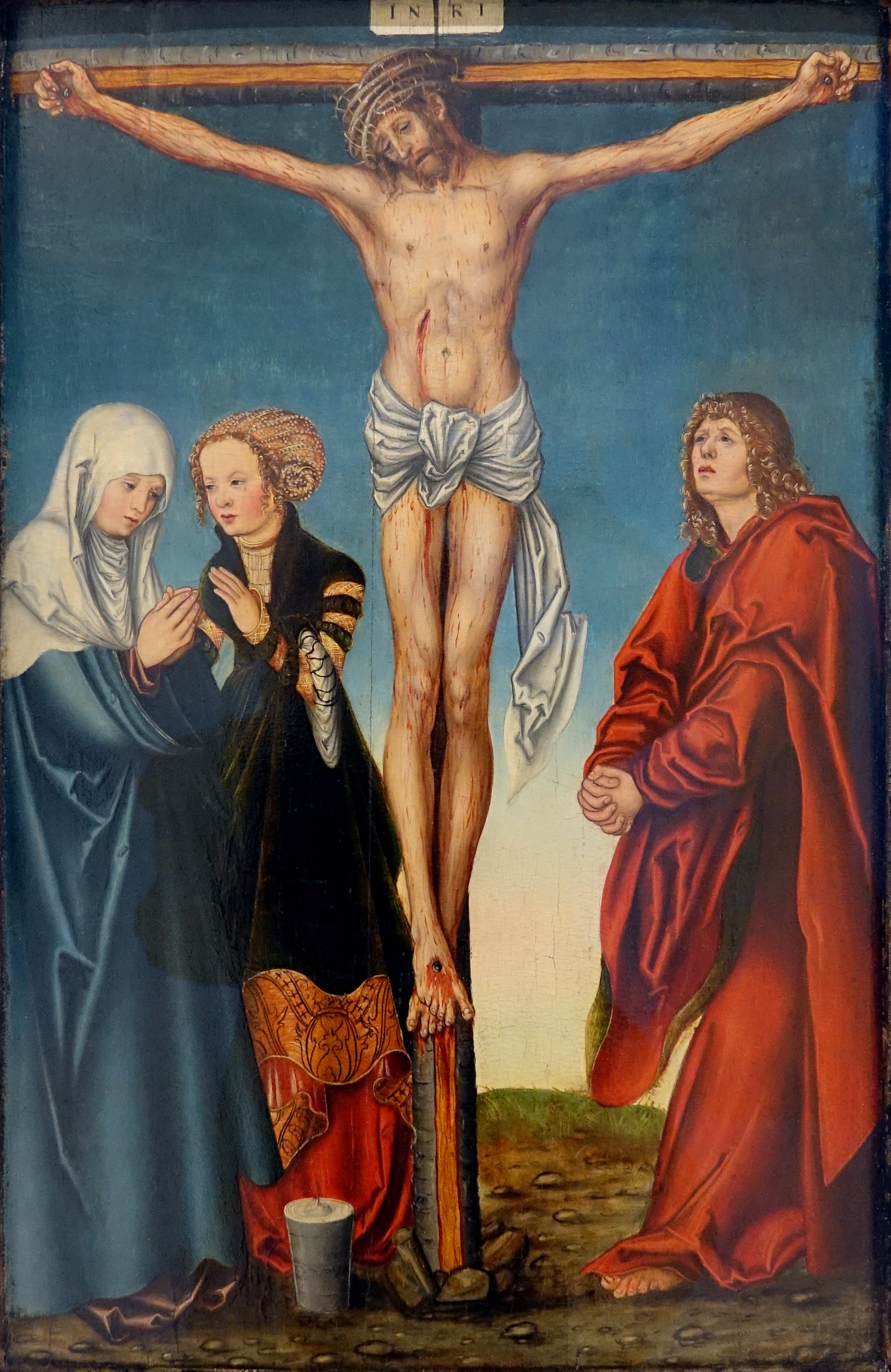
Crucifixion 1520, Colmar
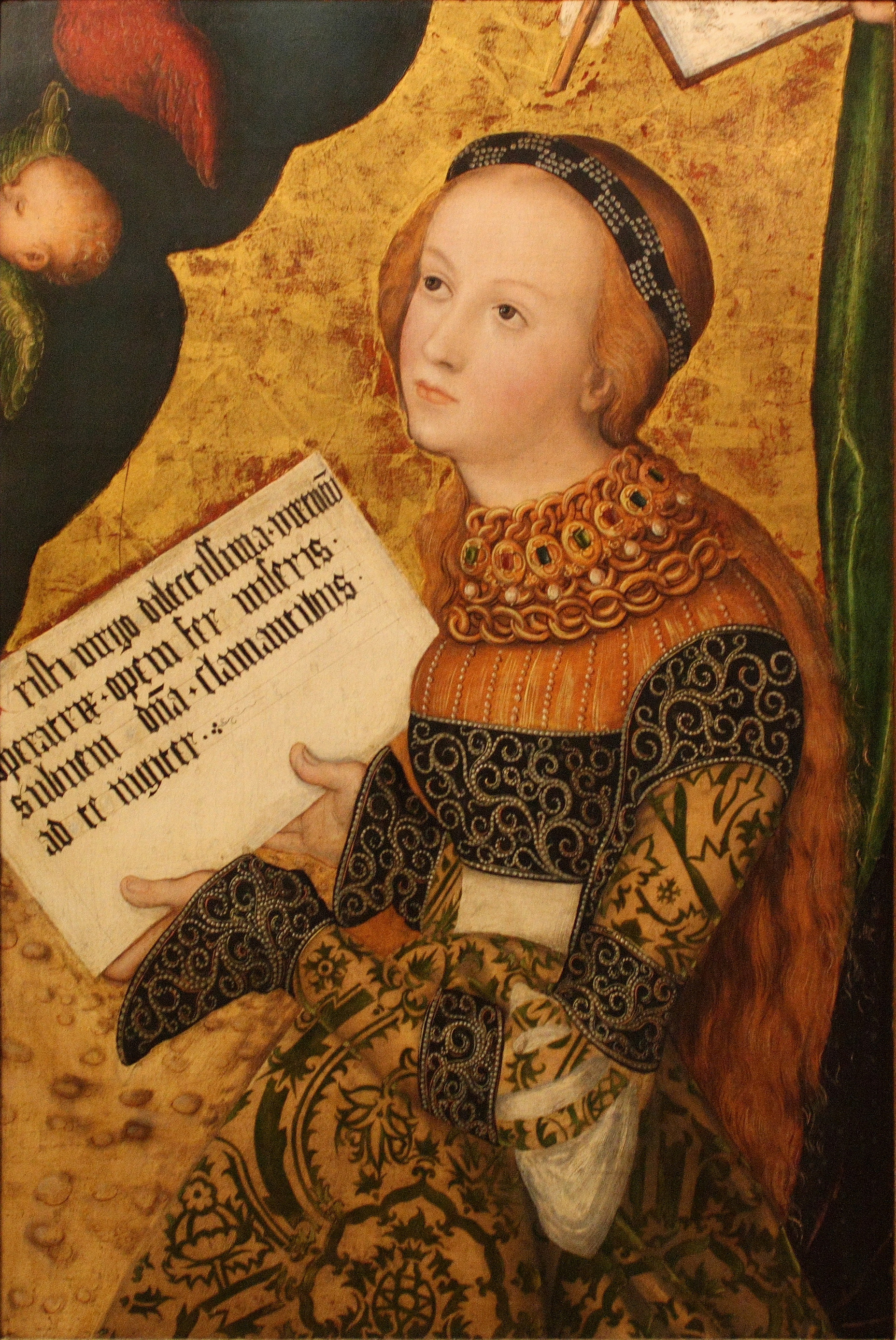
Sainte Christine 1521, Prague
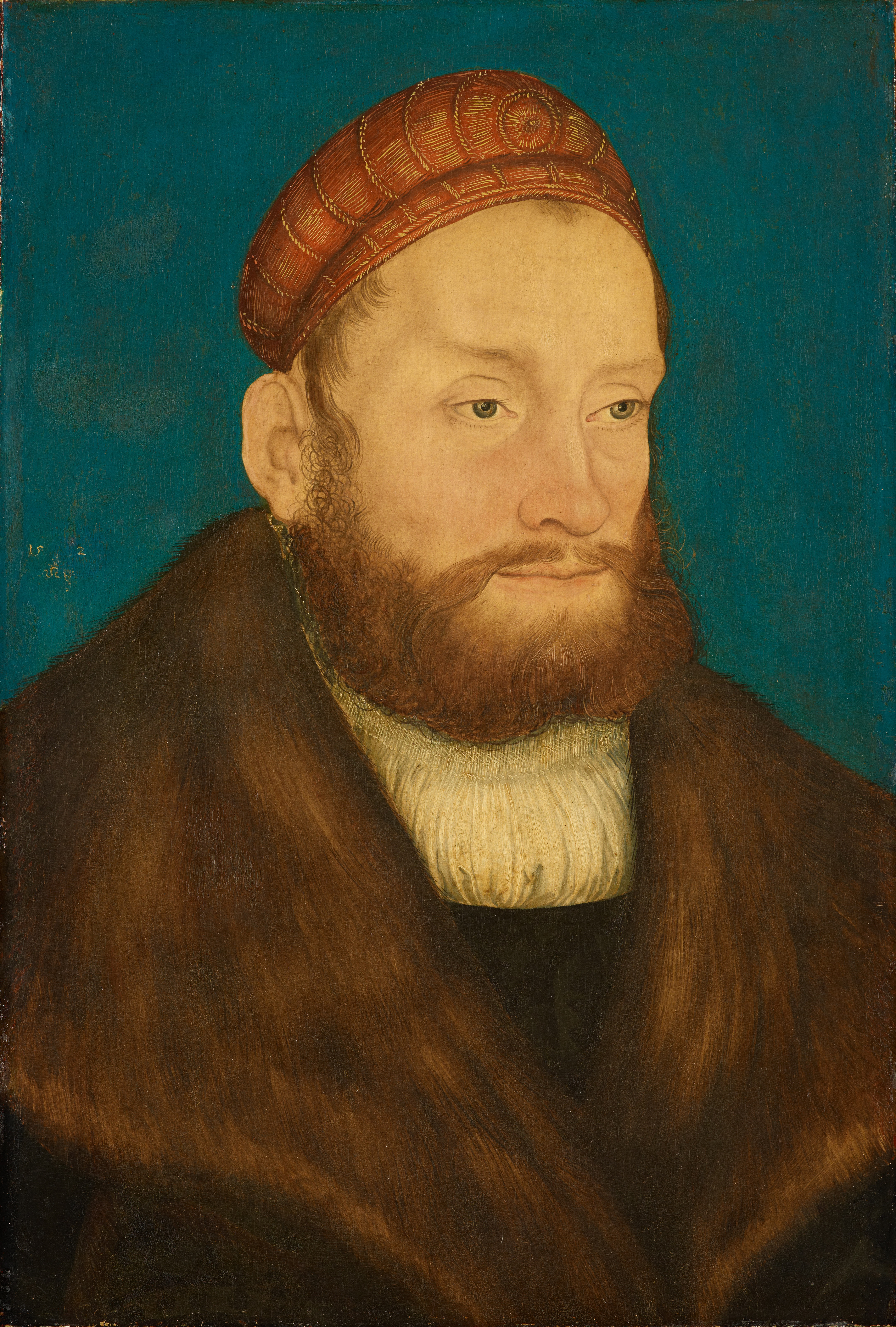
Margrave Casimir de Brandebourg 1522, Vienne

- 1521-1522 : Portrait de Martin Luther en Junker Jörg, panneau de bois, 53 × 37 cm, Schlossmuseum, Weimar[21]
- 1522 :
  - Le Couple mal assorti, huile sur tilleul, 87 × 60 cm, Alte Pinakothek, Munich
  - Couple mal assorti, Budapest
  - Portrait d’homme et Portrait de femme, huile sur panneau, 58 × 40 cm chaque, National Gallery, Londres
- 1522-1525 : Saint-Maurice, aile gauche d'un retable, huile sur tilleul, 137 × 39 cm, Metropolitan Museum of Art, New York[48]
- 1523 : Madone sur le croissant de lune, vénéré par le donateur Jérôme Rudelauf, Städel, Francfort-sur-le-Main
- 1524 :
  - Le Jugement dernier (d'après Bosch), huile sur tilleul, 163 × 125 cm et 163 × 58 cm (panneaux latéraux), Gemäldegalerie (Berlin)
  - Christ de douleur entre la Vierge et saint Jean, huile sur tilleul, 111 × 84,5 cm, musée des Augustins de Fribourg-en-Brisgau
- 1524-1530 : Portrait de fillette, dit Portrait de Magdalena Luther (1529-1542), fille de Martin Luther, bois, 41 × 26 cm, musée du Louvre, Paris

Adam et Ève 1520-1525, Mexico.
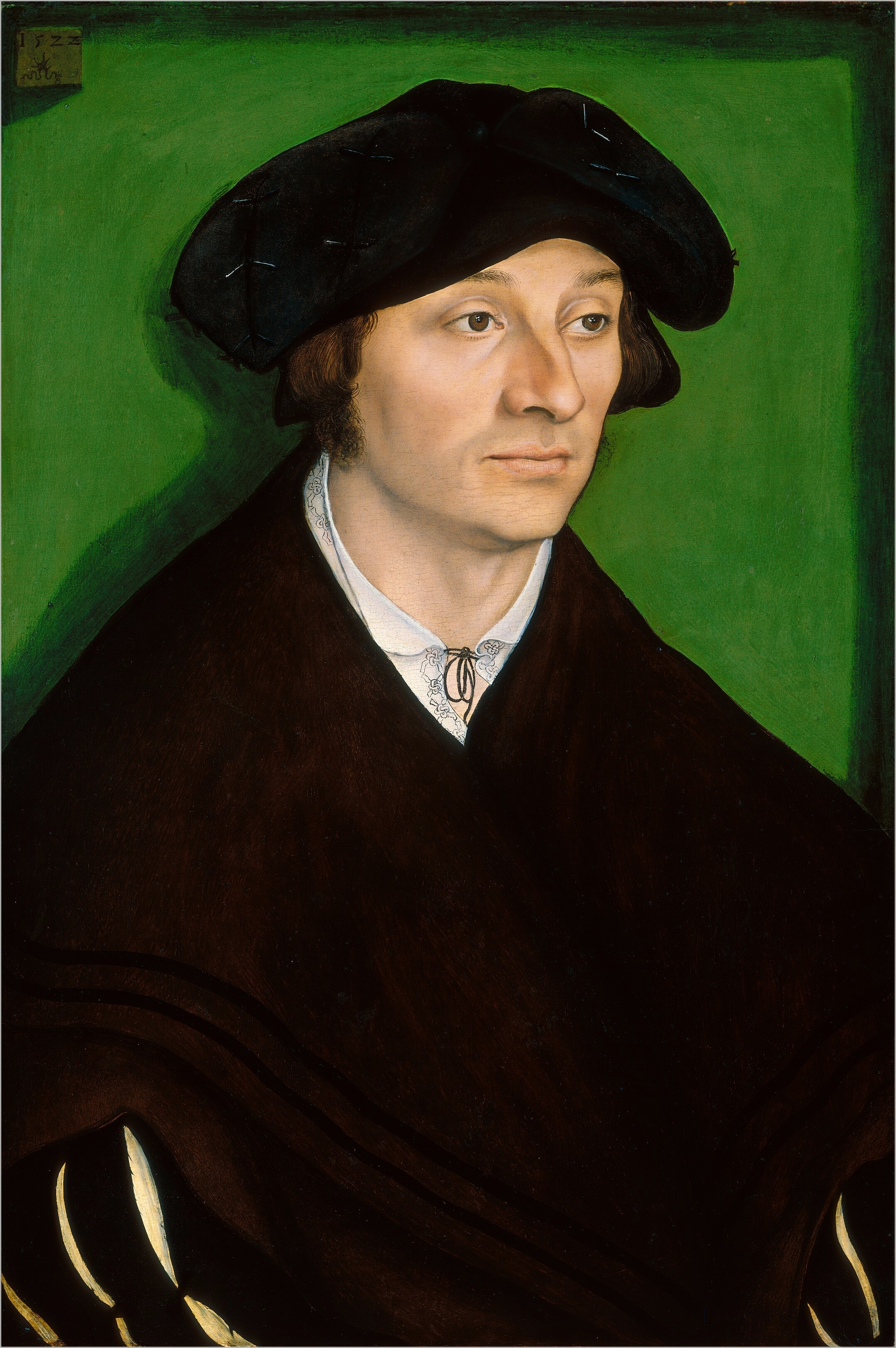
Portrait d'homme 1522, Londres.
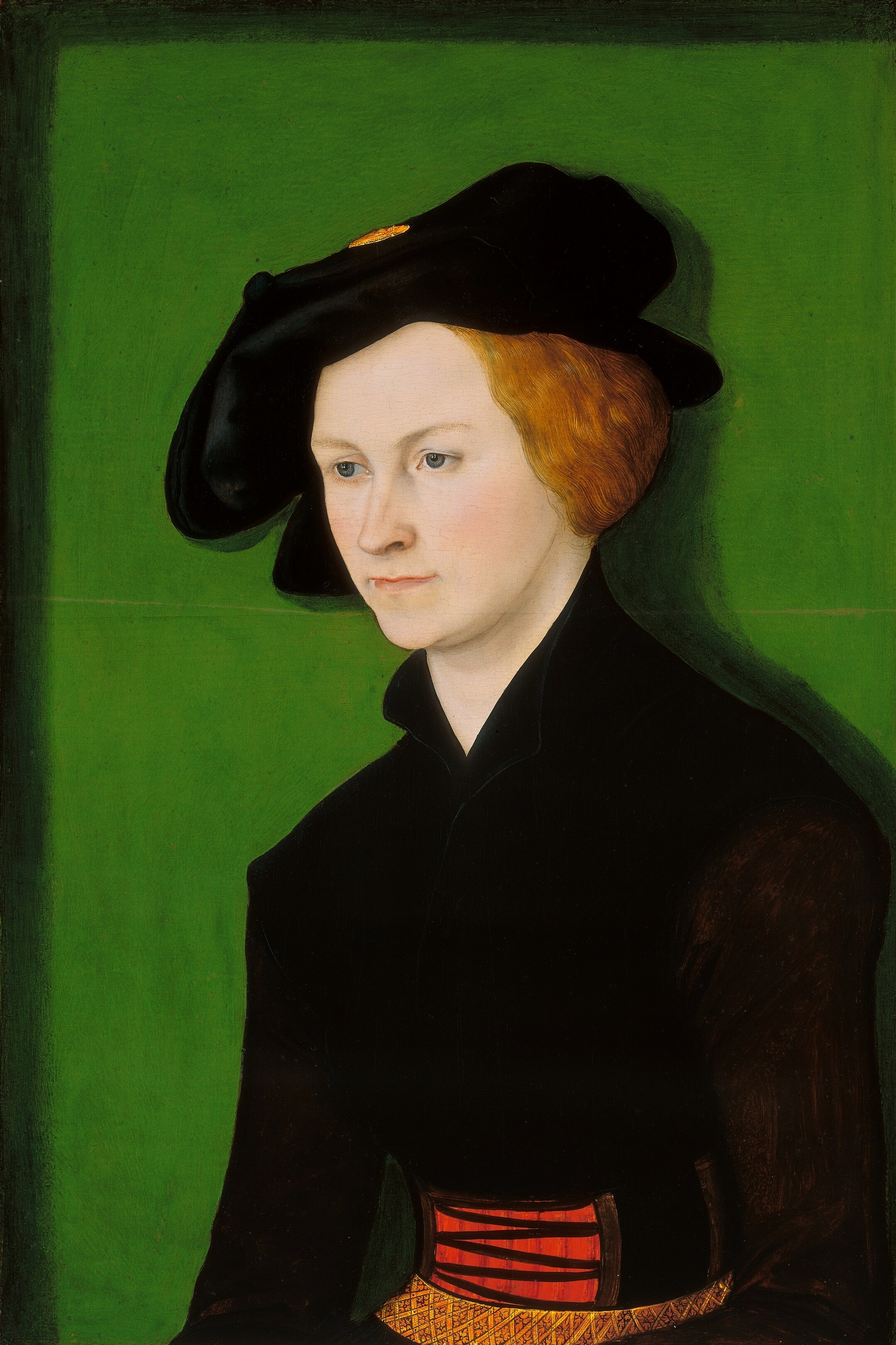
Portrait de femme 1522, Londres.
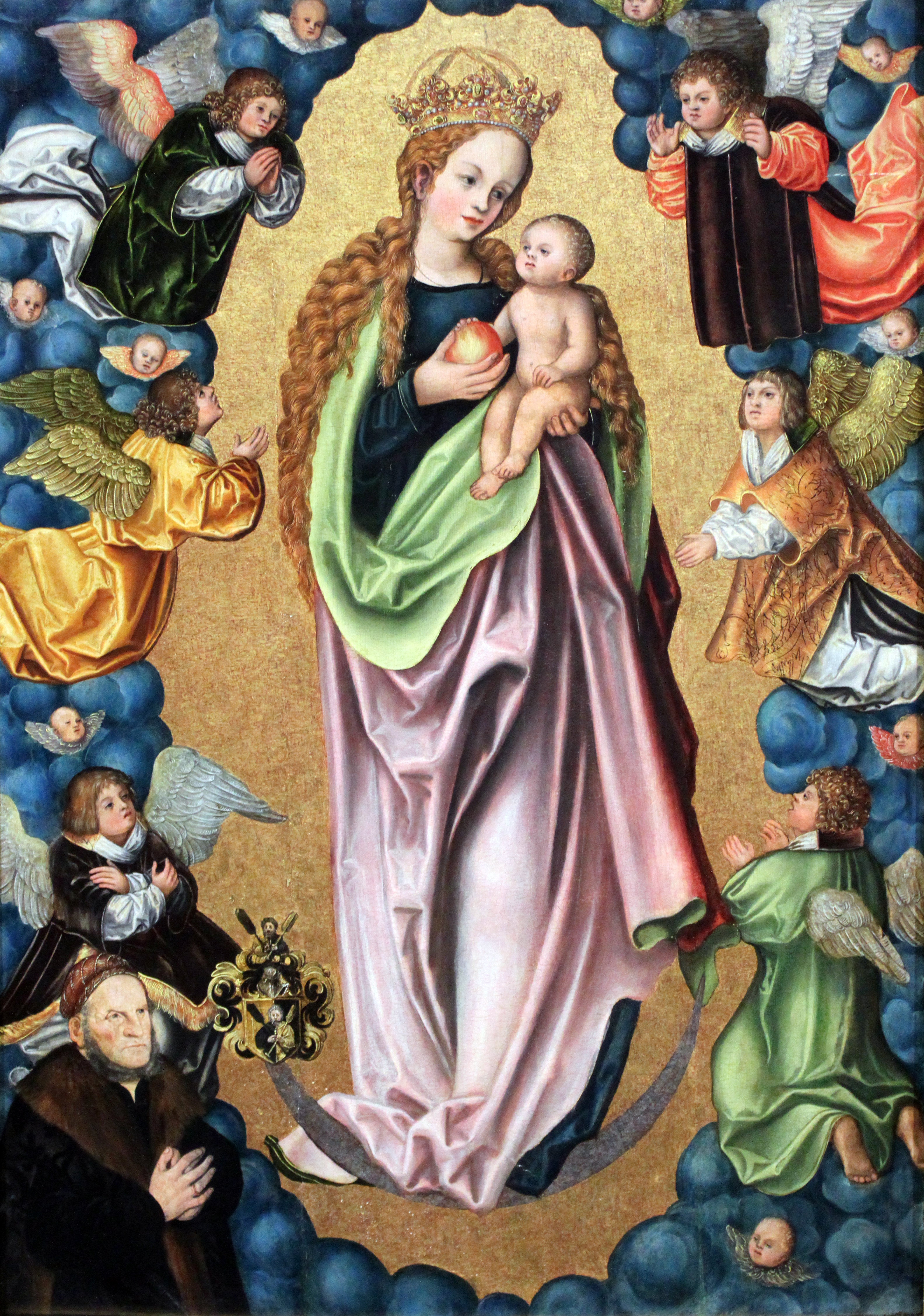
Madone sur croissant de lune 1523, Francfort.
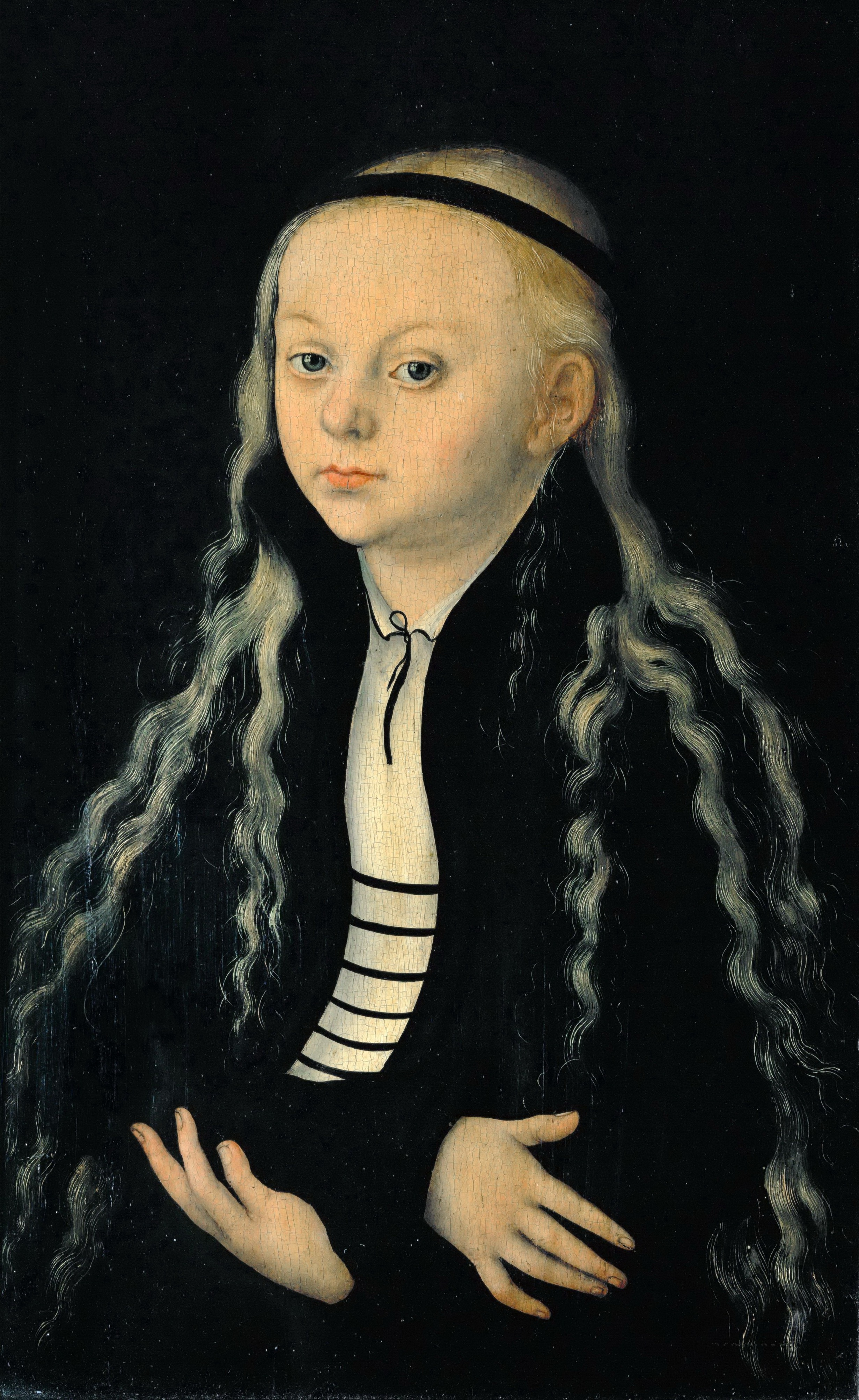
Magdalena Luther 1524, Louvre.
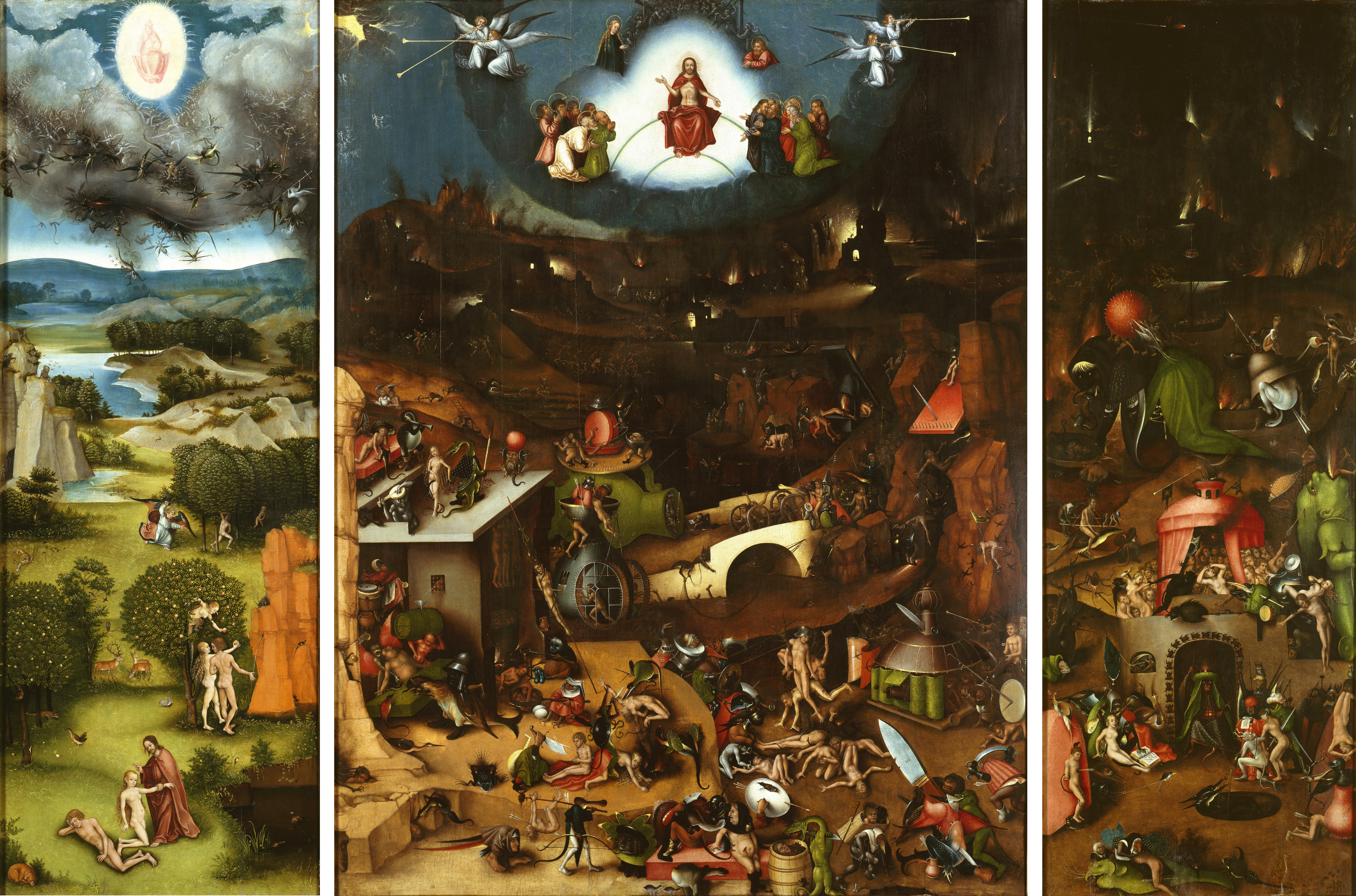
Jugement dernier, 1524, Berlin.

#### À partir de 1525
- 1525 :
  - Double portrait en tondi de Martin Luther et Katharina von Bora, peinture sur bois, Kunstmuseum Basel.
  - Portrait de Martin Luther, huile sur panneau de chêne, 40,9 × 27,2 cm, monogrammé et daté, au Bristol City Museum and Art Gallery (Bristol)
  - Sainte Helène avec la croix, huile sur panneau, 41 × 27 cm, Musée d'art de Cincinnati
  - La Plainte de Cupidon à Vénus, huile sur bois, 87 × 56 cm, National Gallery, Londres
  - Diane et Actéon, huile sur panneau, 50 × 73 cm, Wadsworth Atheneum, Hartford (Connecticut)
  - Nymphe (Sommeil de Diane), huile sur hêtre, diam 15 cm, Forteresse de Cobourg
  - Katharina von Bora, panneau rond, Gemäldegalerie (Berlin)
  - Judith, huile sur panneau, diamètre : 14,6 cm, musée d'art contemporain de Rolandseck, Remagen
  - Le Jugement dernier, huile sur panneau, 73 × 100 cm, Nelson-Atkins Museum of Art, Kansas City
  - Jeune mère avec enfant, huile sur hêtre transférée sur toile, 60 × 37 cm, Fondation Wartburg, Eisenach
  - Portrait de femme, huile sur hêtre, 36 × 25 cm, National Gallery, Londres

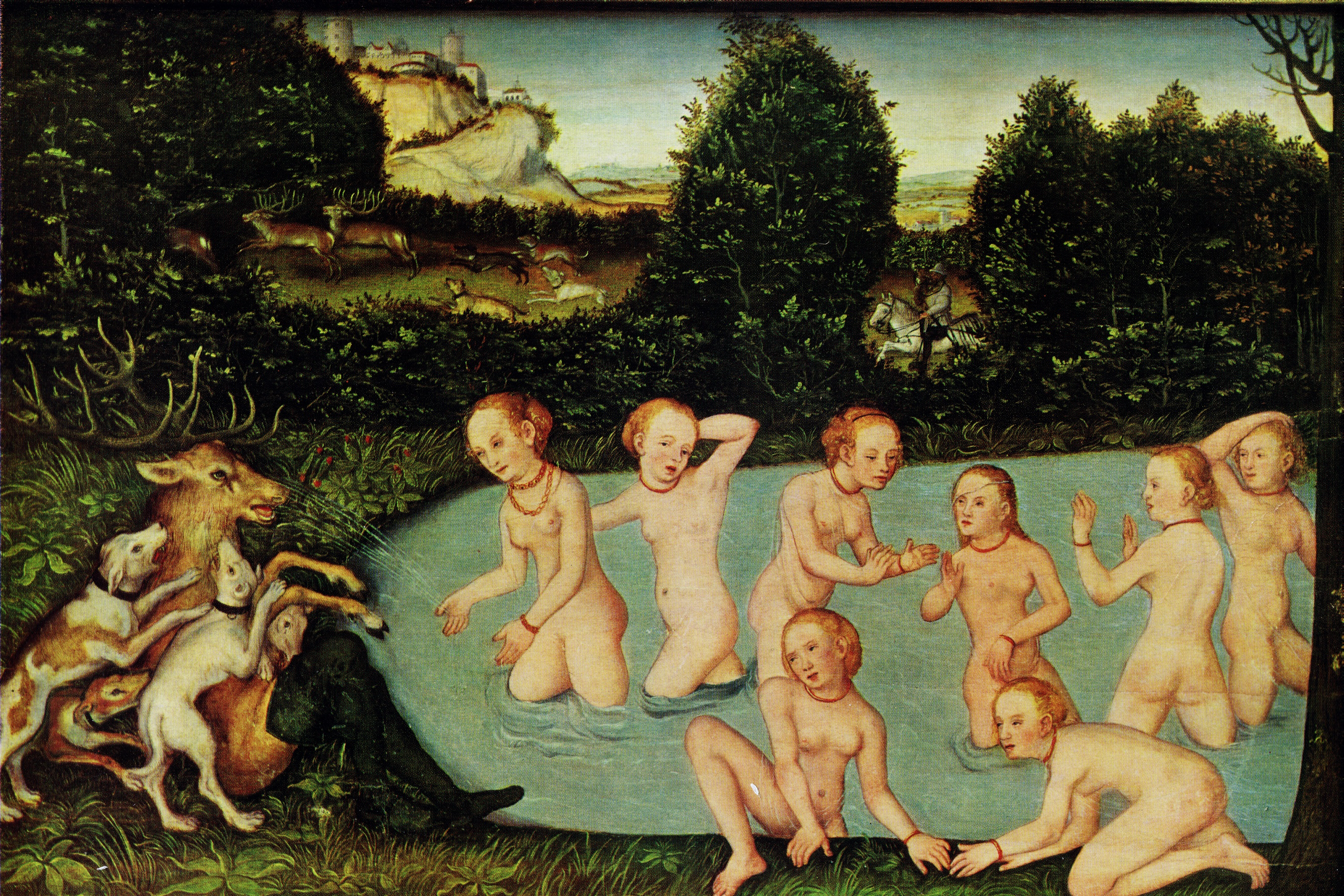
Diane et Actéon 1525, Wadsworth Atheneum
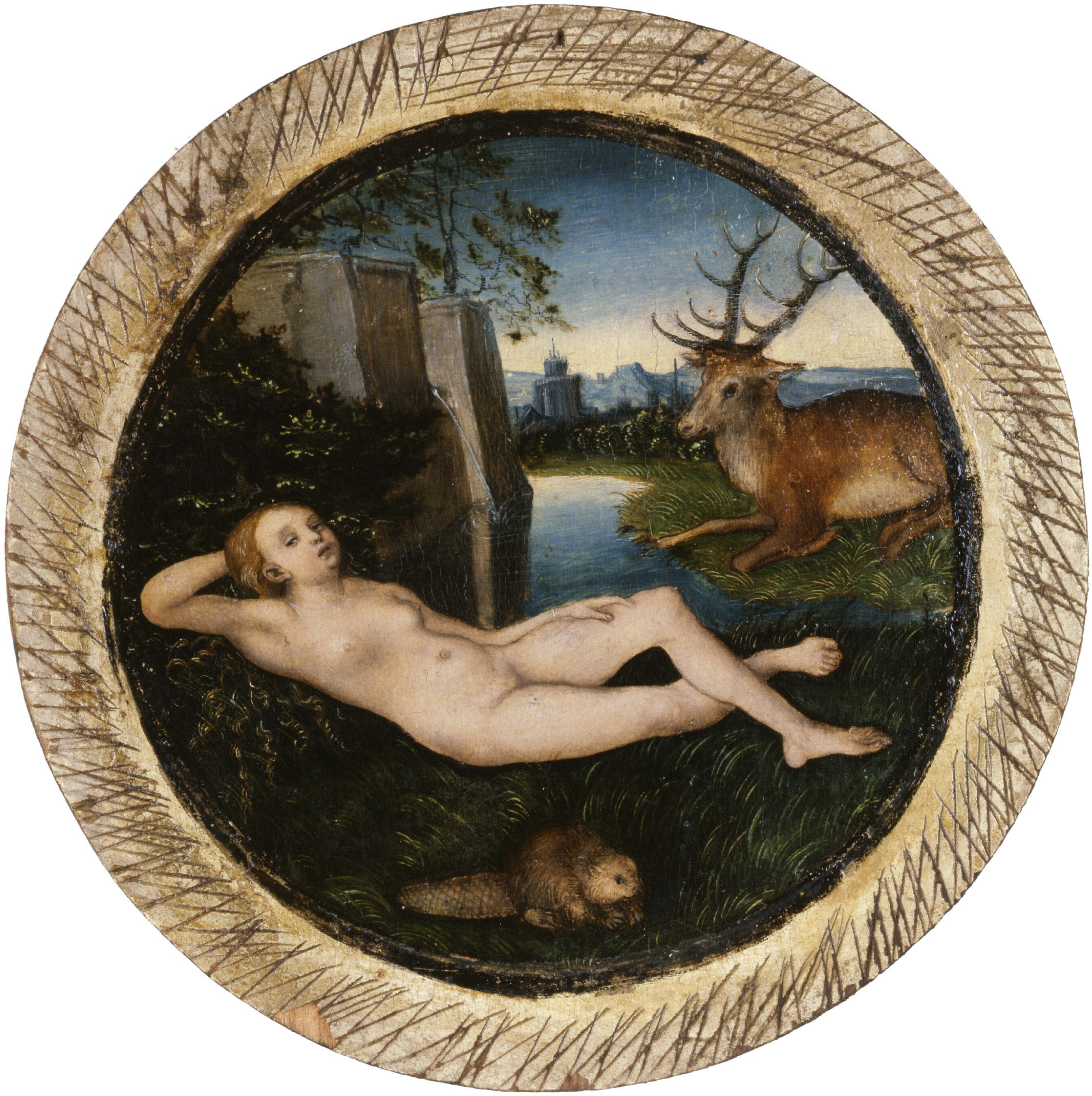
Nymphe 1525, Cobourg
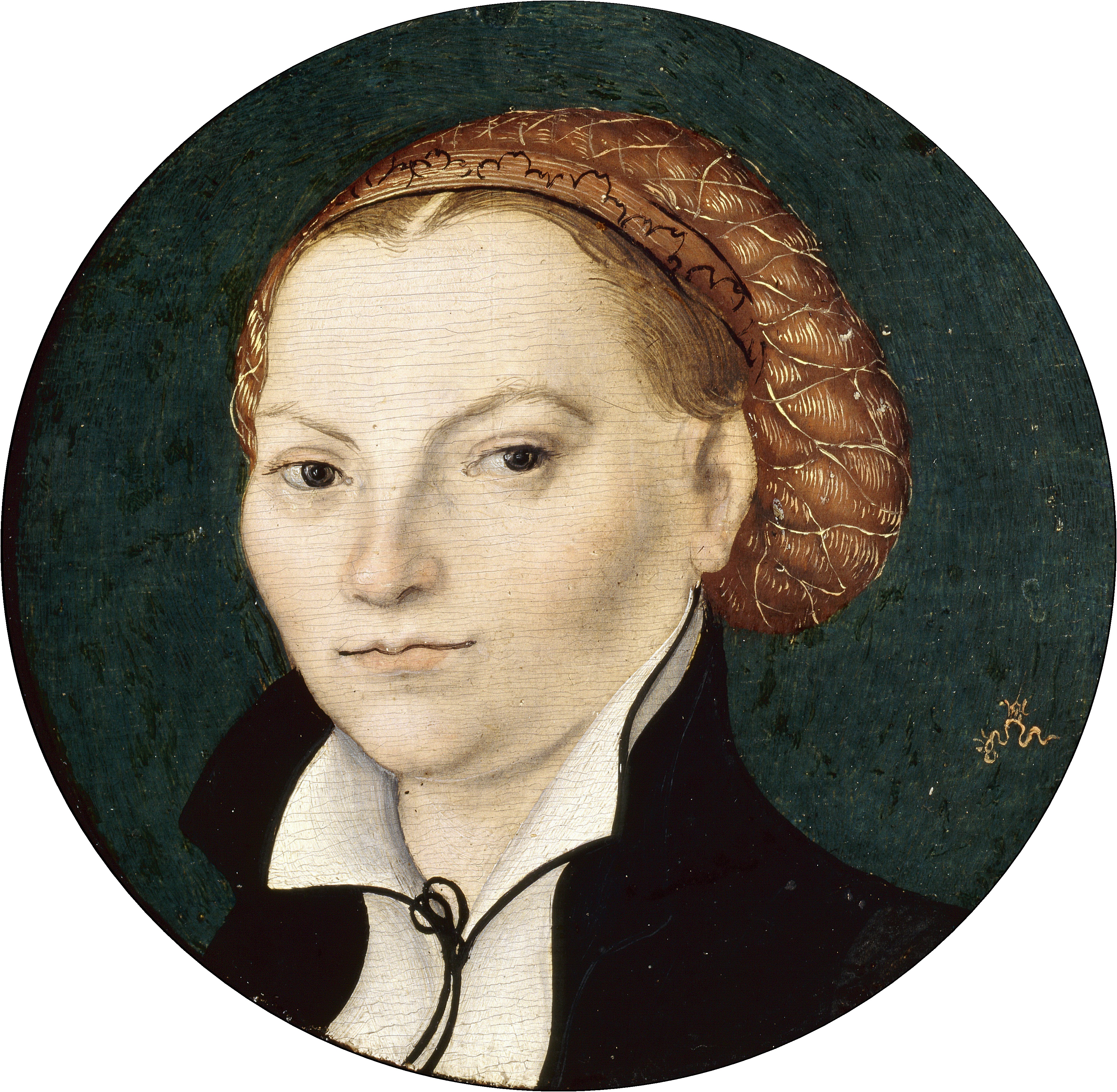
Katharina von Bora 1525, Berlin
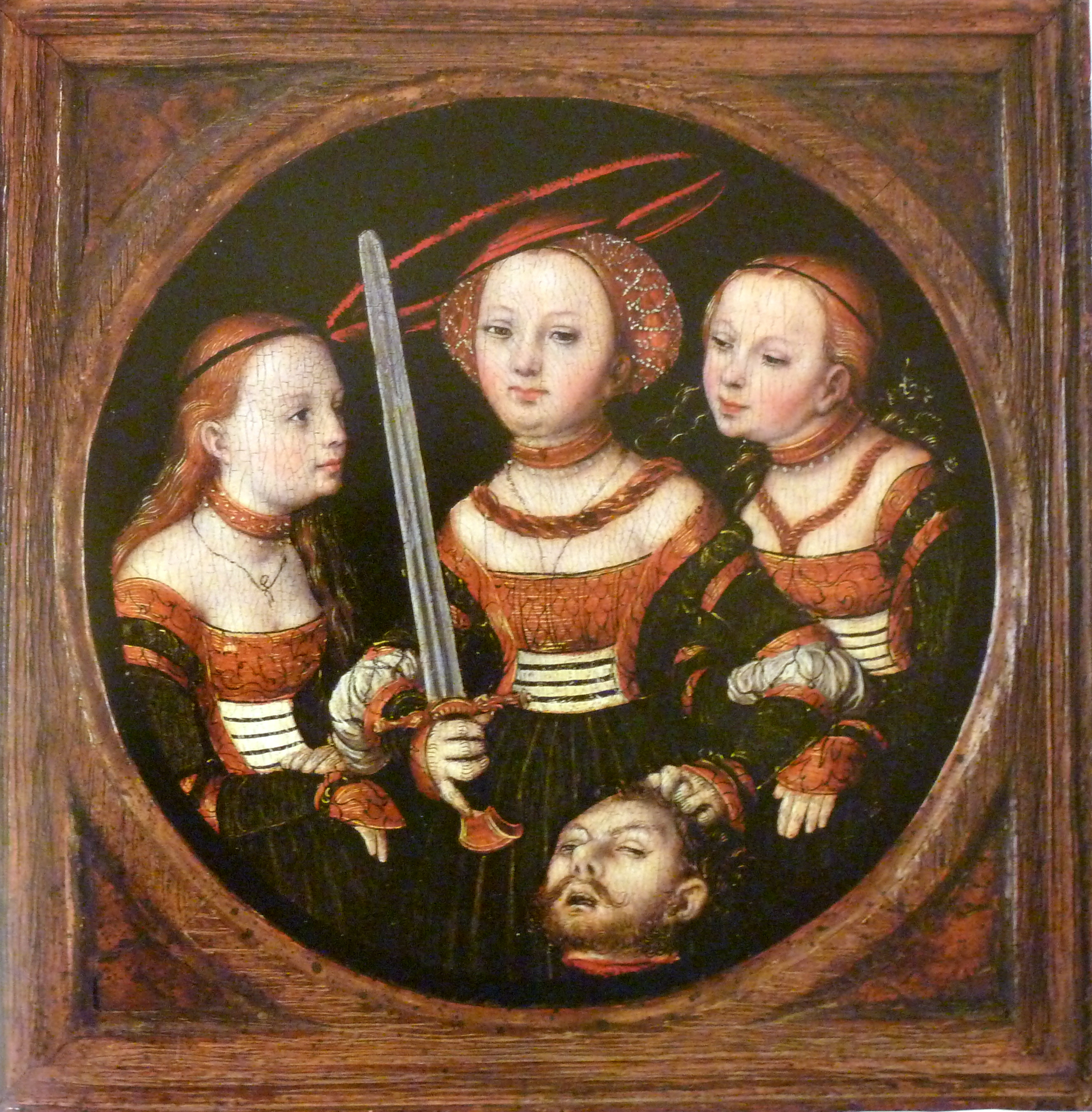
Judith 1525, Remagen
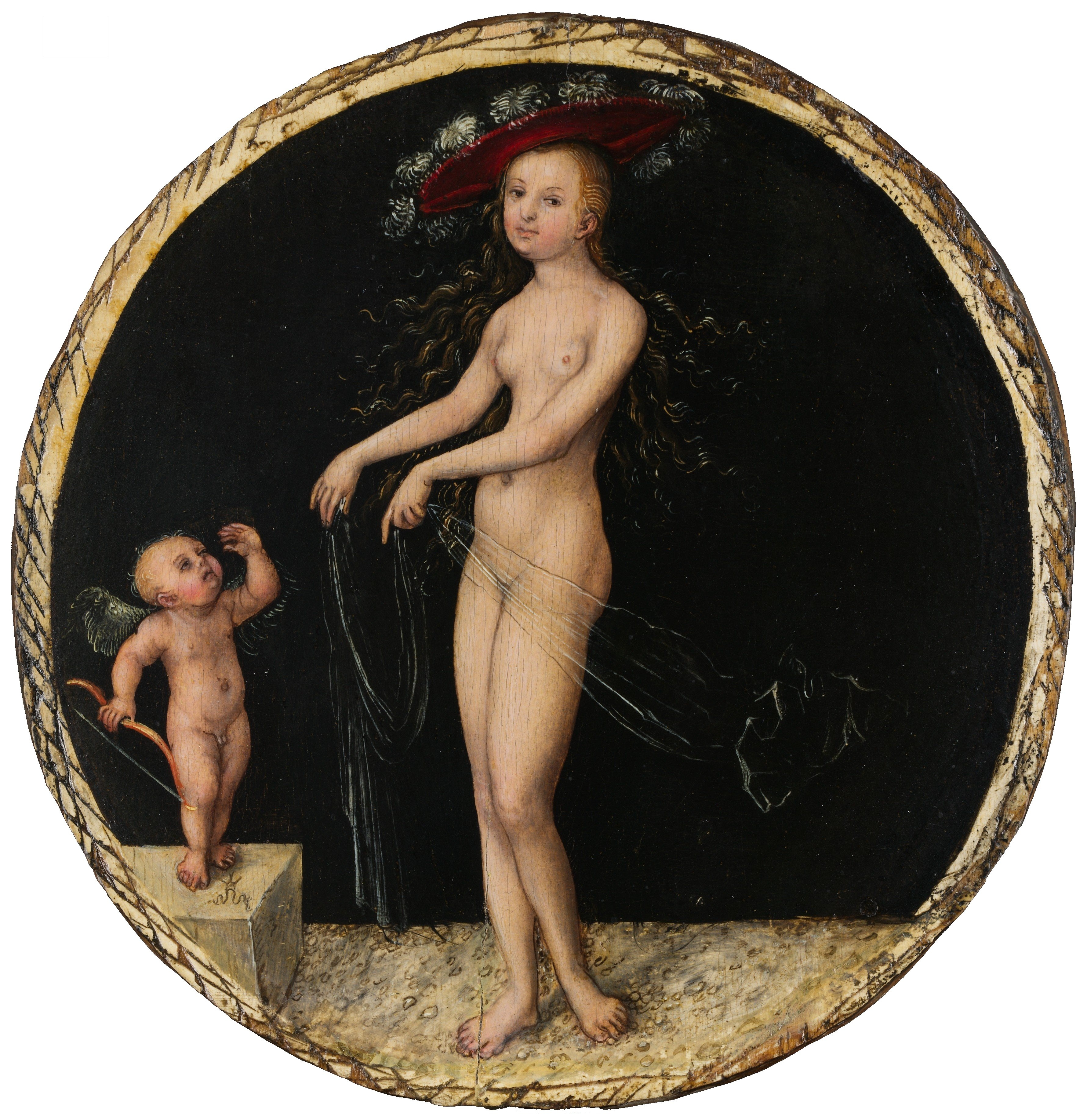
Vénus et Amour 1525-1527, New York
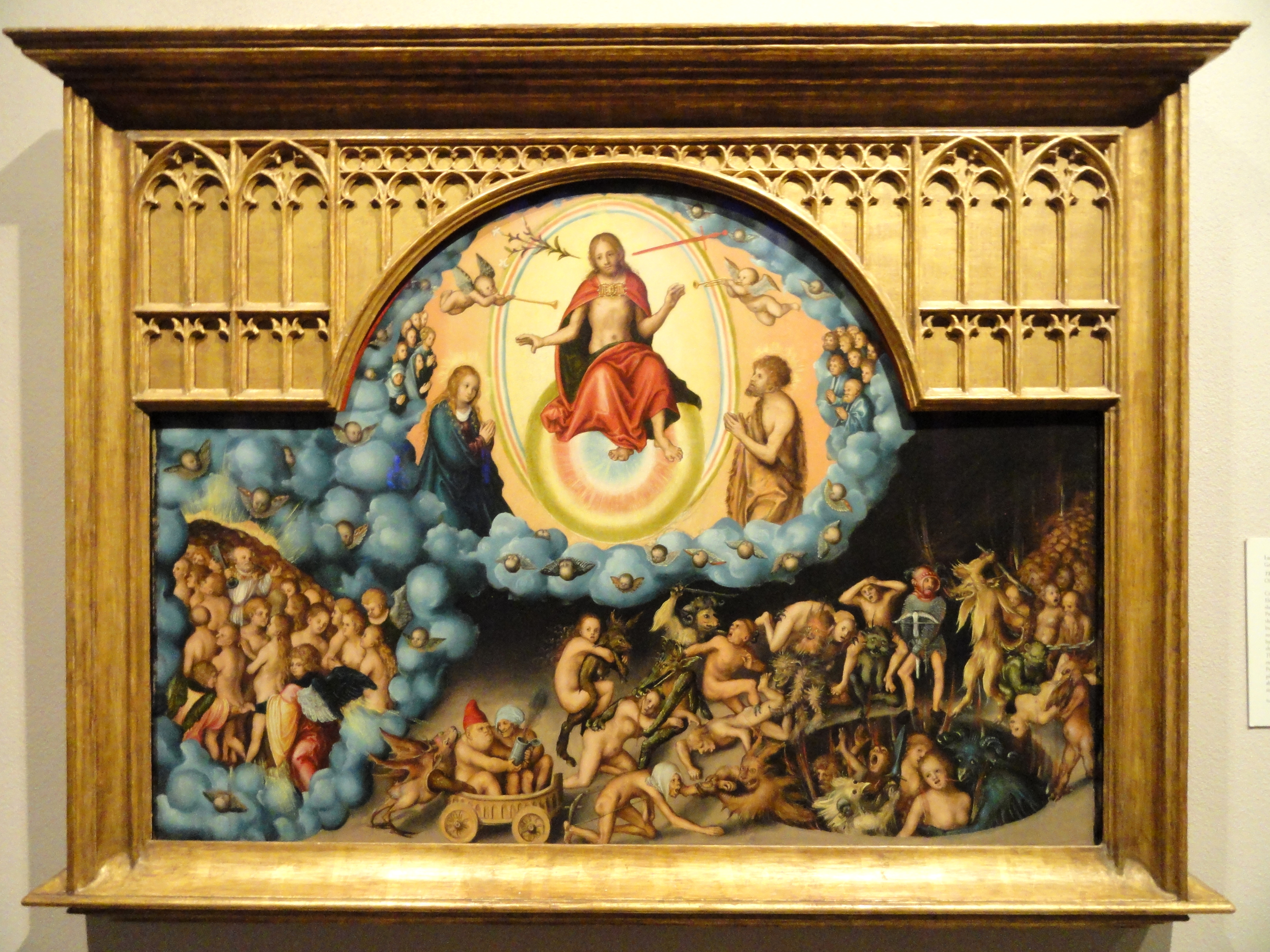
Jugement dernier 1525, Kansas City

  - Portrait d'une jeune femme, huile sur hêtre, 41 × 27 cm, Musée Sinebrychoff, Helsinki
  - Saint Jérôme, huile et tempera sur tilleul et sur sapin, 89 × 66 cm, Tyrolean State Museum Ferdinandeum, Innsbruck
  - Sainte Barbara dans un paysage de forêt, huile sur panneau, 73 × 56 cm, Johanniterhalle, Schwäbisch Hall
  - La Vierge et l'Enfant avec une grappe de raisin, huile sur hêtre, 60 × 43 cm, Alte Pinakothek, Munich
  - Le Christ et la Samaritaine, huile sur panneau, 157 × 105 cm, Museum der bildenden Künste, Leipzig

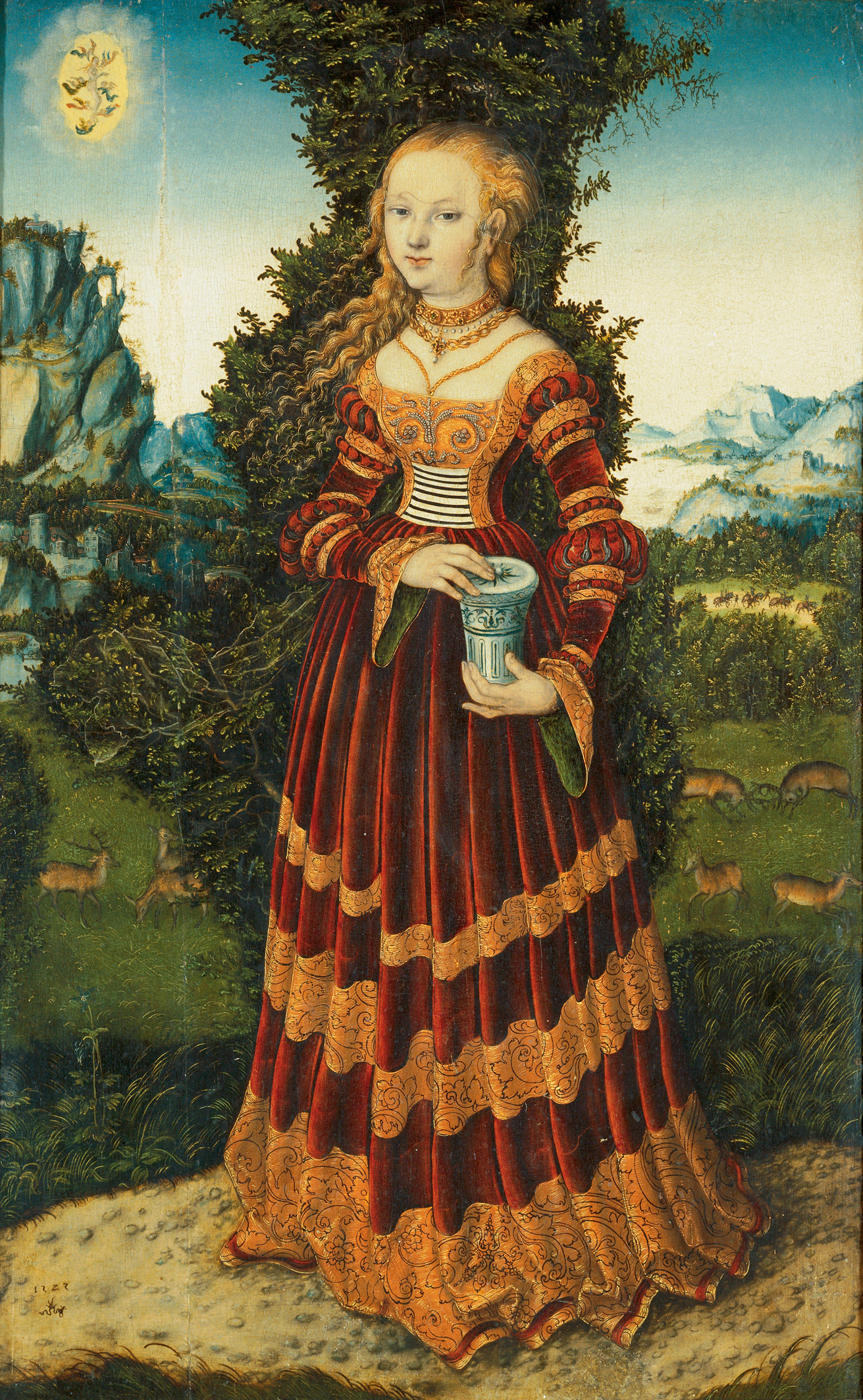
Marie-Madeleine 1525, Cologne
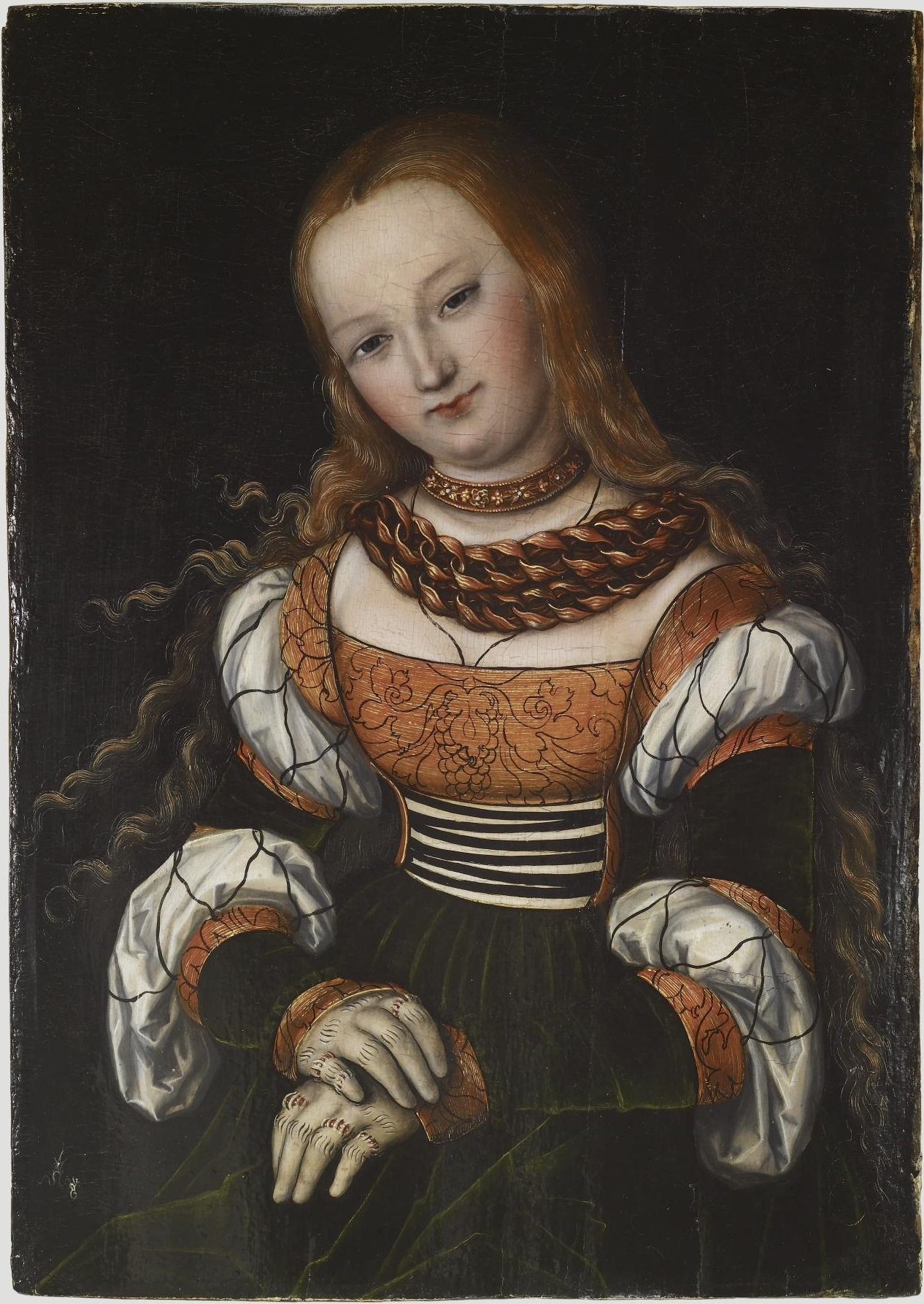
Marie-Madeleine 1525, Baltimore
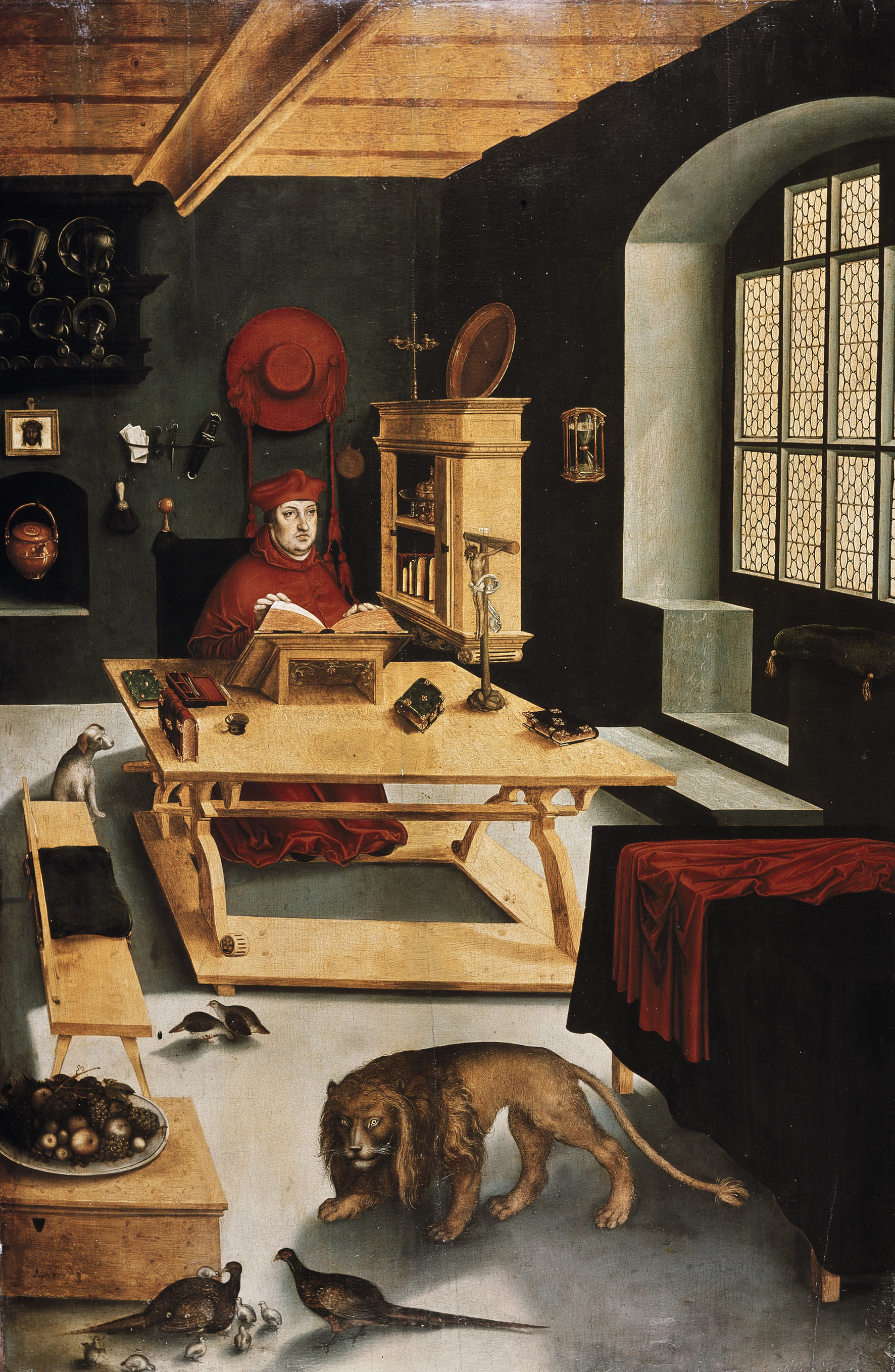
Cardinal A. von Brandenburg 1525, Darmstadt
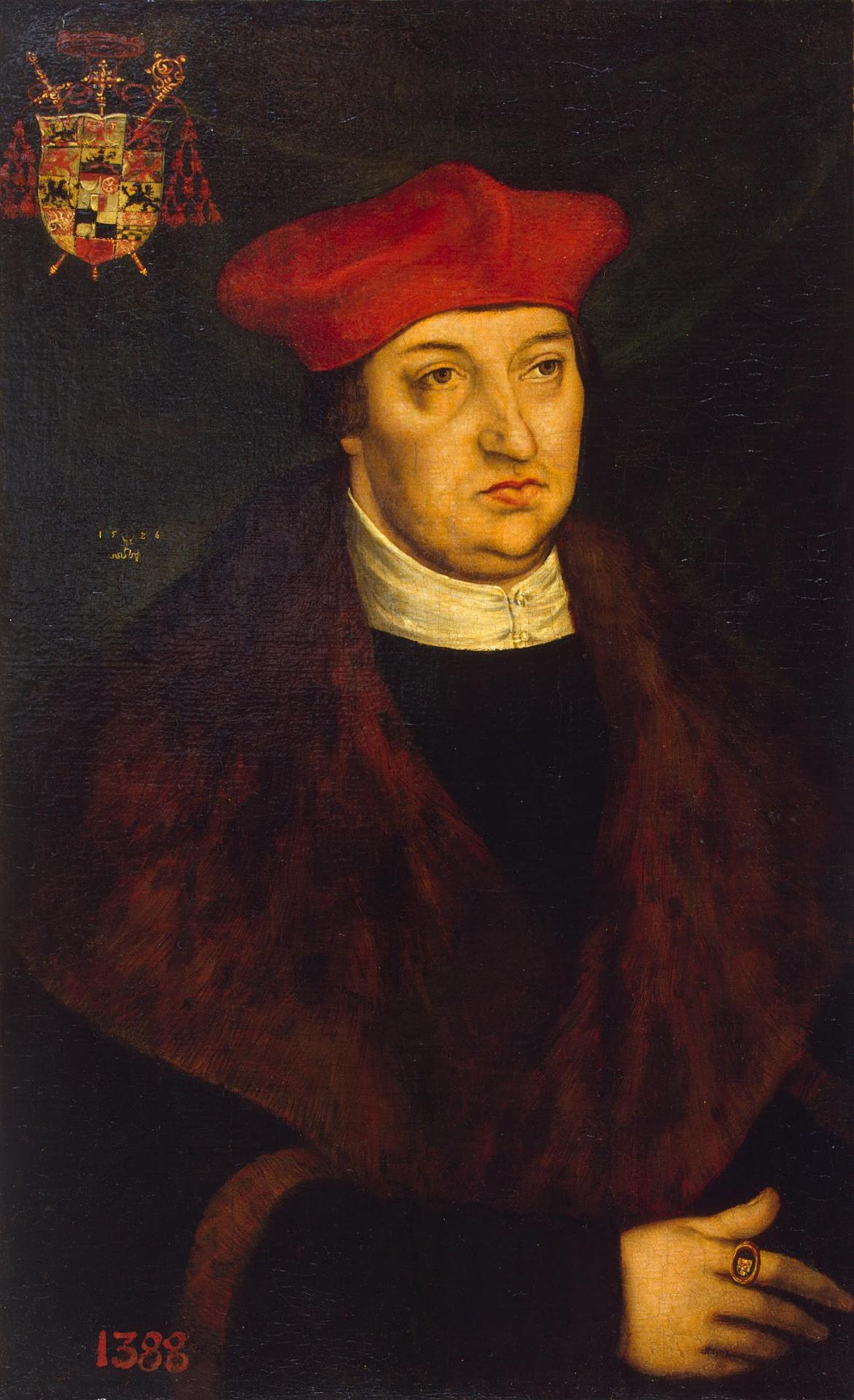
Cardinal A. von Brandenburg 1526, Saint-Petersbourg
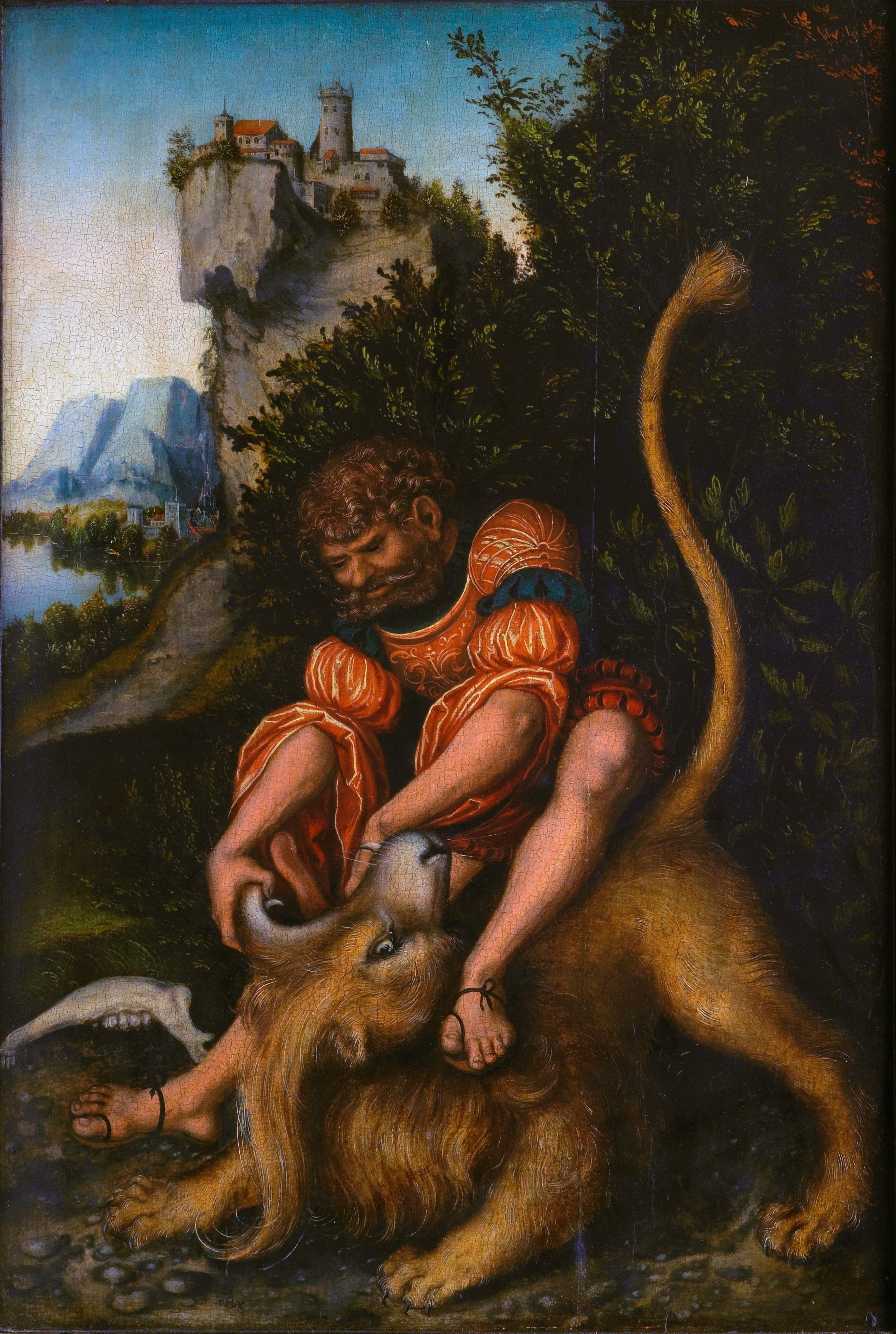
Samson et le lion 1525, Weimar
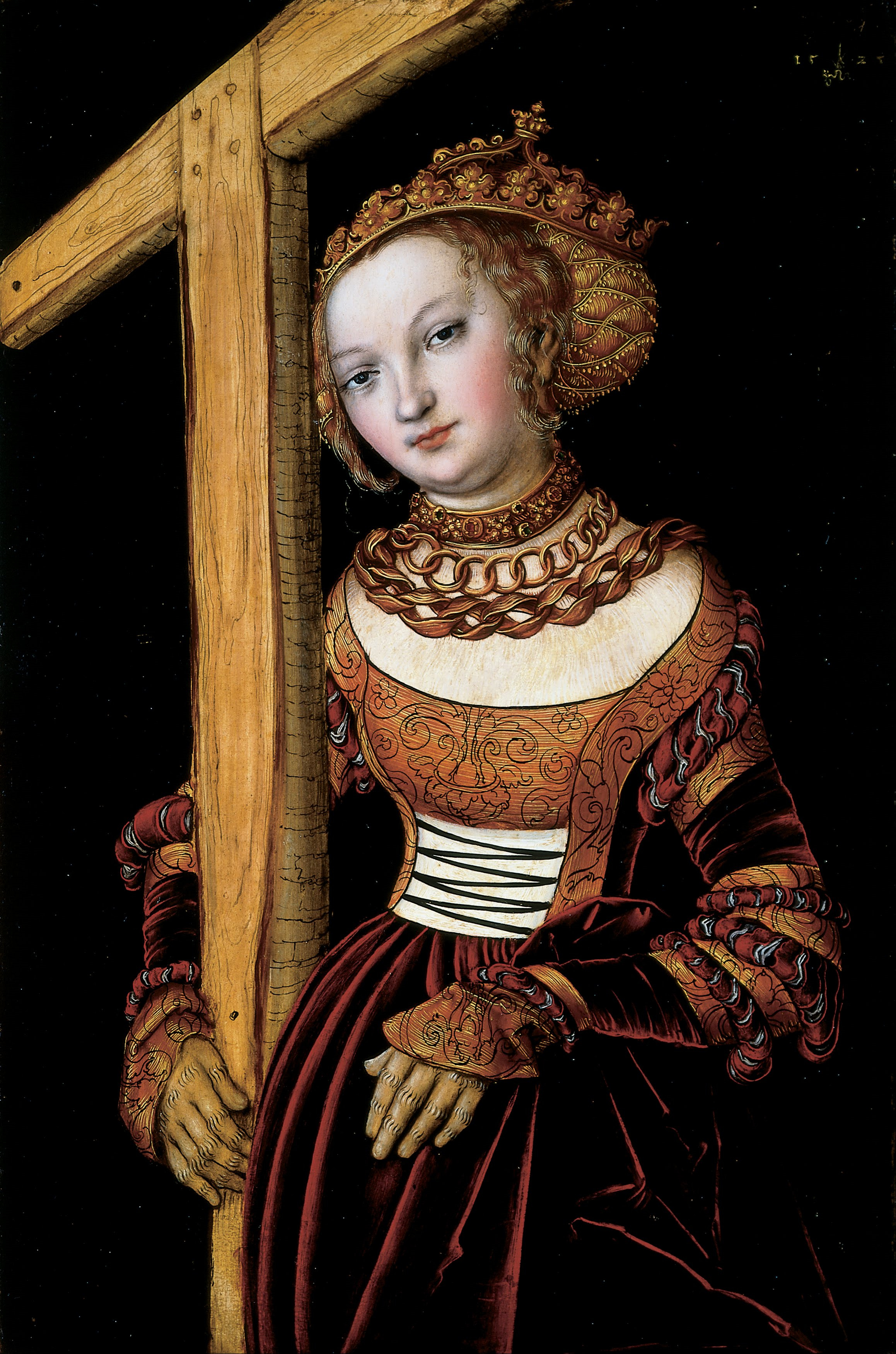
Sainte Hélène 1525, Cincinnati
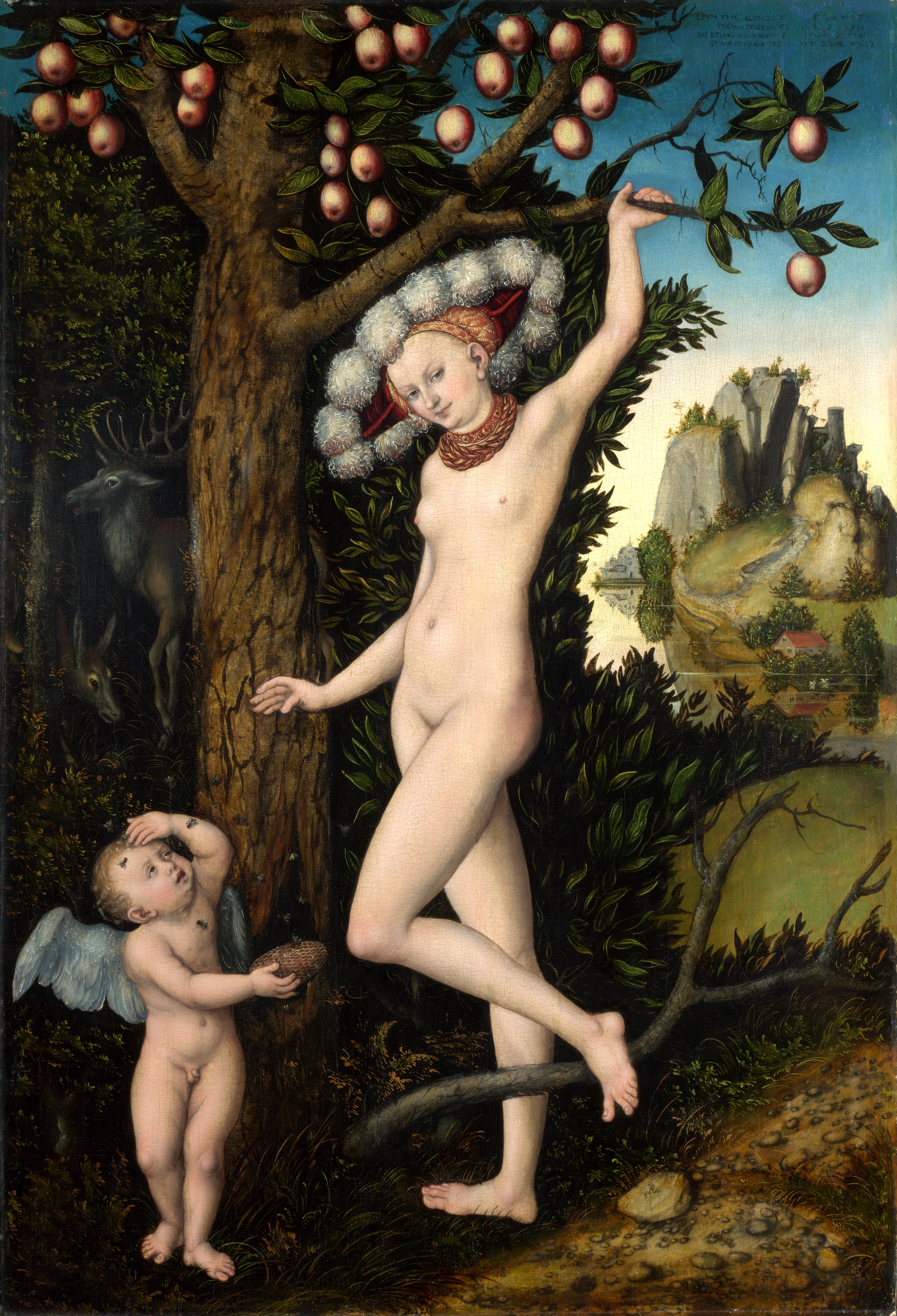
Vénus et Cupidon 1525, Londres

- 1525 environ :
  - Portrait du cardinal Albrecht von Brandenburg, huile sur panneau, 116 × 77 cm, musée régional de la Hesse, Darmstadt
  - Saint Marie-Madeleine, huile sur hêtre, 48 × 30 cm, Wallraf-Richartz Museum, Cologne
  - Marie-Madeleine, huile sur panneau, 36 × 26 cm, Walters Art Museum, Baltimore
- 1525-1527 : Venus et Cupidon, huile sur bois, diam. 12,2 cm, Metropolitan museum, New York
- 1525-1530 :
  - Samson et le lion, peinture sur hêtre, 57 × 38 cm, château de Weimar
  - Couple mal assorti: paysan et Prostituée, huile et tempera sur hêtre, 32 × 23 cm, Musée régional de la Hesse, Darmstadt

- Diane et Actéon
1525, Wadsworth Atheneum
- Nymphe
1525, Cobourg
- Katharina von Bora
1525, Berlin
- Judith
1525, Remagen
- Vénus et Amour
1525-1527, New York
- Jugement dernier
1525, Kansas City

- 1525-1535 : Portrait d'une jeune femme, huile sur tilleul, 37 × 25 cm, Collection particulière[49]
- 1525-1550 : 
  - Le Christ et la femme adultère, huile sur bois, 57 × 27,6 cm, musée Capodimonte, Naples[50]
  - Lucrèce, sur tilleul, 88 × 58 cm, Palais des princes-évêques de Bamberg

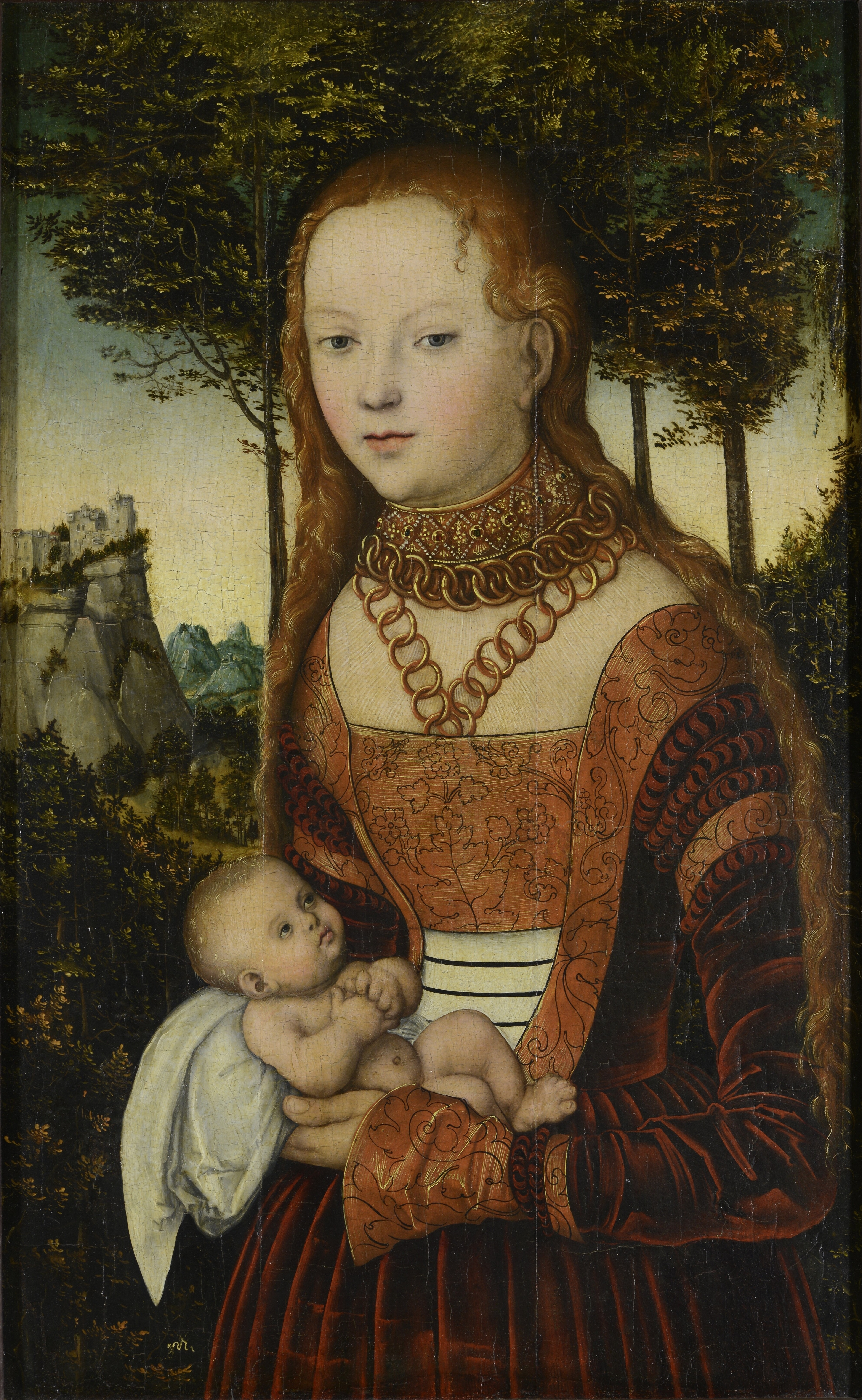
Jeune mère 1525, Eisenach
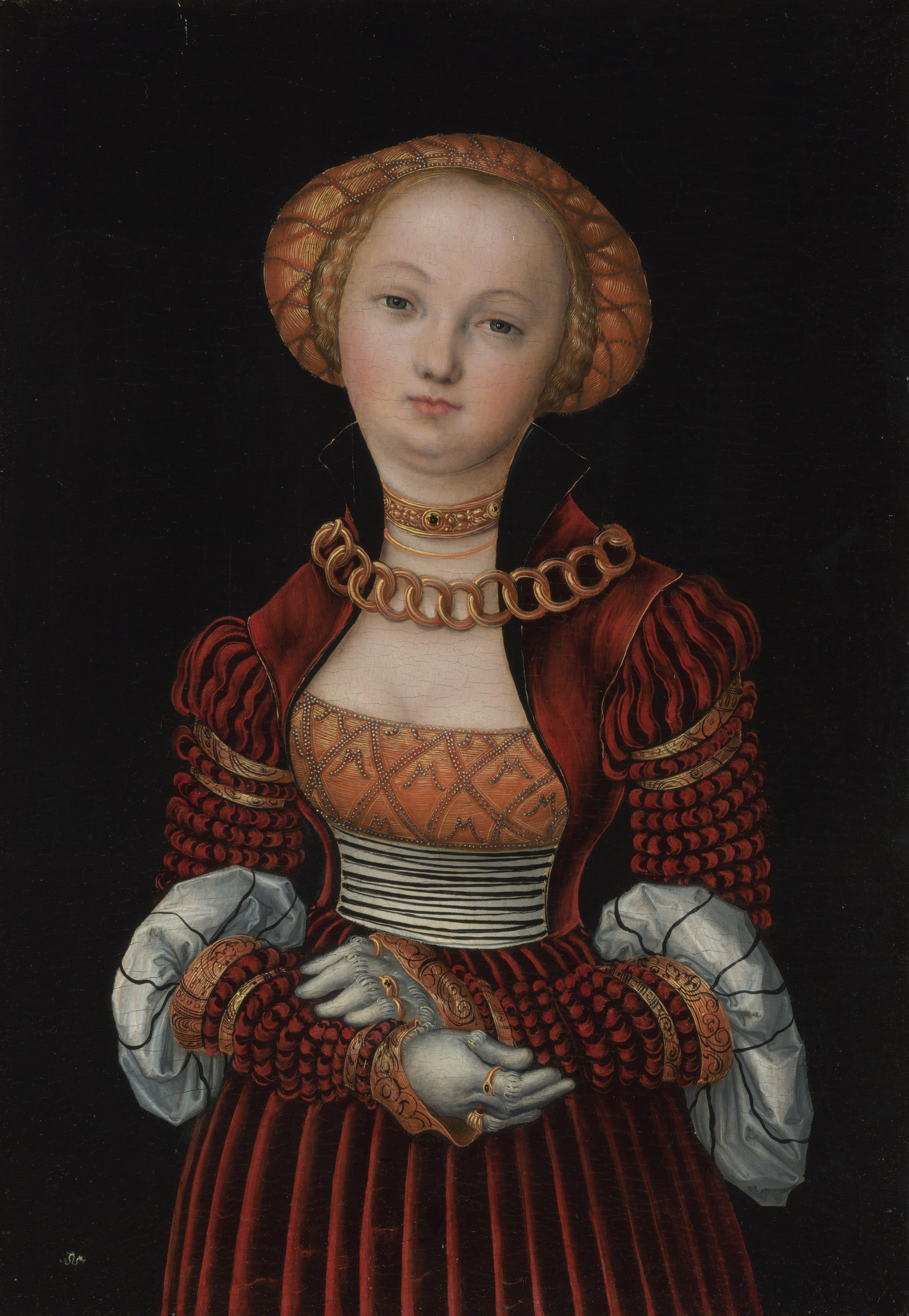
Portrait de femme 1525, Londres
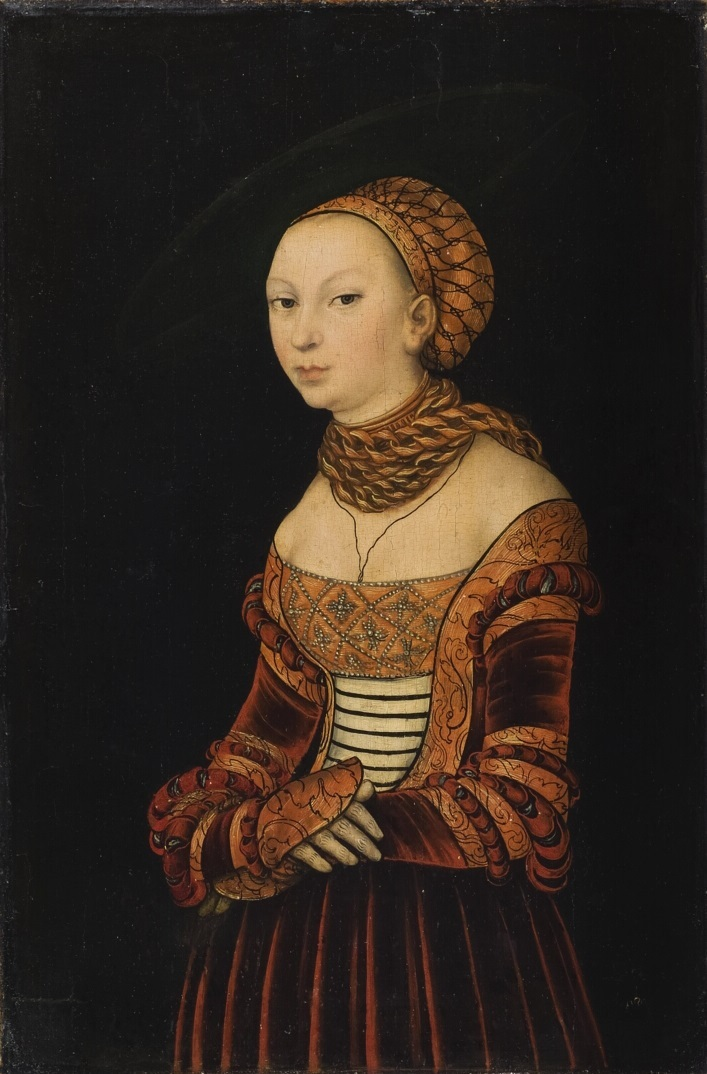
Portrait de jeune femme 1525, Helsinki
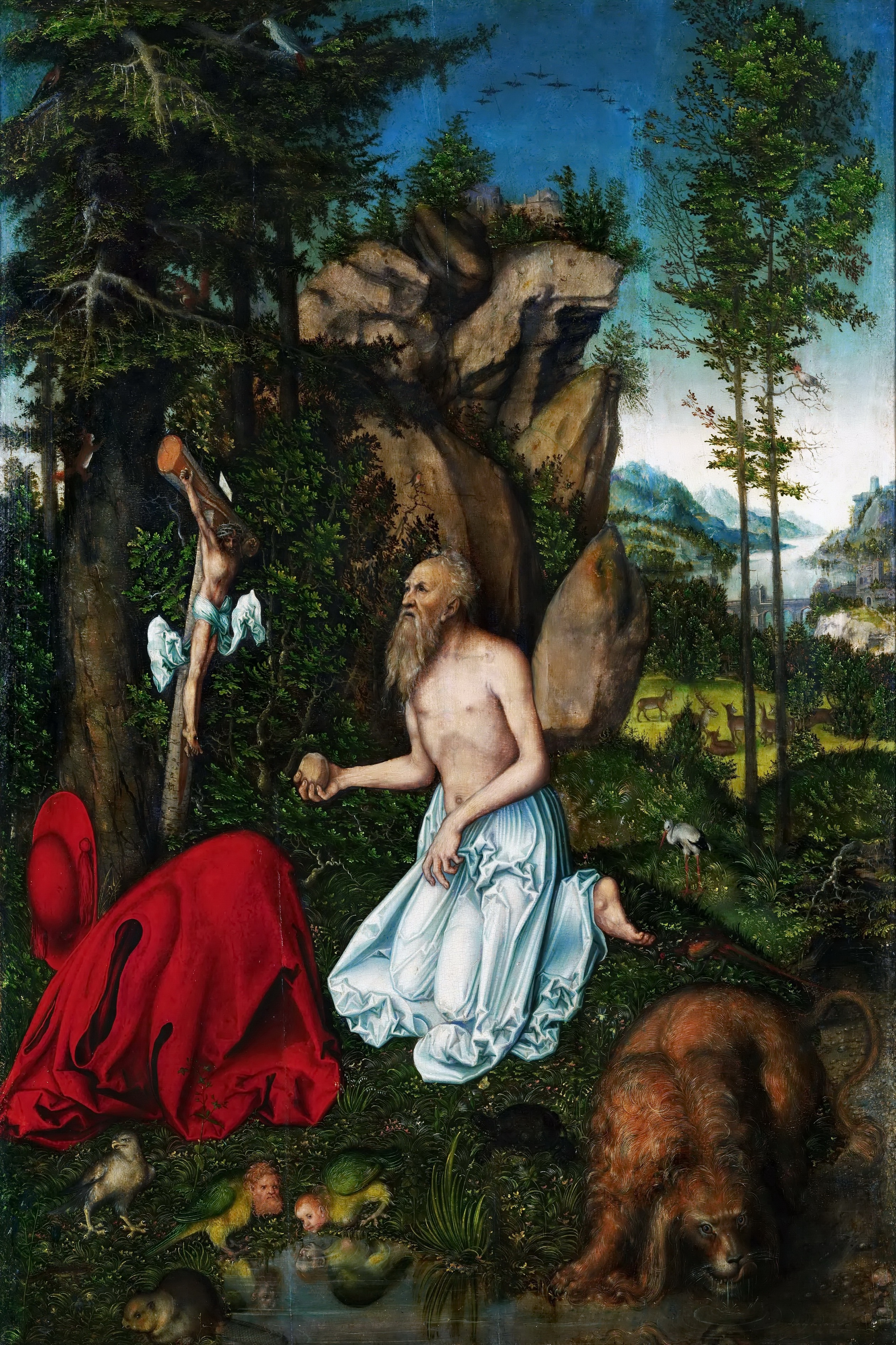
Saint jérôme 1525, Innsbruck
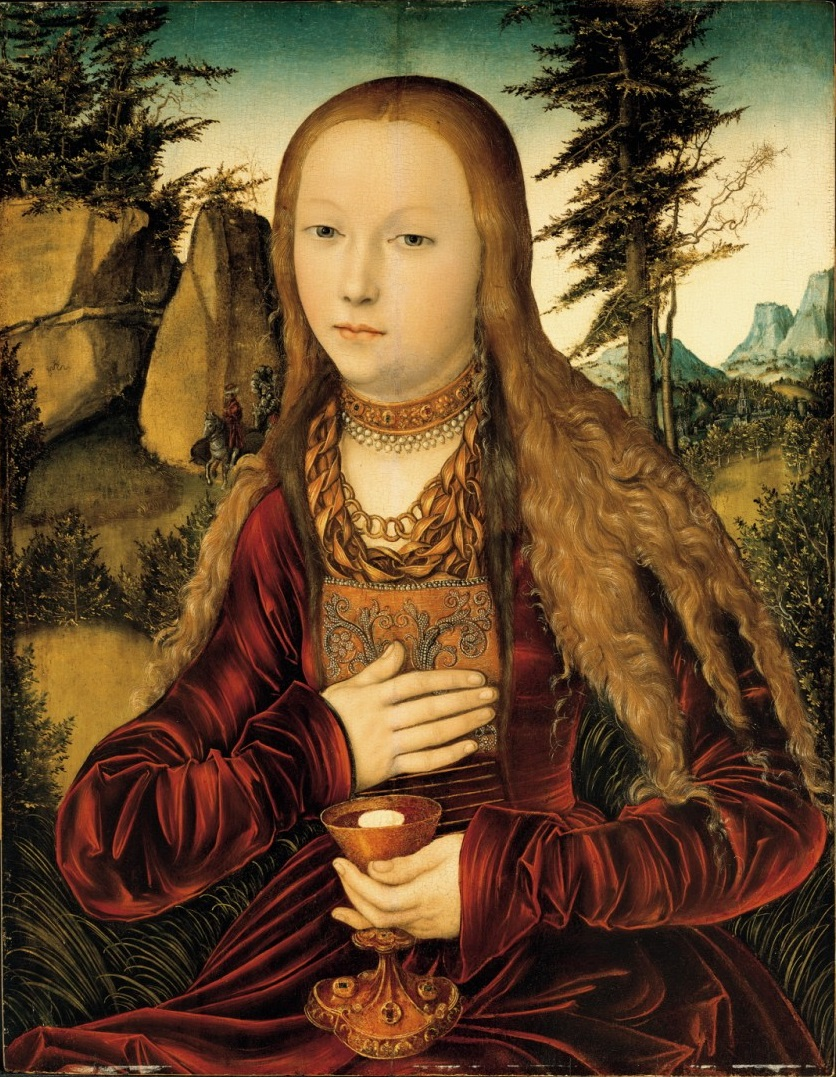
Sainte Barbara 1525, Schwäbisch Hall
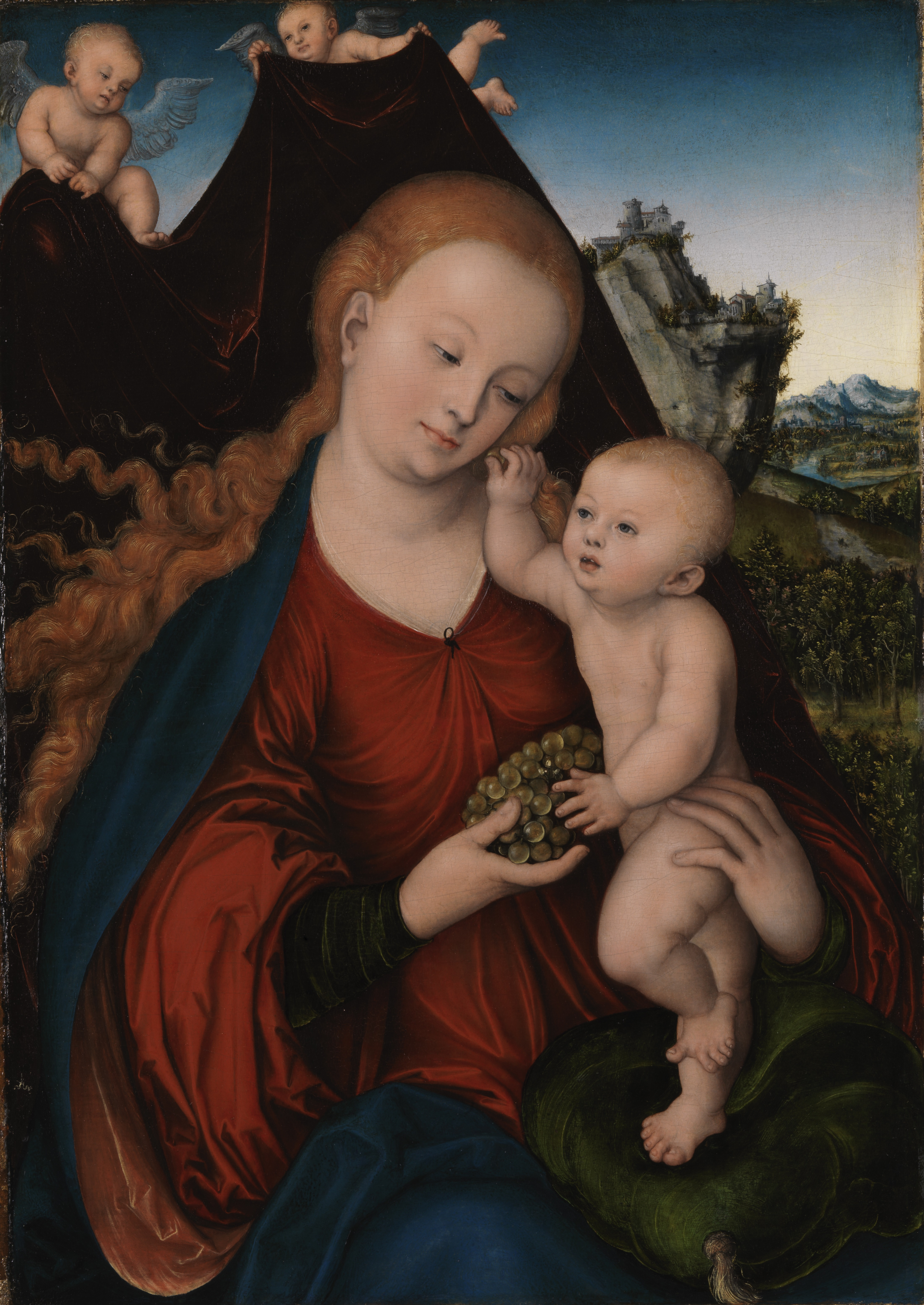
Madone à la grappe 1525, Munich
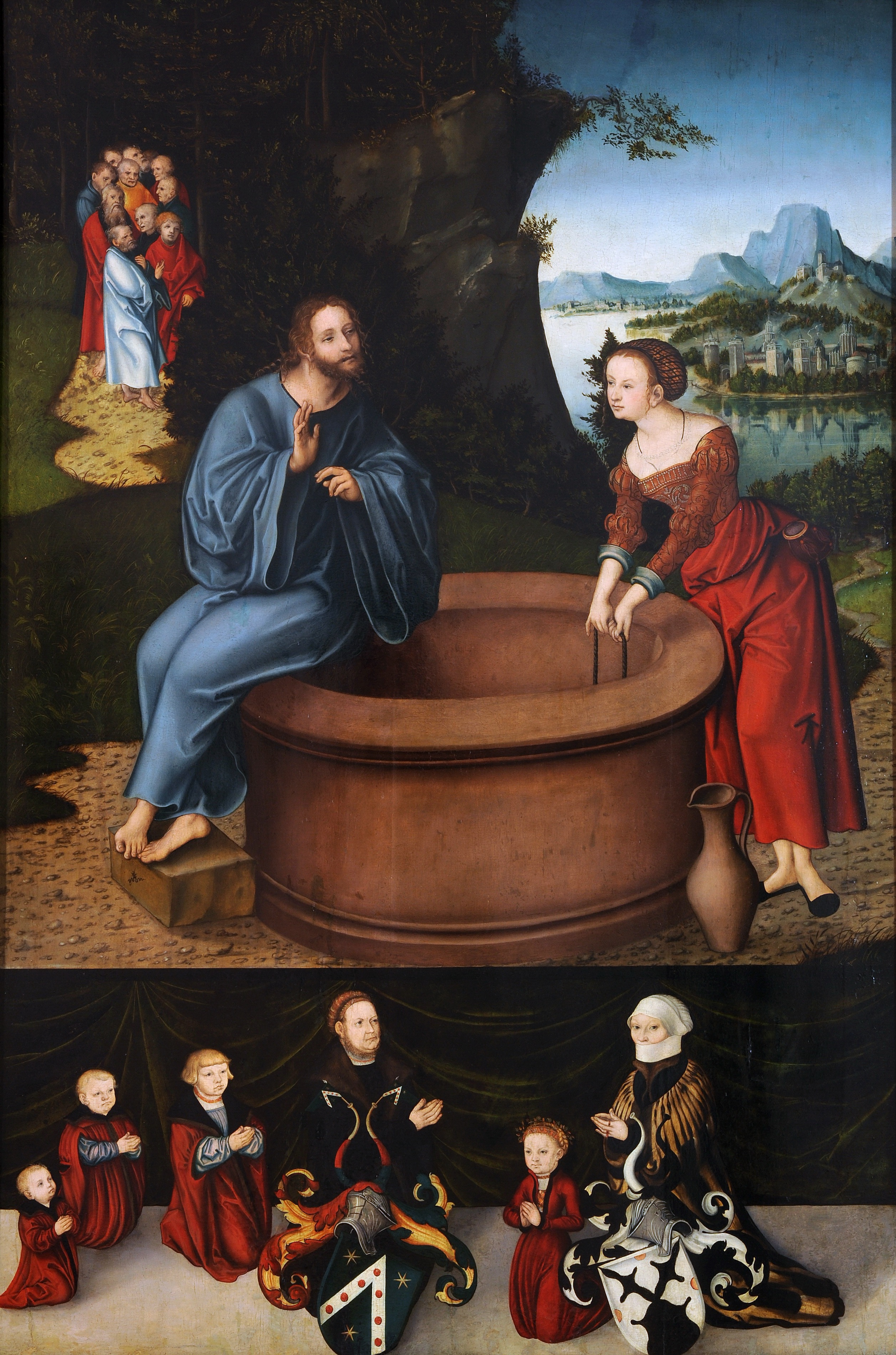
Samaritaine 1525, Leipzig

- 1526 :
  - Portrait de la jeune fille aux myosotis, tempera et huile sur panneau, 35 × 24 cm, Palais de Wilanów, à Varsovie
  - Portrait de femme, huile sur bois, 88 × 59 cm, musée de l'Ermitage, Saint-Pétersbourg

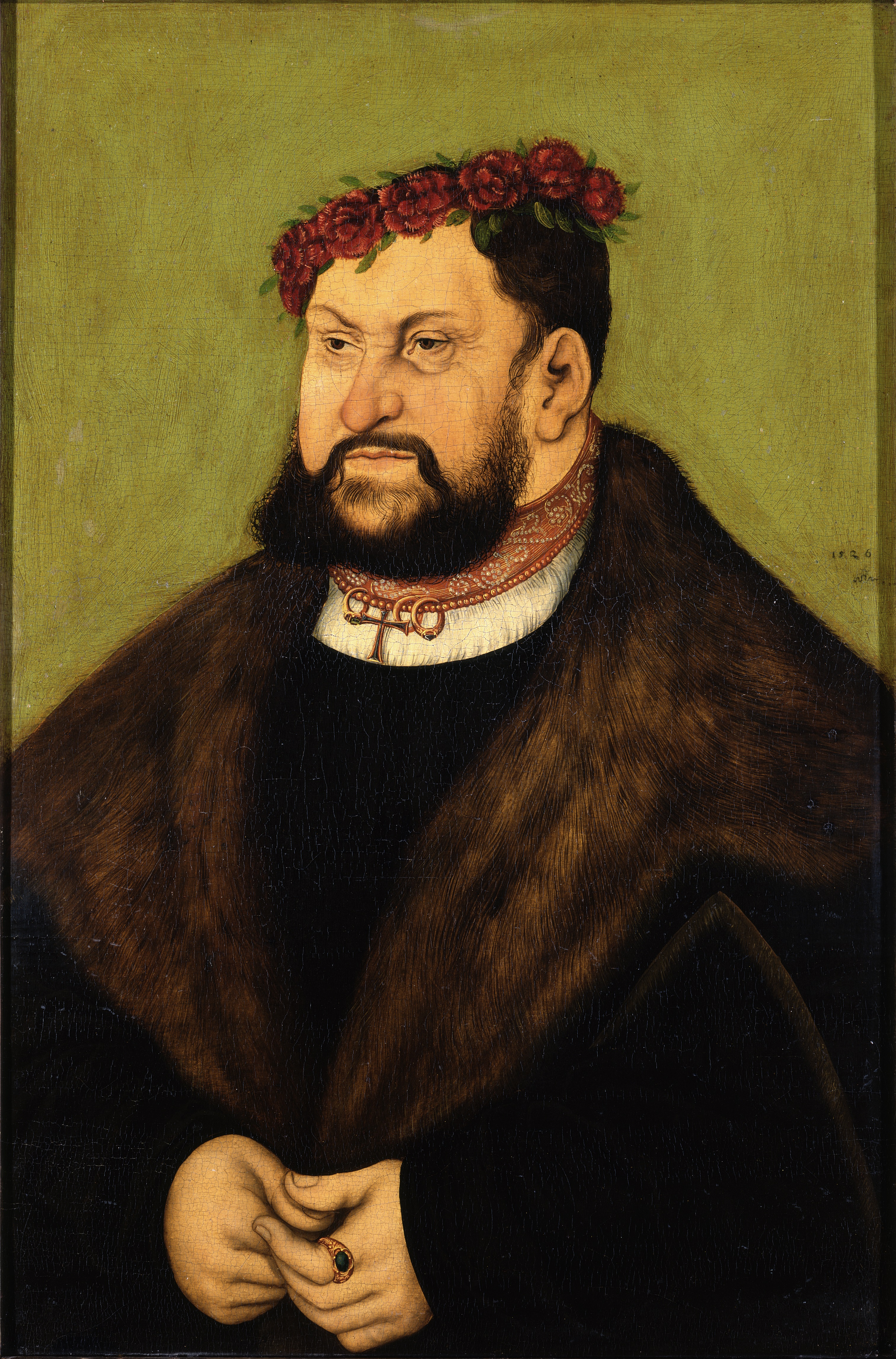
Jean le Constant 1526, Dresde
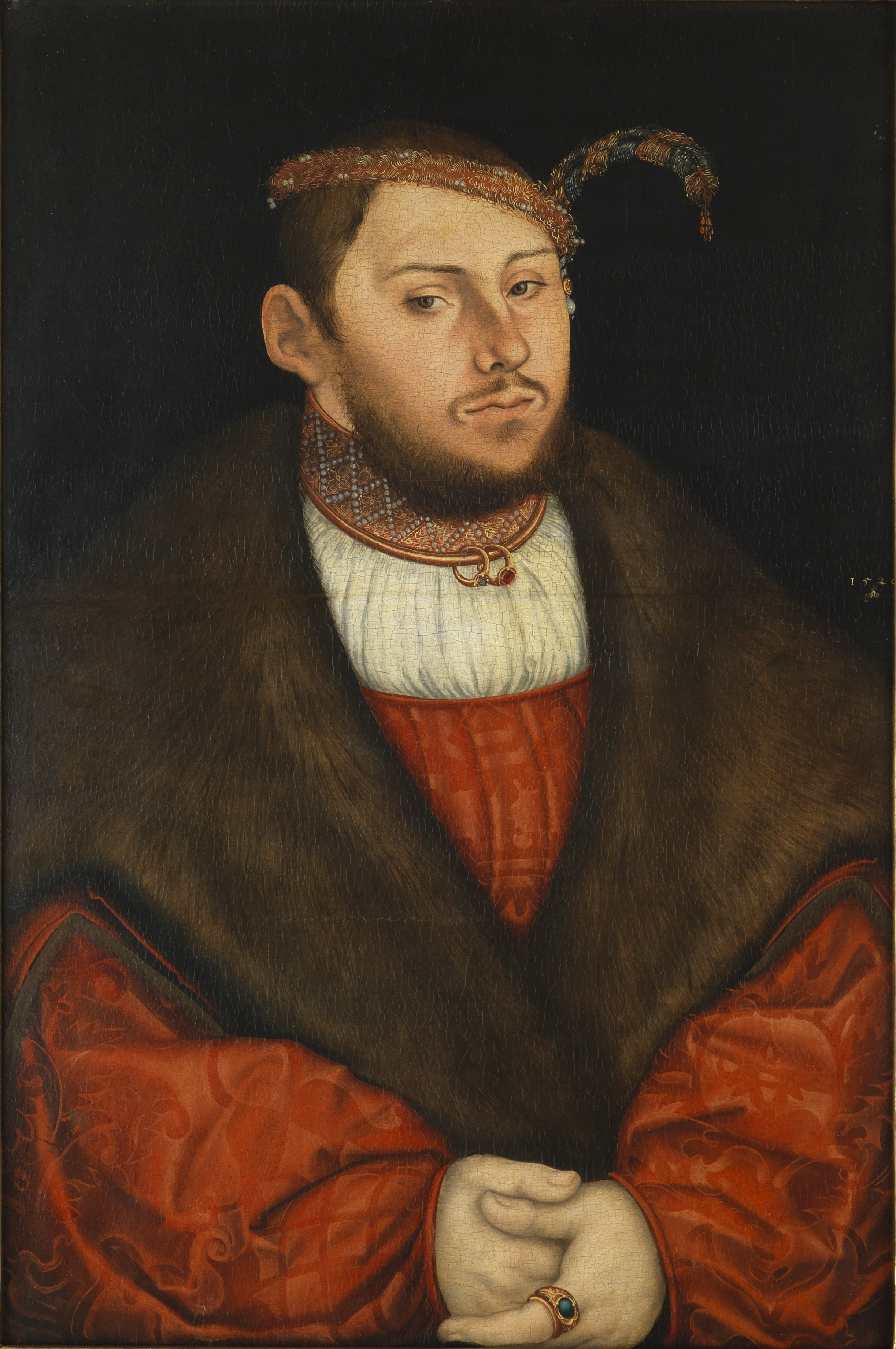
Jean-Fréderic de Saxe 1526, Weimar
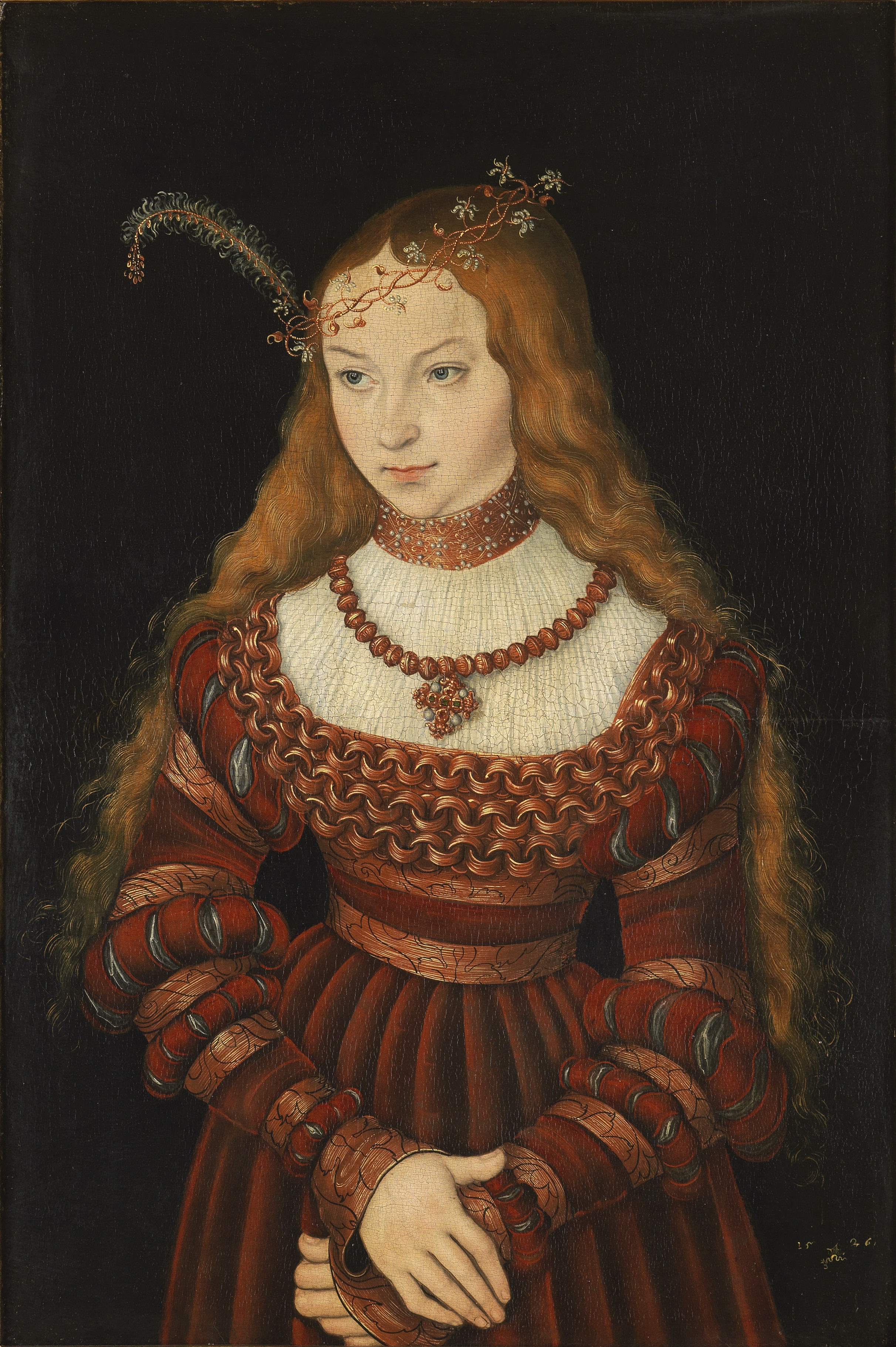
Sybille de Clève 1526, Weimar
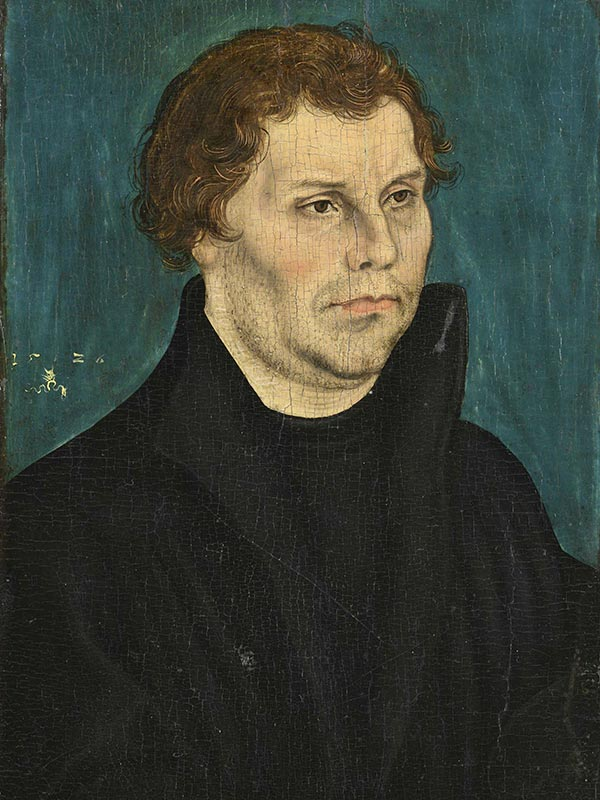
Martin Luther 1526, Eisenach
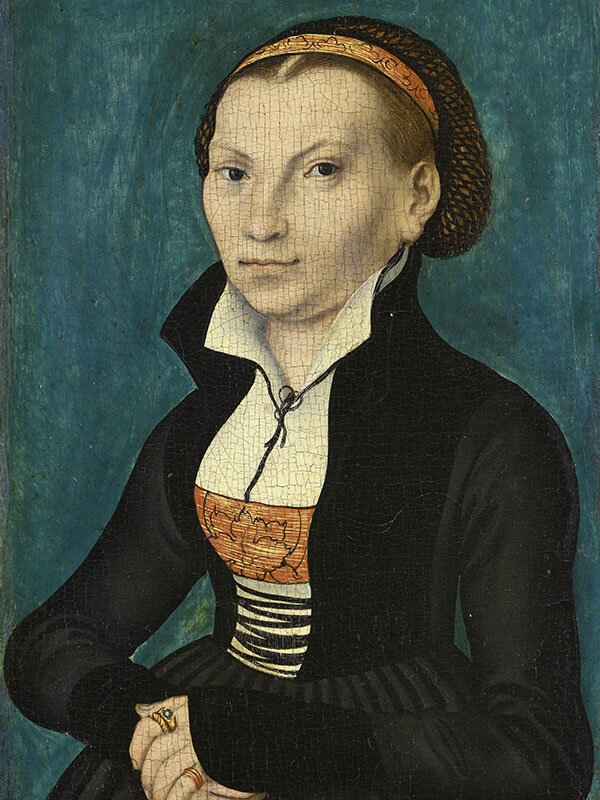
Katarina von Bora 1526, Eisenach
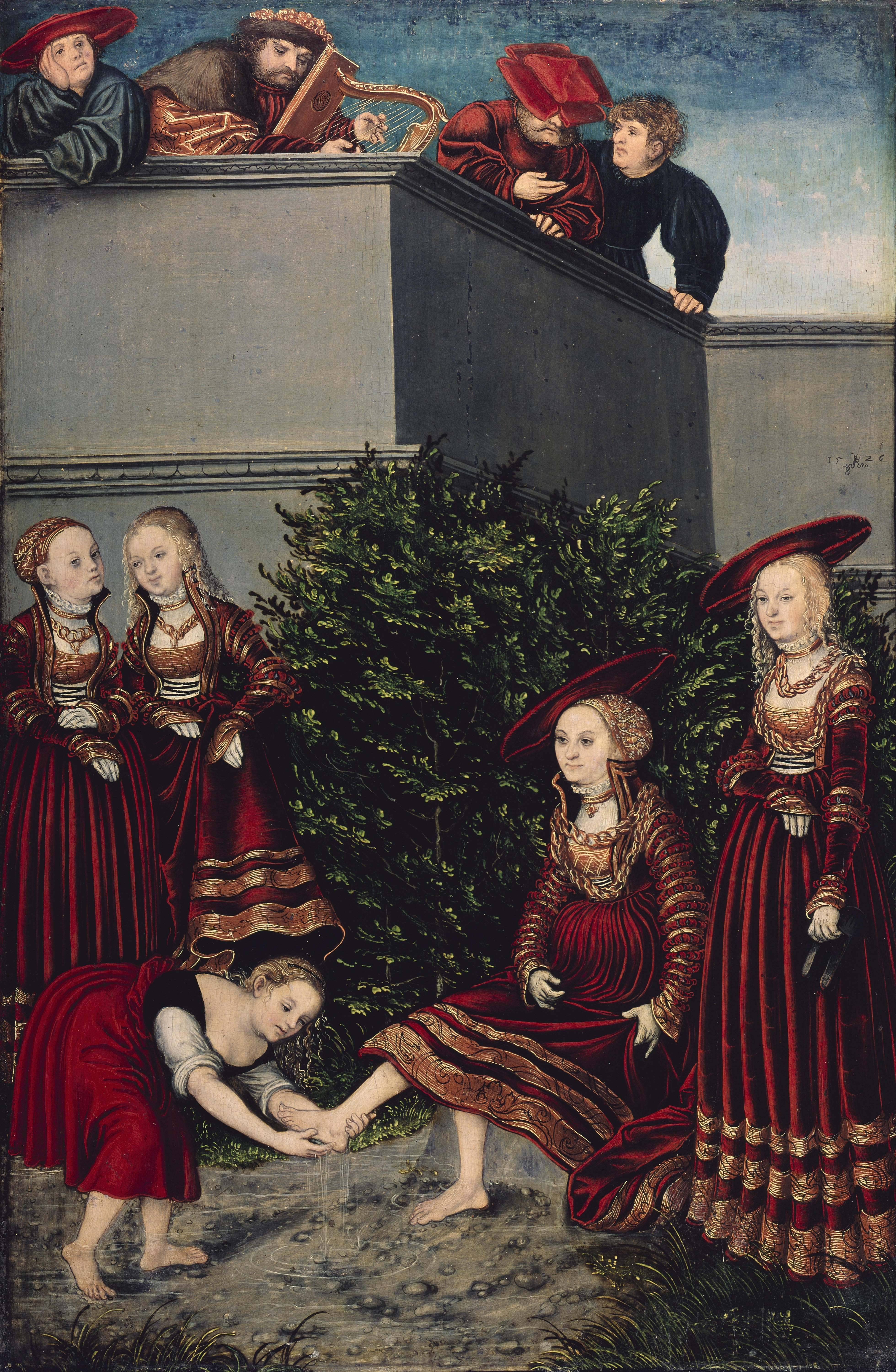
David et Bethsabée 1526, Dresde

  - Adam et Ève, huile sur bois, 117 × 80 cm, Institut Courtauld, Londres. Influencé par la célèbre gravure de Dürer de 1504[51].
  - Un Faune et sa famille avec un lion tué, huile sur hêtre, 83 × 56 cm, Getty Center, Los Angeles
  - Apollon et Diane, huile sur hêtre, 84 × 56 cm, Royal Collection, Grande-Bretagne
  - Portrait du cardinal Albrecht de Brandebourg, huile sur toile, 40 × 24,5 cm, musée de l'Ermitage, Saint-Pétersbourg
  - Jean le Constant, électeur de Saxe, huile sur tilleul, 57 × 37 cm, Gemäldegalerie Alte Meister, Dresde
  - Portrait du prince-électeur Jean-Frédéric et Portrait de la princesse Sibylle de Clève, peinture sur hêtre, 56 × 38 cm chaque, Château de Weimar
  - Martin Luther et Katharina von Bora, huile sur panneau, 22 × 16 cm chaque, Fondation Wartburg, Eisenach
  - David et Bethsabée, peinture sur hêtre, 39 × 26 cm, Gemäldegalerie Alte Meister, Dresde
  - Judith avec la tête d'Holopherne, sur tilleul, 87 × 57 cm, Gemäldegalerie Alte Meister (Cassel)
  - Vierge à l'Enfant sous un pommier, sur tilleul, 118 × 78 cm, Museum Schloss Güstrow, Rostock

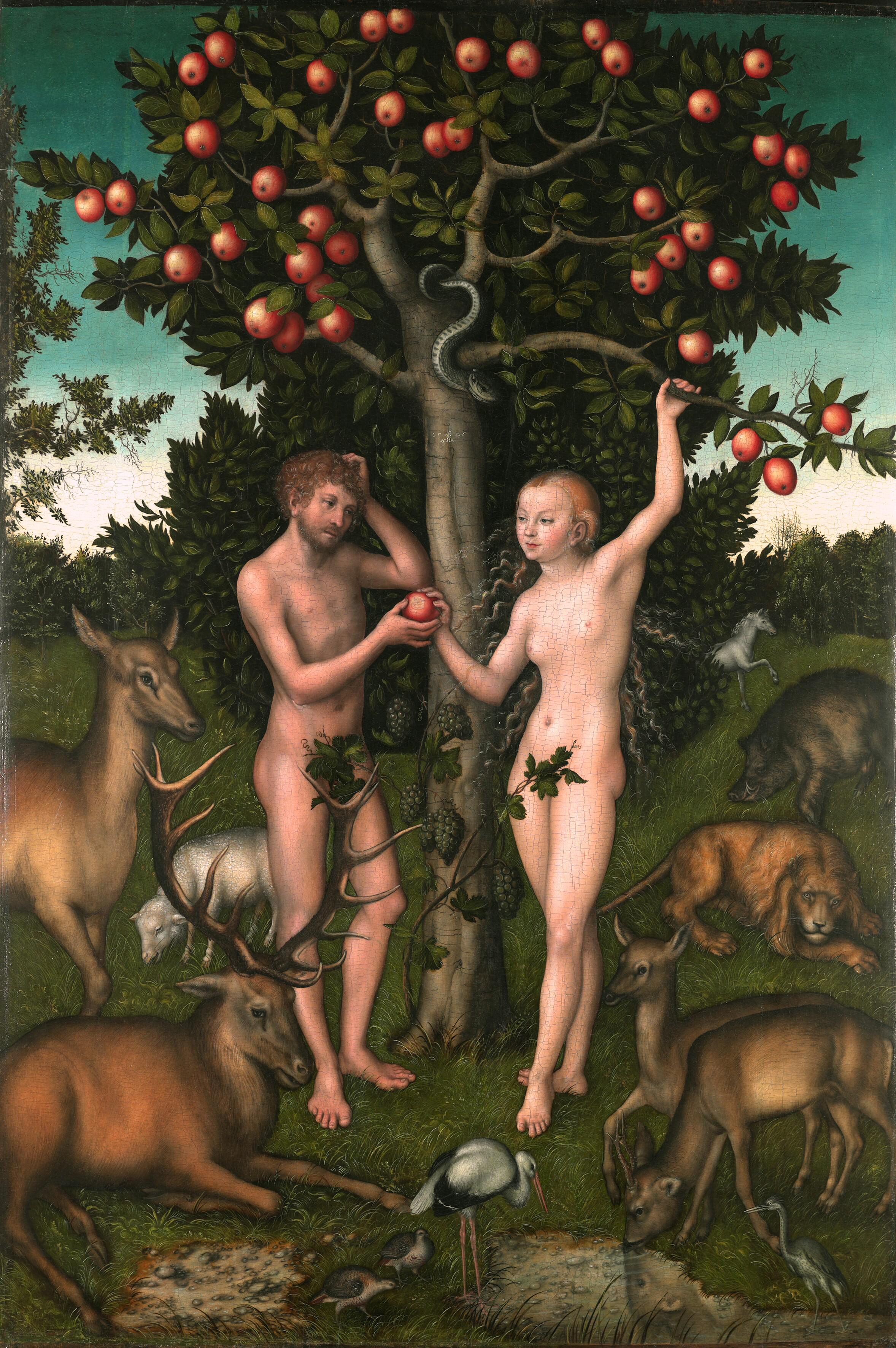
Adam et Ève 1526, Institut Courtauld
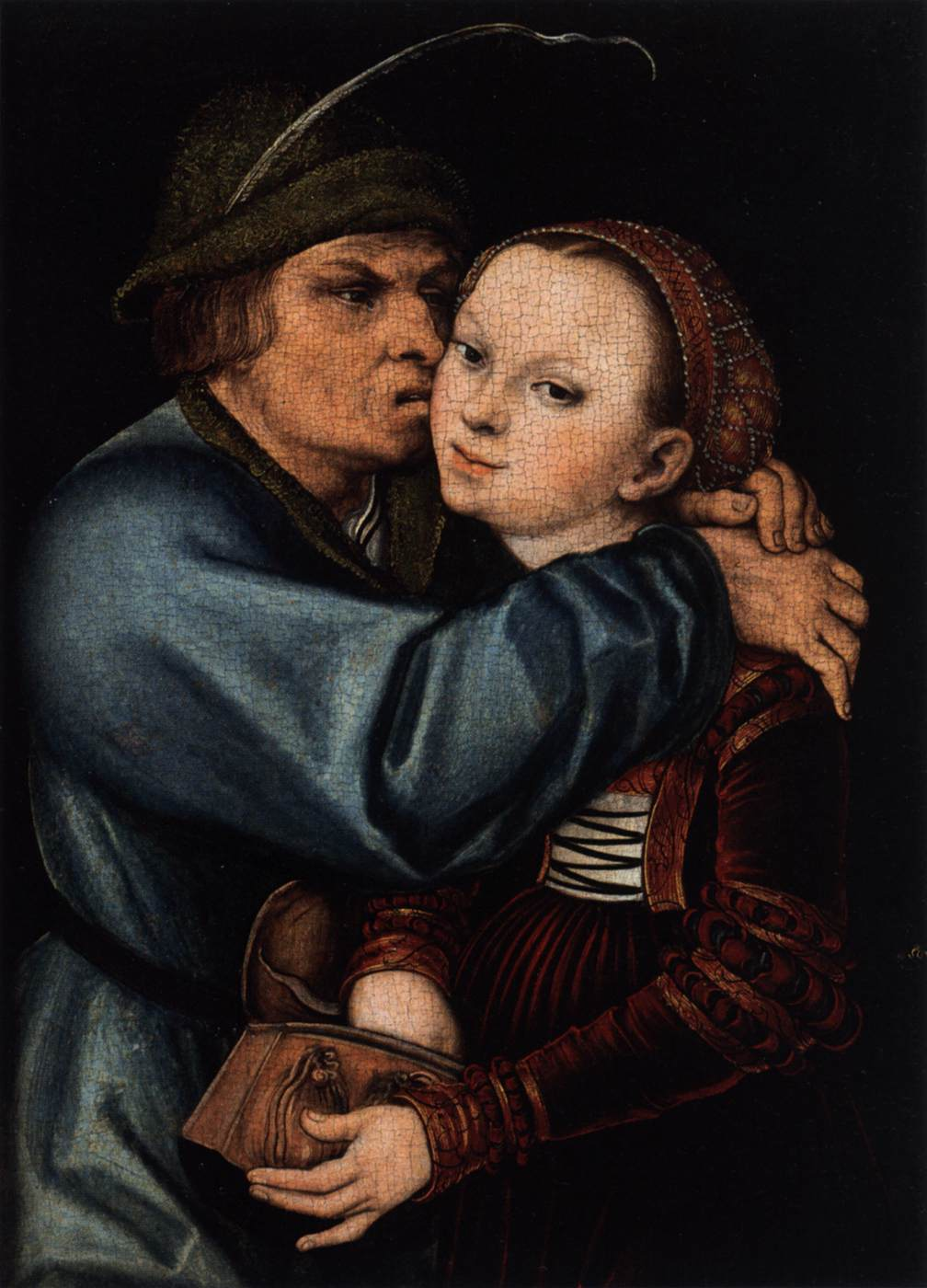
Paysan et prostituée 1525, Darmstadt
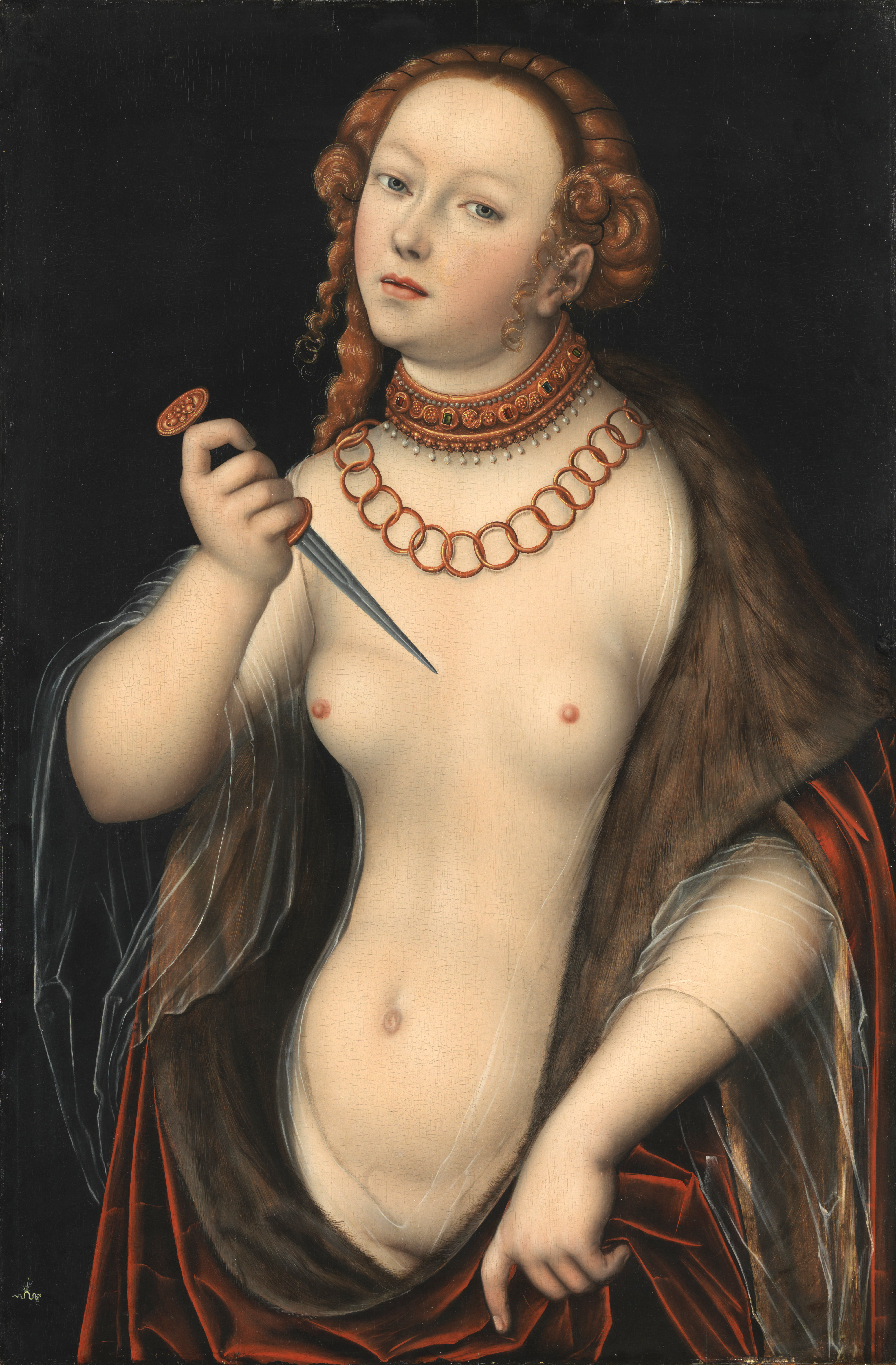
Lucrèce 1525, Bamberg
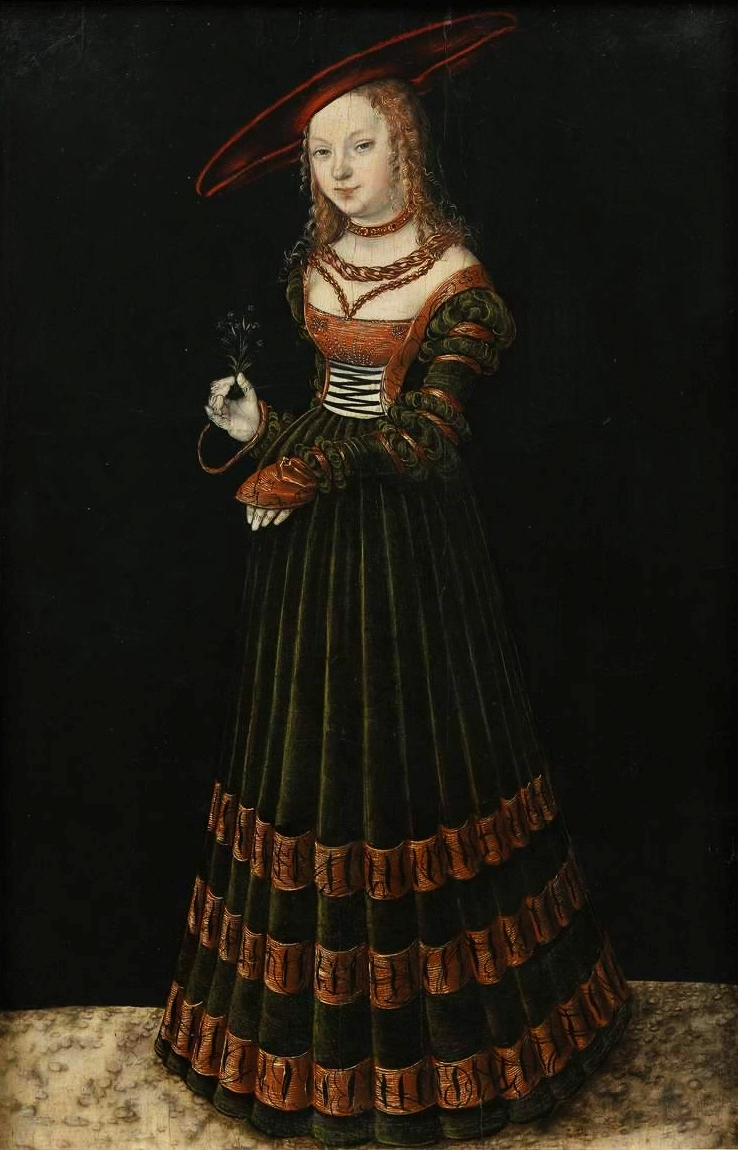
Jeune fille aux myosotis 1526, Varsovie
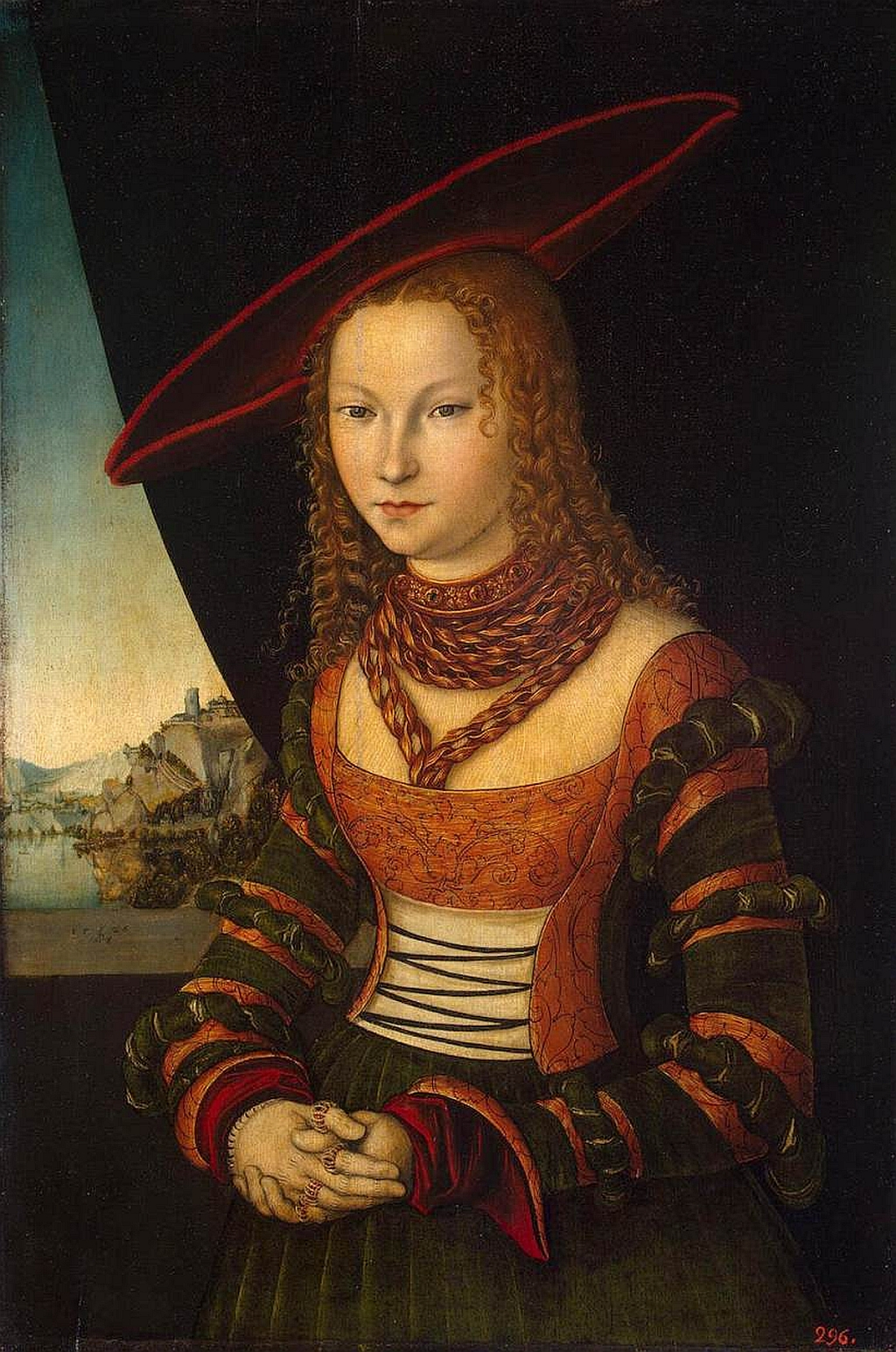
Portrait de femme 1526, St Petersbourg
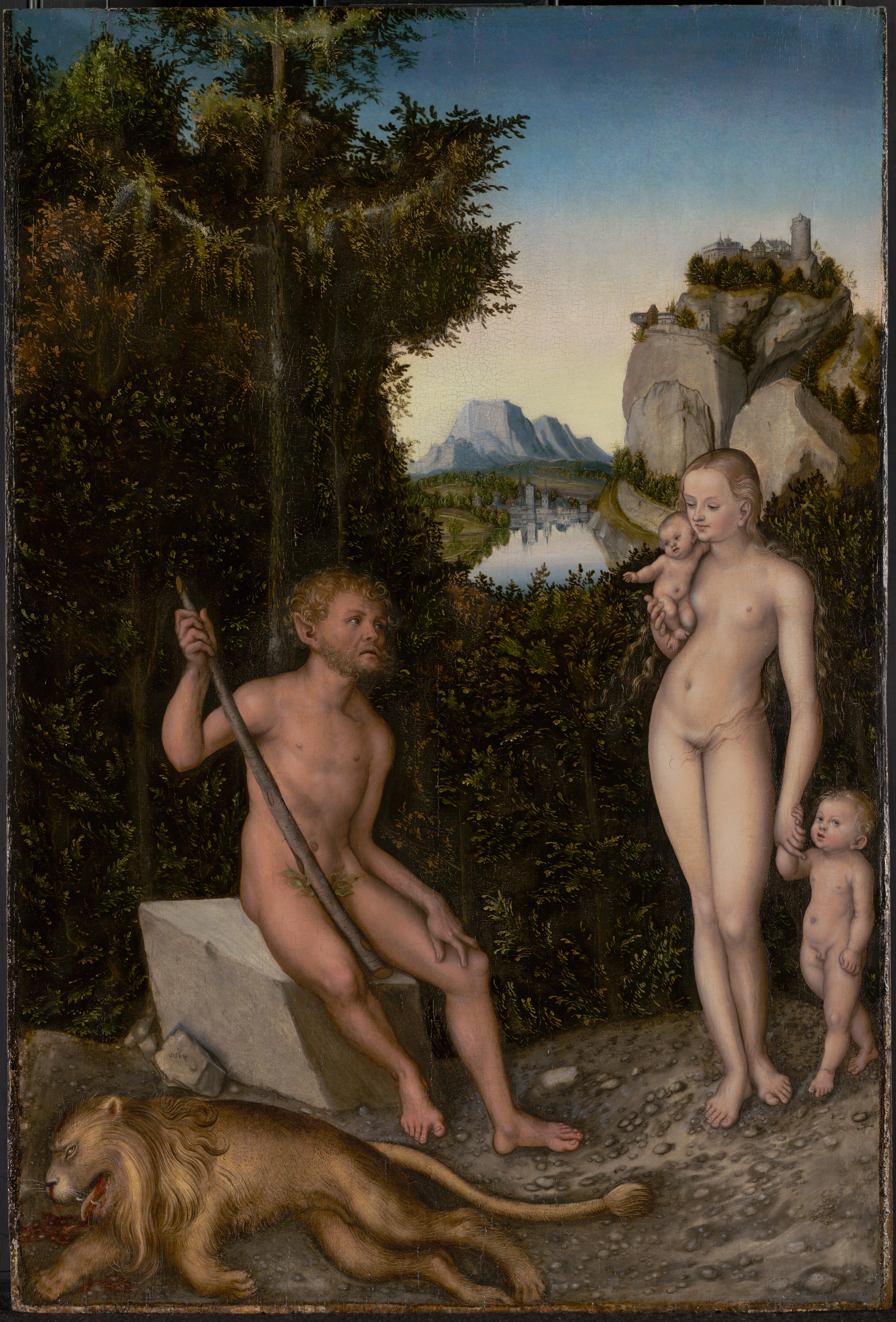
Faune et sa famille 1526, Getty Center
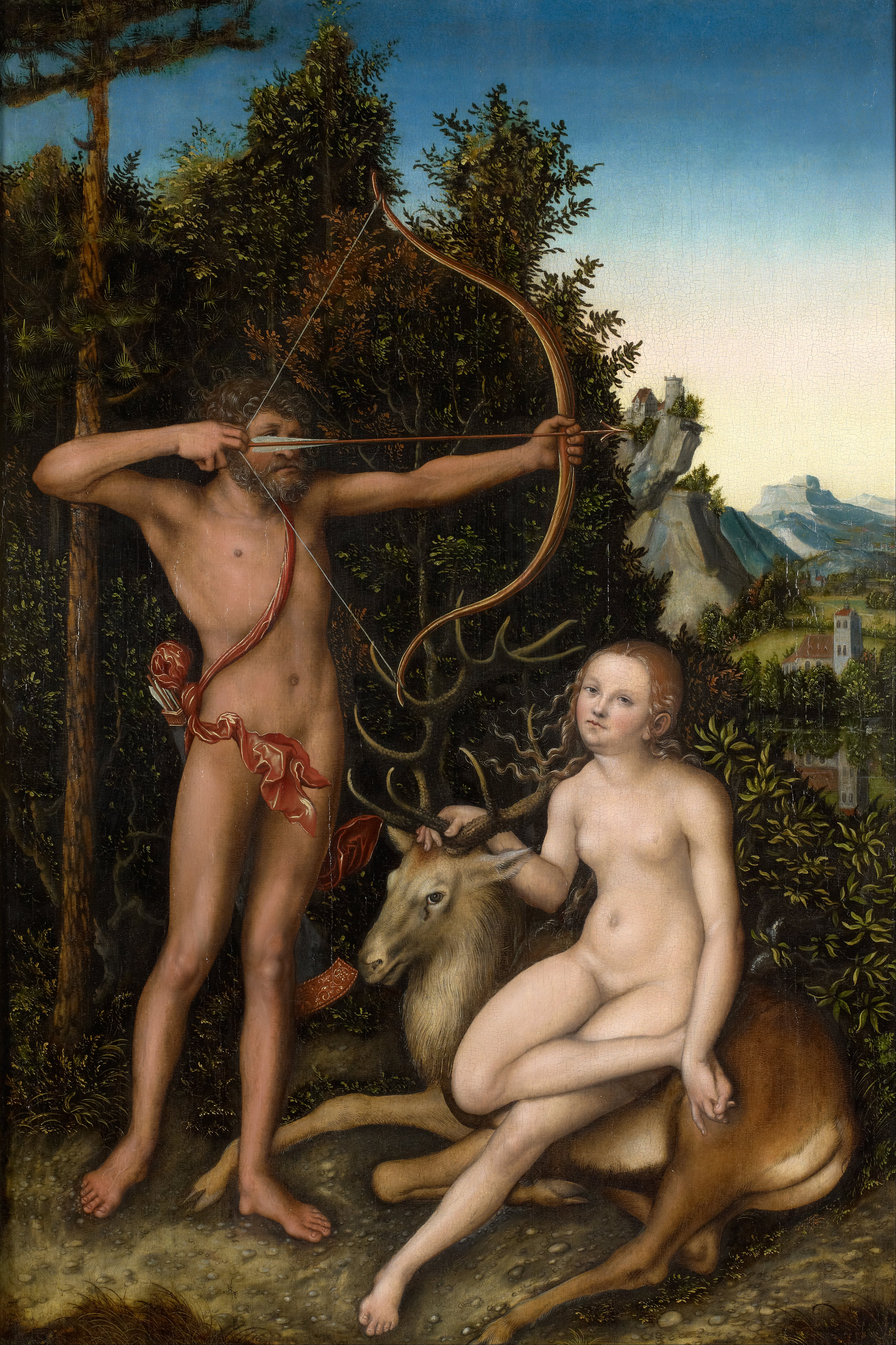
Apollon et Diane 1526, Collection royale (GB)

- 1527 :

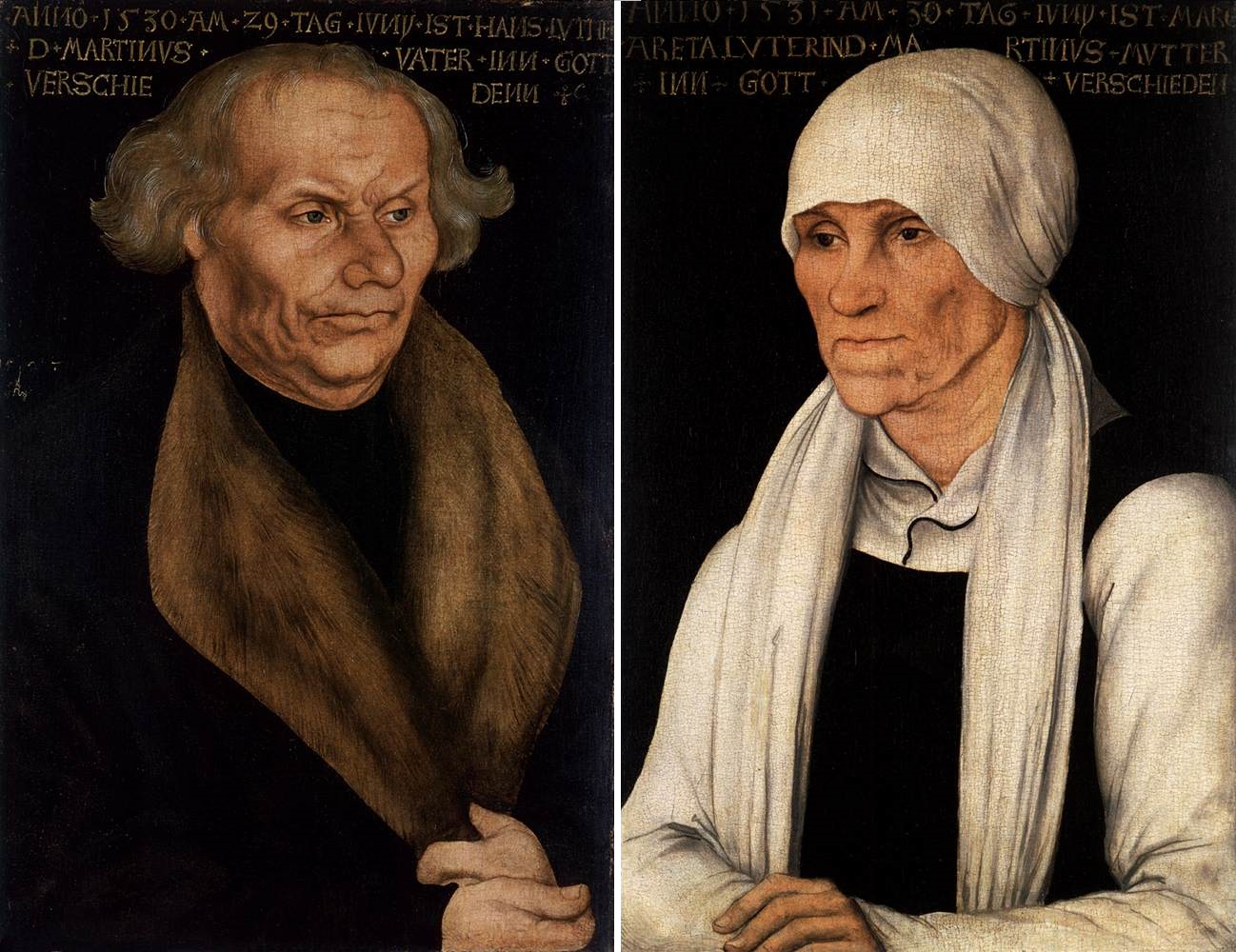
Hans et Margareth Luther, 1527, Eisenach.

  - Portrait de Hans et Margareth Luther, huile sur panneau, 22 × 16 cm chaque, Fondation Wartburg, Eisenach
  - L'Âge d'argent, dit autrefois Les effets de la jalousie, huile sur hêtre, 53 × 38 cm, Château de Weimar
  - Judith avec la tête d'Holopherne, 86 × 59 cm, Alte Staatsgalerie, Stuttgart
  - Le Jugement de Pâris, huile sur panneau, 50 × 38 cm, Statens Museum for Kunst , Copenhague

- Jean le Constant
1526, Dresde
- Jean-Fréderic de Saxe
1526, Weimar
- Sybille de Clève
1526, Weimar
- Martin Luther
1526, Eisenach
- Katarina von Bora
1526, Eisenach
- David et Bethsabée
1526, Dresde

- 1528 :
  - Adam et Ève, huile sur bois, 167 × 71 cm, musée des Offices, Florence. Cranach s'y est inspiré d'une œuvre de Dürer et au XVIIIe siècle ce tableau était encore attribué à Dürer[52]
  - Adam et Ève, huile sur panneau, 57 × 35 cm, Detroit Institute of Arts[53]
  - Le Jugement de Pâris, huile sur hêtre, 85 × 57 cm, Kunstmuseum (Bâle)
  - Le Jugement de Pâris, huile sur bois, 102 × 71 cm, Metropolitan Museum of Art, New York
  - Loth et ses filles, huile sur hêtre, 56 × 37 cm, musée d'histoire de l'art, Vienne
  - Loth et ses filles, huile sur hêtre, 38 × 38 cm, forteresse de Cobourg
  - Loth et ses filles, 1529, huile sur hêtre, 57 × 37 cm, Staatsgalerie Aschaffenbourg
  - Samson et Dalila, huile sur hêtre, 57 × 38 cm, Metropolitan Museum of Art, New York
  - David et Bethsabée, huile sur hêtre, 39 × 26 cm, Gemäldegalerie (Berlin)
  - Portrait d'une jeune femme portant des raisins et des pommes, huile sur panneau, transférée sur toile, 82 × 55 cm, collection particulière
  - Katharina von Bora, huile sur toile, Niedersächsisches Landesmuseum, Hanovre

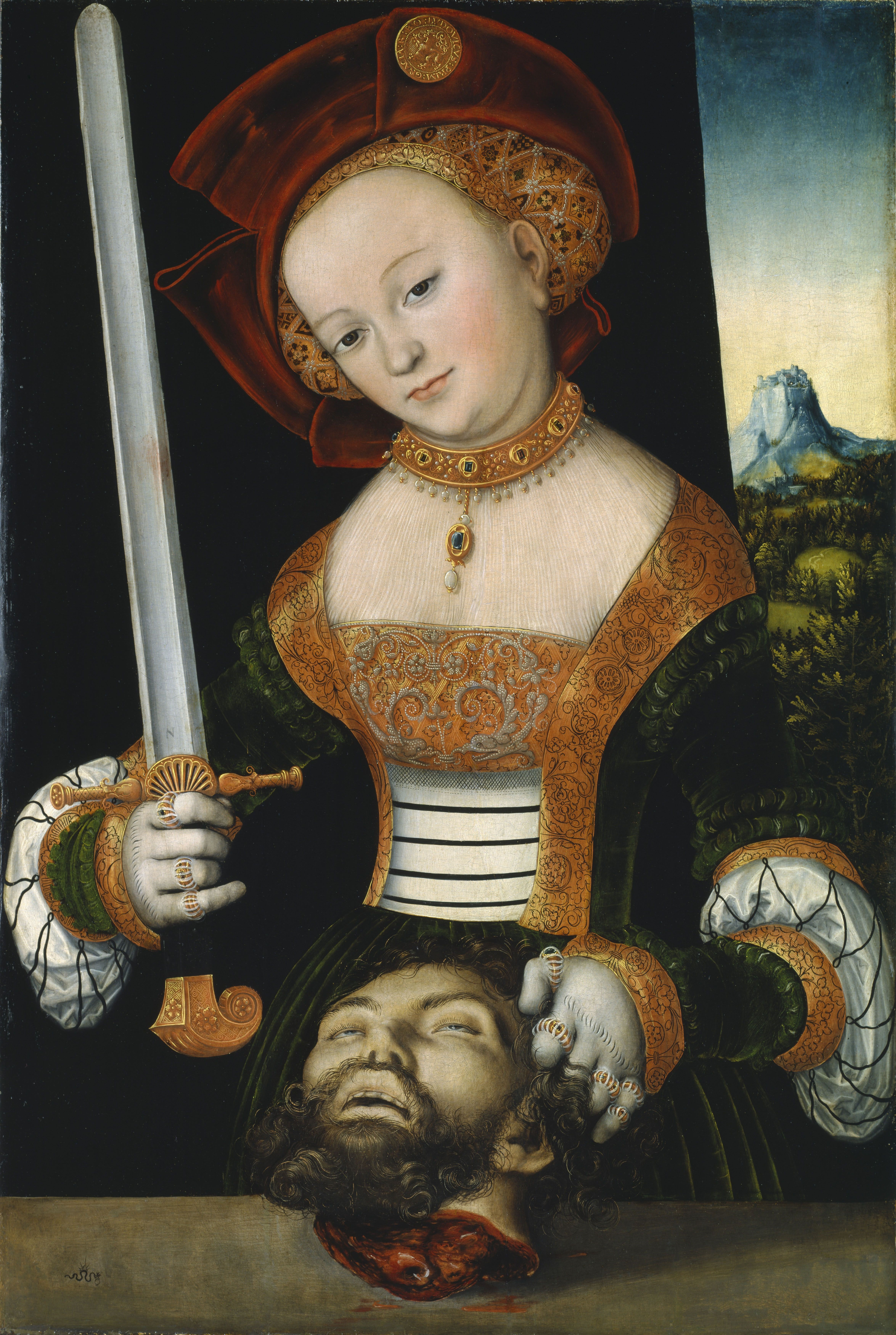
Judith 1526, Cassel
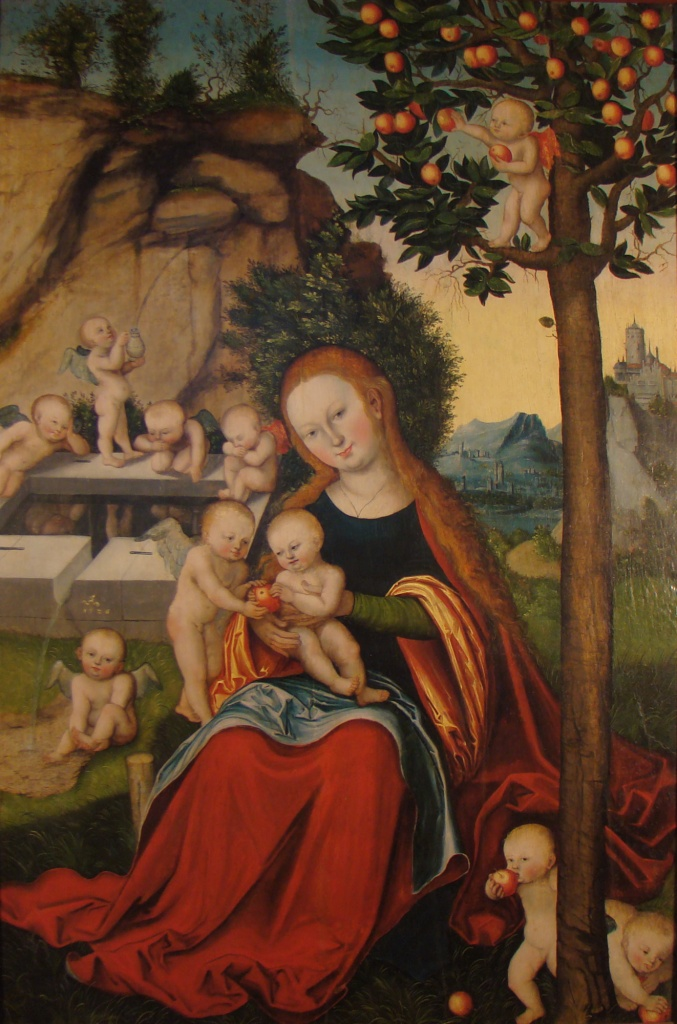
Madone au pommier 1526, Rostock
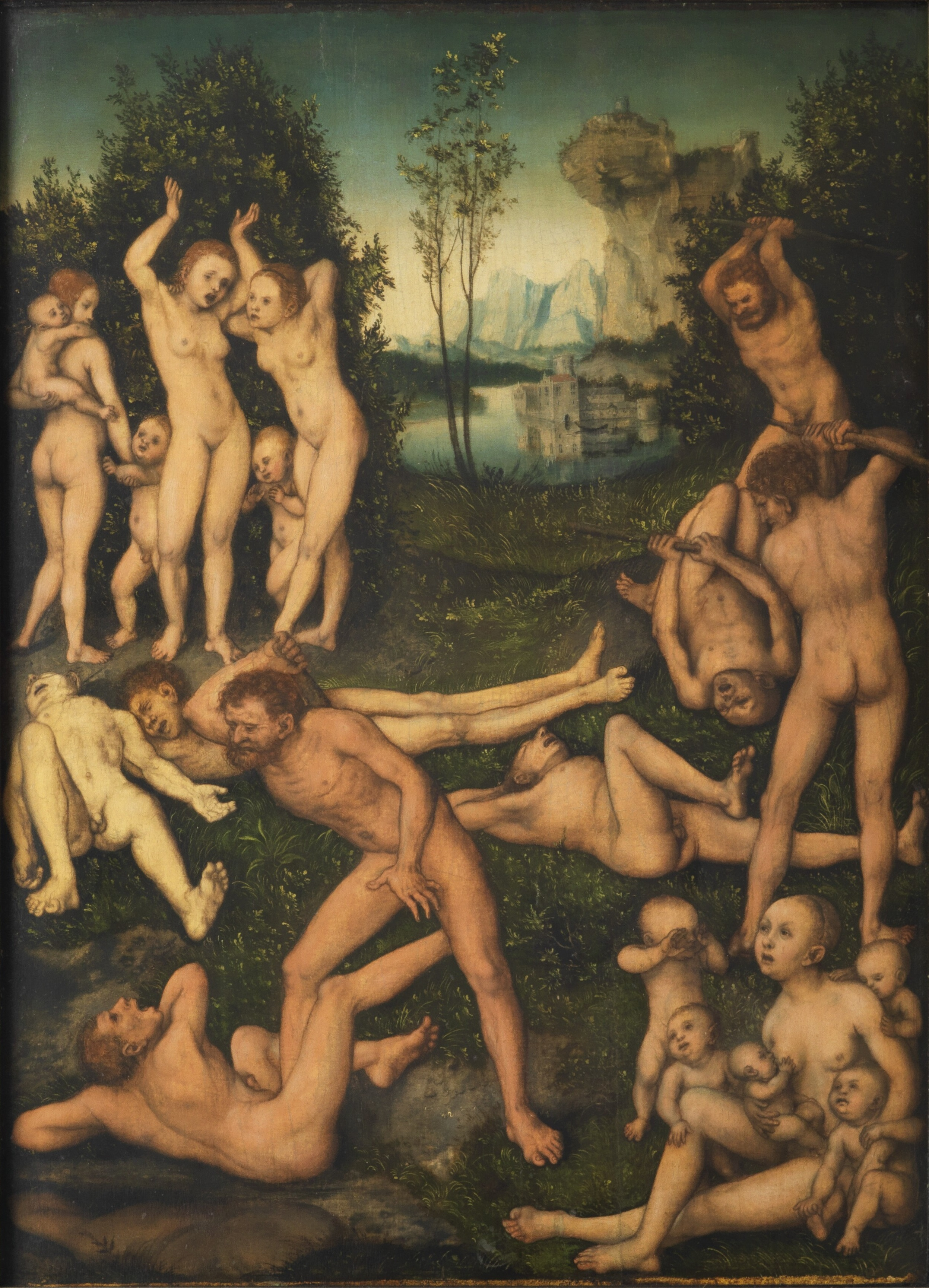
L'Âge d'argent 1527, Weimar
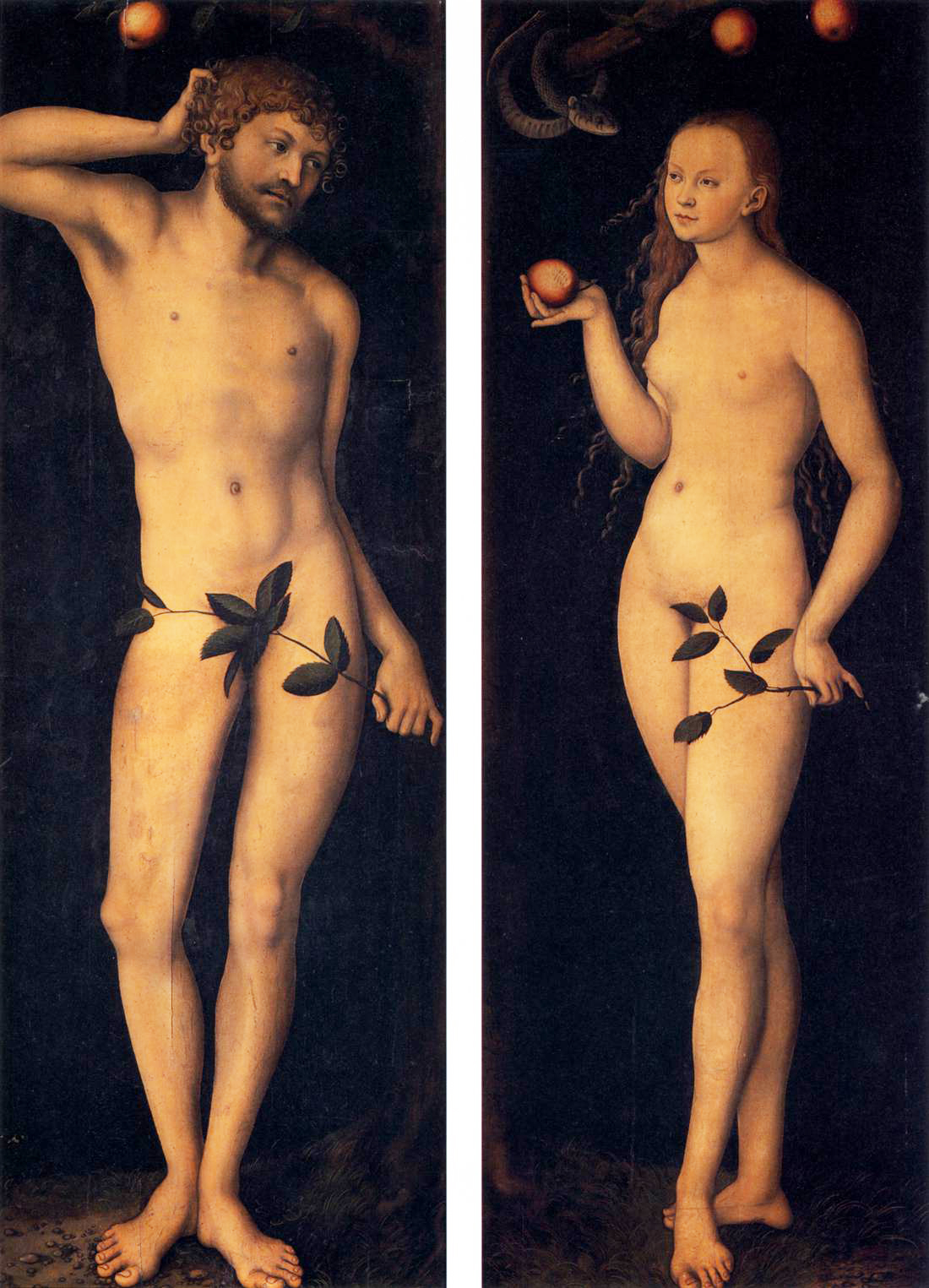
Adam et Eve 1528, Offices
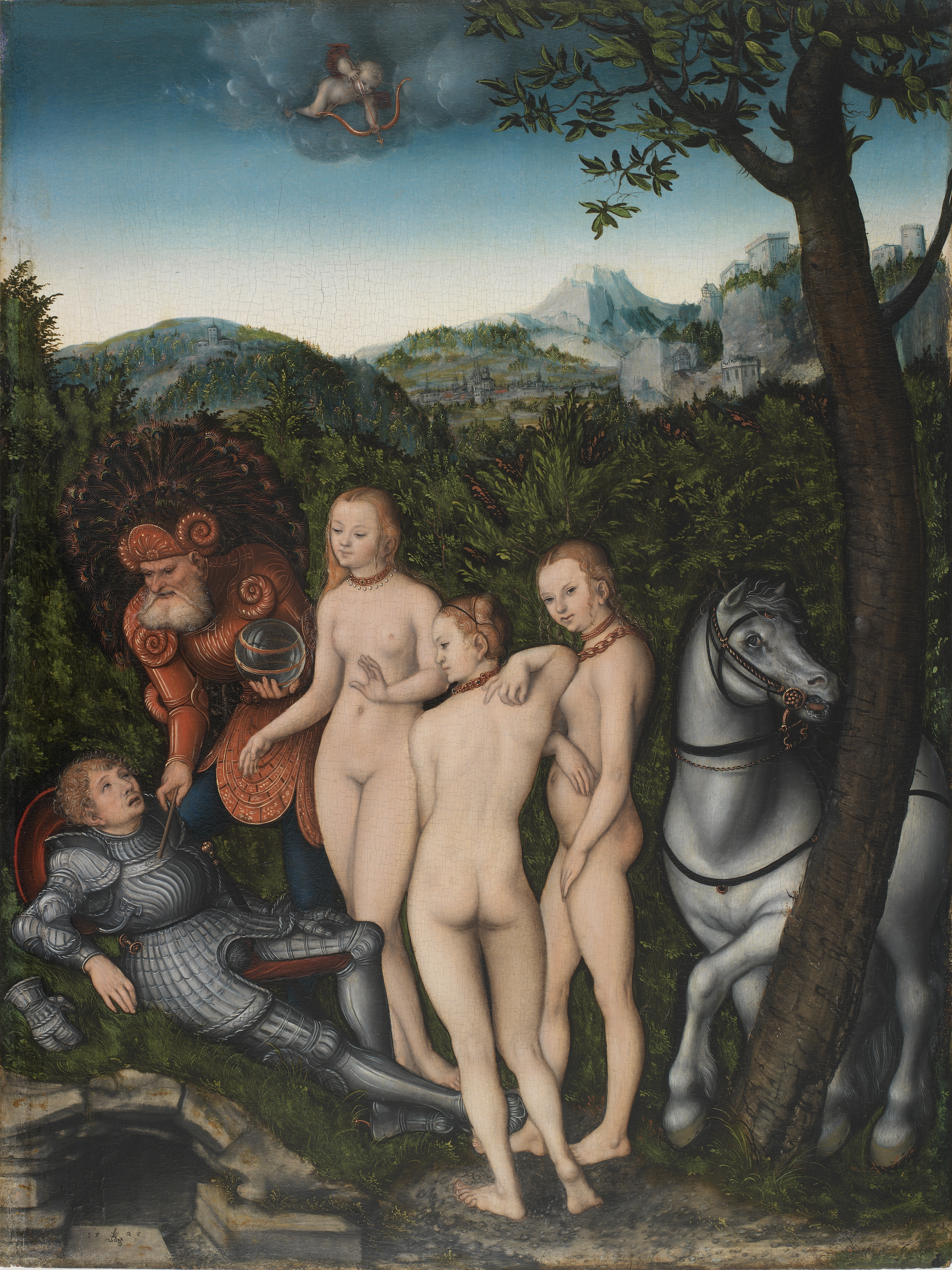
Jugement de Pâris 1527, Copenhague
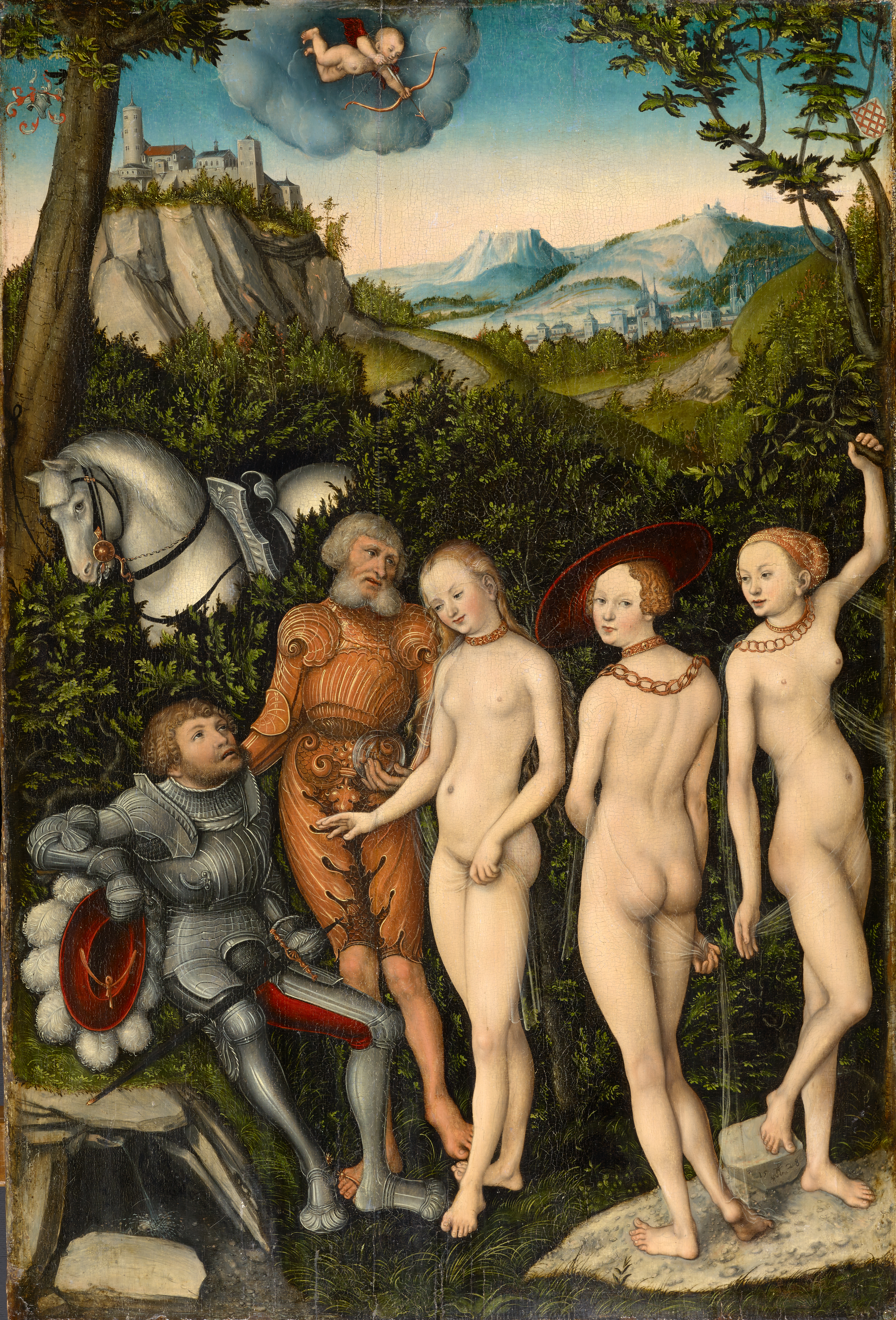
Jugement de Pâris 1528, Bâle
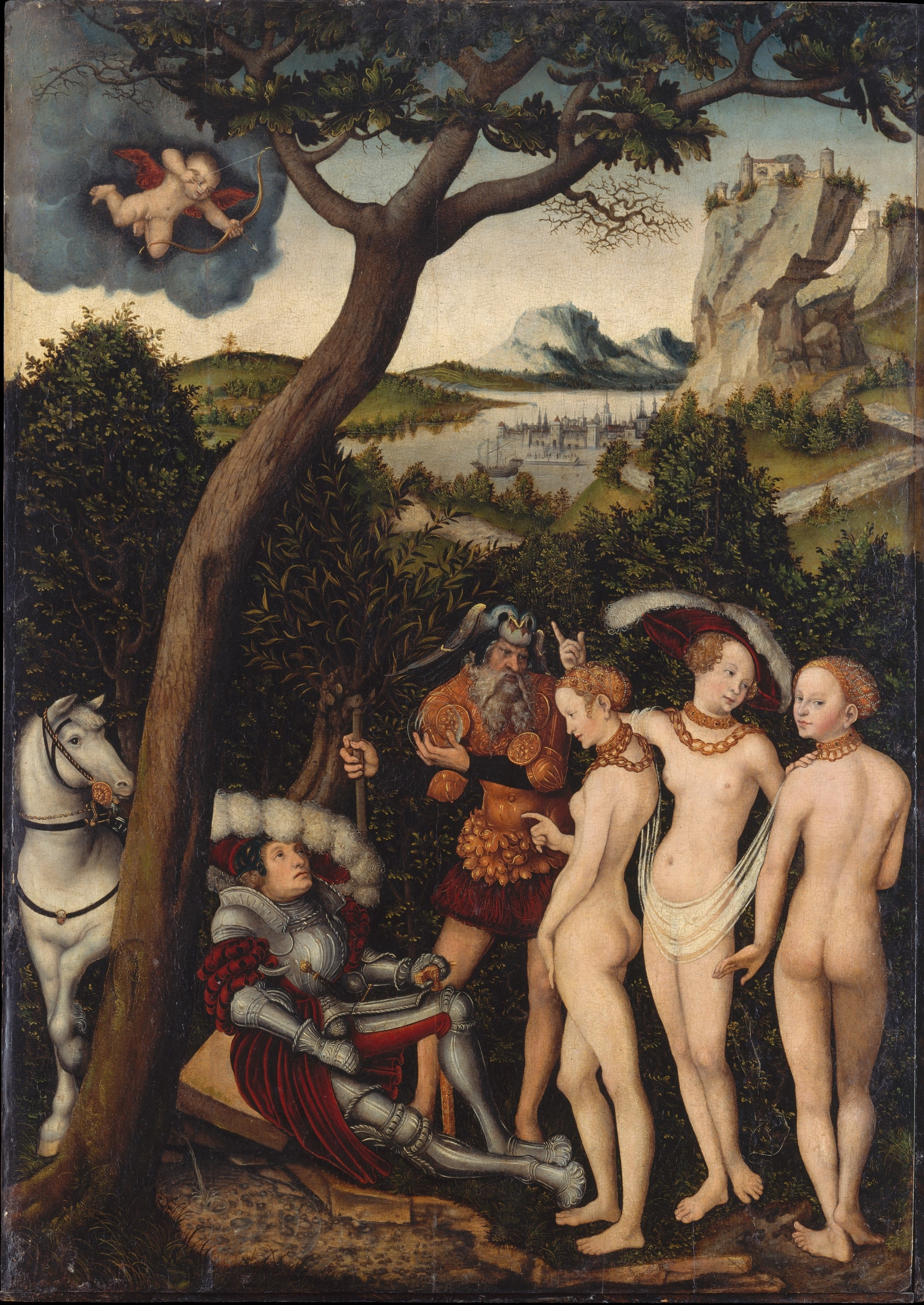
Jugement de Pâris 1528, New York

- 1529 :
  - Lucrèce, huile sur bois, 83,9 × 55,7 cm, Galerie d'art Saint-Honoré, Paris.
  - Vénus debout dans un paysage, bois, 38 × 25 cm, musée du Louvre, Paris[54]
  - Portrait du docteur Scheyring, aux musées royaux des beaux-arts de Belgique, à Bruxelles.
  - Portrait double de Martin Luther et son épouse Katharina Bora, tempera sur hêtre, 36 × 23 cm chaque, musée régional de la Hesse, Darmstadt[55]
  - Katharina von Bora, huile sur bois, Deutsches Historisches Museum, Berlin[56]
  - Vierge à l'Enfant adorée par saint Jean, huile sur panneau, 51 × 35 cm, musée des beaux-arts Pouchkine, Moscou
  - Chasse au cerf de l'électeur Frédéric le Sage, panneau de tilleul, 80 × 114 cm, musée d'histoire de l'art, Vienne
  - La Chasse au cerf de l'électeur Frédéric le Sage, huile sur panneau, 56 × 80 cm, Statens Museum for Kunst, Copenhague
  - Allégorie de la Loi et de la Grâce, peinture sur hêtre, 73 × 60 cm chaque, Germanisches Nationalmuseum, Nuremberg
  - Allégorie de la Loi et de la Grâce, peinture sur tilleul, 72 × 88 cm, Galerie nationale à Prague
  - Allégorie de la Loi et de la Grâce, tempera sur tilleul, 82 × 118 cm, musée du château de Friedenstein, Gotha
  - Allégorie de la Mélancolie, panneau, 113 × 72 cm, Galerie nationale d'Écosse
  - Portrait de Joachim I. Nestor, électeur de Brandenburg, huile sur hêtre, 64 × 42 cm, Staatsgalerie Aschaffenbourg
  - Portrait de Magdalena de Saxe, épouse de Joaquim II de Brandenburg, huile sur panneau, 60 × 42 cm, Art Institute of Chicago

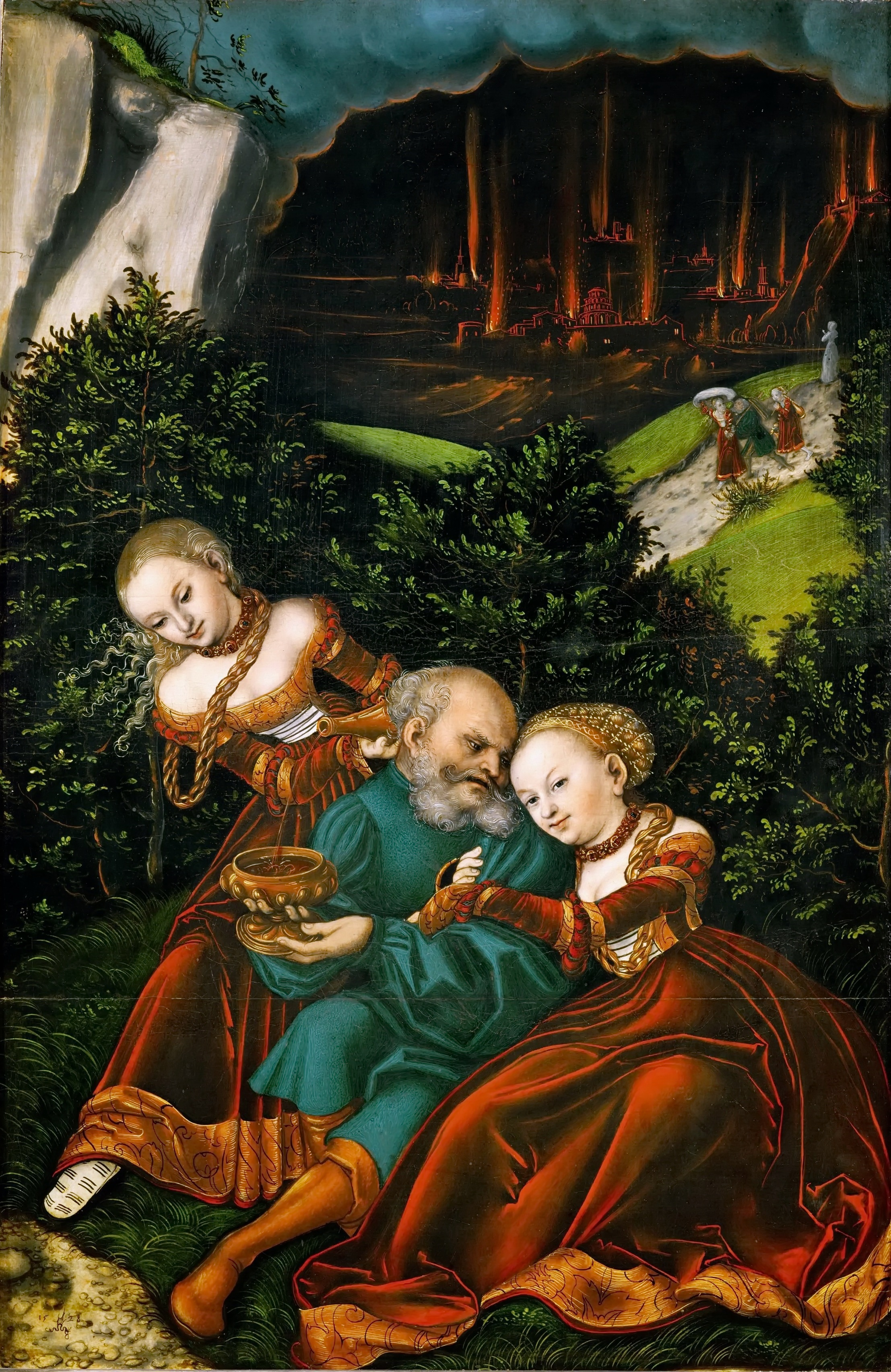
Loth et ses filles 1528, Vienne
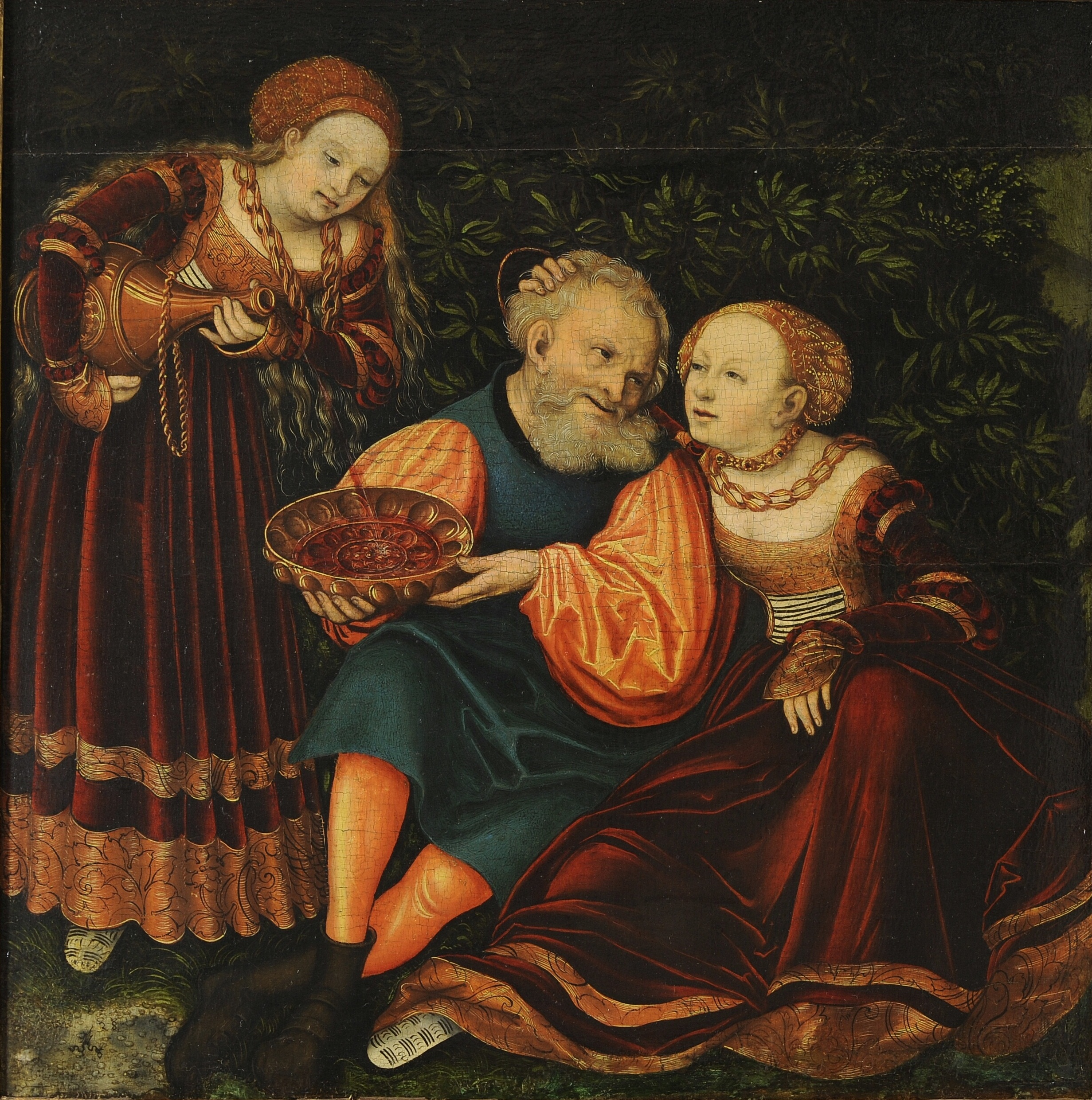
Loth et ses filles 1528, Cobourg
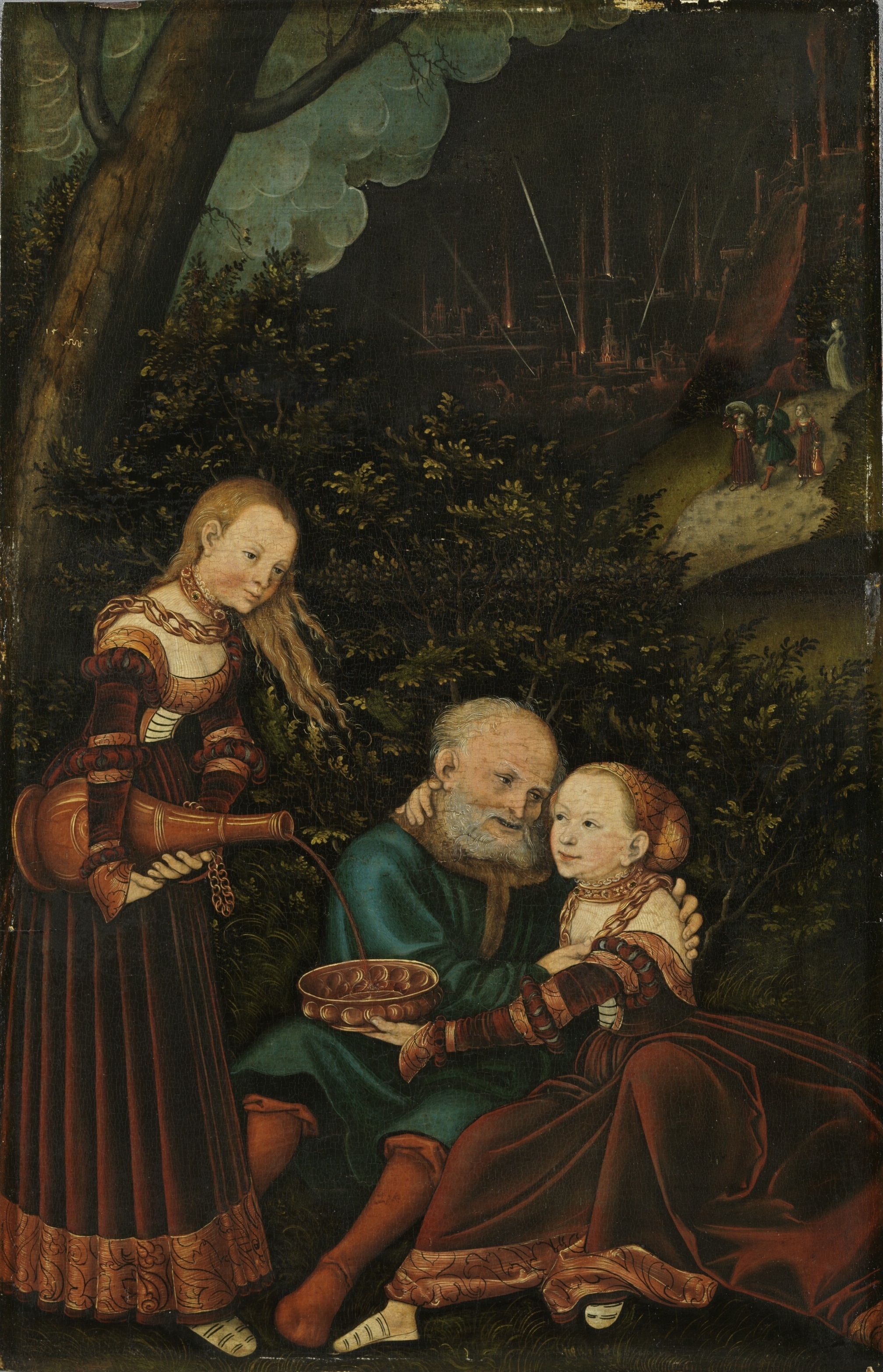
Loth et ses filles 1529, Aschaffenbourg
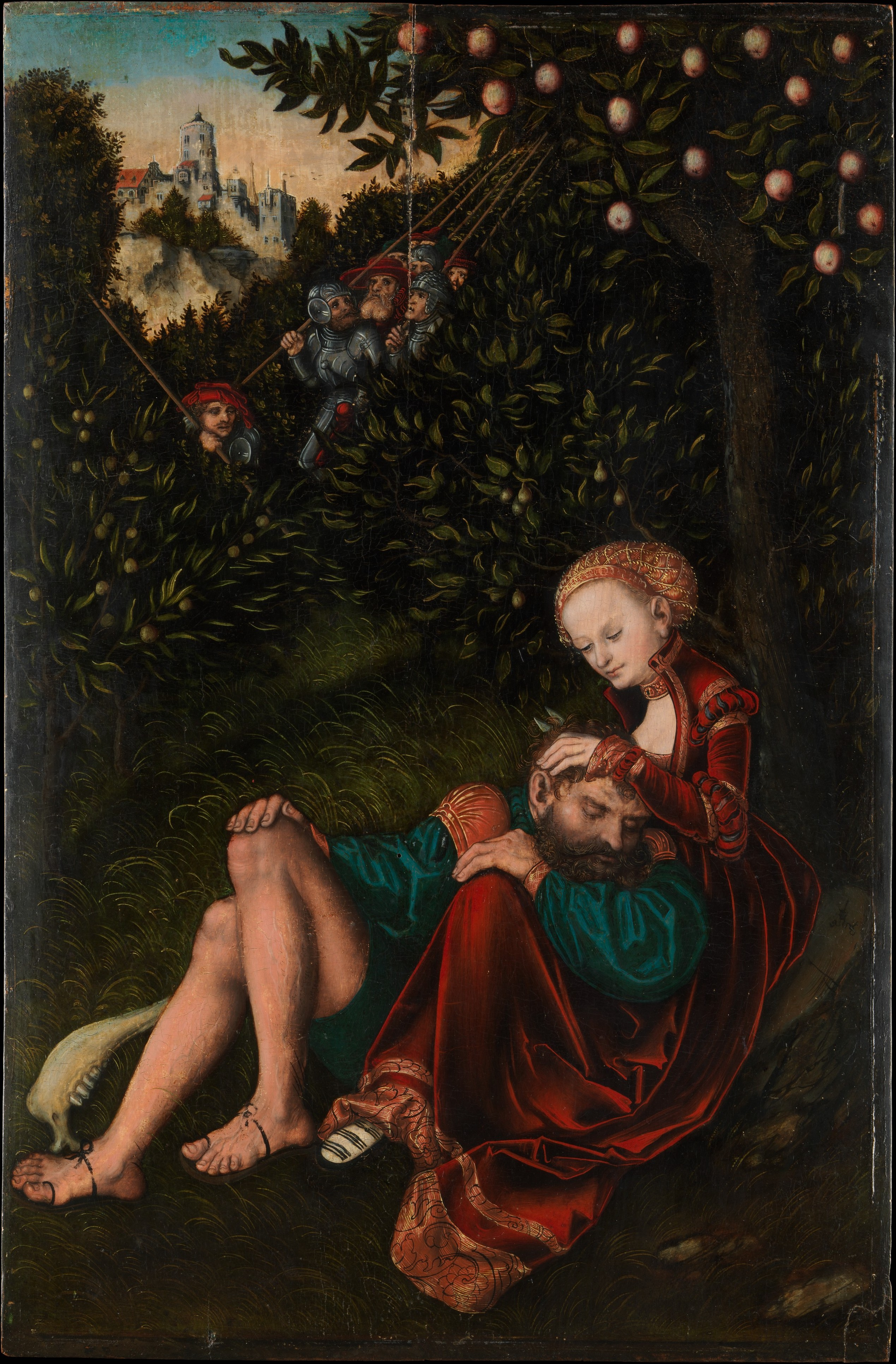
Samson et Dalila 1528, New York
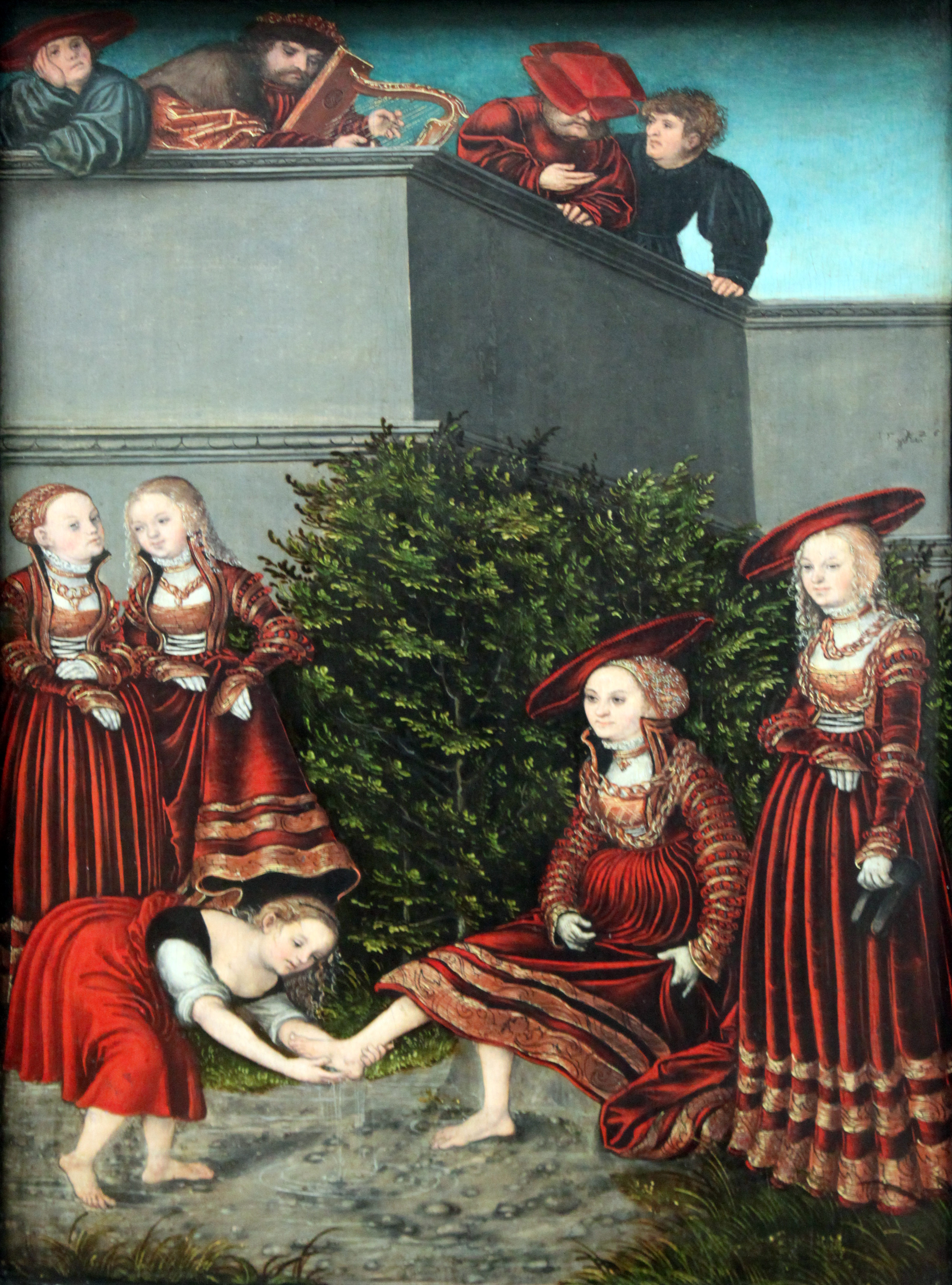
David et Bethsabée 1528, Berlin
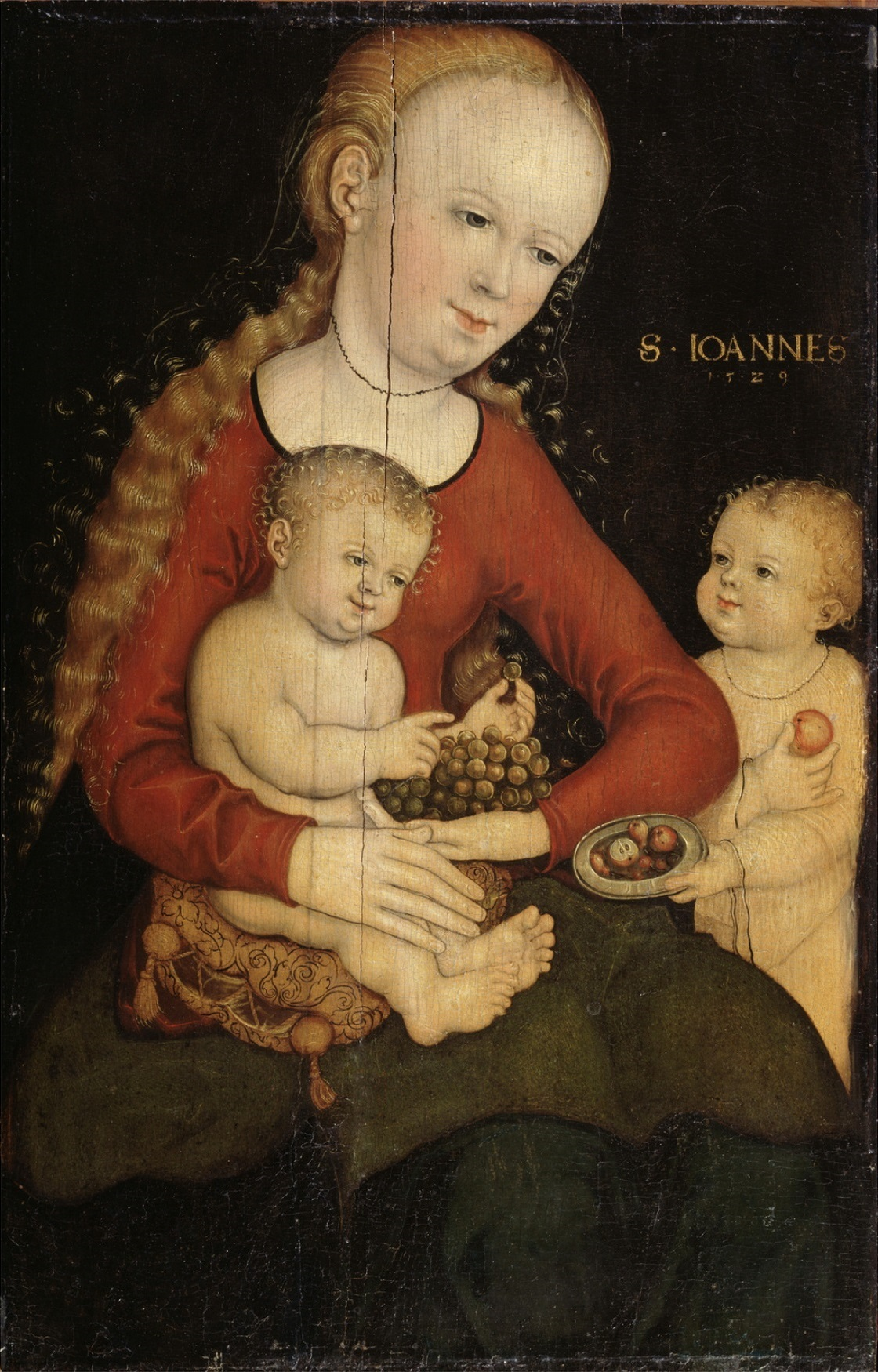
Madone adorée par saint Jean 1529, Moscou
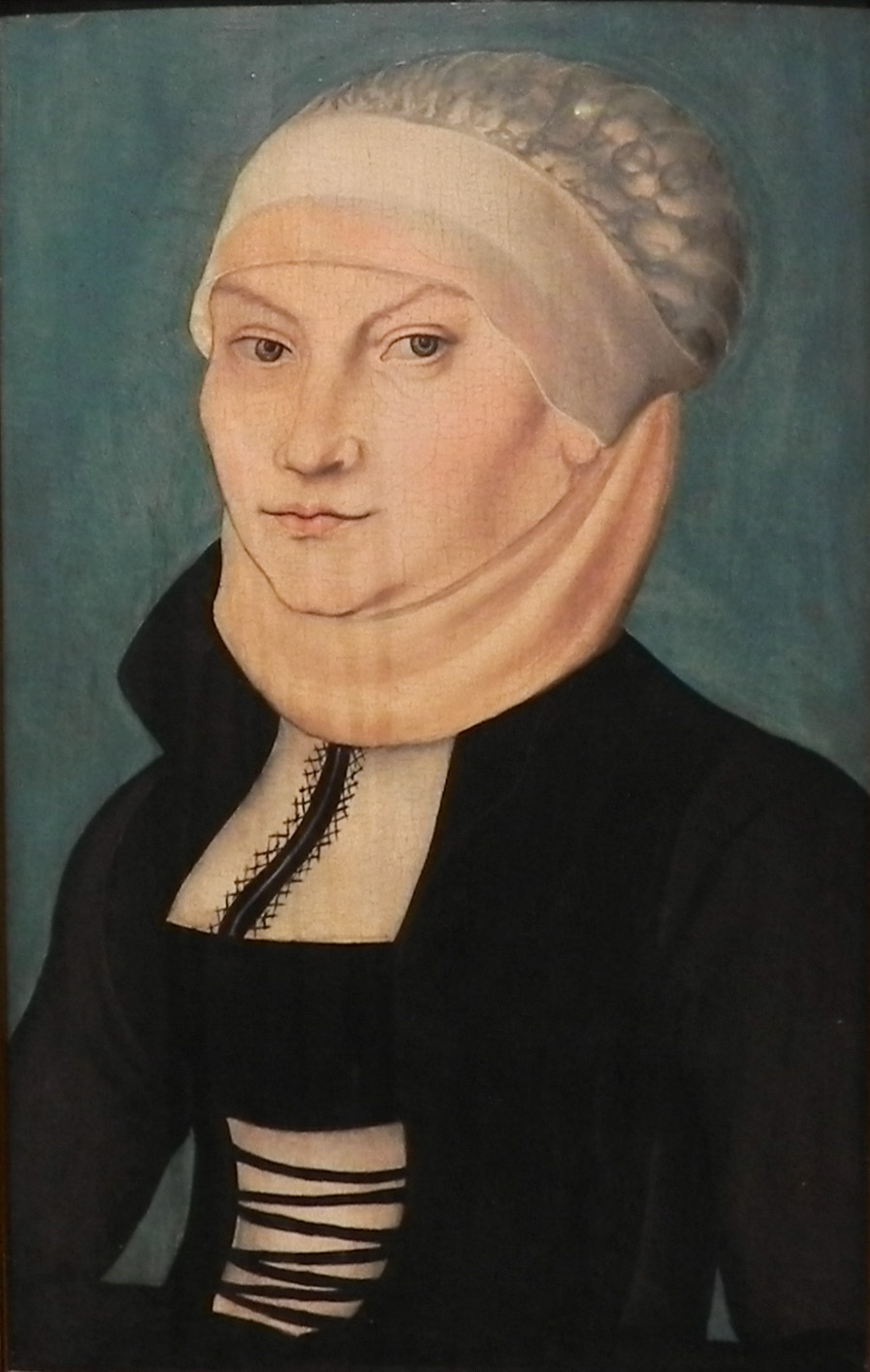
Katharina von Bora 1528, Hanovre

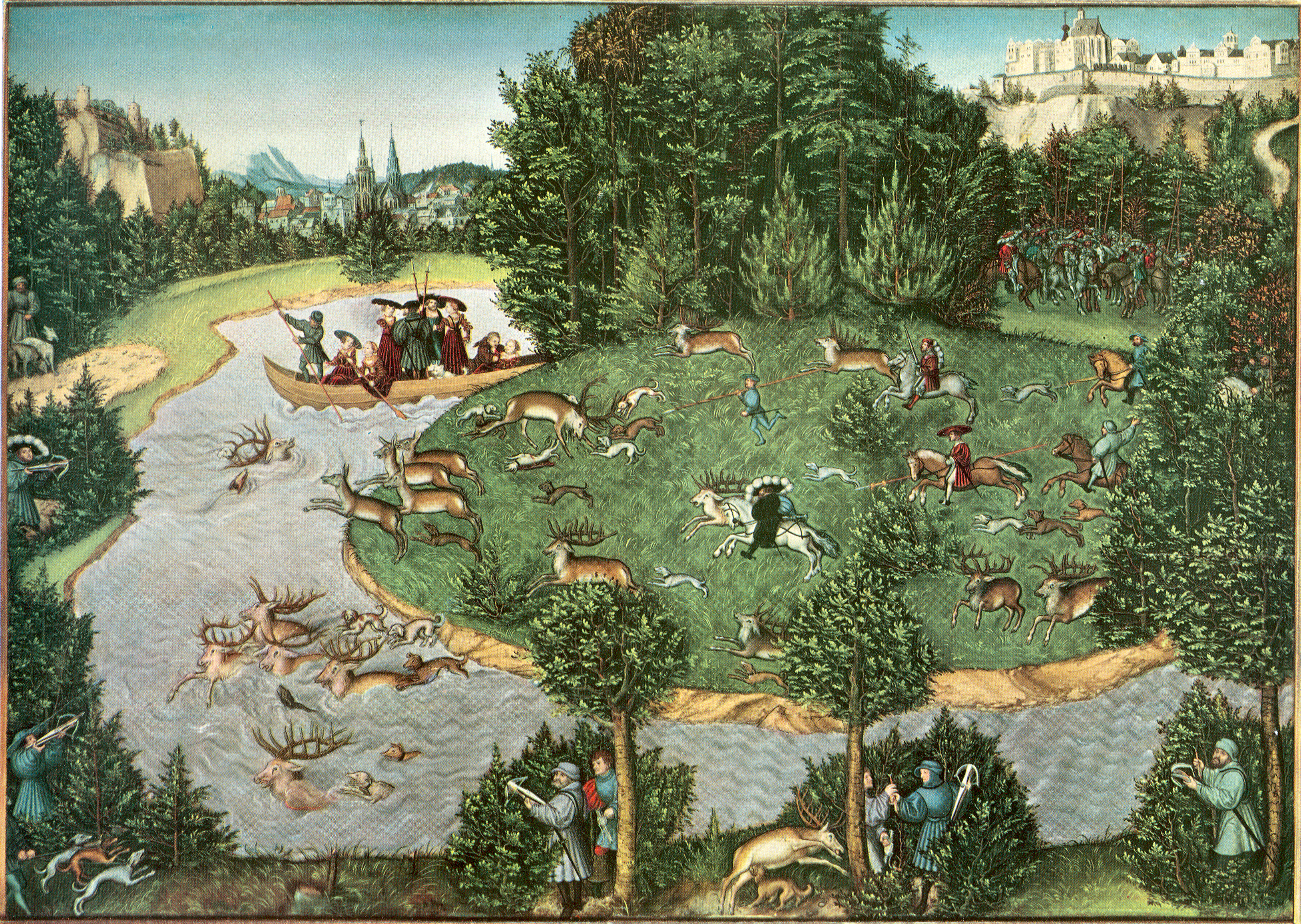
Chasse au cerf de l'électeur Frédéric le Sage 1529, Vienne
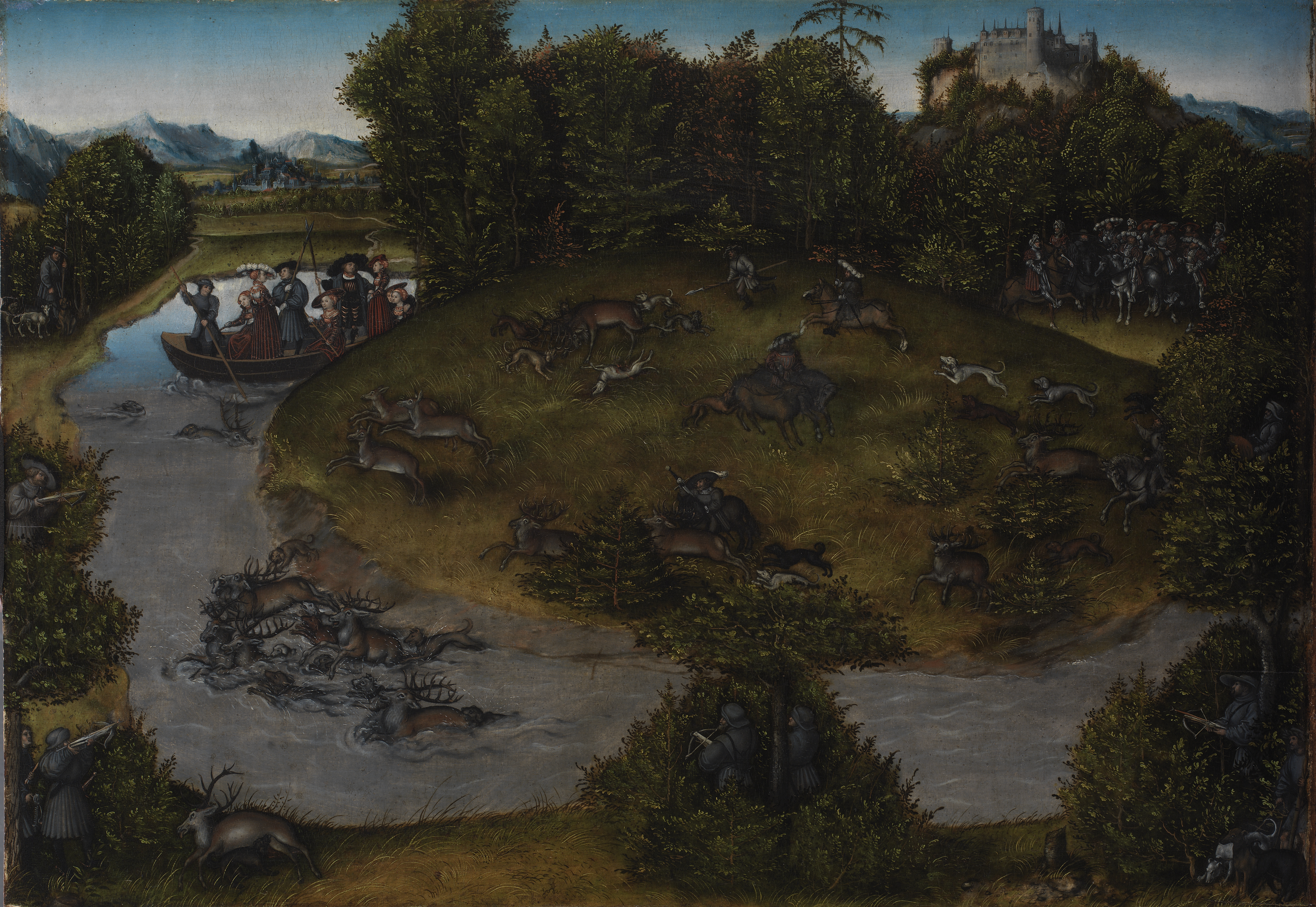
Chasse au cerf 1529, Copenhague
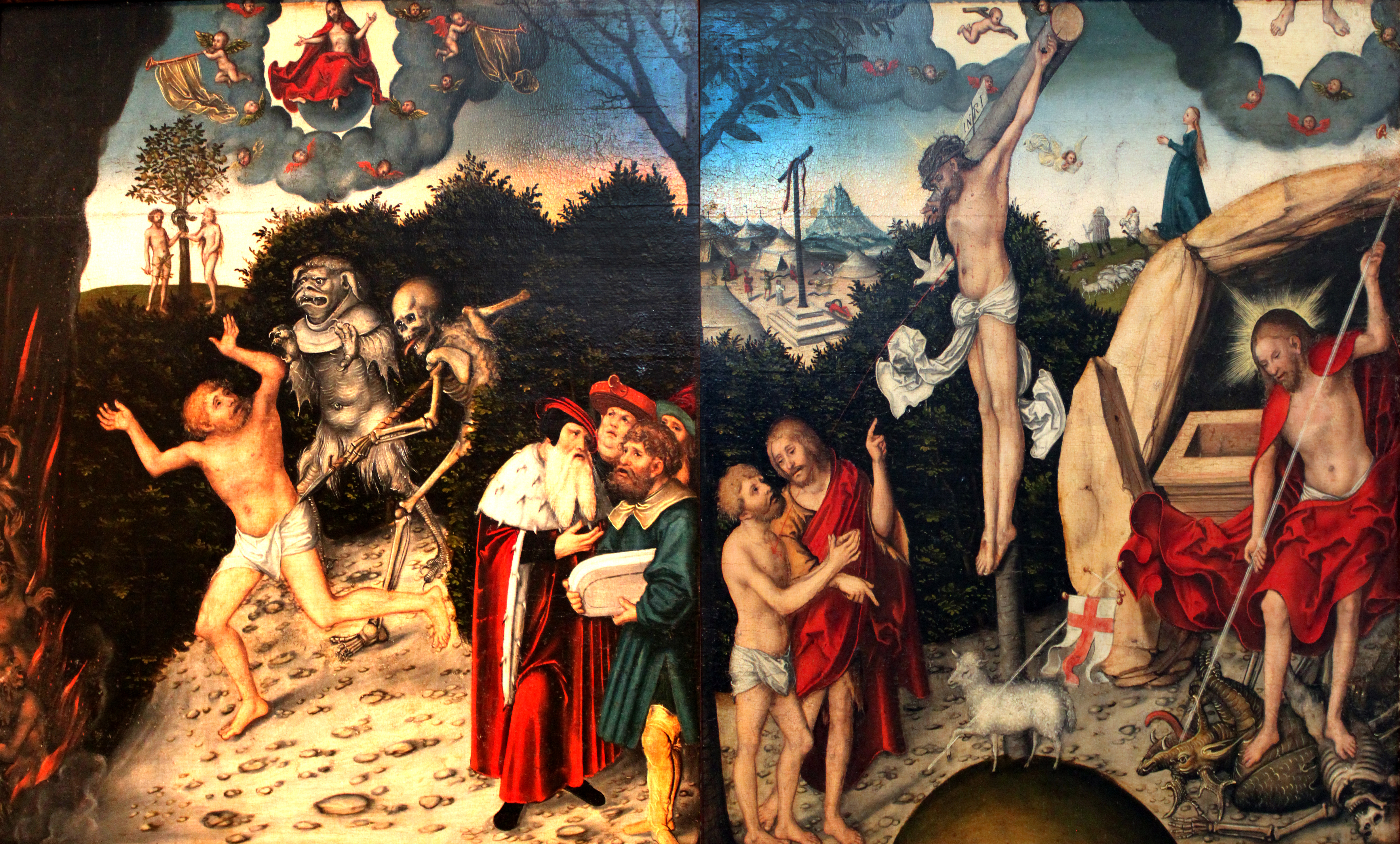
La Loi et la Grâce 1529, Nuremberg
La Loi et la Grâce 1529, Prague
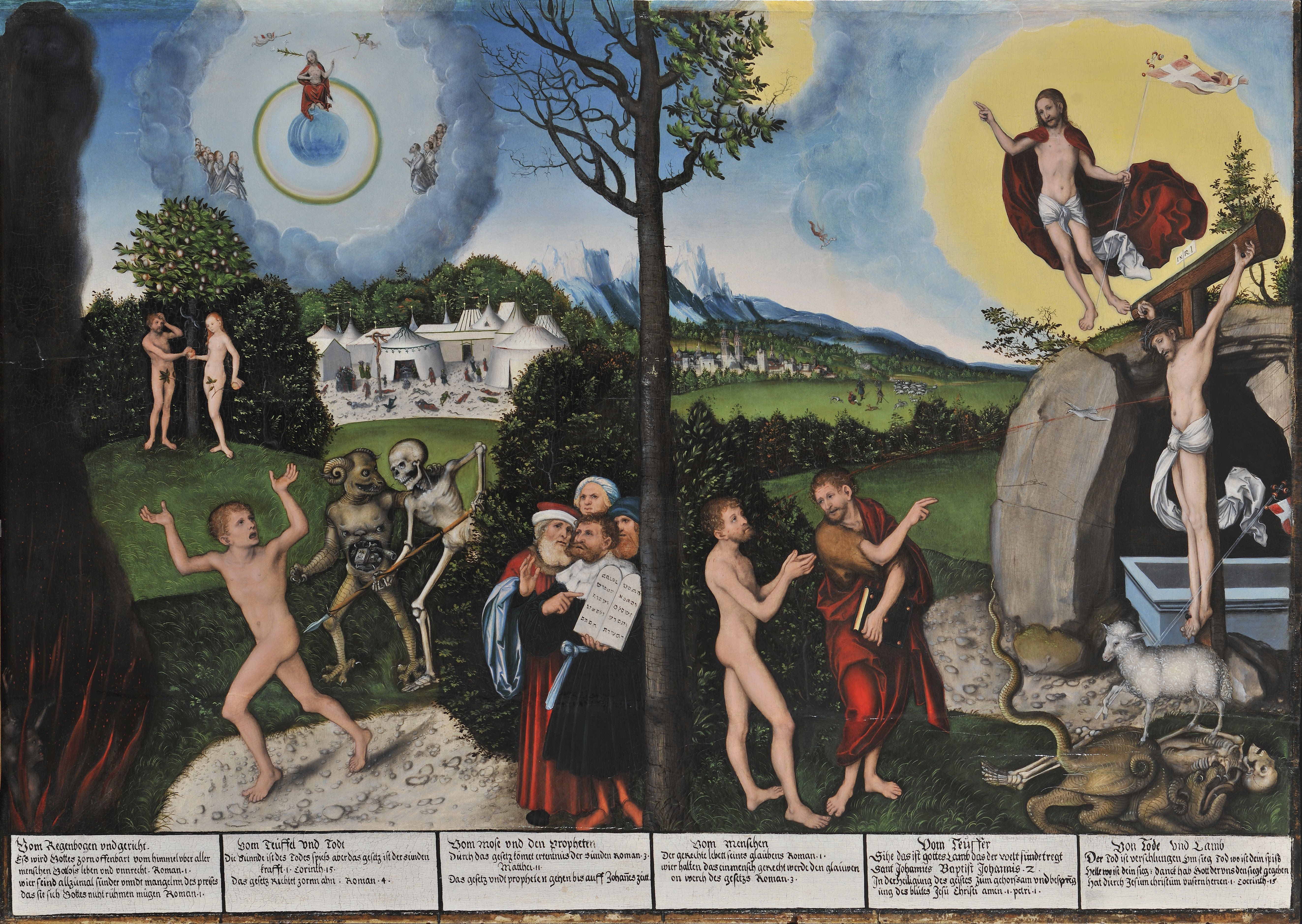
La Loi et la Grâce 1529, Gotha

- 1530 environ :
  - Un couple mal assorti, huile sur panneau, 77 × 57 cm, Bayerisches Nationalmuseum, Munich
  - Courtisane et Vieillard, huile sur panneau, transposé sur toile, 79 × 57 cm, musée des Beaux-Arts et d'Archéologie de Besançon
  - Un Couple mal assorti, huile sur hêtre, 39 × 26 cm, Museum Kunstpalast, Düsseldorf[57]
  - Un Couple mal assorti, peinture sur tilleul, 87 × 58 cm, Germanisches Nationalmuseum, Nuremberg
  - Le Vieux Fou, peinture sur hêtre, 25 × 38 cm, Galerie nationale à Prague

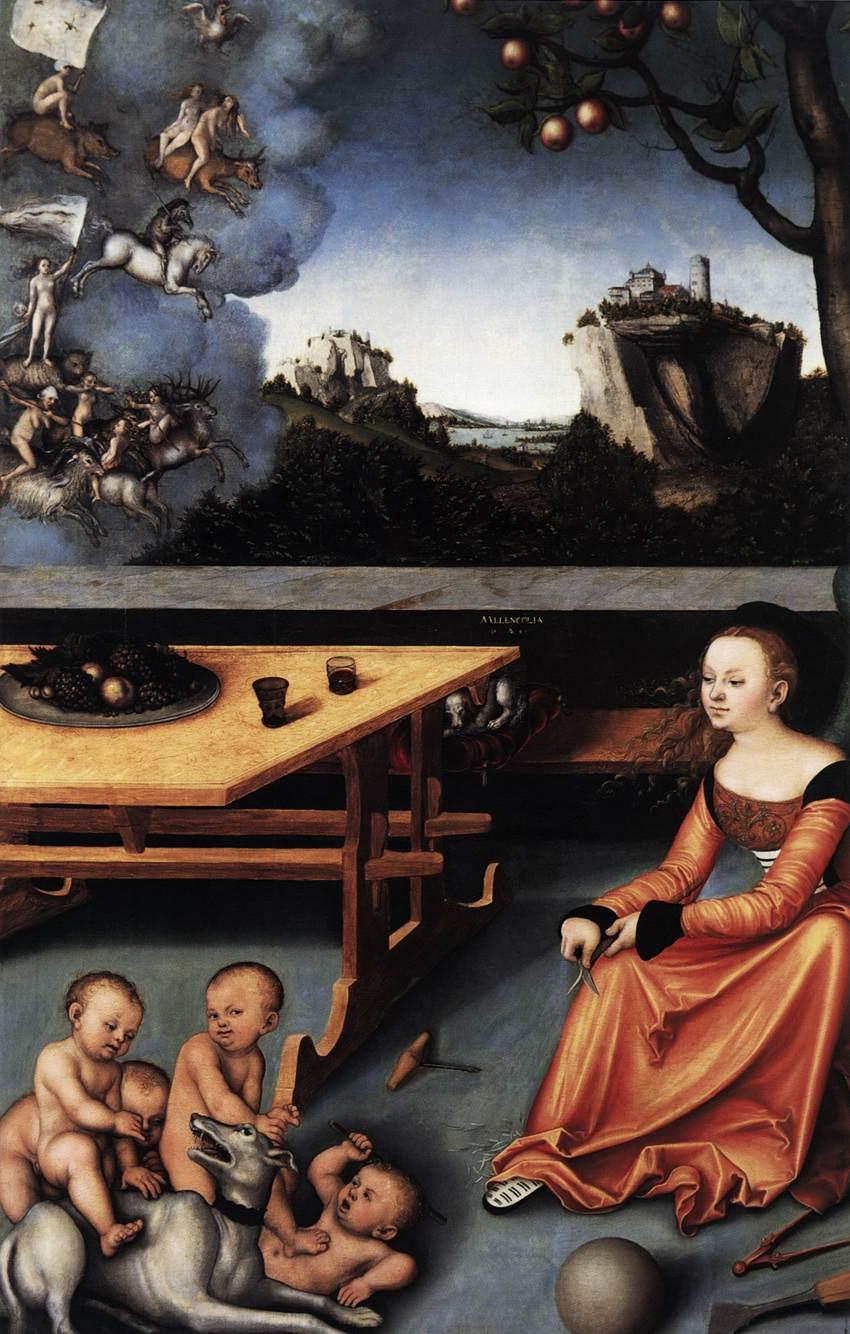
Mélancolie 1529, Édimbourg
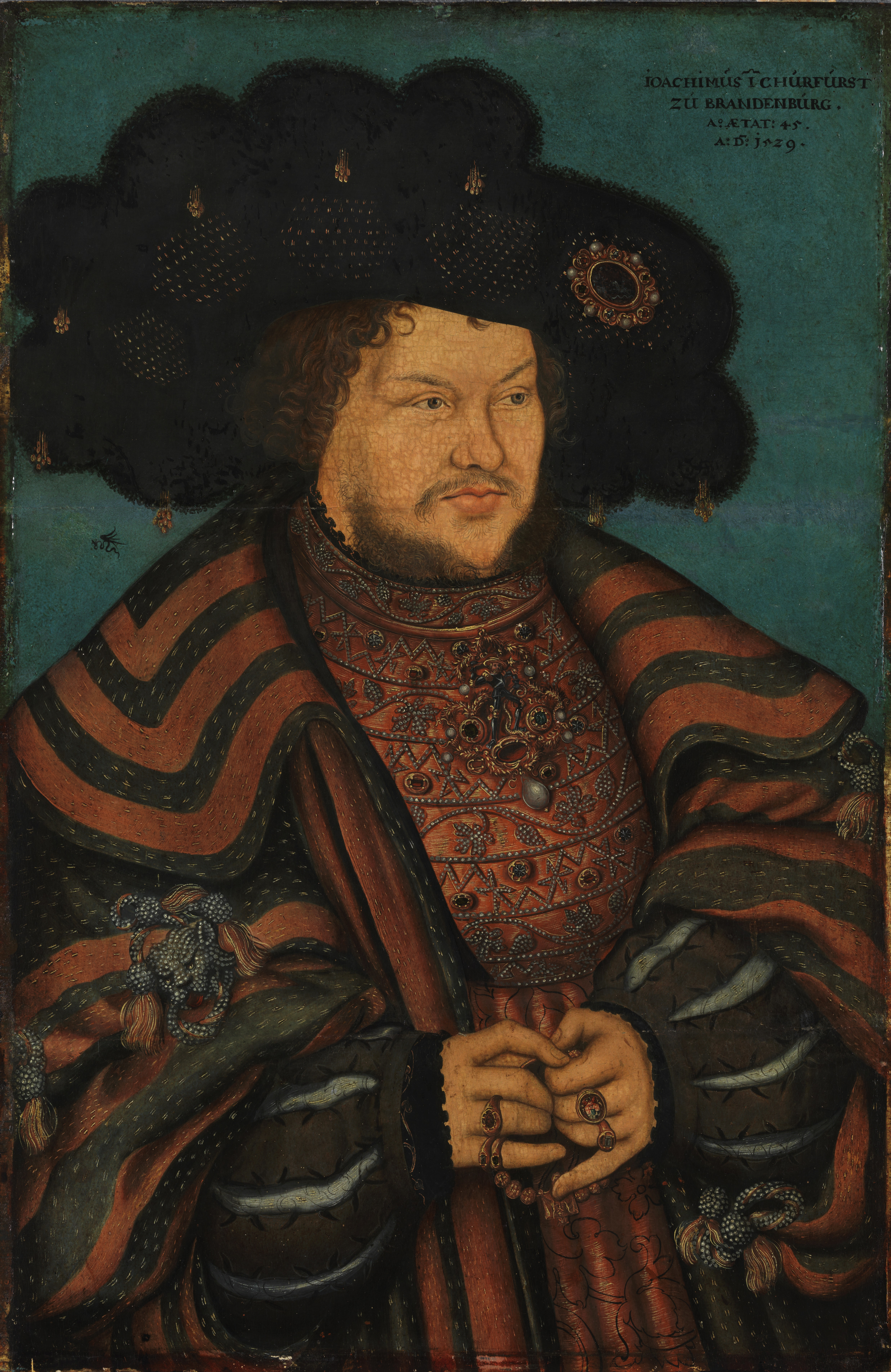
Électeur de Brandenbourg 1529, Aschaffenbourg
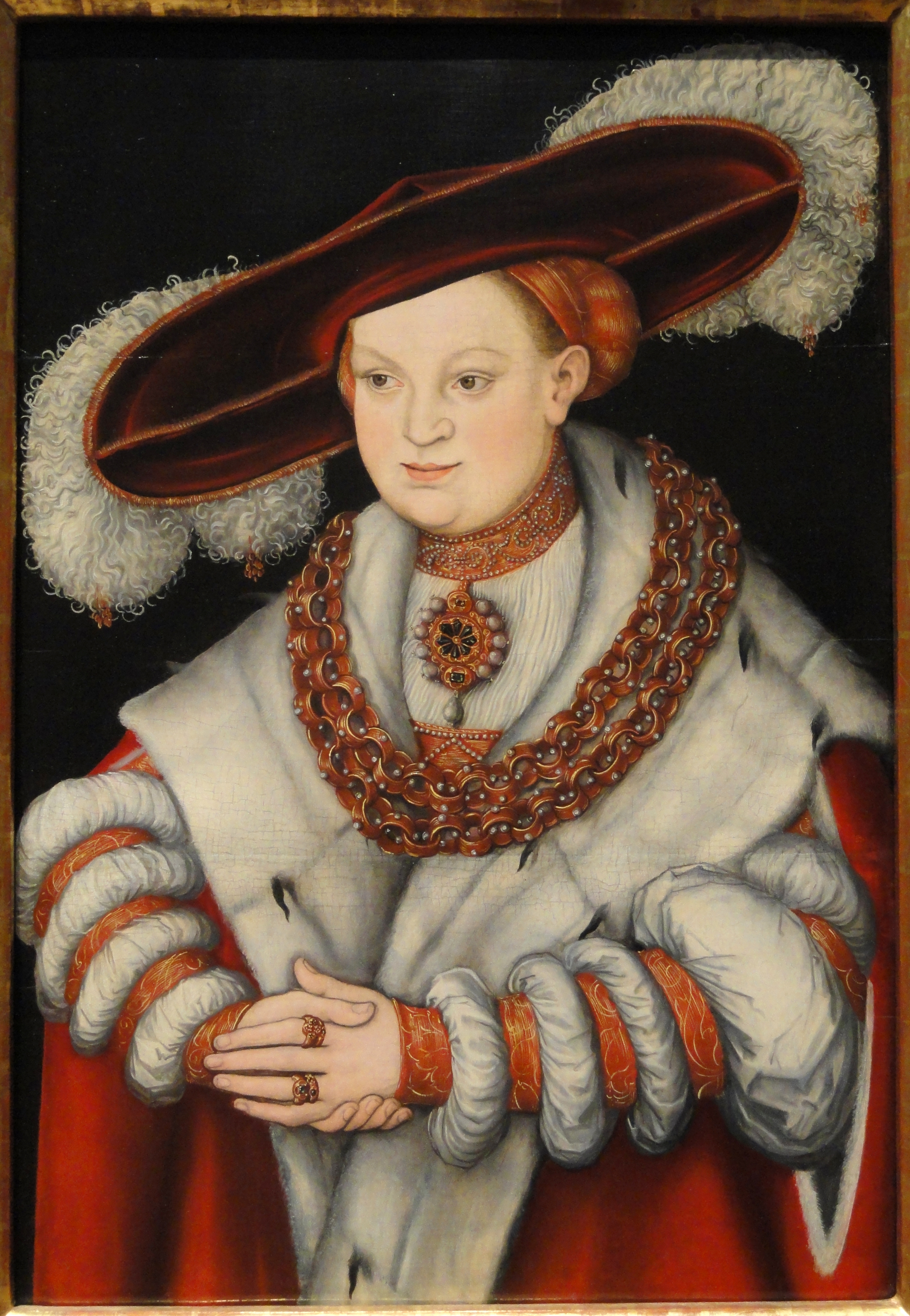
Madeleine de Saxe 1529, Chicago
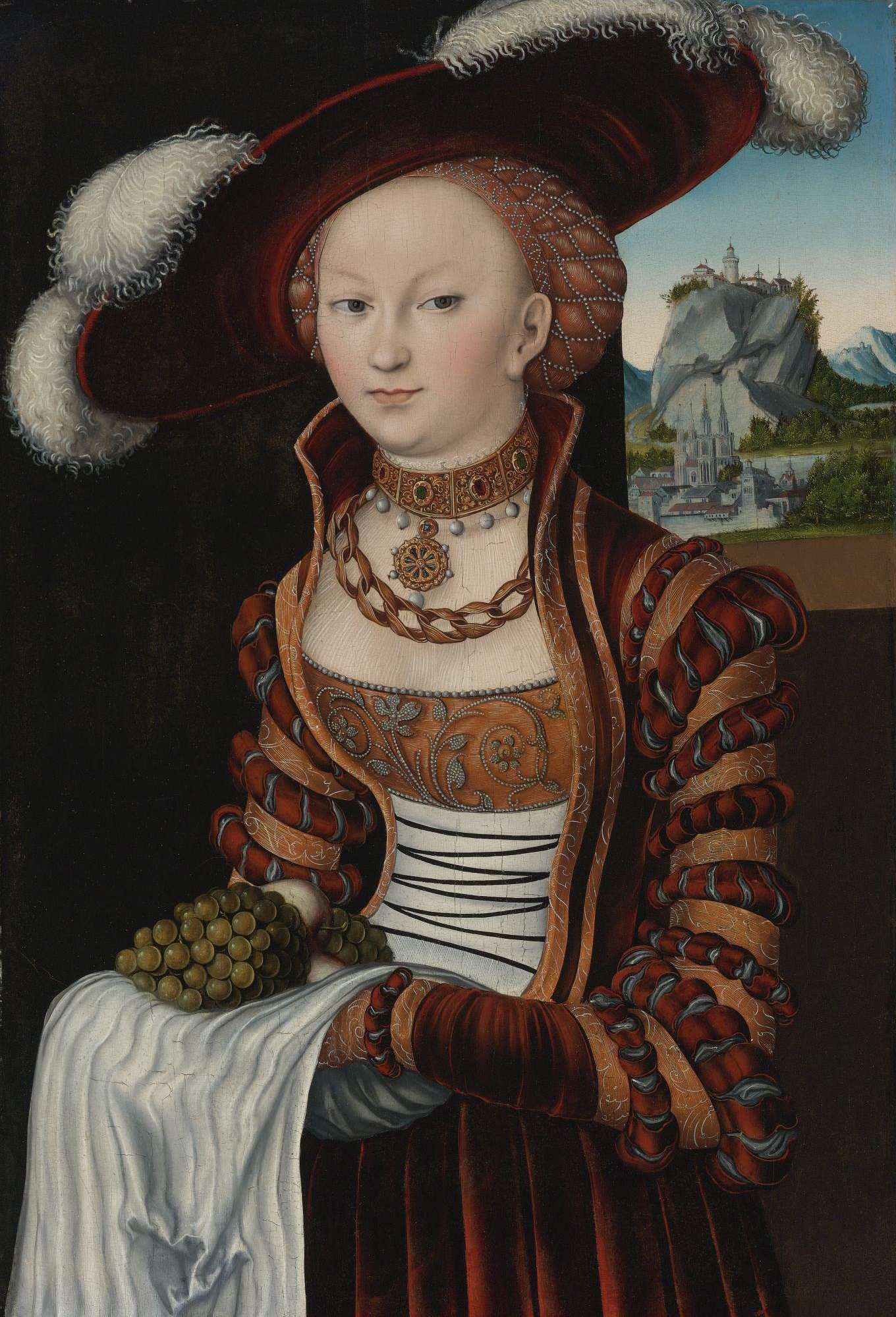
Jeune femme au raisins 1528, Collection particulière
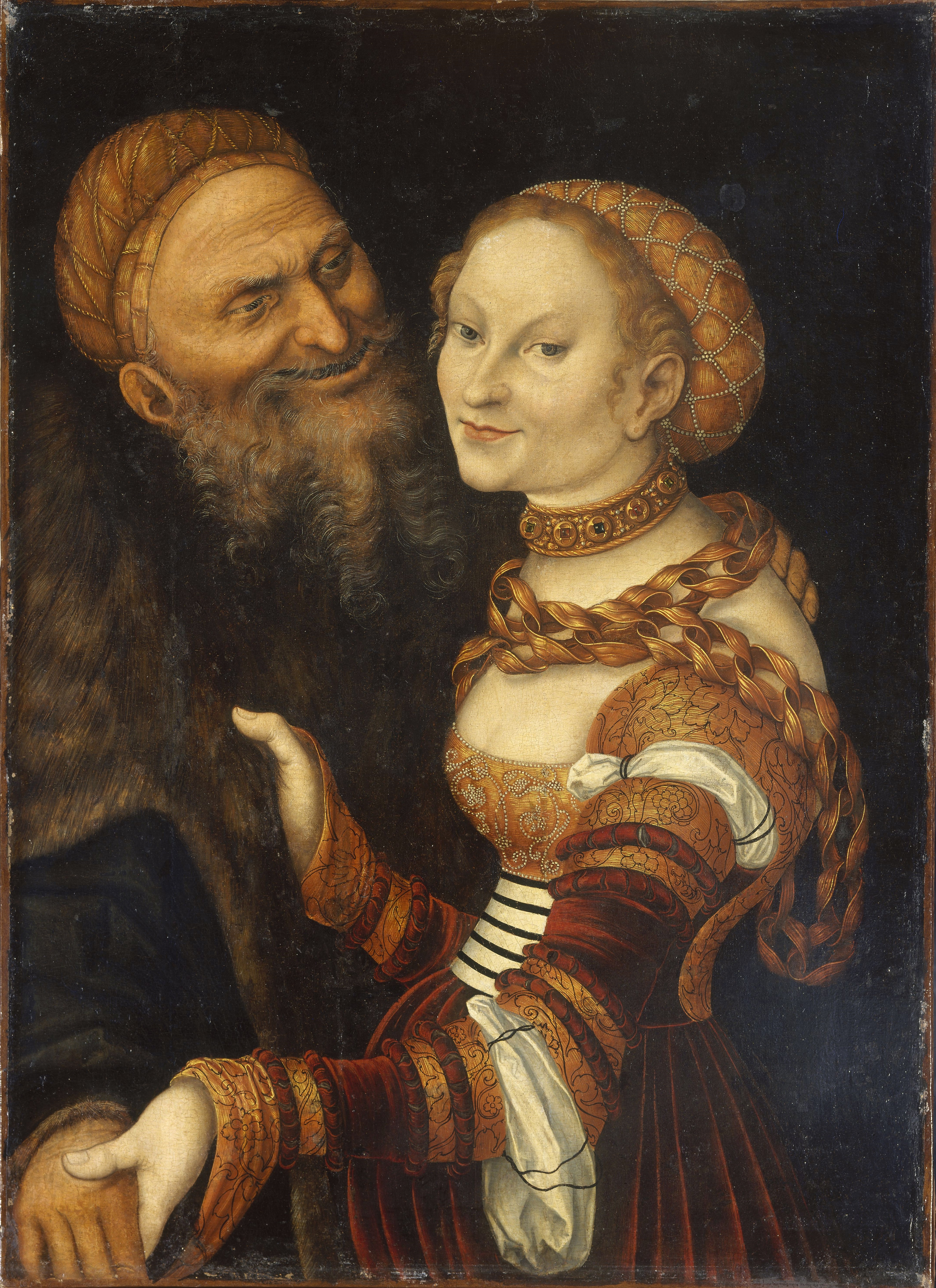
Courtisane et Vieillard 1530, Besançon
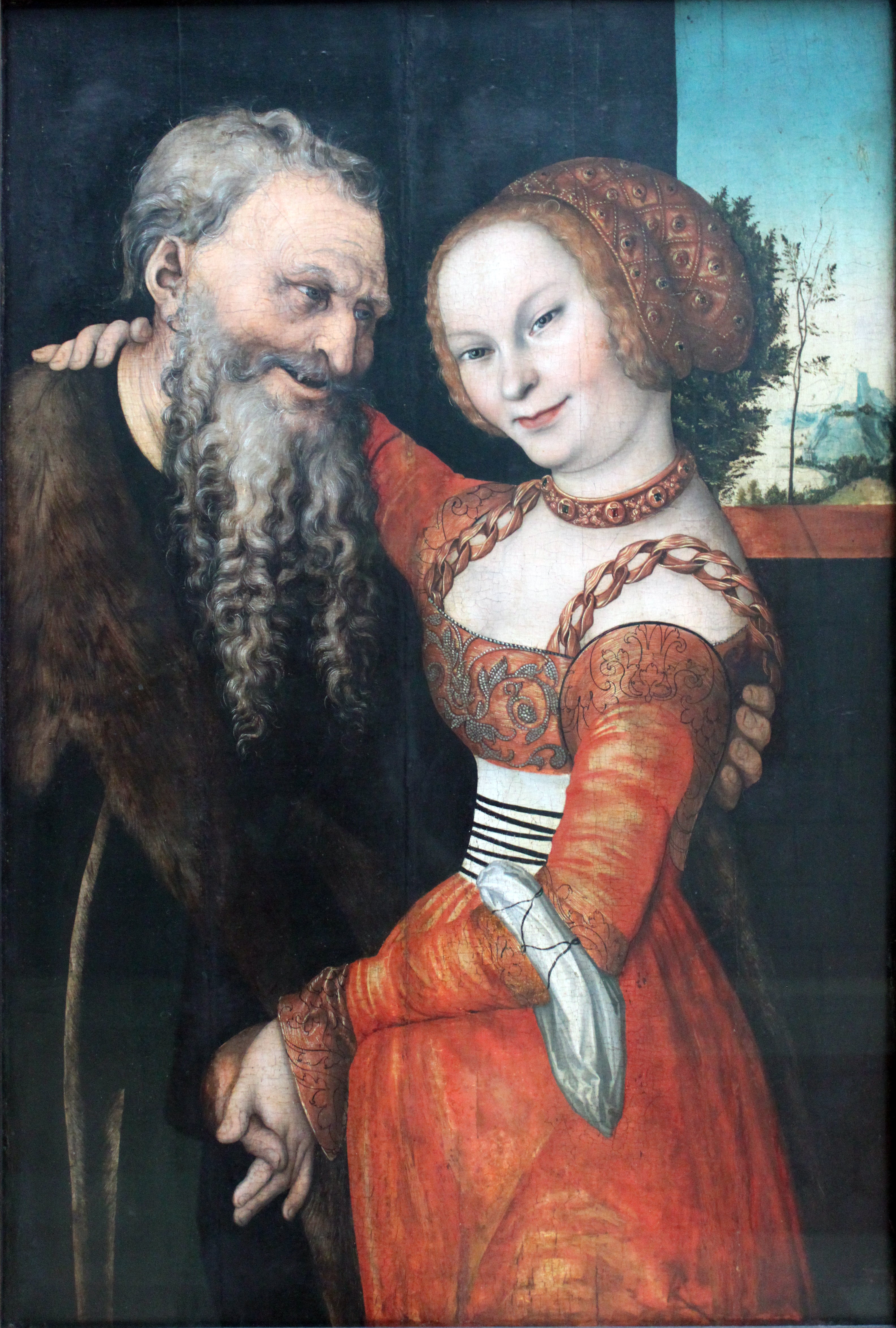
Couple mal assorti 1530, Nuremberg
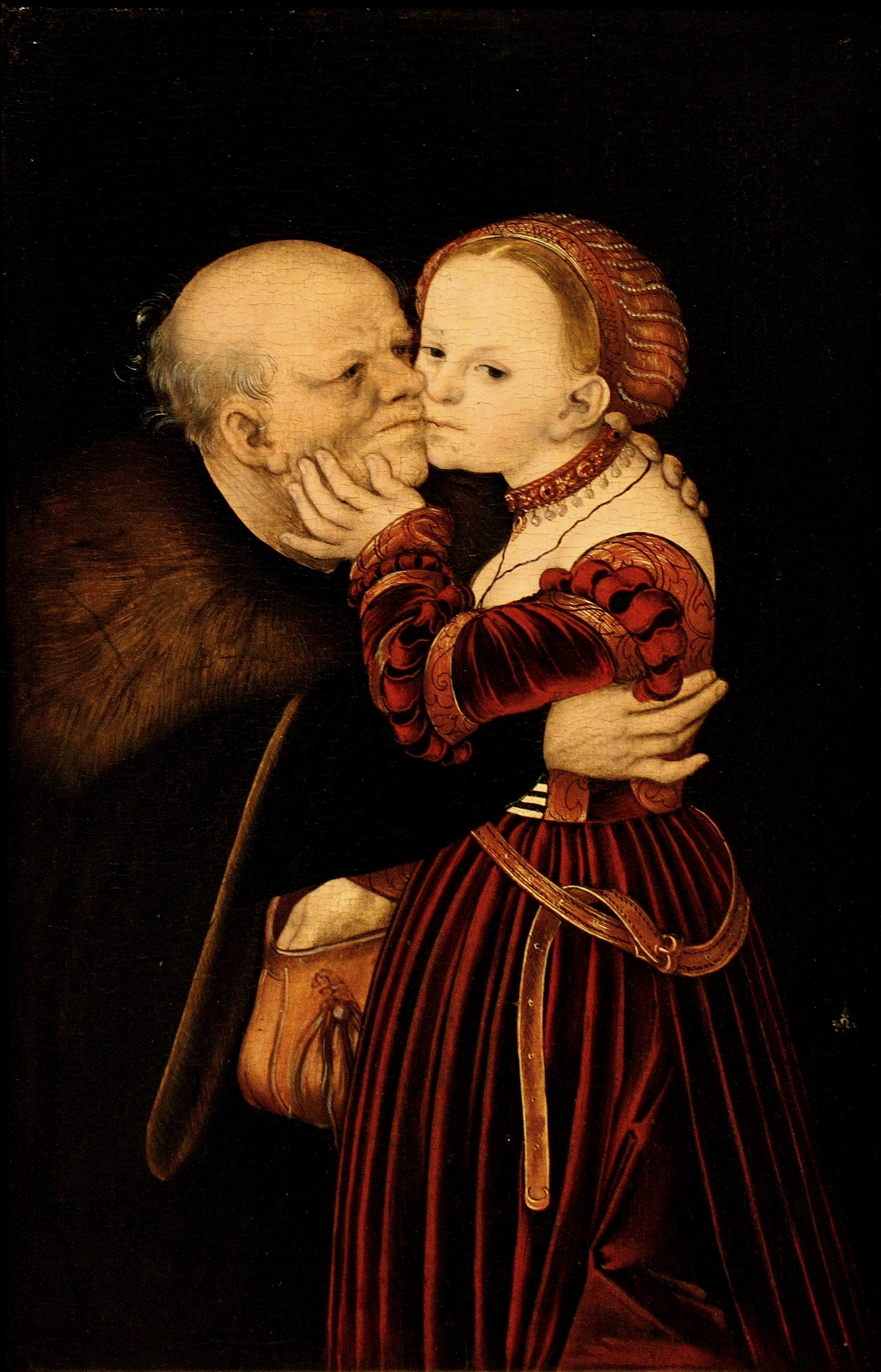
Vieux fou 1530, Prague

- - Judith et la tête d'Holopherne, panneau de tilleul, 87 × 56 cm, Kunsthistorisches Museum, Vienne
  - Judith et la tête d'Holopherne, huile sur bois, 89 × 62 cm, Metropolitan Museum of Art, New York
  - Judith et la tête d'Holopherne, huile sur hêtre, 75 × 56 cm, pavillon de chasse de Grunewald, Berlin
  - Judith et la tête d'Holopherne, huile sur hêtre, 77 × 56 cm, Collection Burrell, Glasgow
  - Salomé avec la tête de saint Jean-Baptiste, huile sur peuplier, 87 × 58 cm, musée des beaux-arts de Budapest
  - Portrait d'une jeune femme, peinture sur tilleul, 59 × 60 cm, Germanisches Nationalmuseum, Nuremberg
  - Portrait d'une jeune femme, huile sur bois, 42 × 29 cm, musée des Offices, Florence
  - Portrait de jeune fille en buste, Fondation Bemberg, 31 × 26 cm, Toulouse
  - Portrait de jeune fille, huile sur panneau,
  - Portrait d'un jeune homme, huile sur bois, 30 × 23 cm, Staatliches Museum, Schwerin[58]

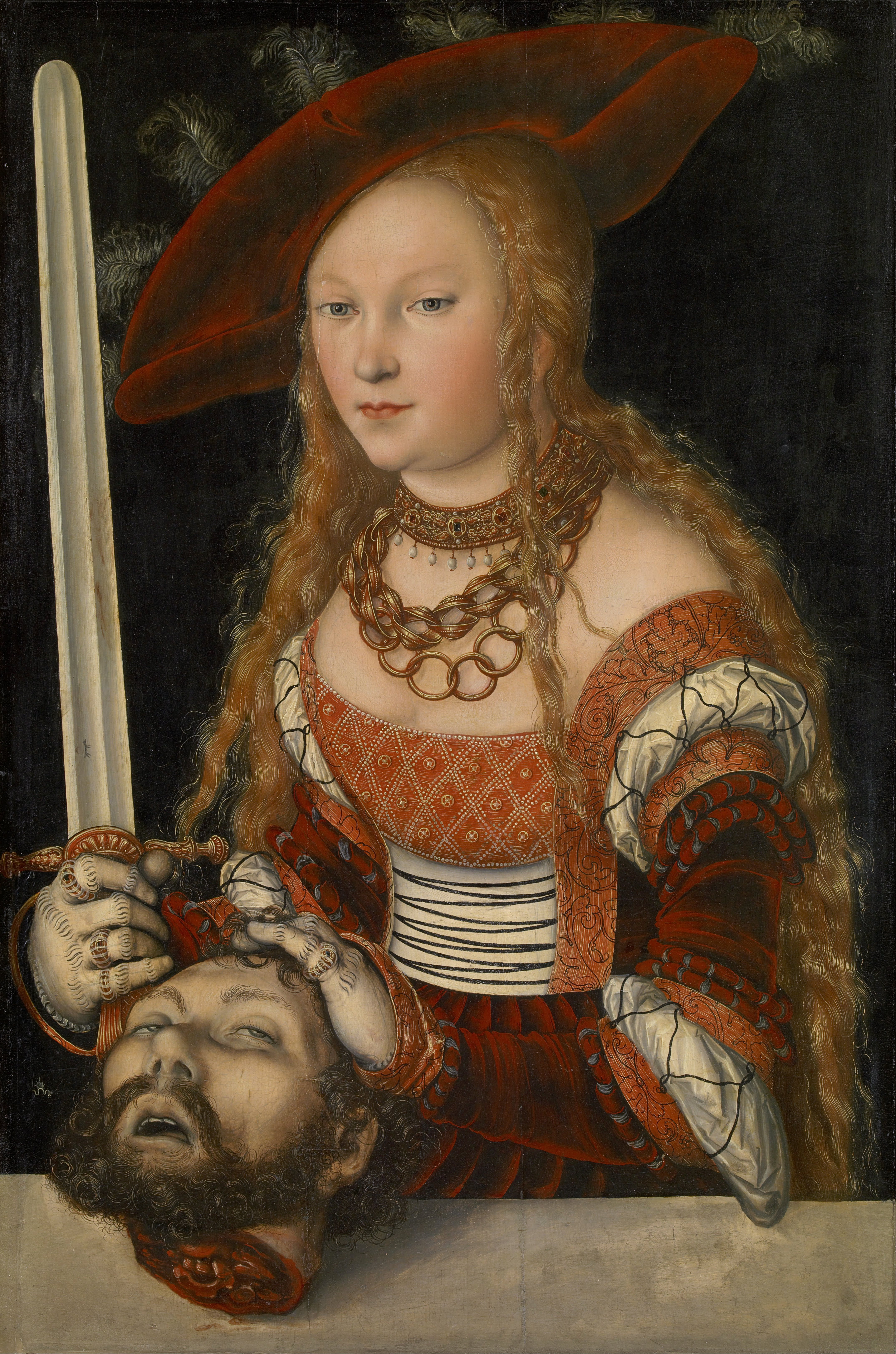
Judith 1530, Vienne
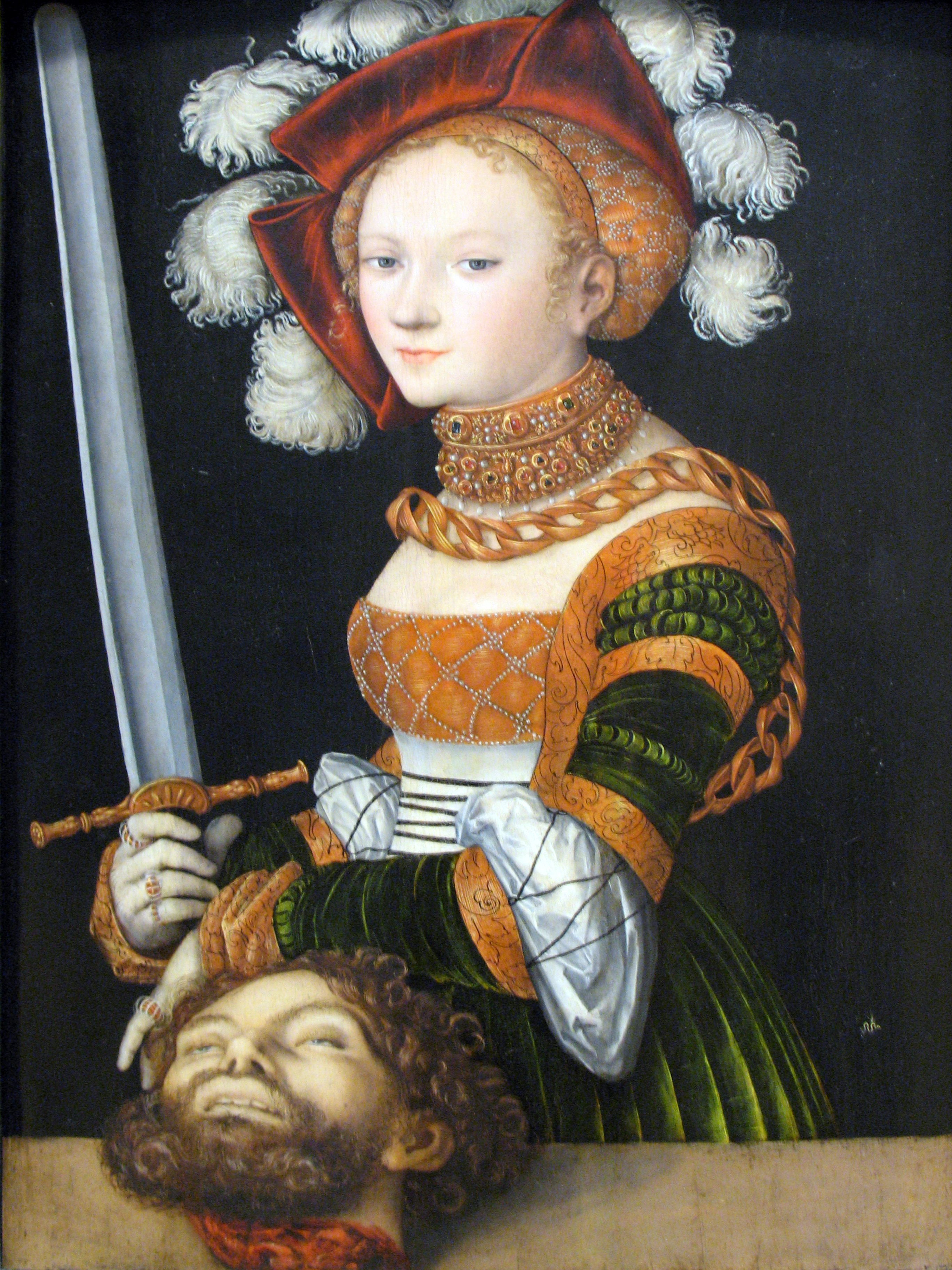
Judith 1530, New York
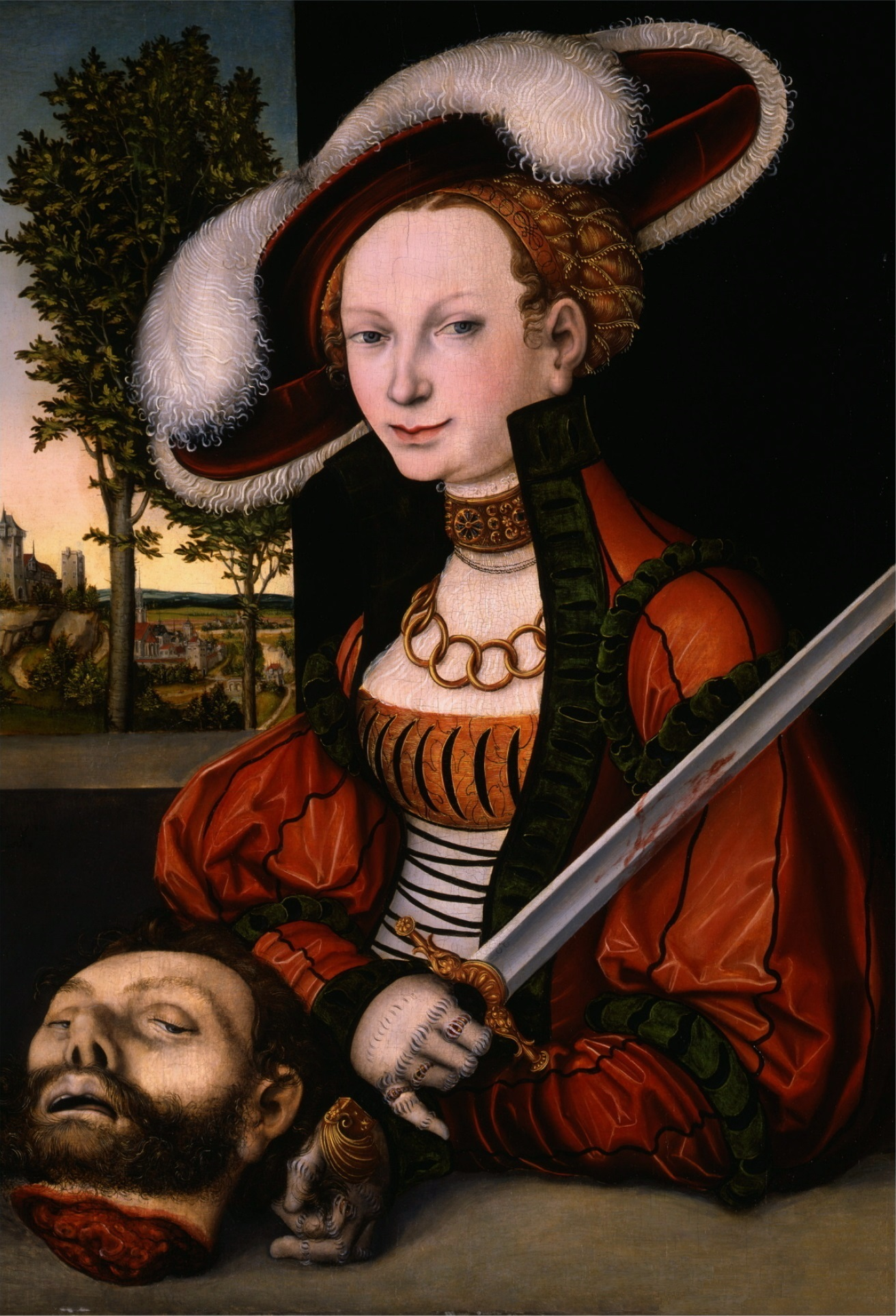
Judith 1530, Glasgow
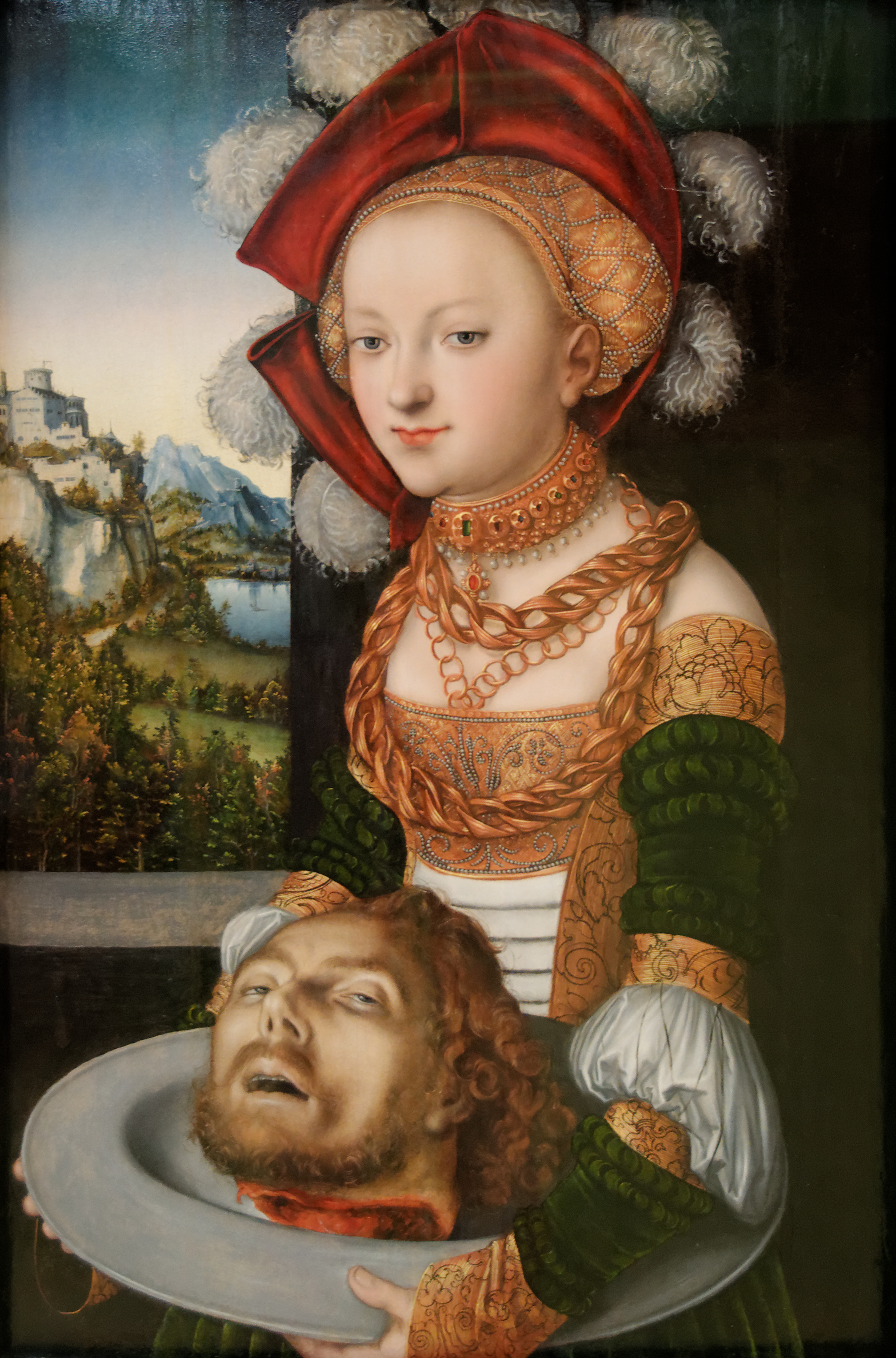
Salomé 1530, Budapest
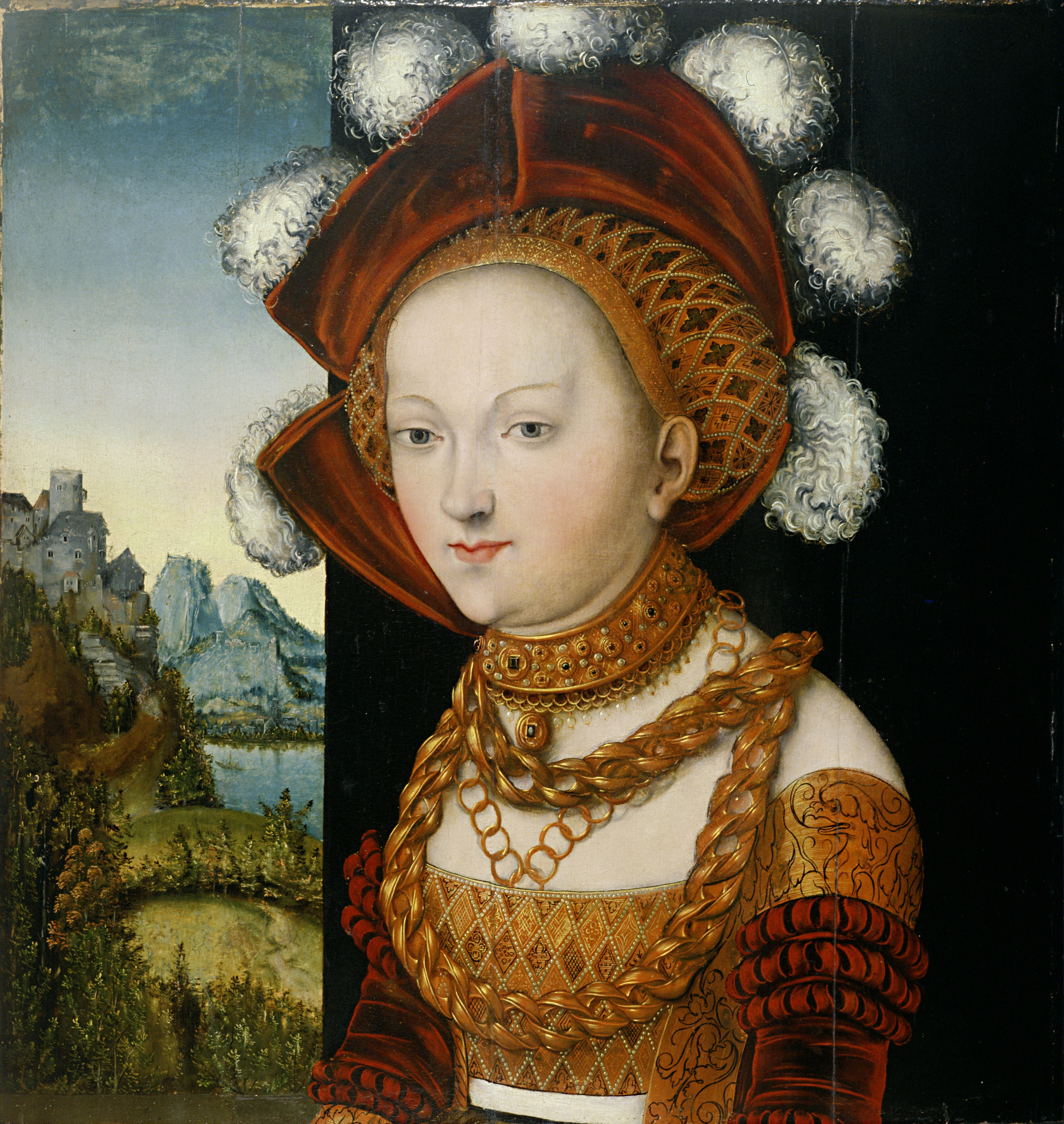
Jeune femme 1530, Nuremberg
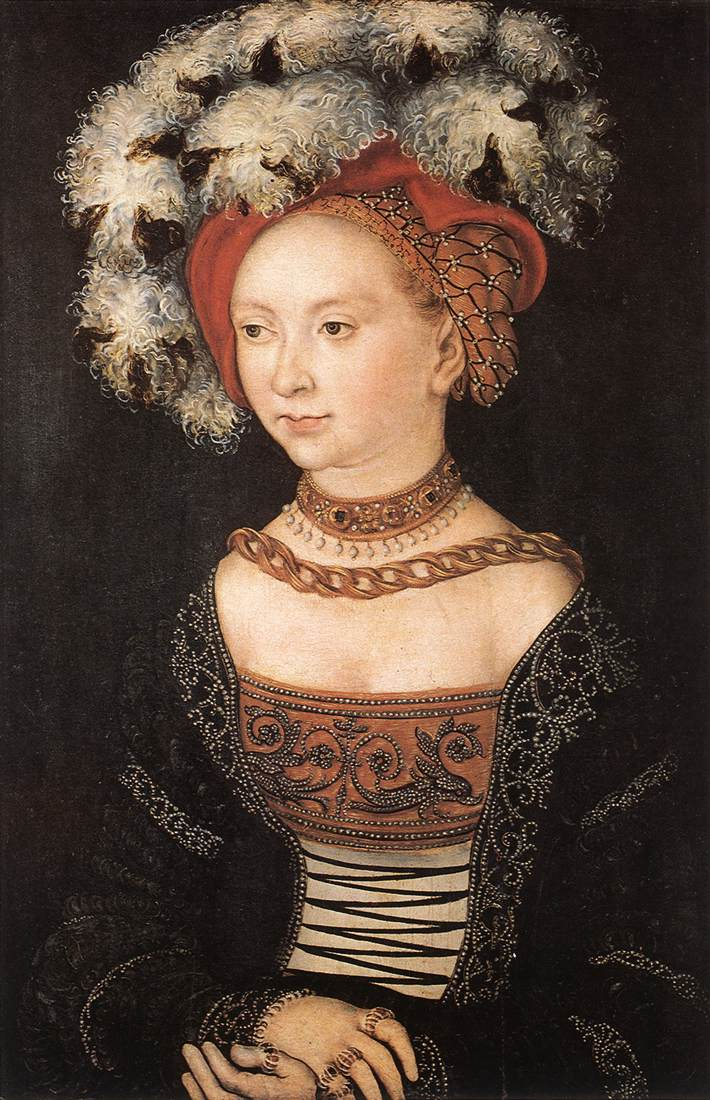
Jeune femme 1530, Offices
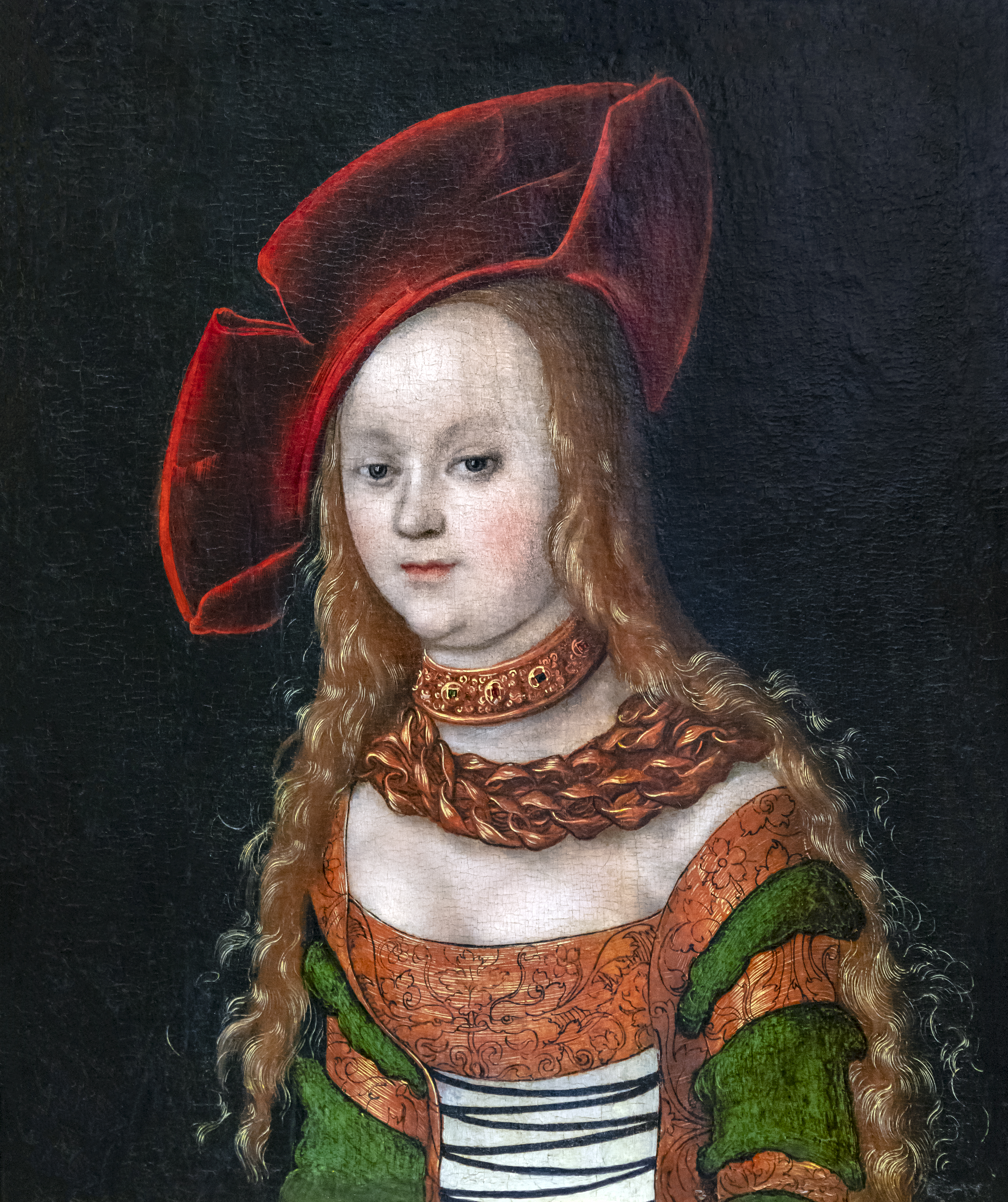
Portrait de jeune fille en buste 1530, Fondation Bemberg Toulouse
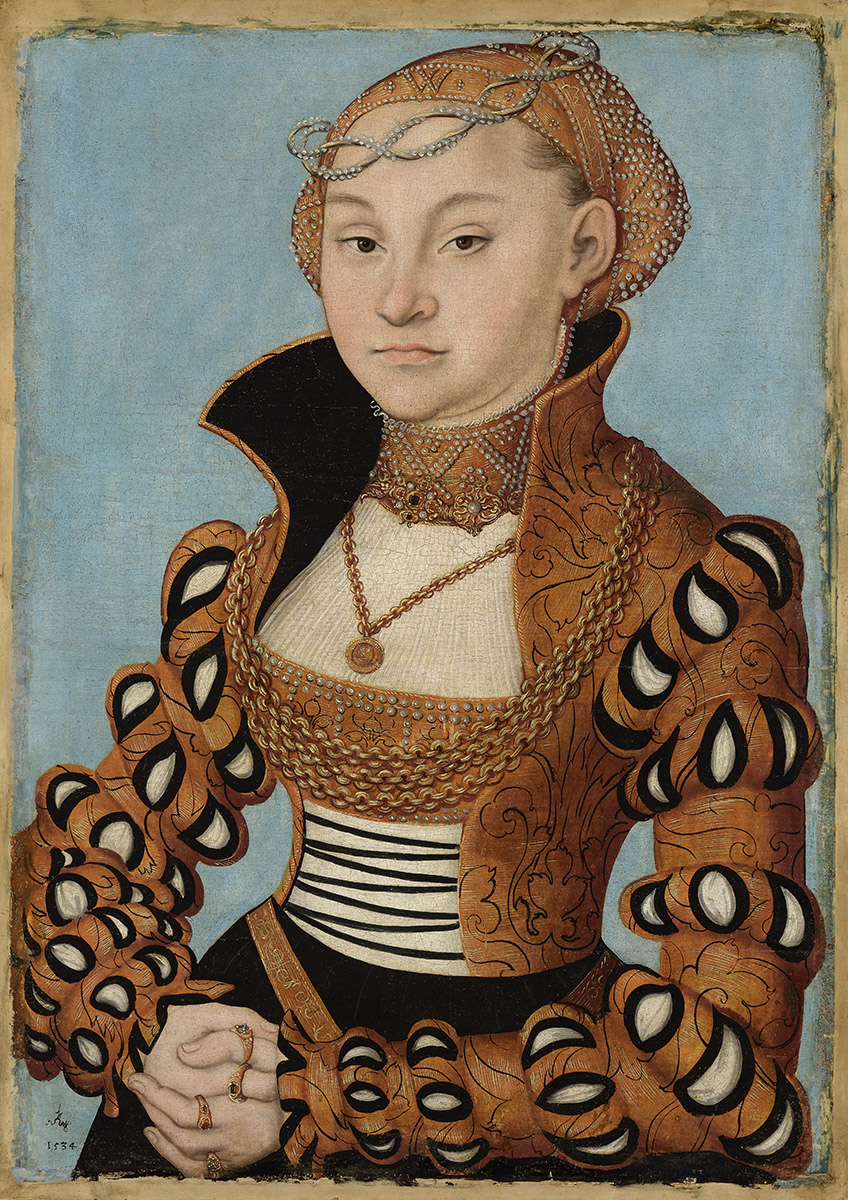
Portrait d'une noble dame saxonne, 1534, Lyon

- - Le Jugement de Pâris, huile sur hêtre, 35 × 23 cm, Staatliche Kunsthalle Karlsruhe[59]
  - Le Jugement de Pâris, huile et tempera sur panneau, 51 × 36 cm, Musée d'art de Saint-Louis
  - Adam et Ève, Museo Nacional de San Carlos, Mexico
  - Adam et Ève, huile sur panneau, 107 × 36 cm, Institut d'art de Chicago
  - Apollon et Diane dans un paysage de forêt, huile sur hêtre, 52 × 36 cm, Gemäldegalerie (Berlin)
  - Les Fruits de la jalousie (La Fin de l'Âge d'Argent), huile sur chêne, 50 × 36 cm, National Gallery, Londres
  - Les Fruits de la jalousie (L'Âge d'Argent), huile sur panneau, 57 × 38 cm, Musée des beaux-arts Pouchkine, Moscou
  - Amour, 1530, huile sur bois, 81 × 36 cm, Kunsthistorisches Museum, Vienne[60]
  - Vénus avec Cupidon voleur de miel, huile sur chêne, 36 × 25 cm, Metropolitan Museum of Art, New York
  - Vénus avec Cupidon le voleur de miel, huile sur panneau, 58 × 38 cm, Statens Museum for Kunst, Copenhague

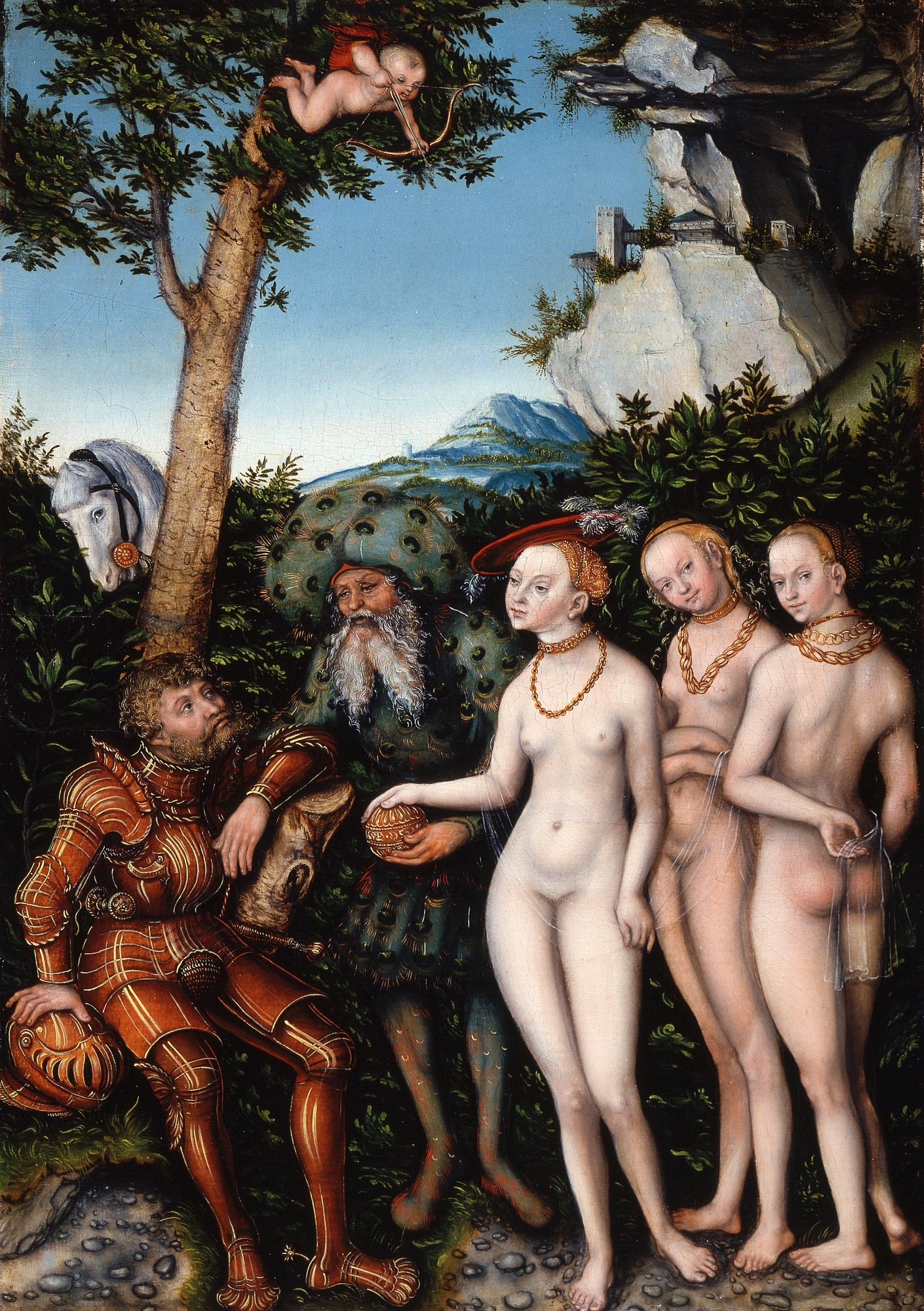
Jugement de Pâris 1530, St Louis
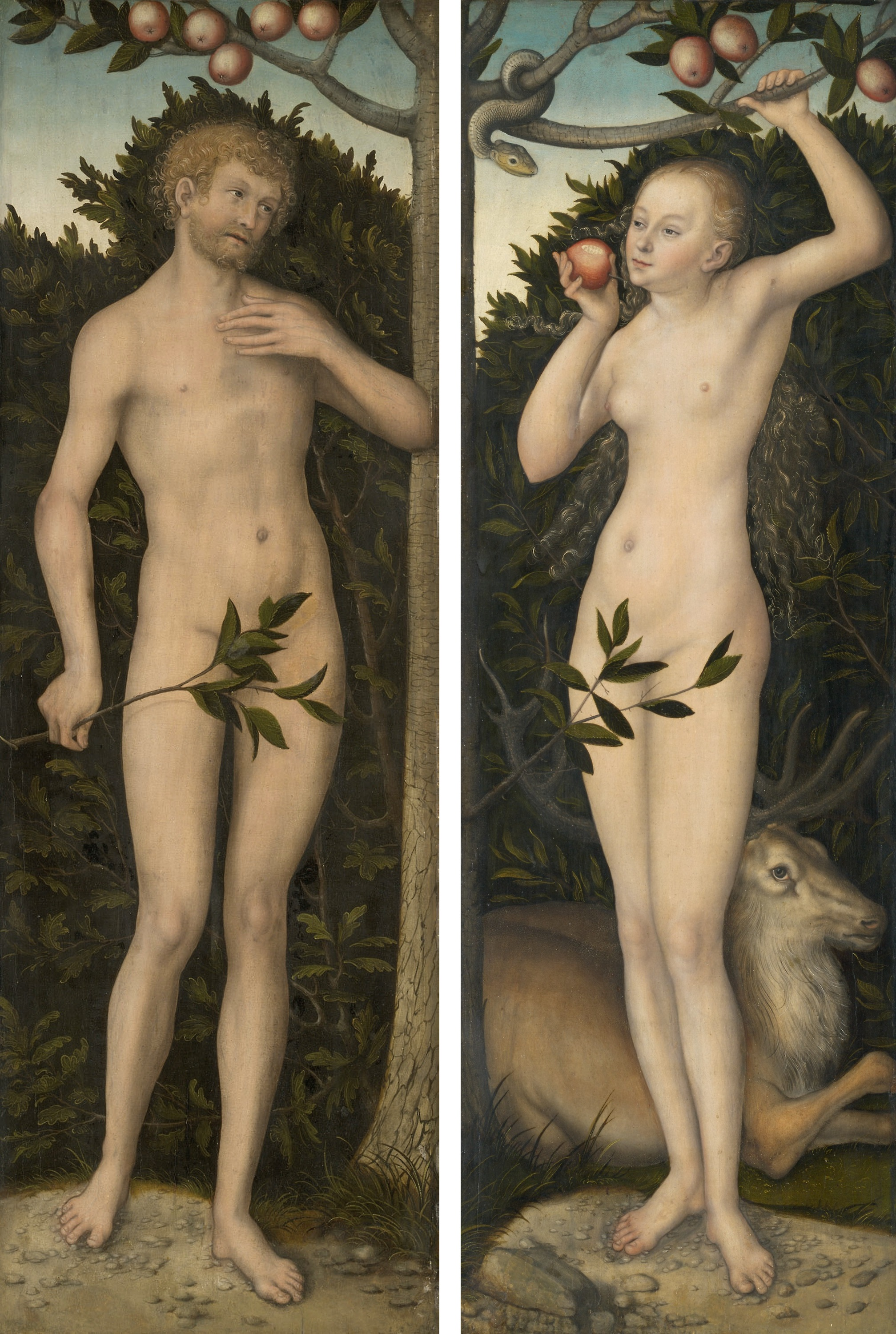
Adam et Eve 1530, Chicago
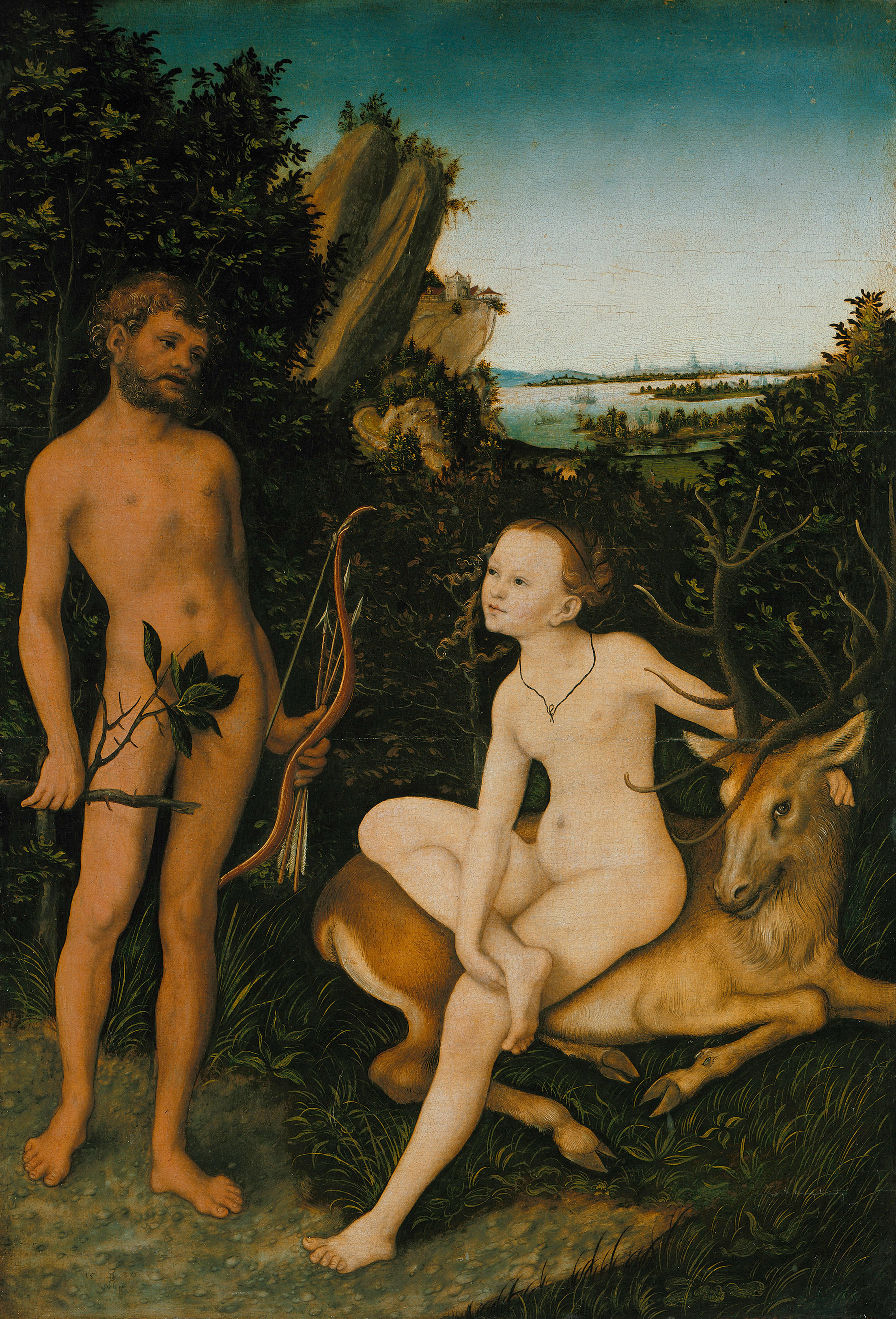
Apollon et Diane 1530, Berlin
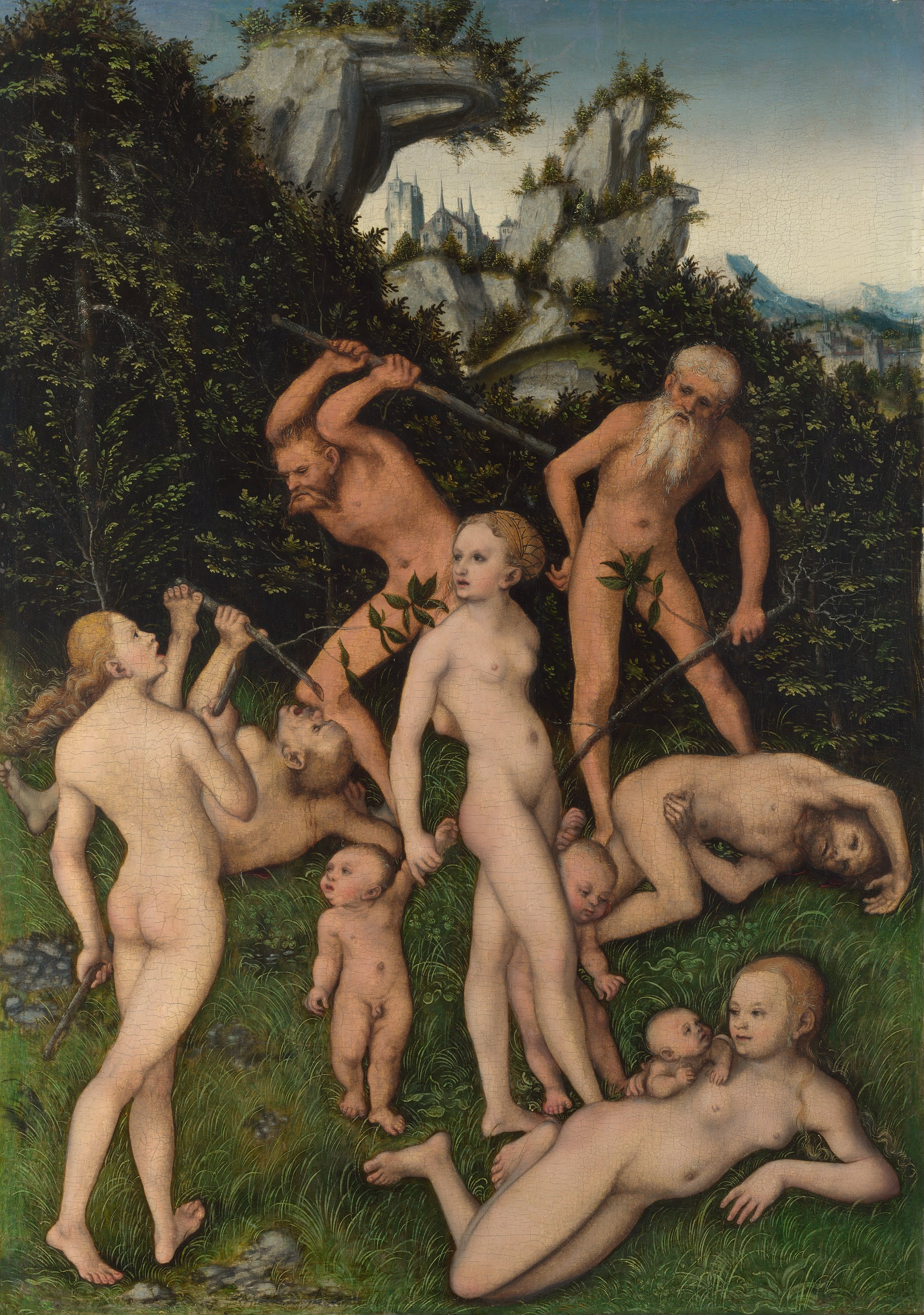
Fruits de la Jalousie 1530, Londres
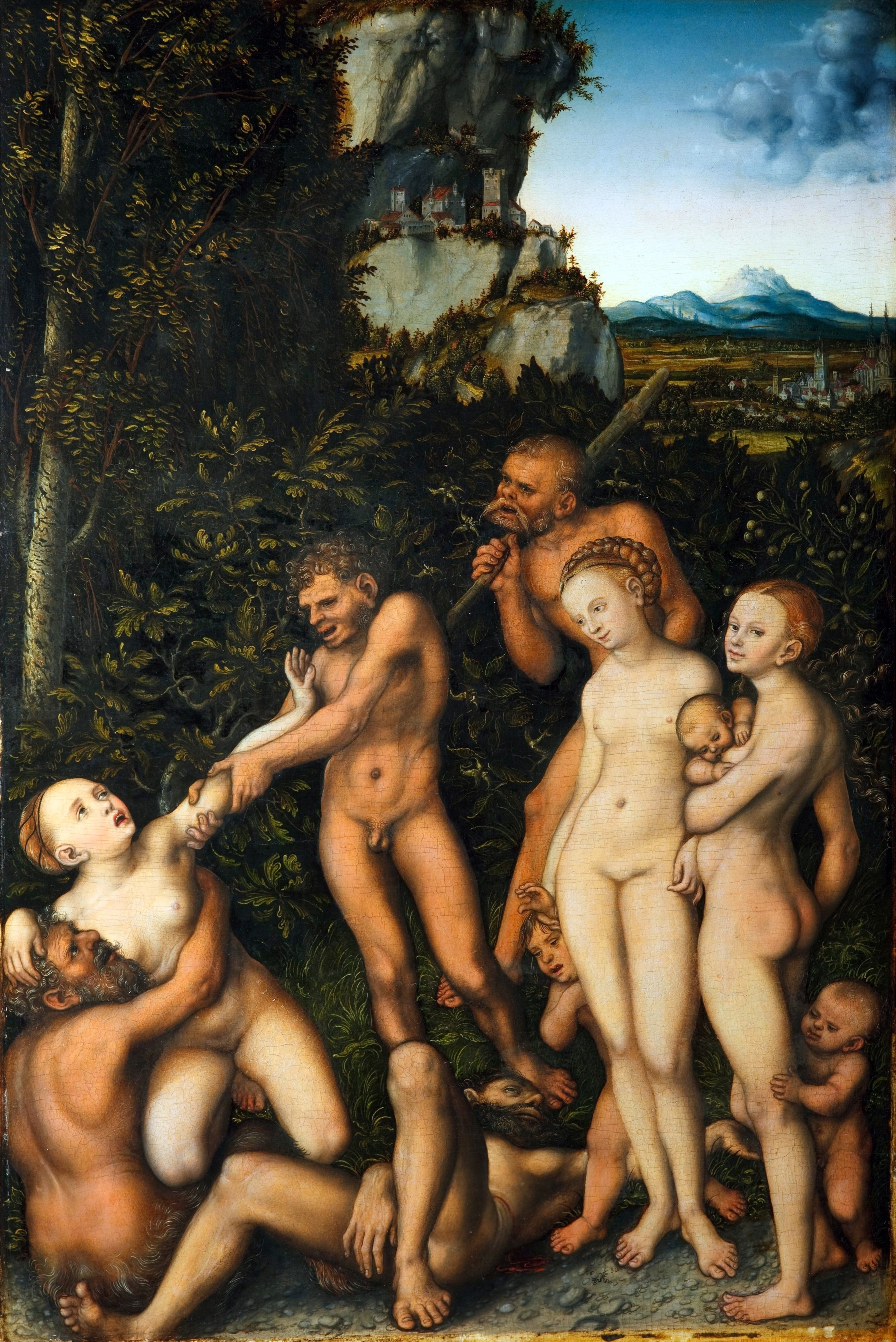
Fruits de la Jalousie 1530, Moscou
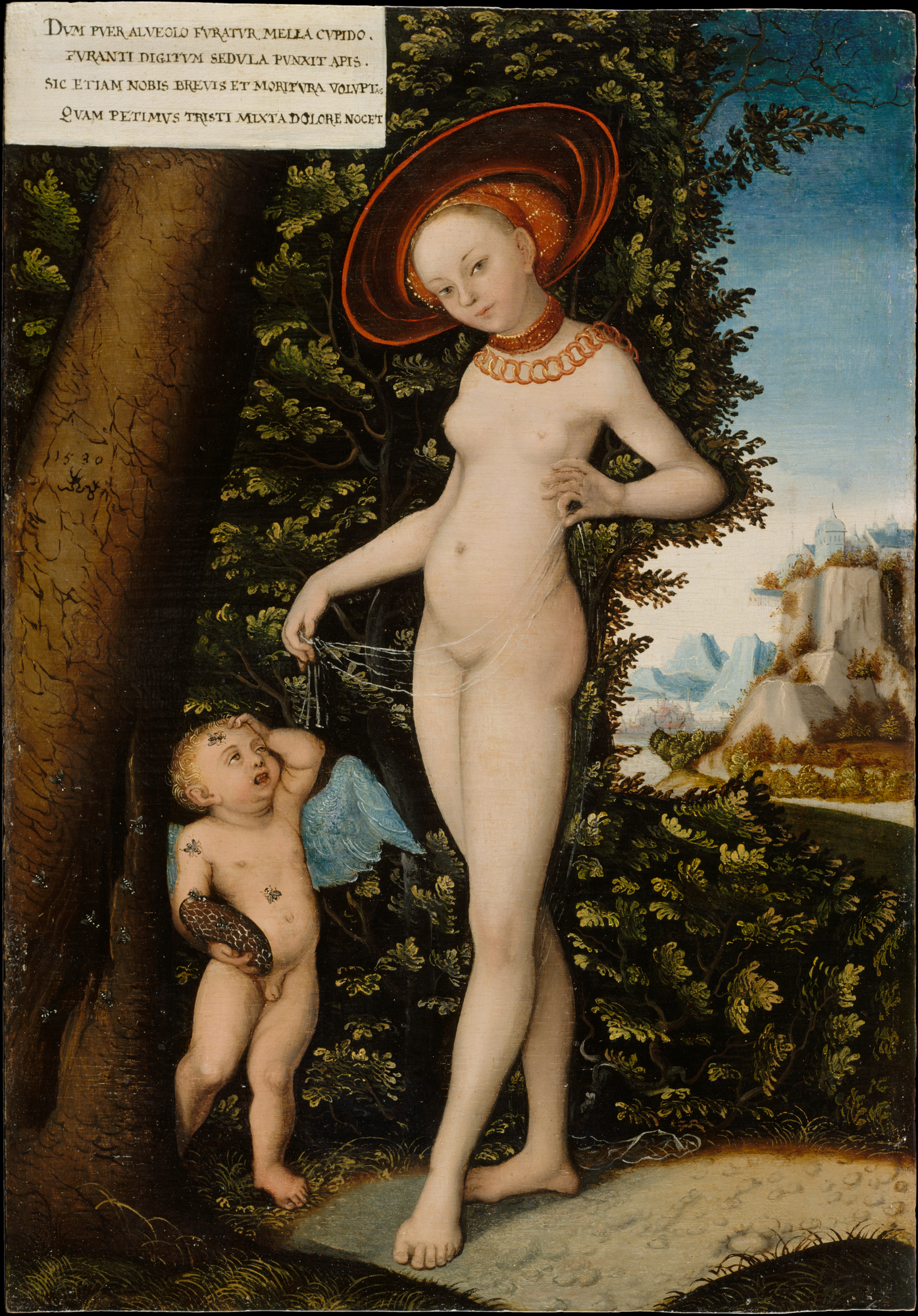
Vénus et Cupidon 1530, New York
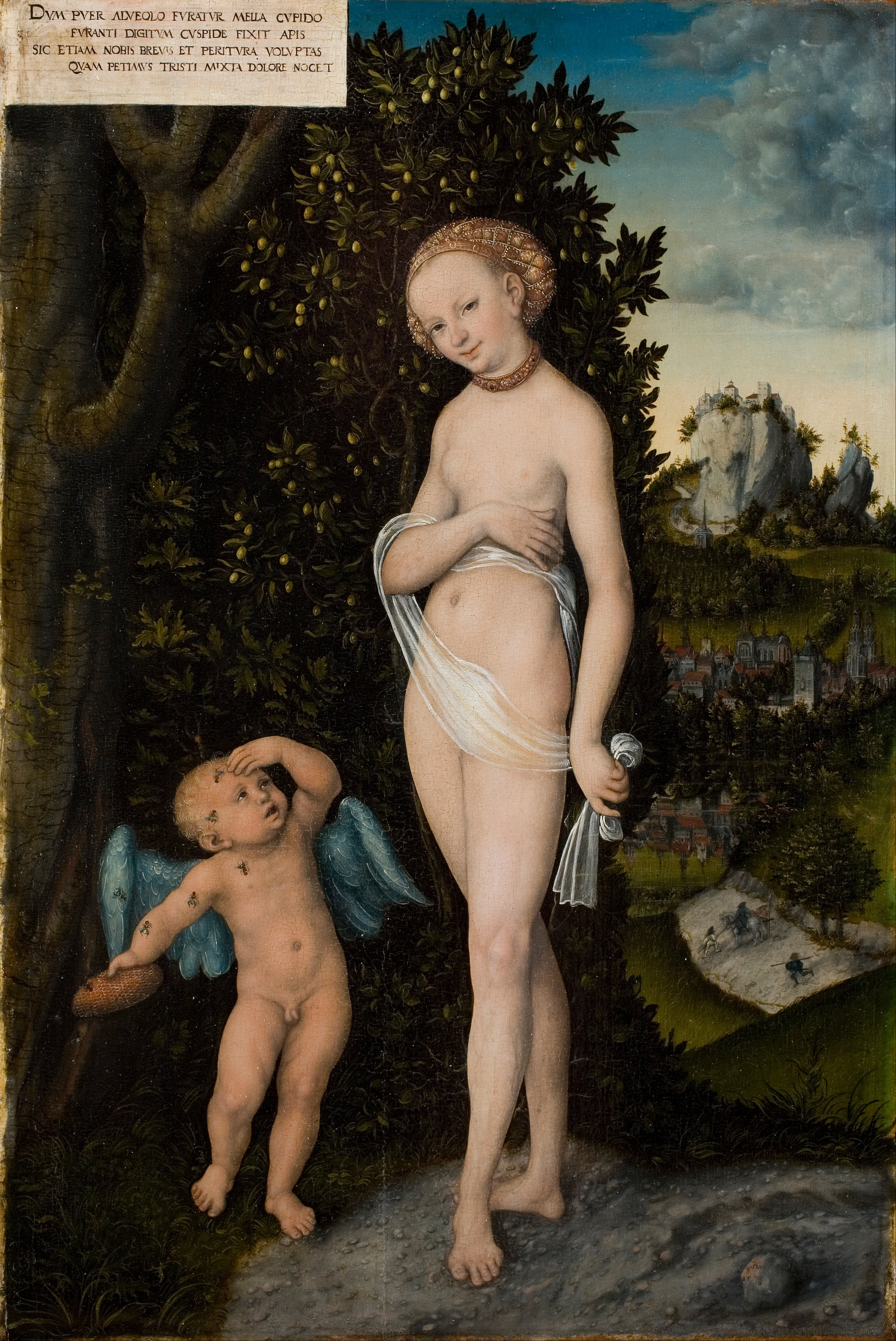
Vénus et Cupidon 1530, Copenhague

- - Le Paradis, huile sur tilleul, 81 × 114 cm, Kunsthistorisches Museum, Vienne[61]
  - Le Paradis, huile sur tilleul, 80 × 118 cm, Gemäldegalerie Alte Meister, Dresde[62]
  - L'Âge d'Or, huile sur panneau, 75 × 103 cm, Nasjonalgalleriet, Oslo[63]
  - L'Âge d'Or, huile sur panneau monté sur chêne, 73 × 105 cm, Alte Pinakothek, Munich[64]
  - Vierge à l'Enfant, huile sur épicéa, 67 × 54 cm, musée national de Varsovie (MNW)[65]
  - Vierge allaitant l'Enfant, huile sur toile, cathédrale et musée diocésain, Vienne[66]
  - Vierge à l'Enfant adorés par saint Jean, huile sur panneau, 37 × 45 cm, forteresse de Cobourg[67]
  - L'Armée de Pharaon engloutie dans la mer rouge, huile sur tilleul, 83 × 119 cm, Staatsgalerie Aschaffenbourg[68]
  - Lucrèce, sur panneau, 76 × 56 cm, Royal Collection, Grande-Bretagne[69]
  - Allégorie de la loi et la grâce, huile sur hêtre, 73 × 60 cm chaque panneau, Germanisches Nationalmuseum, Nuremberg[70]
  - Hercule et Antée, huile et tempera sur panneau, 26 × 17 cm, Compton Verney Art Gallery, Warwickshire[71]
  - Le Sacrifice d'Abraham, peinture sur tilleul, 83 × 116 cm, Palais des princes-évêques de Bamberg[72]
  - Phyllis et Aristote, huile sur panneau, 55 × 35 cm, vente Sotheby's New York, 2008[73]
  - Les Trois Grâces, huile sur panneau, 57 × 38 cm, collection particulière[74]
  - Nymphe à la fontaine, huile sur panneau, 75 × 120 cm, musée Thyssen-Bornemisza, Madrid[75]
  - Loth et ses filles, huile sur panneau, 56 × 39 cm, Compton Verney Art Gallery, Warwickshire[76]
  - Vierge à l'Enfant, tempera sur panneau, 79 × 63 cm, église du Corpus Christi, Cracovie[77]
- 1530-1535 :
  - Le Dernier Repas (avec Luther parmi les Apôtres), sur panneau, église St. Mary à Wittemberg
  - Le Martyre des sept fils de Felicité, huile sur chêne, 151 × 45 cm, Niedersächsisches Landesmuseum, Hanovre[78]
- 1530-1540 :
  - Adoration de l'Enfant Jésus par Jean-Baptiste, huile sur panneau, 56 × 36 cm, musée de Lázaro Galdiano, Madrid[79]
  - Le Couple mal assorti, peinture sur bois, 19 × 14 cm, Kunsthistorisches Museum, Vienne[80]

#### Après 1530
- 1531 :
  - Adam et Ève, 117 × 80,5 cm
  - Adam et Ève, huile sur tilleul, 170 × 69 cm, Gemäldegalerie Alte Meister, Dresde[81]
  - Adam et Ève au Paradis, huile sur hêtre, 51 × 35 cm, Gemäldegalerie[82]
  - Adam et Ève au Paradis (La Chute), huile sur hêtre, 50 × 35 cm, Gemäldegalerie[83]
  - Portrait de Sibylle de Clèves, électrice de Saxe Fondation Bemberg Toulouse
  - Vénus et Cupidon volant du miel, huile sur panneau, 51 × 35 cm, Fondation Bemberg Toulouse
  - Vénus et Amour, aux musées royaux des beaux-arts de Belgique, à Bruxelles
  - Vénus avec Cupidon voleur de miel, huile sur panneau, 169 × 67 cm, Galerie Borghèse, Rome[84]
  - Les Trois Grâces, huile sur panneau, 36 × 24 cm, musée du Louvre, Paris[85],[86].
  - Autoportrait, au Schlösser Altertümer, à Burgen.
  - Le Festin d'Hérode, huile sur panneau, 80 × 117 cm, Wadsworth Atheneum, à Hartford (Connecticut)[87]
  - Courtisane et vieillard, huile sur panneau, 51 × 36 cm, Académie des beaux-arts de Vienne[88]
  - Le Sacrifice d'Abraham, peinture sur hêtre, 50 × 34 cm, Liechtenstein Museum[89]
  - Le Dîner de Judith chez Holopherne, huile sur tilleul, 98 × 72 cm, château de Friedenstein, Gotha[90]
  - La Tête d'Holopherne, huile sur tilleul, 98 × 72 cm, Château de Friedenstein, Gotha[91]

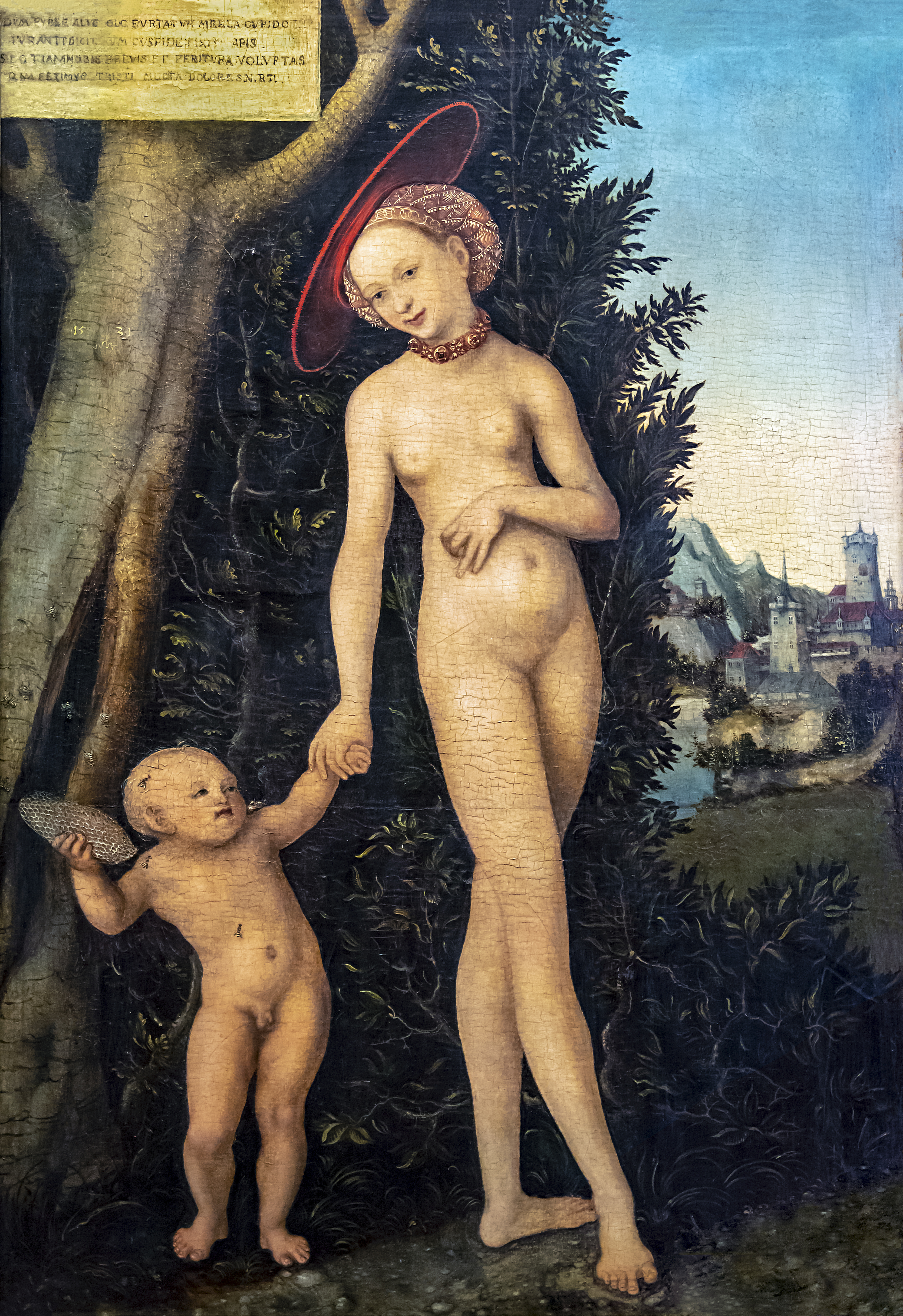
Vénus et Cupidon volant du miel version de 1531 Fondation Bemberg Toulouse
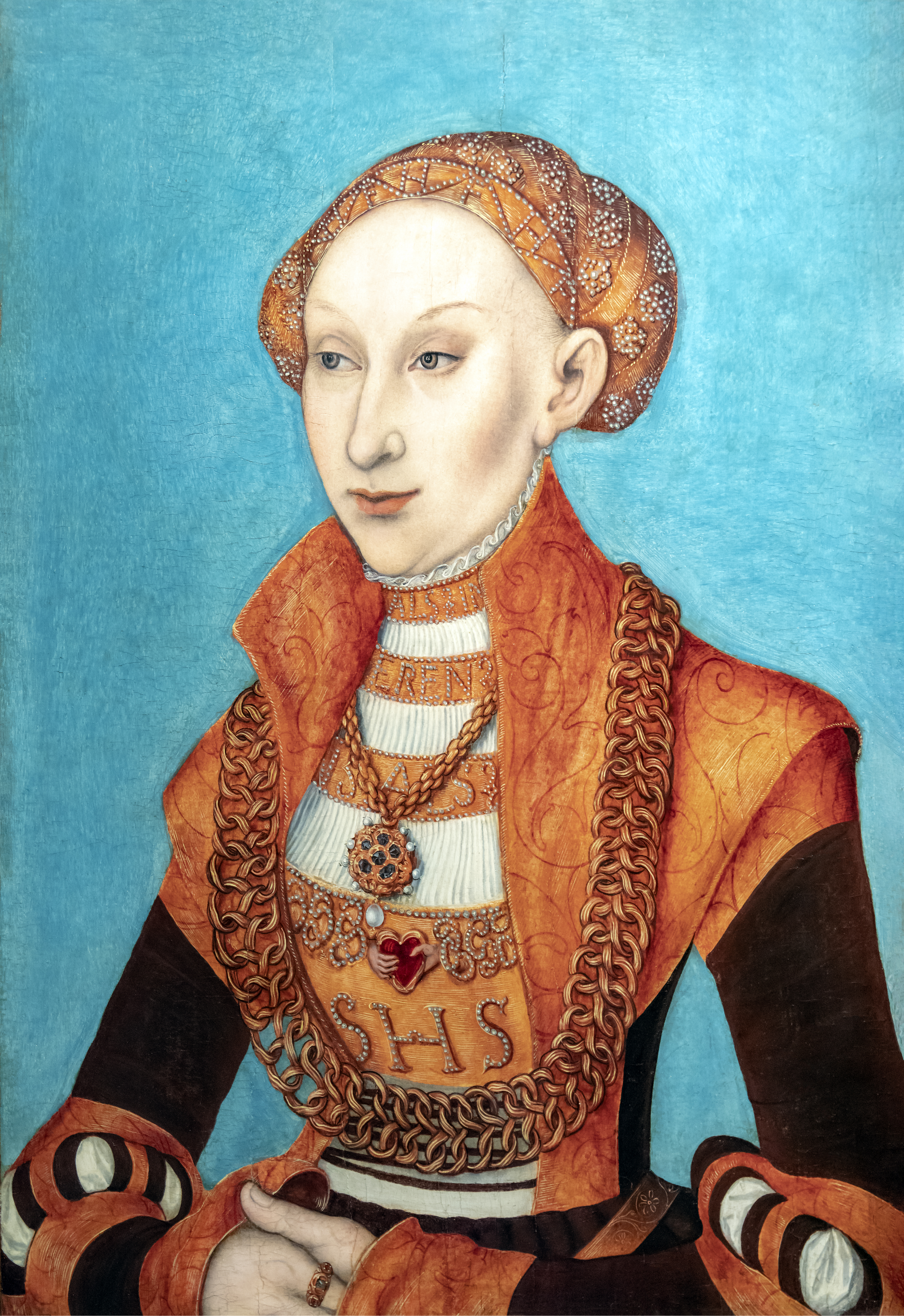
Portrait de Sibylle de Clèves, électrice de Saxe Fondation Bemberg Toulouse
Portrait d'une noble dame saxonne, 1534, musée des Beaux-Arts de Lyon

- 1532 :
  - Vénus, bois de hêtre, 38 × 24 cm, Städel, Francfort-sur-le-Main[92]
  - La Mélancolie, huile sur panneau, 51 × 97 cm, Statens Museum for Kunst, Copenhague[93]
  - La Mélancolie, huile sur panneau, musée Unterlinden, Colmar[94]. S'inspire de la gravure Melencolia de Dürer.
  - Triple portrait de l'électeur de Saxe, peinture sur hêtre, 51 × 36 cm (central) et 51 × 26 cm (latéraux), Germanisches Nationalmuseum, Nuremberg[95]
  - Jean le Constant (1468–1532), électeur de Saxe, huile sur papier monté sur panneau, 20 × 14 cm, Metropolitan Museum of Art, New York[96]
  - Martin Luther, huile sur hêtre, 33 × 23 cm, Metropolitan Museum of Art, New York[97]
  - Lukas Spielhausen, sur hêtre, 51 × 36 cm, Metropolitan Museum of Art, New York[98]
  - Le Couple mal assorti, huile sur panneau, 108 × 119 cm, Nationalmuseum, Stockholm[99]
  - Le Christ et la femme adultère, huile sur panneau, 82 × 121 cm, Musée des beaux-arts de Budapest[100]
  - La Crucifixion, huile sur panneau, 76 × 55 cm, Musée d'art d'Indianapolis[101]
  - Adam et Ève, huile sur hêtre, 50 × 35 cm, Kulturhistorisches Museum de Magdebourg[102]
- 1533 :
  - Adam et Ève au Paradis, huile sur panneau, 175 × 68 cm, Museum der bildenden Künste, Leipzig[103]
  - Lucrèce, sur hêtre, 37 × 24 cm, Gemäldegalerie (Berlin)[104]
  - Portrait du chancelier Gregor Brück, peinture sur tilleul, 42 × 38 cm, Germanisches Nationalmuseum, Nuremberg[105]
  - Martin Luther (1483-1546) à 50 ans, peinture sur hêtre, 20 × 14 cm, Germanisches Nationalmuseum, Nuremberg[106]
  - Frédéric III le Sage, électeur de Saxe (1463–1525), huile sur papier monté sur panneau, 20 × 14 cm, Metropolitan Museum of Art, New York[107]
  - Portrait de l'électeur Jean Frédéric le Magnanime de Saxe (1503-1554) et Portrait de Sibyl de Saxe, huile sur panneau, 20 × 14 cm chaque, Statens Museum for Kunst, Copenhague[108],[109]
  - Portrait de Jean-Frédéric de Saxe (1503-1554) et Portrait de Sybille von Cleve (1512-1554), huile sur hêtre, 20 × 14 cmchaque, forteresse de Cobourg[110],[111]
  - Loth et ses filles, huile sur hêtre, 66 × 48 cm, Alte Pinakothek, Munich[112]
  - Le Festin d'Hérode, huile et tempera sur tilleul, 80 × 113 cm, Städel, Francfort-sur-le Main[113]
- 1534 :
  - Portrait de Georges de Saxe (1471-1539), huile sur hêtre, 20 × 15 cm, Gemäldegalerie (Berlin)[114]
  - Portrait d'une noble dame saxonne, huile sur bois, 53 × 37,5 cm, musée des beaux-arts de Lyon[115]
  - Portrait d'une dame, huile sur hêtre, 70 × 54 cm, Statens Museum for Kunst, Copenhague[116]
  - Portrait de Christiane d'Eulenau, sur hêtre, 63 × 44 cm, Palais des princes-évêques de Bamberg[117]
  - La Nymphe à la fontaine, huile sur panneau, 51 × 76 cm, Walker Art Gallery, Liverpool[118]
  - La Fable de la Bouche de la Vérité, peinture sur hêtre, 75 × 117 cm, Germanisches Nationalmuseum, Nuremberg[119]
  - La Vierge à l'Enfant adorée par saint Jean, peinture, Staatsgalerie Aschaffenbourg[120]
  - La Vierge à l'Enfant, saint Jean Baptiste et anges, huile sur toile, transférée du bois, 123 × 85 cm, Heckscher Museum of Art, Huntington (New York)[121]
  - Vierge à l'Enfant avec saint Jean, huile sur hêtre, 106 × 78 cm, Musée du Château de Friedenstein, Gotha[122]
  - La Charité, huile et tempera sur bois, 52 × 36 cm, Museum zu Allerheiligen, Schaffhausen, Suisse[123]
- 1535 :
  - L'Âge d'argent, dit autrefois Les effets de la jalousie, huile sur panneau, 77 × 52 cm, musée du Louvre, Paris[124]
  - Les Trois Grâces, huile sur panneau, 49 × 34 cm, Nelson-Atkins Museum of Art, Kansas City[125]
  - Les Princesses de Saxe, Sibylle, Emilia et Sidonie, huile sur tilleul, 62 × 89 cm, Kunsthistorisches Museum, Vienne[126]
  - La Vierge à l'Enfant et saint Jean sous un pommier, technique mixte sur tilleul, 90 × 59 cm, Staatliche Kunsthalle Karlsruhe[127]
  - Vierge à l'Enfant avec saint Jean, huile sur panneau, 120 × 73 cm, Musée des beaux-arts de San Francisco[128]
- 1535-1540 :
  - Le Christ bénissant les enfants, sur hêtre, 84 × 121 cm, Städel, Francfort sur le Main[129]
  - Le Christ et la femme adultère, huile sur hêtre, 84 × 118 cm, Musée des beaux-arts du Canada, Ottawa[130]
- 1536 :
  - Vierge à l'Enfant avec saint Jean et deux anges, huile sur panneau, 121 × 83 cm, musée du Prado, Madrid[131]
  - La Crucifixion avec la conversion du centurion, huile sur hêtre, 51 × 35 cm, National Gallery of Art, Washington[132]
- 1537 environ :
  - La Nymphe à la source, huile sur panneau, 49 × 74 cm, musée des Beaux-Arts et d'Archéologie de Besançon[133]
  - Adam et Ève, La Chute, ap. 1537, peinture sur hêtre, 53 × 37,5 cm, Kunsthistorisches Museum, Vienne[134]
  - La Chute de l'homme, peinture sur hêtre, 53 × 37 cm, Kunsthistorisches Museum, Vienne[135]
  - Le Sermon de saint Jean-Baptiste, 1537 - 1540, huile sur panneau, 47 × 38 cm, Fundación Banco Santander, Madrid[136]
  - Portrait de Jean, Prince héritier de Saxe, huile sur hêtre, 65 × 44 cm, Metropolitan Museum of Art, New York[137]
  - Portrait de Barbara Duchesse de Saxe (1478-1534), sur hêtre, 37 × 24 cm, Gemäldegalerie (Berlin)[138]
  - Portrait d'une jeune femme (Princesse Émilie de Saxe ?), huile sur hêtre, 42 × 30 cm, Statens Museum for Kunst, Copenhague[139]
  - Portrait de Philipp Melanchthon, huile sur hêtre, 36 × 23 cm, Staatliche Kunsthalle Karlsruhe[140]
  - Hercule et Omphale, huile sur tilleul, 49 × 75 cm, musée national de Varsovie (MNW)[141]
  - Hercule et Omphale, huile sur hêtre, 82 × 119 cm, musée Herzog Anton Ulrich, Brunswick[142]
  - Portrait du duc Georges de Saxe, dit Georges le barbu, peut-être de Cranach le Jeune, huile sur hêtre, 57 × 37 cm, Staatsgalerie Aschaffenbourg[143]
  - Allégorie de la Justice, huile sur panneau, 72 × 50 cm, Fondation Fridart, Amsterdam[144]
  - Vieil homme séduit par des courtisanes, peut-être Cranach le Jeune, huile sur bois, 82 × 121 cm, Vendu par Sotheby's en 1886[145]
  - Le Christ bénissant les enfants, huile sur panneau, 77 × 122 cm, Château du Wawel, Cracovie[146]
  - Vierge à l'Enfant, huile sur panneau, 74 × 54 cm, Musée national d'art de Roumanie, Bucarest[147]
  - Vierge à l'Enfant, huile sur hêtre, 71 × 52 cm, National Gallery of Art, Washington[148]
  - Vierge à l'Enfant avec une grappe, huile sur panneau, 57 × 35 cm, Minneapolis Institute of Arts[149]
- 1537-1540 :
  - Le Jugement de Pâris, huile sur panneau, 50 × 35 cm, Royal Collection[150]
  - Vénus avec Cupidon le voleur de miel, huile sur tilleul, 174 × 65 cm, Gemäldegalerie (Berlin)[151]
  - Vénus avec Cupidon le voleur de miel, peinture sur tilleul, 50 × 34 cm, Germanisches Nationalmuseum, Nuremberg[152]
  - La Charité, huile sur toile, Kunsthalle de Hambourg[153]
  - Charité, huile sur toile, 50 × 34 cm, Musée royal des beaux-arts d'Anvers[154]
  - La Charité, huile sur hêtre, 56 × 36 cm, National Gallery, Londres[155]
  - Scènes de la Légende d'Hercule, peinture sur hêtre, Musée Herzog Anton Ulrich, Brunswick :
    - Le Choix d'Hercule, 110 × 98 cm[156]
    - Hercule et Atlas, 110 × 99 cm[157]
    - Hercule au jardin des Hespérides, Atelier de Cranach, 110 × 100 cm[158],
    - Hercule et le sanglier d'Erymanthe, 111 × 91 cm[159]
    - Hercule et le cerf d'Ardadie', Atelier de Cranach, 110 × 98 cm[160]
    - Hercule et l'Hydre, Atelier de Cranach, 108 × 100 cm[161]
    - Hercule et les bœufs de Geryon, Atelier de Cranach, 109 × 99 cm[162]

  - La Nymphe de l'eau, huile sur chêne, 34 × 56 cm, Kunsthalle de Brême[163]
  - La Nymphe du printemps, huile sur tilleul, 63 × 88 cm, National Gallery of Art, Washington[164]
  - Judith avec la tête d'Holopherne et une servante, peinture sur tilleul, 75 × 51 cm, Kunsthistorisches Museum, Vienne[165]
  - Portrait d'une dame de la cour de Saxe en Judith, huile sur hêtre, 80 × 56 cm, Musée des beaux-arts de San Francisco[166]
  - Vierge à l'Enfant, huile et tempera sur panneau, 77 × 57 cm, Collection particulière[167]
  - Sermon de saint Jean-Baptiste, huile sur panneau, 47 × 38 cm, Banque Santander, Madrid[168]
- 1538 :
  - L'Arrestation du Christ, (avec atelier), sur mélèze, 153 × 119 cm, musée d'histoire de l'art, Vienne[169]
  - La Flagellation of Christ, peinture sur épicéa, 108 × 84 cm, Kunsthistorisches Museum, Vienne[170]
  - La Mise en croix du Christ, peinture sur épicéa, 107 × 84 cm, musée d'histoire de l'art, Vienne[171]
  - La Crucifixion, peinture, Institut d'art de Chicago
  - La Lamentation sur le corps du Christ mort, huile sur panneau, 60 × 40 cm, Musée des beaux-arts de Boston[172]
  - Calvaire avec le Centurion converti, huile sur panneau, 85 × 56 cm, musée des beaux-arts de Séville[173]
  - Calvaire avec le Centurion converti, huile sur panneau, 62 × 42 cm, Yale University Art Gallery, New Haven[174]
  - Portrait d’homme, sur panneau, 56 × 42 cm, Metropolitan Museum of Art, New York[175]
  - Lucrèce, huile et tempera sur panneau, 59 × 40 cm, musée national de Varsovie (MNW)[176]
- 1539 :
  - Le Banquet d'Hérode, huile sur hêtre, 83 × 82 cm, musée d'histoire de l'art, Vienne[177]
  - Le Centurion converti au pied de la croix, huile sur hêtre monté sur chêne, 51 × 34 cm, Staatsgalerie Aschaffenbourg[178]
- 1538-1539 : Adam et Ève, La Chute, huile sur tilleul, 49 × 39 cm, Galerie nationale à Prague[179]
- 1540 : Triptyque de la Crucifixion, huile sur tilleul, Staatsgalerie Aschaffenbourg
  - Christ aux outrages, panneau droit[180]
  - Portement de Croix, panneau gauche[181]
- 1540 environ :
  - Agonie dans le Jardin, huile sur bois de hêtre, 86 × 58 cm, Museum Kunstpalast, Düsseldorf[182]
  - L'Amour vieux, huile sur panneau, 61 × 91 cm, forteresse de Cobourg[183]
- 1540-1550 : Vierge à l'Enfant avec saint Jean, huile sur panneau, 77 × 57 cm, collection particulière[184]
- 1543 :
  - Jean-Fredéric de Saxe protégeant les protestants, Toledo Museum of Art[185]
  - Portraits de Martin Luther et Philippe Melanchthon, huile sur panneau, 21 × 15 cm chaque, Vente Sotheby's London, 10. Juli 2008[186]
- 1545 environ : Philipp Melanchthon, huile sur panneau, 36 × 23 cm, Mauritshuis, La Haye[187]
- 1546 et après :
  - La Fontaine de Jouvence, huile sur tilleul, 121 × 186 cm, Gemäldegalerie (Berlin)[188]
  - Portrait posthume de Martin Luther en moine augustinien, Parchemin, sur une planche de contreplaqué de bois de hêtre, 44 × 30 cm, Germanisches Nationalmuseum, Nuremberg[189]
  - Le Couple mal assorti, huile sur panneau, 74 × 48 cm, musée national de Varsovie (MNW)[190]
  - Judith et la tête d'Holopherne, huile sur chêne, 46 × 34 cm, National Gallery of Ireland[191]
  - Le Christ et la Samaritaine au puits, sur toile, 88 × 171 cm, Bayerisches Nationalmuseum, Munich[192]
  - L'Entremetteuse, 1548, huile sur panneau, 85 × 57,5 cm, State Museum of Fine Arts of Georgia, Tbilissi[193]
  - Retable de Wittenberg, 1547, église Sainte-Marie, Wittenberg[194]
  - Retable de Weimar, commencé en 1552, retable, église Saint-Pierre-et-Paul, Weimar[195]

Dates non connues ou documentées
- Charité, au musée royal des beaux-arts d'Anvers
- Ève, huile sur panneau, 86 × 65 cm, musée royal des beaux-arts d'Anvers[196]
- Le Jugement dernier, musée du Louvre, Paris.
- Le Baptême
- Adam et Ève, couleur sur panneau, musées royaux des beaux-arts de Belgique, Bruxelles[197].
- La Trinité, huile sur bois, 140 × 99 cm, Museum der bildenden Künste, Leipzig[198]
- La Vierge allaitant l'Enfant, sur panneau, 49 × 33 cm, Museum der bildenden Künste, Leipzig[199]
- Christ homme de douleur, huile sur panneau, 38 × 27 cm, Sotheby's, Londres, 7 décembre 2010[200]
- Crucifixion, huile sur panneau, 85 × 62 cm, Musée national des beaux-arts d'Argentine, Buenos Aires[201]
- Portrait de femme, huile sur hêtre, 36 × 25 cm, National Gallery, Londres[202]
- Demi figure de femme, huile sur panneau, 63 × 49 cm, Staatsgalerie Aschaffenbourg[203]
- Christ bénissant les enfants, sur panneau, musée des beaux-arts de Winterthour
- Vierge à l'Enfant, huile sur panneau, 58 × 44 cm, Bonnefanten Museum, Maastricht[204]
- Vierge à l'Enfant avec sainte Catherine et un ange, tempera et huile sur panneau, 50 × 36 cm, Sotheby's London, 26 April 2007[205]
- Vierge à l'Enfant, musée national des beaux-arts de Cuba[206]
- Vierge à l'Enfant adorée par saint Jean Baptiste et deux anges, huile sur panneau, 50 × 36 cm, Sotheby's London, 08 Dezember 2011[207]
- Vierge à l'Enfant avec saint Jean, huile sur panneau, 36 × 28 cm, Brukenthal National Museum, Sibiu, Roumanie[208]
- Sainte Catherine d'Alexandrie et sainte Barbe panneaux d'un retable, huile sur panneau, 61 × 20 cm, Musée Mayer van den Bergh, Anvers[209]
- Salomé avec la tête de saint Jean-Baptiste, panneau, Bob Jones University Museum & Gallery, Caroline du Sud[210]

### Gravures
- 1502 : Adam et Ève au paradis, bois, 33,3 x 23,7 cm, monogrammé et daté, Musée Wittert, Liège, inv. 8227[211]
- 1506 : Vénus et Cupidon, bois, 28,7 x 20,3 cm, monogrammé et daté, Musée Wittert, Liège, inv. 8191[211]
- 1509 : La Pénitence de saint Jean Chrysostome, cuivre au burin, 25,7 x 20,1 cm, National Gallery of Art, BnF[212]
- 1508 : Le Jugement de Pâris, bois, 36,3 x 25,7[213]
- 1509 : Adam et Ève, bois, 34,1 x 23,4 cm, National Gallery of Art, BnF[214]
- 1517 : Saint Georges et le dragon, bois, 23,3 x 16,5, British museum[215]
- 1520 : Portrait de Martin Luther, burin, 14 × 9,7 cm, monogrammé et daté (MDXX).

### Dessins
- Nu féminin couché à l'enfant

## Galerie

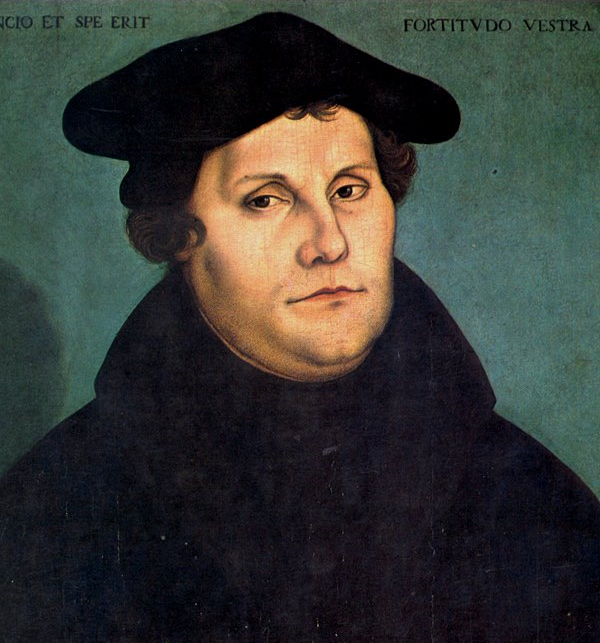
Portrait de Martin Luther
Vénus et Cupidon (vers 1530)
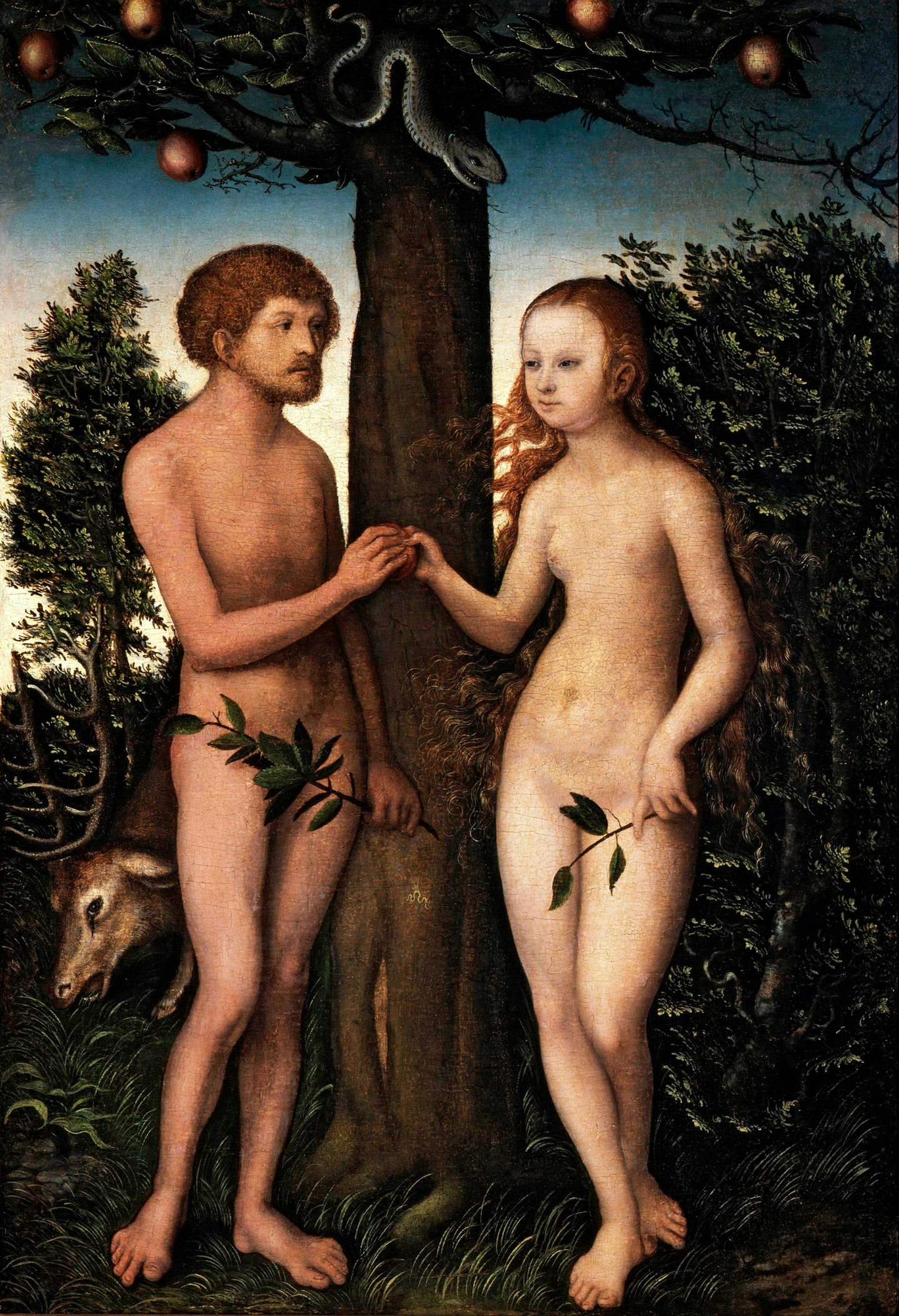
Adam et Ève, 1530 Mexico
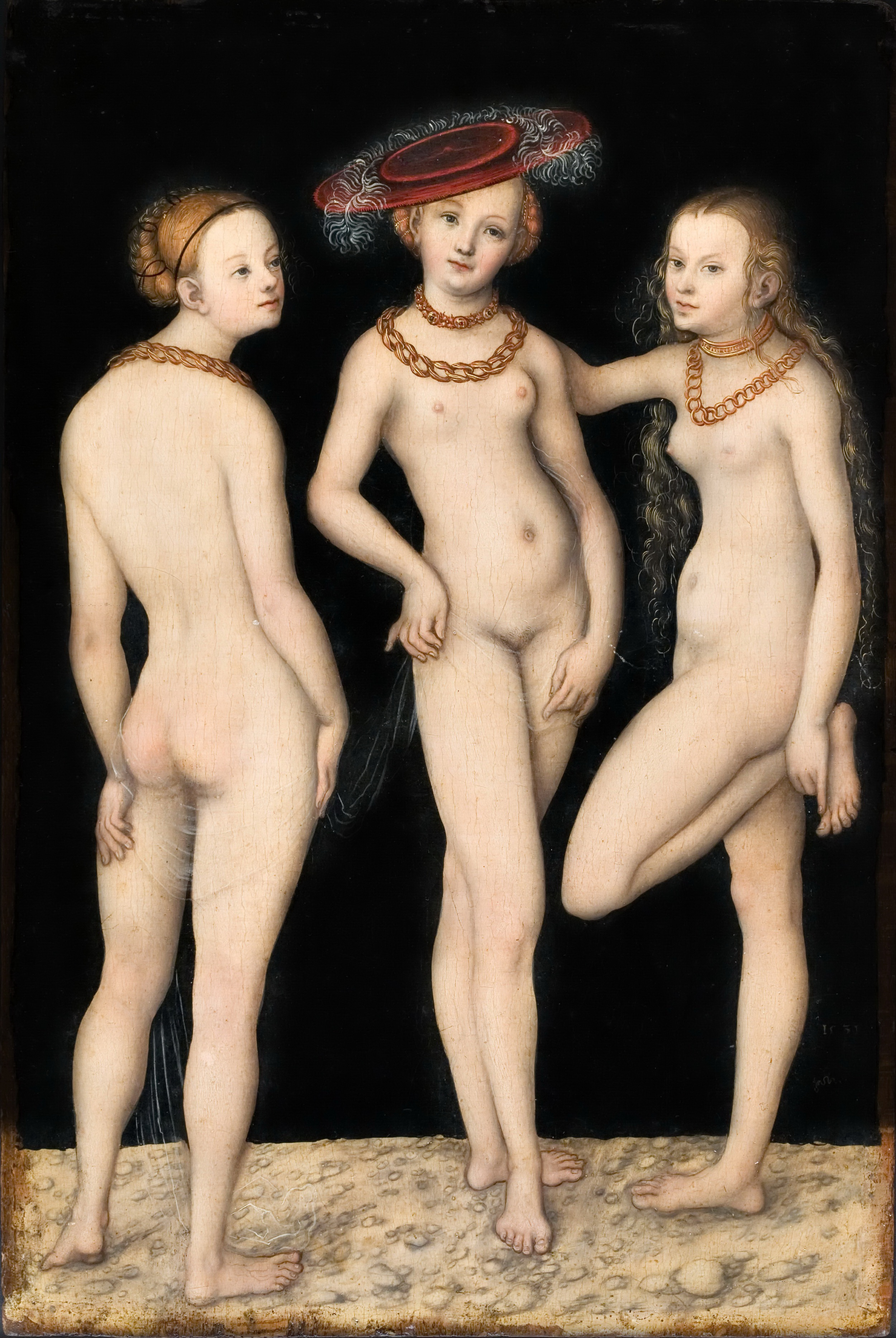
Les Trois Grâces, musée du Louvre (1531)
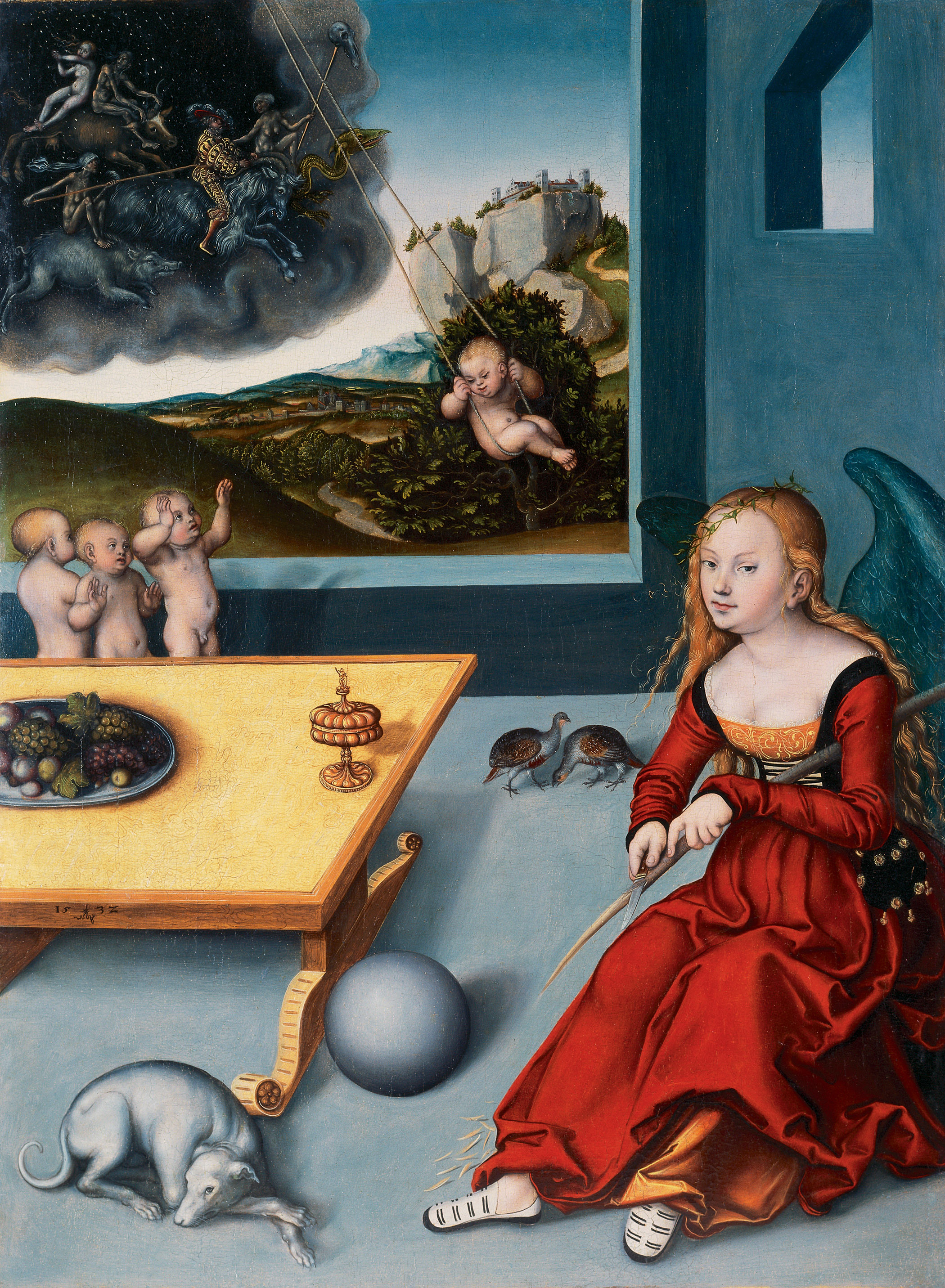
La Mélancolie, musée Unterlinden (1532)
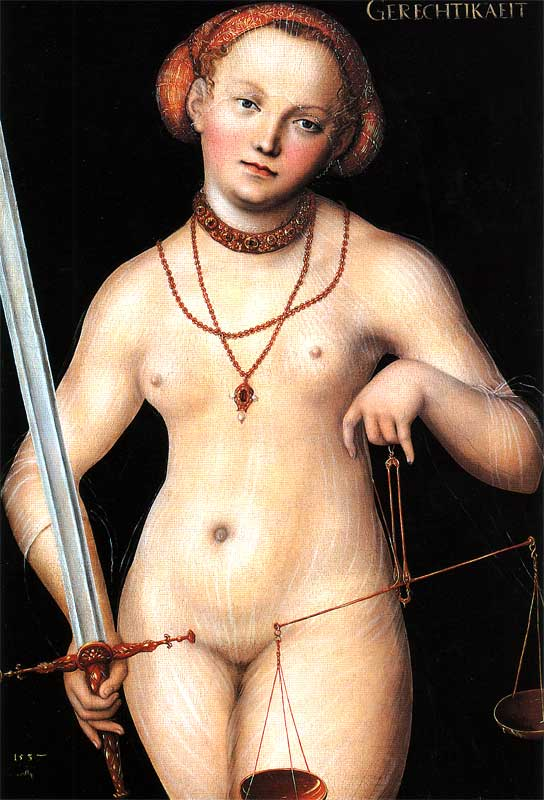
Allégorie de la justice (1537)
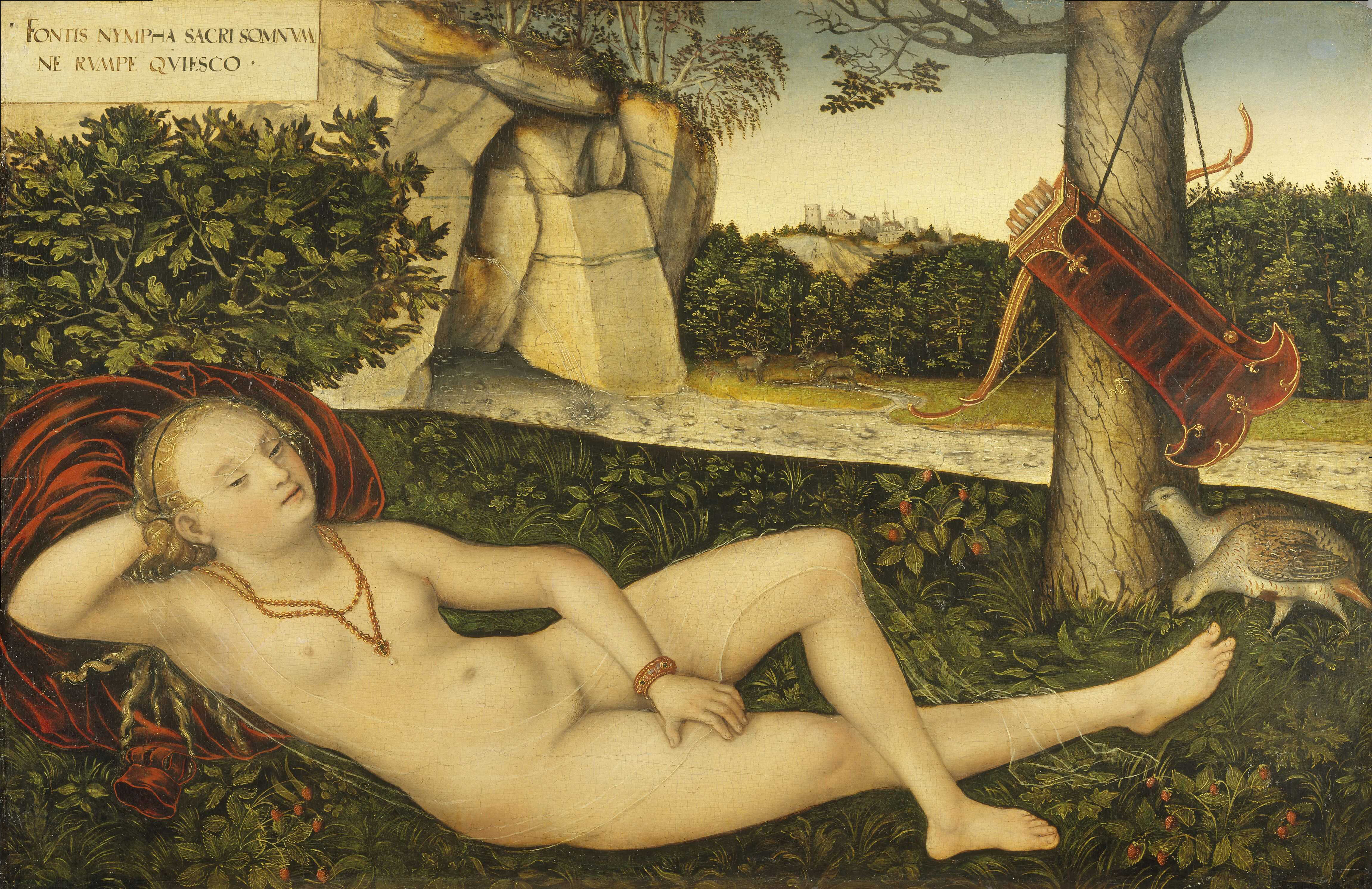
La Nymphe à la source, musée des Beaux-Arts et d'Archéologie de Besançon (vers 1537)
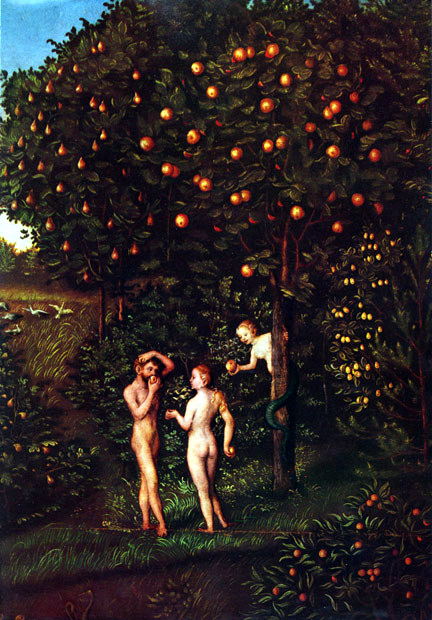
L'Arbre de la connaissance du bien et du mal
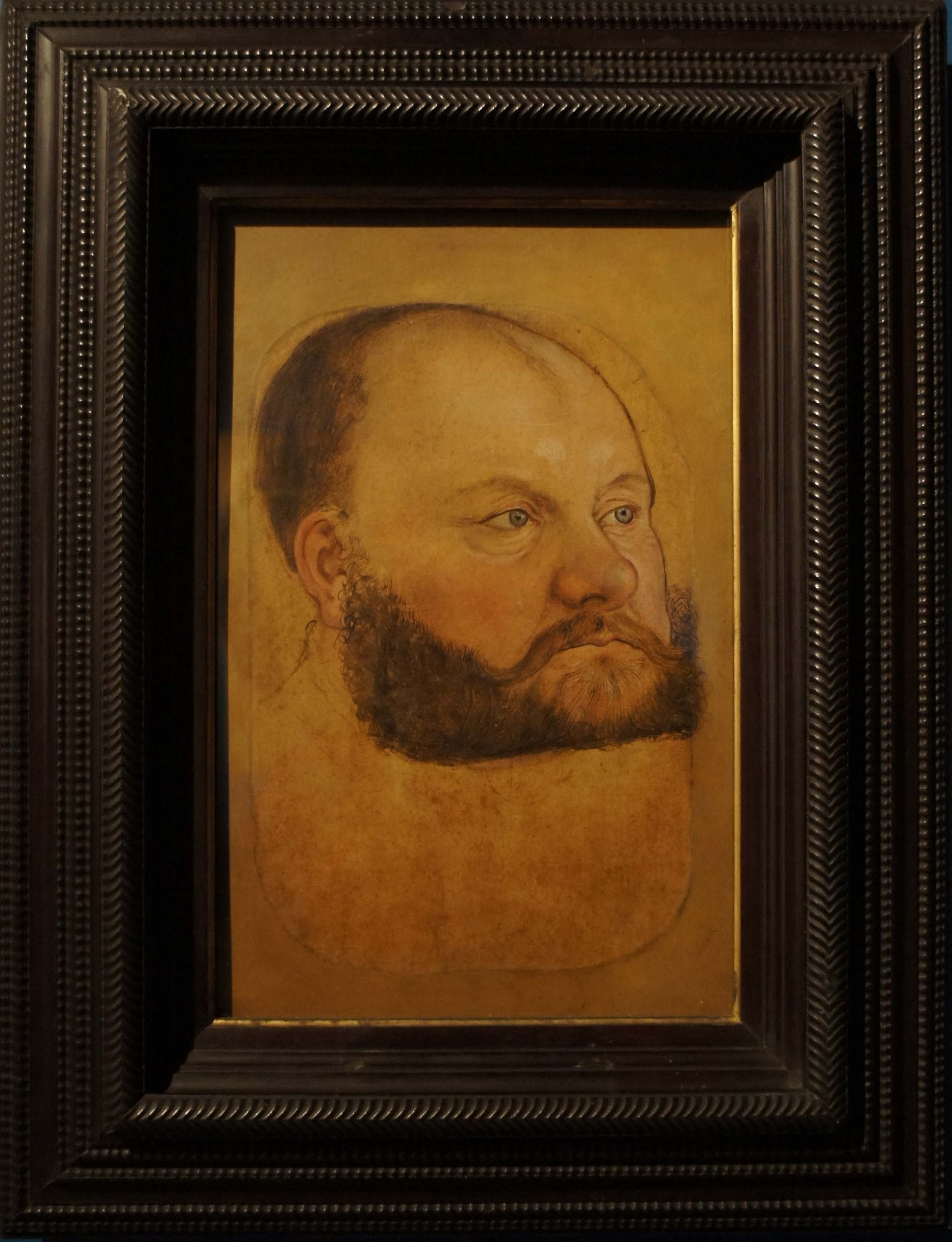
Wofgang prince d'Anhalt en 1542, musée des Beaux-Arts de Reims